# Leipzig

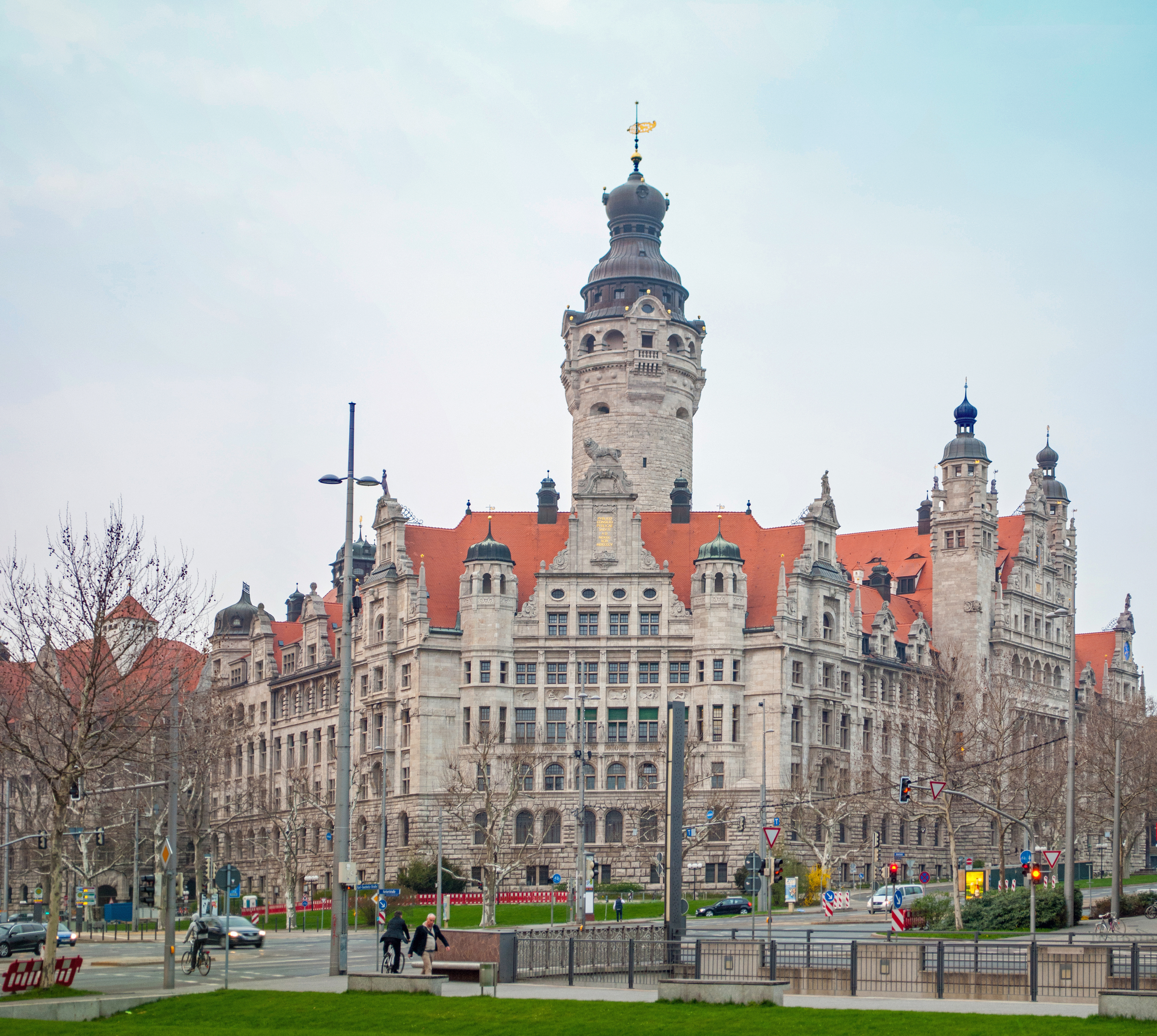
Neues Rathaus, seit 1905 Sitz der Stadtverwaltung (2013)

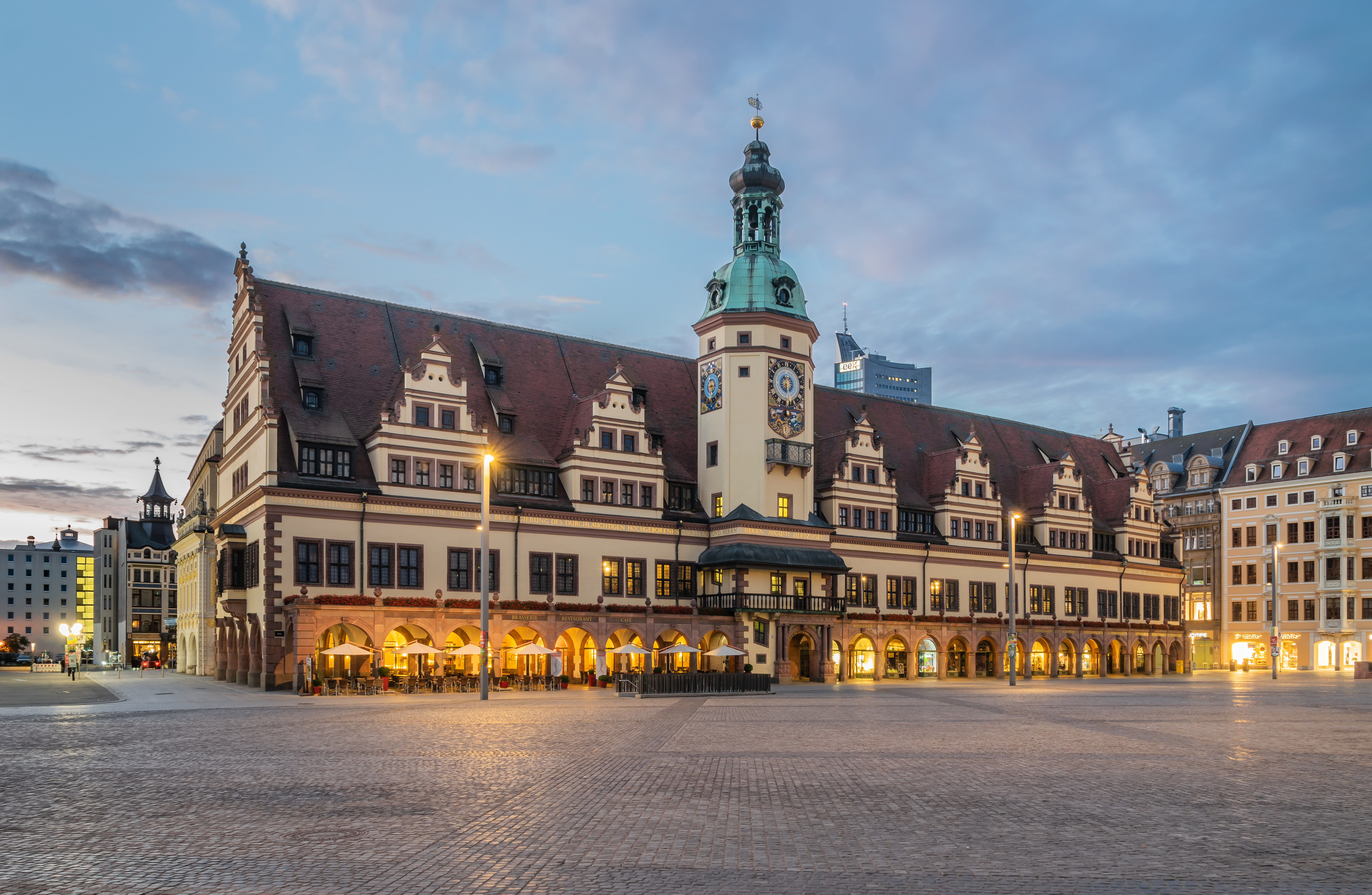
Leipziger Markt mit Altem Rathaus (2019)

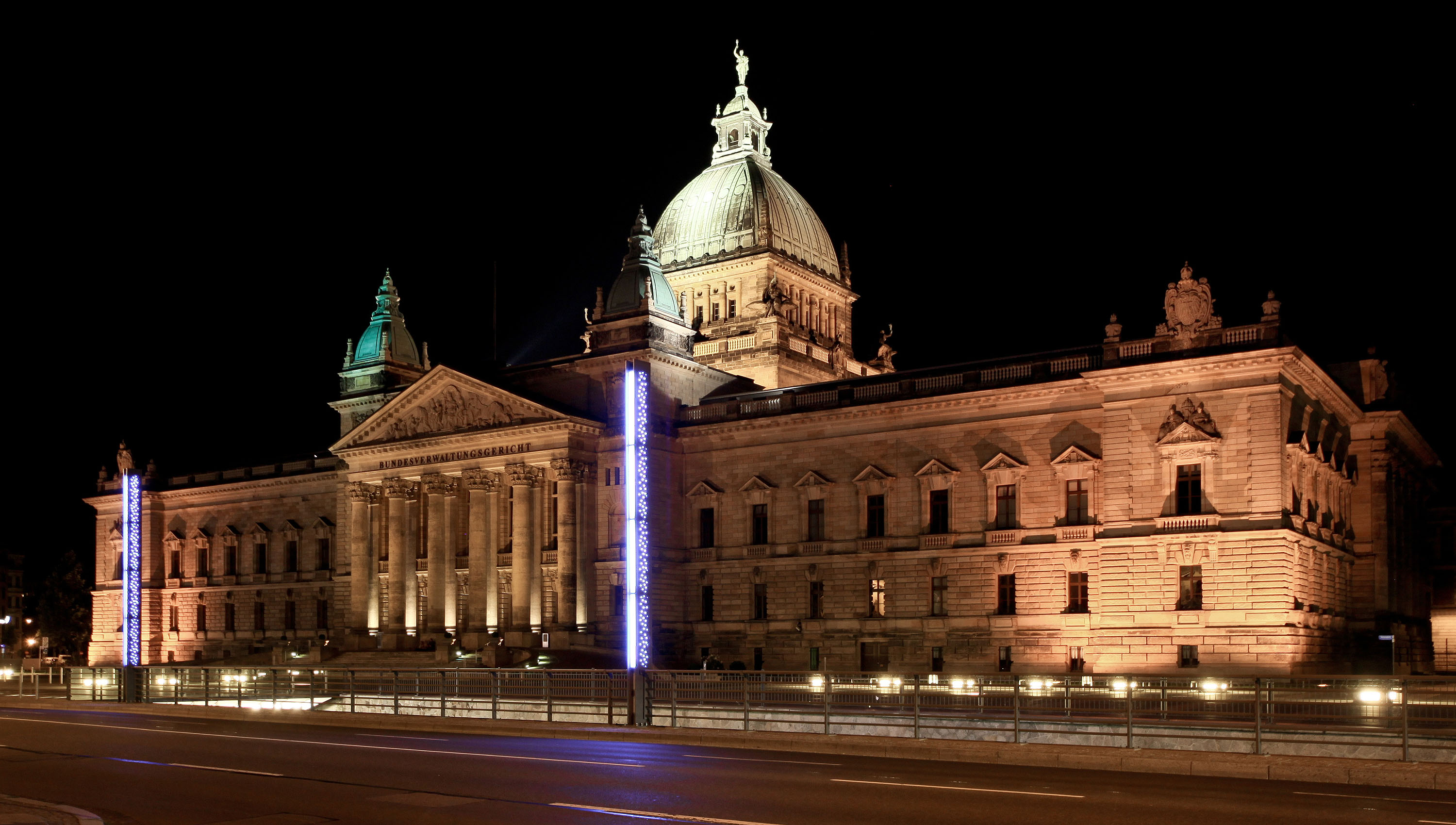
Nachtaufnahme des Reichsgerichtsgebäudes, Sitz des Bundesverwaltungsgerichtes (2009)

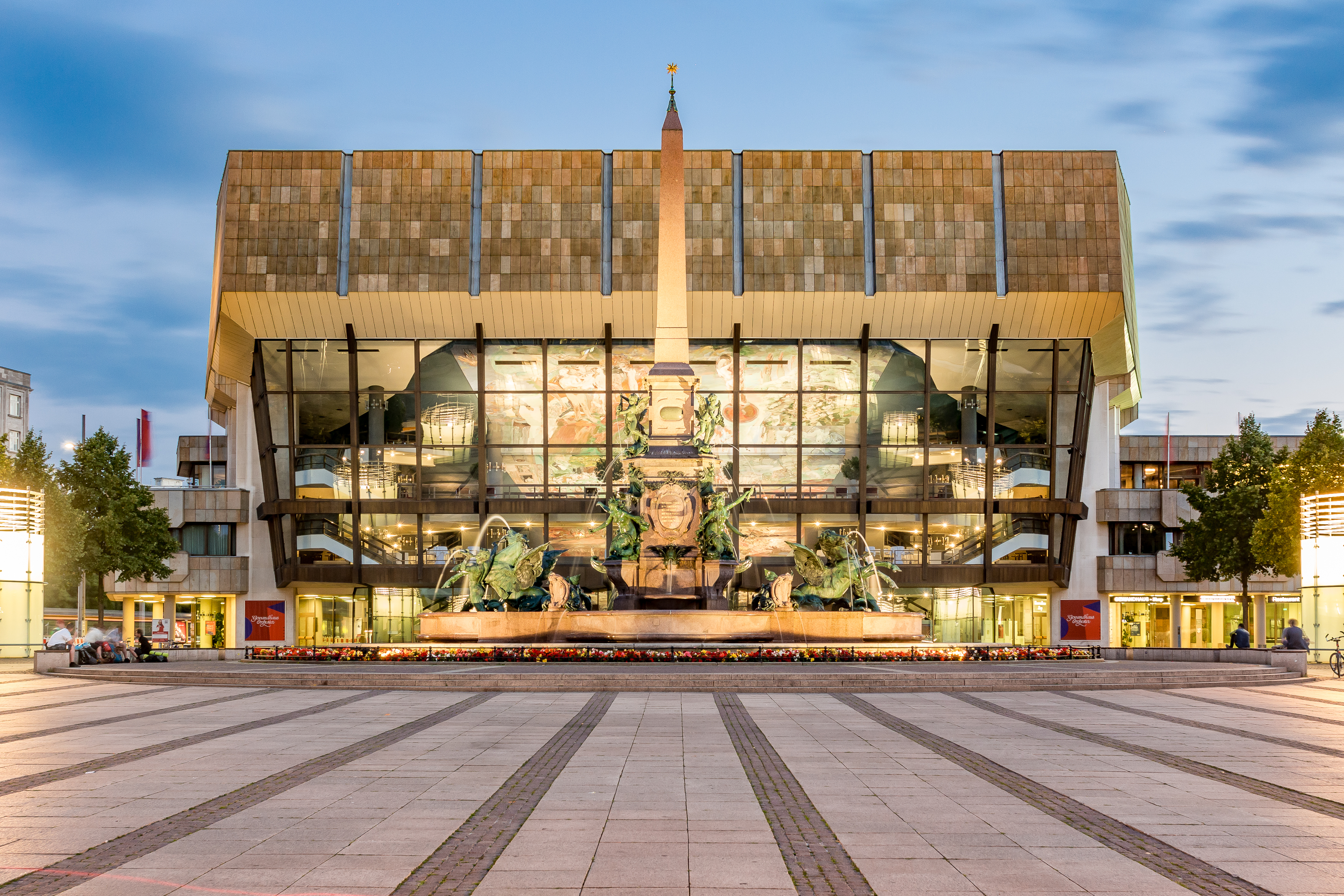
Gewandhaus zu Leipzig am Augustusplatz (2016)

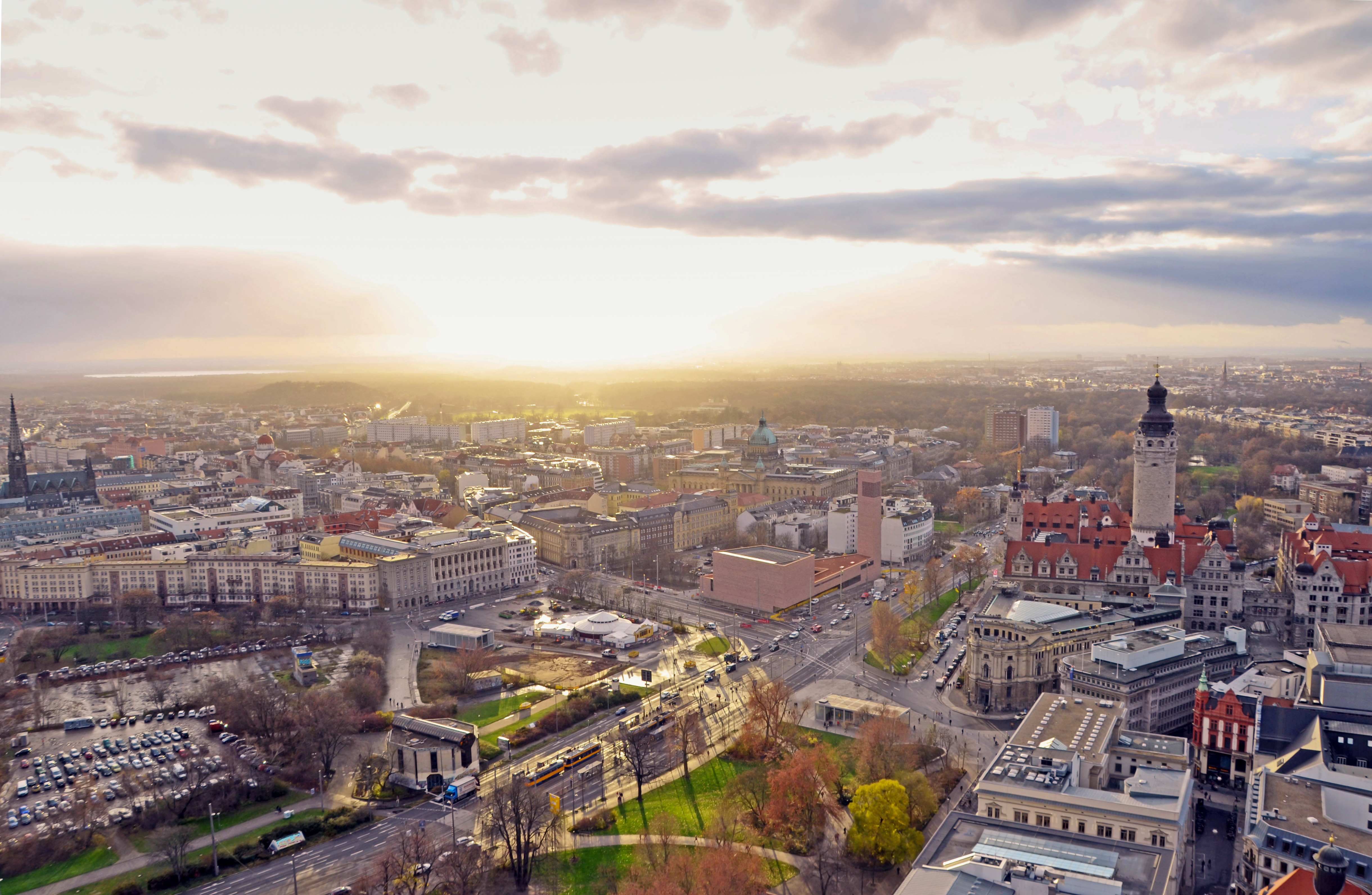
Blick vom City-Hochhaus Richtung Süd-West: rechts Neues Rathaus, links daneben Propsteikirche St. Trinitatis, im Hintergrund Bundesverwaltungsgericht und Leipziger Auwald (2015)

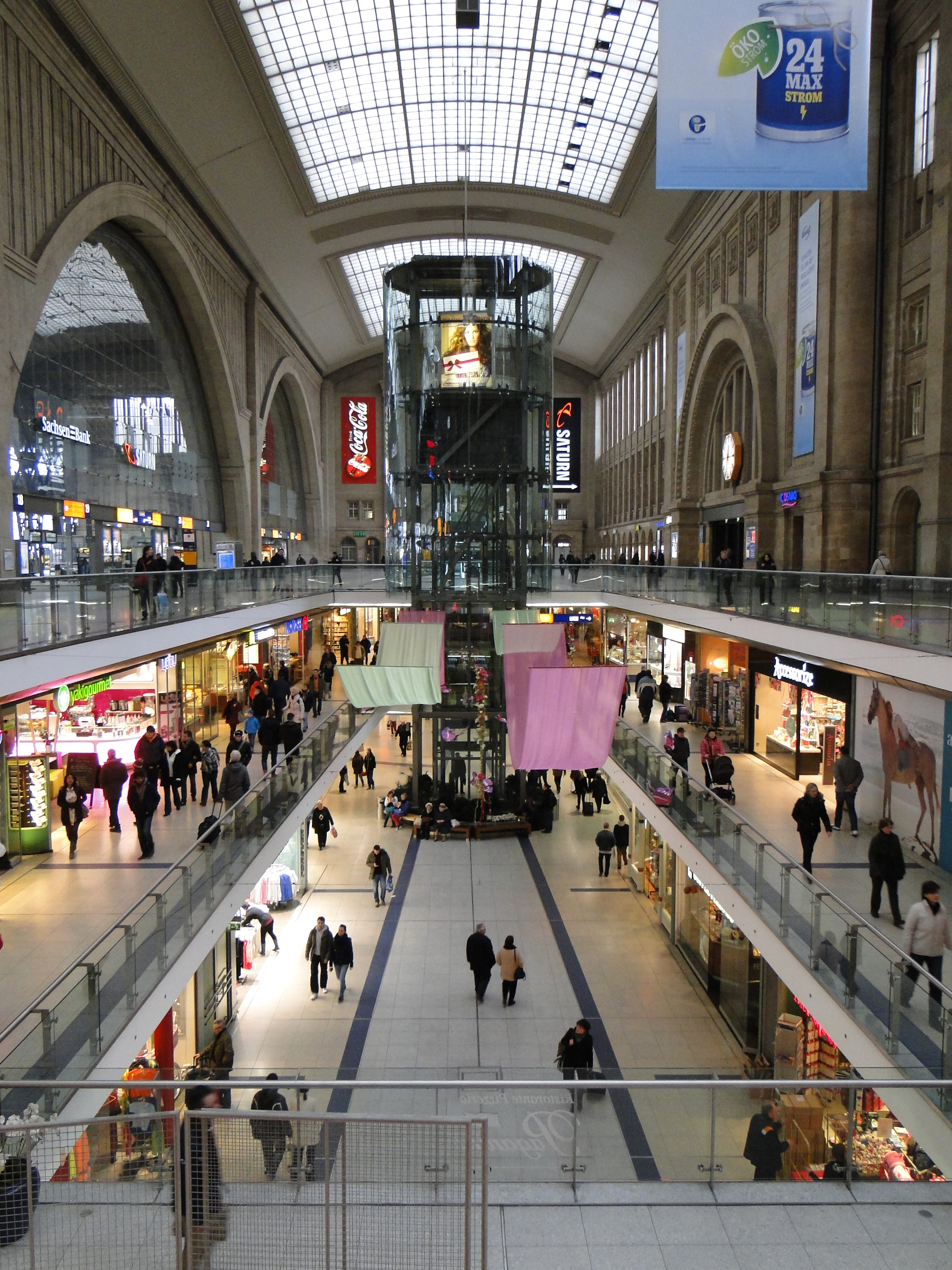
Promenaden im Leipziger Hauptbahnhof (2013)

Leipzig [ˈlaɪ̯pt͡sɪç] ⓘ (im sächsischen Dialekt auch Leibzsch [ˈlaɪ̯bt͡sʃ]; obersorbisch Lipsk) ist eine kreisfreie Stadt sowie mit 611.850 Einwohnern (31. Dezember 2024, laut Statistischem Landesamt des Freistaates Sachsen) bzw. 631.760 Einwohnern (laut Melderegister am 31. März 2025) die einwohnerreichste Stadt im Freistaat Sachsen. Sie belegte 2024 in der Liste der Großstädte in Deutschland den achten Rang. Für Mitteldeutschland ist sie ein historisches Zentrum der Wirtschaft, des Handels und Verkehrs, der Verwaltung, Kultur und Bildung sowie gegenwärtig ein Zentrum für die „Kreativszene“ und eine wichtige Messe- und Universitätsstadt.
Leipzig ist eines der sechs Oberzentren Sachsens und bildet mit der rund 35 Kilometer entfernten Großstadt Halle (Saale) im Land Sachsen-Anhalt den länderübergreifenden Ballungsraum Leipzig-Halle, in dem etwa 1,2 Millionen Menschen leben. Mit Halle und weiteren Städten in den Ländern Sachsen, Sachsen-Anhalt und Thüringen ist Leipzig Teil der polyzentralen Metropolregion Mitteldeutschland.
Nach Verleihung des Stadtrechts und der Marktprivilegien um das Jahr 1165 entwickelte sich Leipzig bereits während der deutschen Ostsiedlung zu einem wichtigen Handelszentrum. Leipzigs Tradition als bedeutender Messestandort in Mitteleuropa mit einer der ältesten Messen der Welt geht auf das Jahr 1190 zurück und war eng mit der langjährigen Rolle Leipzigs als internationales Zentrum des Pelzhandels verknüpft. In der Zeit des Nationalsozialismus trug Leipzig von 1937 bis 1945 offiziell den Stadt-Ehrentitel Reichsmessestadt. Die Stadt ist ein historisches Zentrum des Buchdrucks und -handels. Außerdem befinden sich in Leipzig eine der ältesten Universitäten sowie die ältesten Hochschulen sowohl für Handel als auch für Musik in Deutschland. Leipzig verfügt über eine große musikalische Tradition, die vor allem auf das Wirken von Johann Sebastian Bach und Felix Mendelssohn Bartholdy zurückgeht und sich unter anderem auf die Bedeutung des Gewandhausorchesters und des Thomanerchors stützt.
Im Zuge der Montagsdemonstrationen 1989, die einen entscheidenden Impuls für die Wende in der Deutschen Demokratischen Republik (DDR) gaben, wurde Leipzig als Heldenstadt bezeichnet. Die informelle Auszeichnung für den so mutigen wie friedlichen Einsatz vieler Leipziger Bürger im Umfeld der Nikolaikirche prägte den Ruf der Stadt nach der Wende und wird bei der Stadtvermarktung unter dem Motto „Leipziger Freiheit“ aufgegriffen. Darüber hinaus ist Leipzig für seinen Reichtum an aufwändig sanierten bzw. rekonstruierten Kulturdenkmalen und städtischen Kanälen, den artenreichen Zoo sowie das durch Rekultivierung ehemaliger Braunkohletagebaue entstehende Leipziger Neuseenland und den Bundesliga-Verein RB Leipzig bekannt.
In Leipzig haben das Bundesverwaltungsgericht, der Fünfte und Sechste Strafsenat des Bundesgerichtshofes sowie das Fernstraßen-Bundesamt und die Bundesagentur für Sprunginnovationen ihren Sitz.

## Geographie

### Lage und Morphologie

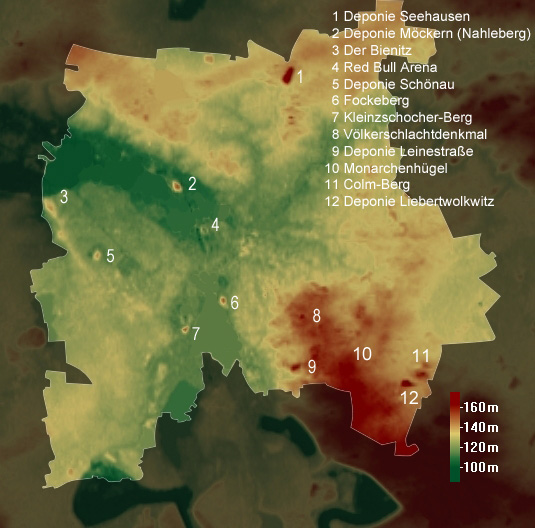
Reliefkarte von Leipzig

Leipzig liegt im Zentrum der Leipziger Tieflandsbucht, die den südlichsten Teil des Norddeutschen Tieflandes bildet, und am Zusammenfluss von Weißer Elster, Pleiße und Parthe. Die Flüsse sind im Stadtgebiet vielfach verzweigt und bilden so den Leipziger Gewässerknoten, der von einem großen Auwaldgebiet begleitet ist (siehe nachfolgenden Abschnitt). Die Umgebung Leipzigs ist waldarm. Das Gebiet war im 20. Jahrhundert durch umfangreichen Braunkohletagebau geprägt, in dessen Folge nun zahlreiche Seen entstehen.
Die Ausdehnung der Stadt beträgt in Nord-Süd-Richtung 23,4 Kilometer und in Ost-West-Richtung 21,3 Kilometer. Die Länge der Stadtgrenze beläuft sich auf 128,7 Kilometer. Im Norden grenzt der Landkreis Nordsachsen an die Stadt, im Süden der Landkreis Leipzig.
| Magdeburg (130 km) Halle (Saale) (35 km)              | Rostock (380 km) Dessau-Roßlau (70 km)      | Berlin (190 km) Wittenberg (70 km)               |
| Kassel (230 km) Nordhausen (120 km) Merseburg (30 km) | Kompassrose, die auf Nachbargemeinden zeigt | Dresden (110 km) Görlitz (220 km) (Grenze Polen) |
| Erfurt (140 km) Frankfurt am Main (390 km)            | Zwickau (85 km) Hof (Saale) (150 km)        | Chemnitz (80 km) Prag (260 km)                   |

* Entfernungen sind gerundete Straßenkilometer bis zum Ortszentrum.
Der Höhenunterschied im Stadtgebiet beträgt etwa 60 Meter. Die höheren Teile liegen im Südosten und die tieferen im Nordwesten. Der tiefste Punkt mit 97 Meter über Normalnull befindet sich an der Neuen Luppe bei Gundorf. Die höchsten natürlichen Punkte der Stadt sind mit 159 Meter der Monarchenhügel und mit 163 Meter der Galgenberg in Liebertwolkwitz. Übertroffen wird der Monarchenhügel von den Deponien Seehausen (178 m) und Liebertwolkwitz (177 m), eine innenstadtnahe Erhebung ist der Schuttberg mit dem Namen Fockeberg (153 m).
Obwohl die Weiße Elster der wasserreichste der drei Flüsse im Stadtgebiet ist, wird mit Leipzig vor allem die Pleiße in Verbindung gebracht, da diese mit ihrem Nebenarm, dem Pleißemühlgraben, der Innenstadt am nächsten kommt.

### Flächennutzung
Die Grafik zeigt die Anteile der Flächennutzung auf dem Stadtgebiet im Jahr 2014.

### Natur und Umwelt

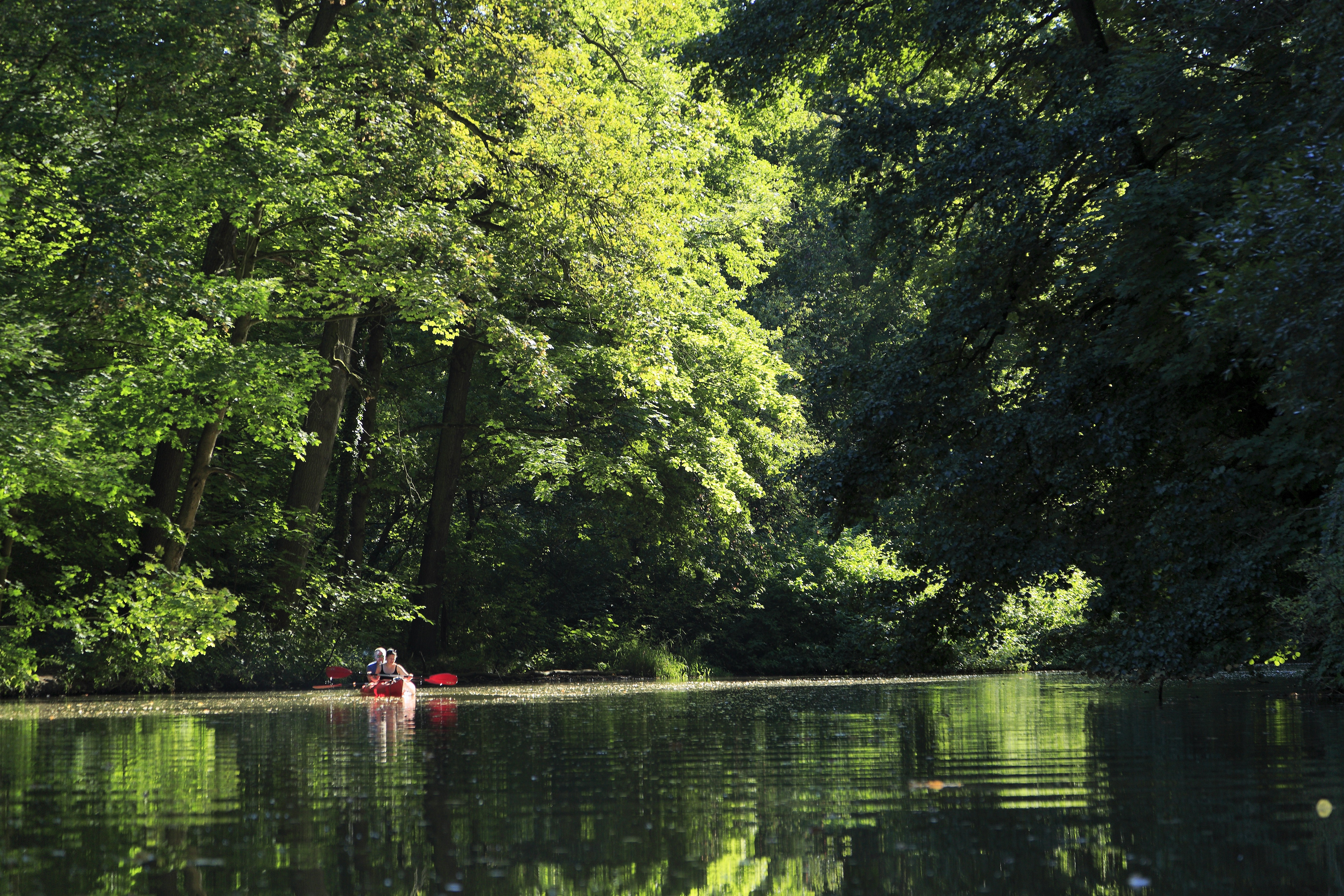
Pleiße im südlichen Auwald (2016)

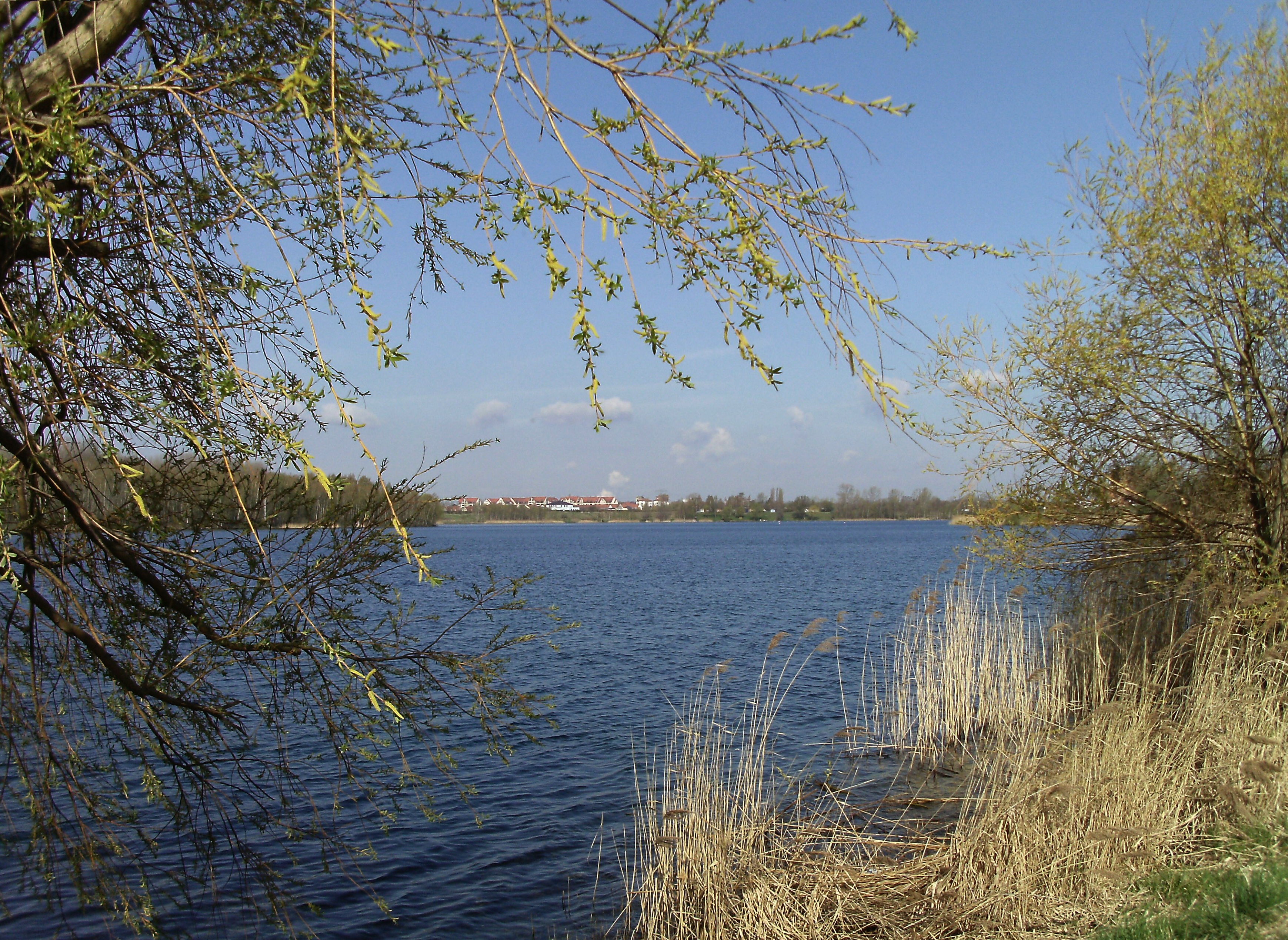
Kulkwitzer See (2012)

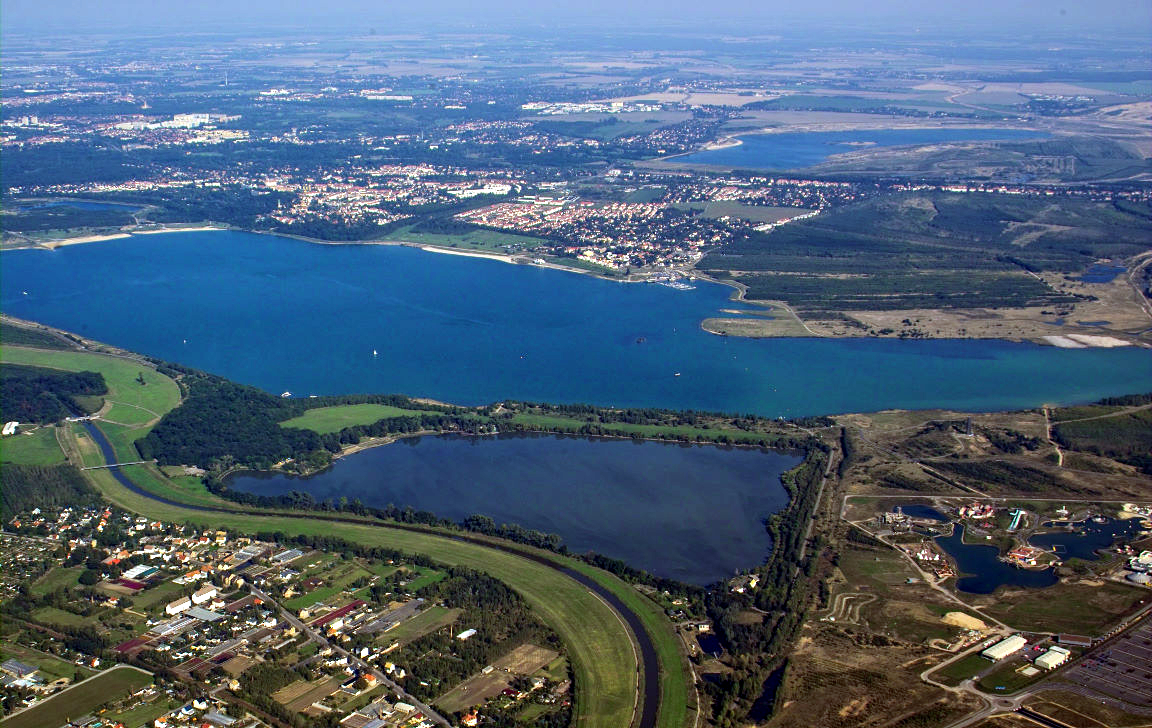
Cospudener See (unten im Bild der inzwischen ausgetrocknete Elsterstausee) (2005)

Entlang der Flüsse zieht sich ein ausgedehntes Auwaldgebiet in Nord-Süd-Richtung durch die Stadt, das im mittleren Bereich zum Teil in Parks umgestaltet wurde. Der Auwald bildet eine klimatisch, ökologisch und für die Erholungsversorgung relevante Grünverbindung vom Leipziger Umland bis in die Kernstadt und hat trotz des jahrhundertelangen unmittelbaren anthropogenen Einflusses eine selten gewordene Flora und Fauna bewahrt. Die enge Verknüpfung zwischen Auwald und städtischer Bebauung ist ein Alleinstellungsmerkmal Leipzigs in Europa.
Da sich unter Leipzig und seinem Umland bedeutende Braunkohlelagerstätten befinden, wurde bereits in den 1930er Jahren mit dem industriellen Abbau dieses Rohstoffes in Tagebauweise begonnen. Durch den Bergbau, der sich während der DDR-Zeit immer weiter ausbreitete (Braunkohle war der Hauptenergieträger der DDR), wurden südlich von Leipzig Teile des Auwaldes zerstört. Zahlreiche Hochwasserschutzmaßnahmen, unter anderem der Bau des Elsterbeckens und die Verlegung natürlicher Flussläufe, sowie mit dem Braunkohleabbau verbundene Absenkungen des Grundwasserspiegels führten zu Störungen des hochspezialisierten Ökosystems, das ursprünglich als natürliches Überflutungsgebiet diente.
Die Stadt liegt inmitten des Leipziger Gewässerknotens, einem ehemaligen Binnendelta, das z. B. durch die Anlage von Mühlgräben und Hochwasserschutzanlagen häufig umgestaltet wurde. In den 1950er Jahren wurden der Pleißemühlgraben und ein Teil des Elstermühlgrabens – im Mittelalter für den Betrieb von Mühlen teilweise künstlich angelegte Nebenarme der beiden Flüsse Pleiße und Weiße Elster – wegen der Verschmutzung durch Industrieabwässer aus der Braunkohleverarbeitung südlich von Leipzig verrohrt oder verfüllt, so dass Leipzig seinen Charakter als Flussstadt teilweise verlor. Die Einleitung der hochgiftigen Abwässer hatte dazu geführt, dass die Flüsse biologisch tot waren. Seit dem weitgehenden Ende der gewässerverschmutzenden Industrie zu Beginn der 1990er Jahre werden beide Flussläufe nach und nach wieder freigelegt. Rund 141 Kilometer ständig wasserführende Fließgewässer verlaufen auf der Stadtfläche, hinzu kommen nur temporär wasserführende Bäche und Gräben.
Neben der Gewässerverunreinigung brachte die Braunkohlebefeuerung veralteter Industrieanlagen, die teilweise noch dem Vorkriegsstandard entsprachen, sowie häuslicher Ofenheizungen eine sehr starke Luftverschmutzung mit sich. Die schwefel- und phenolhaltige Luft und der damit einhergehende saure Regen griffen Teile der Bausubstanz, vor allem die aus Sandstein, an. In den 1970er und 1980er Jahren galt Leipzig als eine der mit Umweltgiften am meisten belasteten Großstädte Europas. Nach der „Wende“ führten die Stilllegung der Altindustrie und die Modernisierung der Kraftwerke und häuslichen Heizungsanlagen sehr schnell zu erheblich verbesserten Wasser- und Luftverhältnissen und zu einer sichtbaren Erholung der Tier- und Pflanzenwelt. Leipzig zählt mit seinen zahlreichen Stadtparks, wie beispielsweise dem zentrumsnahen Clara-Zetkin-Park und dem Rosental, vielen neu geschaffenen Anlagen in den Wohngebieten sowie den traditionellen Schrebergartenvereinen zu den grünsten Städten Deutschlands. Der Grünflächenanteil wird mit rund 50 %, der Waldanteil mit etwa 7 % beziffert. Bis 2015 sollen der Waldanteil auf 10 % erhöht und Biotopverbünde ausgebaut werden. Leipzig ist seit 2007 Modellregion für das Erprobungs- und Entwicklungsvorhaben „Urbane Waldflächen“ des Bundesamtes für Naturschutz, wobei in Zusammenarbeit mit den zuständigen Stadtämtern Wälder verschiedenen Typs auf innerstädtischen Brachflächen angelegt und deren Wirkung auf Klima, Erholungsvorsorge und Naturschutz untersucht werden sollen. Dabei existieren im innerstädtischen Bereich Flächenpotentiale von rund 1850 Hektar.
Einen wesentlichen Anteil am Leipziger Stadtgrün haben die Straßenbäume, wobei sie sowohl gestalterische als auch ökologische Funktionen erfüllen. Im Baumkataster der Stadt sind gegenwärtig 57.732 Straßenbäume registriert. Das sind mehr als die registrierten Parkbäume. Von den Straßenbäumen sind über 35 % Linden, zur Herkunft des Stadtnamens passend. 38 % der Straßenbäume sind jünger als 20 Jahre, was sowohl aus der Ergänzung alter Bestände als auch aus der sofortigen Bepflanzung neu angelegter Straßen resultiert. Seit Beginn der Aktion Baumstarke Stadt im Jahr 1996 konnten durch Spenden (ab 250 EUR pro Baum) jährlich bis zu 150 Bäume gepflanzt werden.
Anfang der 1990er Jahre wurde der Braunkohleabbau gestoppt und mit der Rekultivierung der Tagebaurestlöcher und der Renaturierung des Umfeldes begonnen. Inzwischen sind aus den gefluteten Tagebauen mehrere Seen mit sehr guter Wasserqualität entstanden. Weitere Tagebaue befinden sich noch in der Flutung. Der Kulkwitzer und Cospudener See liegen dem Leipziger Stadtzentrum am nächsten, sie dienen als sehr gut erschlossenes Naherholungsgebiet. Zudem grenzt das Leipziger Stadtgebiet auch an den Zwenkauer See, welcher durch einen Kanal mit den Cospudener See verbunden werden soll. Der so entstehende großflächige Erholungsraum wird als „Leipziger Neuseenland“ touristisch vermarktet und soll bei Fertigstellung 70 km² Wasserfläche umfassen. Im Stadtgebiet selbst stehen rund 130 Stillgewässer mit einer Gesamtfläche von 80 Hektar unter städtischer Verwaltung. Um Natur und Landschaft der Region gemeinsam mit den umliegenden Kommunen und Landkreisen zu entwickeln und erlebbar zu machen, ist Leipzig seit 1996 Mitglied im Grünen Ring Leipzig.
Am 1. März 2011 wurde ein großer Teil der Stadt zur Umweltzone der Schadstoffgruppe 4 erklärt.

### Stadtgliederung und Nachbargemeinden
Leipzig ist seit 1992 verwaltungsmäßig in zehn Stadtbezirke gegliedert, die 63 Ortsteile enthalten. Im Gegensatz dazu werden als Stadtteile Gebiete der Stadt bezeichnet, die durch Eingemeindung vorher selbständiger Dörfer entstanden sind. Daher sind Grenzen von Stadt- und Ortsteilen nicht immer identisch. Zur Erreichung etwa gleich großer Verwaltungseinheiten bilden manchmal zwei Stadtteile einen Ortsteil, oder ein Stadtteil wird in mehrere Ortsteile zerlegt. Falls nicht durch Eingemeindung entstanden, entspricht mitunter ein Ortsteil keinem Stadtteil.
| \| Stadtbezirk \| Einwohner \| Fläche km² \| Einw. pro km² \| \| ----------- \| --------- \| ---------- \| ------------- \| \| Mitte \| 70.611 \| 13,96 \| 5.160 \| \| Nordost \| 50.653 \| 26,31 \| 1.936 \| \| Ost \| 89.655 \| 40,73 \| 2.212 \| \| Südost \| 65.465 \| 34,72 \| 1.897 \| \| Süd \| 68.077 \| 16,95 \| 4.052 \| \| Südwest \| 57.164 \| 46,56 \| 1.241 \| \| West \| 57.231 \| 14,69 \| 3.913 \| \| Alt-West \| 62.320 \| 26,21 \| 2.395 \| \| Nordwest \| 36.582 \| 39,07 \| 943 \| \| Nord \| 74.802 \| 38,61 \| 1.952 \| \| Insgesamt \| 632.562 \| 297,81 \| 2.142 \| |           |            |               |
| Stadtbezirk | Einwohner | Fläche km² | Einw. pro km² |
| Mitte | 70.611    | 13,96      | 5.160         |
| Nordost | 50.653    | 26,31      | 1.936         |
| Ost | 89.655    | 40,73      | 2.212         |
| Südost | 65.465    | 34,72      | 1.897         |
| Süd | 68.077    | 16,95      | 4.052         |
| Südwest | 57.164    | 46,56      | 1.241         |
| West | 57.231    | 14,69      | 3.913         |
| Alt-West | 62.320    | 26,21      | 2.395         |
| Nordwest | 36.582    | 39,07      | 943           |
| Nord | 74.802    | 38,61      | 1.952         |
| Insgesamt | 632.562   | 297,81     | 2.142         |

|              | Krostitz     | Jesewitz  |         |
| Schkeuditz   | Rackwitz     | Taucha    |         |
| Markranstädt |              | Borsdorf  | Brandis |
| Pegau        | Markkleeberg | Großpösna |         |
|              | Zwenkau      |           |         |

Krostitz, Jesewitz, Schkeuditz, Rackwitz und Taucha liegen im Landkreis Nordsachsen, Borsdorf, Brandis, Markranstädt, Markkleeberg, Pegau, Zwenkau und Großpösna im Landkreis Leipzig.

### Klima
Leipzig liegt in der gemäßigten Klimazone, im Übergangsbereich vom ozeanischen Klima Westeuropas zum Kontinentalklima Osteuropas. Die durchschnittliche Jahrestemperatur beträgt 8,4 °C und die mittlere jährliche Niederschlagsmenge 507 mm (Mittel 1972–2001). Im Mittel gab es im gleichen Zeitraum 77 Tage mit Frost, 37 Sommertage und über sieben heiße Tage. Der meiste Niederschlag fällt in den Sommermonaten Juni bis August mit einem Spitzenwert von 58,6 mm im August. Im Februar fällt der geringste Niederschlag mit 27 mm, in den anderen Wintermonaten liegt er etwa bei 30 mm.
Der Regenschatten des Harzes erreicht im Leipziger Stadtgebiet seine südöstliche Grenze. Nach Süden schließen sich die Regenstaulagen des Erzgebirges an. Dies äußert sich in einem bedeutenden Niederschlagsgradienten in der Umgebung der Stadt, aber auch innerhalb des Stadtgebietes. Am trockensten ist der Norden Leipzigs, der meiste Niederschlag fällt im Südraum der Stadt, wobei die Jahresdifferenz etwa 100 mm beträgt. Zum Vergleich: In der vollständig im Regenschatten liegenden Stadt Halle (Saale) fallen nur etwa 450 mm Niederschlag im Jahr.
Die höchste Temperatur wurde in Leipzig am 20. Juli 2022 mit 39,3 °C gemessen. Die niedrigste aufgezeichnete Temperatur wurde am 14. Januar 1987 mit −24,1 °C erfasst.
|                       | Jan  | Feb  | Mär  | Apr  | Mai  | Jun  | Jul  | Aug  | Sep  | Okt  | Nov | Dez |   |      |
| Mittl. Tagesmax. (°C) | 4,4  | 7,0  | 10,0 | 15,2 | 19,8 | 23,1 | 24,9 | 25,6 | 20,9 | 14,7 | 9,3 | 7,2 | ⌀ | 15,2 |
| Mittl. Tagesmin. (°C) | −1,2 | −0,3 | 1,4  | 3,8  | 7,9  | 12,0 | 13,6 | 13,4 | 10,1 | 6,5  | 2,7 | 1,8 | ⌀ | 6    |
|                       |      |      |      |      |      |      |      |      |      |      |     |     |   |      |
| Niederschlag (mm)     | 44   | 34   | 45   | 35   | 57   | 60   | 85   | 65   | 55   | 44   | 48  | 45  | Σ | 617  |
|                       |      |      |      |      |      |      |      |      |      |      |     |     |   |      |
| Sonnenstunden (h/d)   | 1,5  | 2,1  | 3,2  | 4,6  | 6,4  | 6,2  | 6,7  | 6,1  | 4,3  | 3,5  | 1,5 | 1,2 | ⌀ | 4    |
|                       |      |      |      |      |      |      |      |      |      |      |     |     |   |      |
| Regentage (d)         | 17   | 12   | 17   | 11   | 9    | 11   | 13   | 12   | 12   | 15   | 17  | 17  | Σ | 163  |
|                       |      |      |      |      |      |      |      |      |      |      |     |     |   |      |
| Luftfeuchtigkeit (%)  | 86   | 84   | 79   | 74   | 71   | 73   | 70   | 70   | 77   | 82   | 84  | 86  | ⌀ | 78   |

| −1,2 |

| −0,3 |

| 1,4 |

| 3,8 |

| 7,9 |

| 12,0 |

| 13,6 |

| 13,4 |

| 10,1 |

| 6,5 |

| 2,7 |

| 1,8 |

| −1,2 |

| −0,3 |

| 1,4 |

| 3,8 |

| 7,9 |

| 12,0 |

| 13,6 |

| 13,4 |

| 10,1 |

| 6,5 |

| 2,7 |

| 1,8 |

## Geschichte

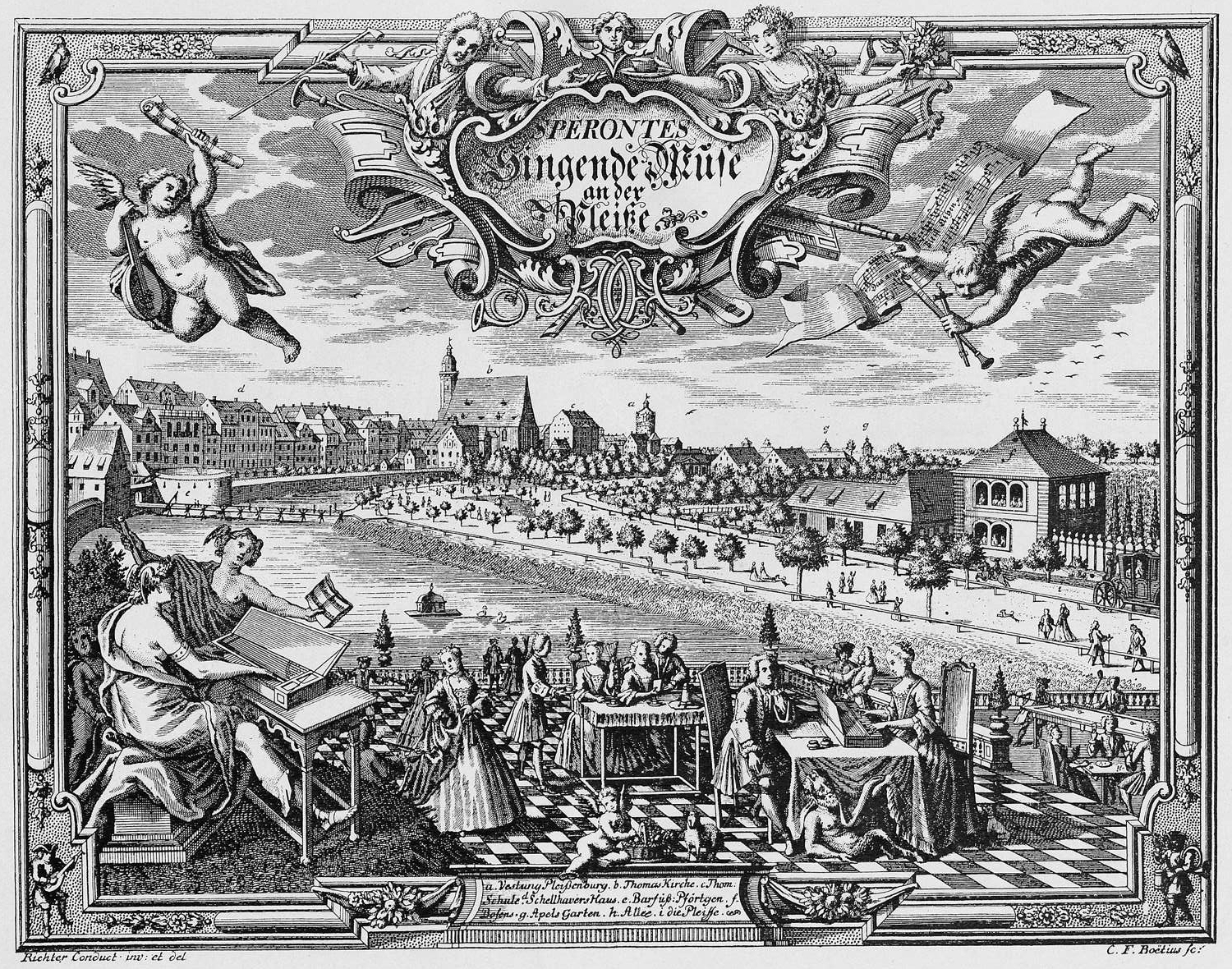
Leipzig von Nordwesten 1736

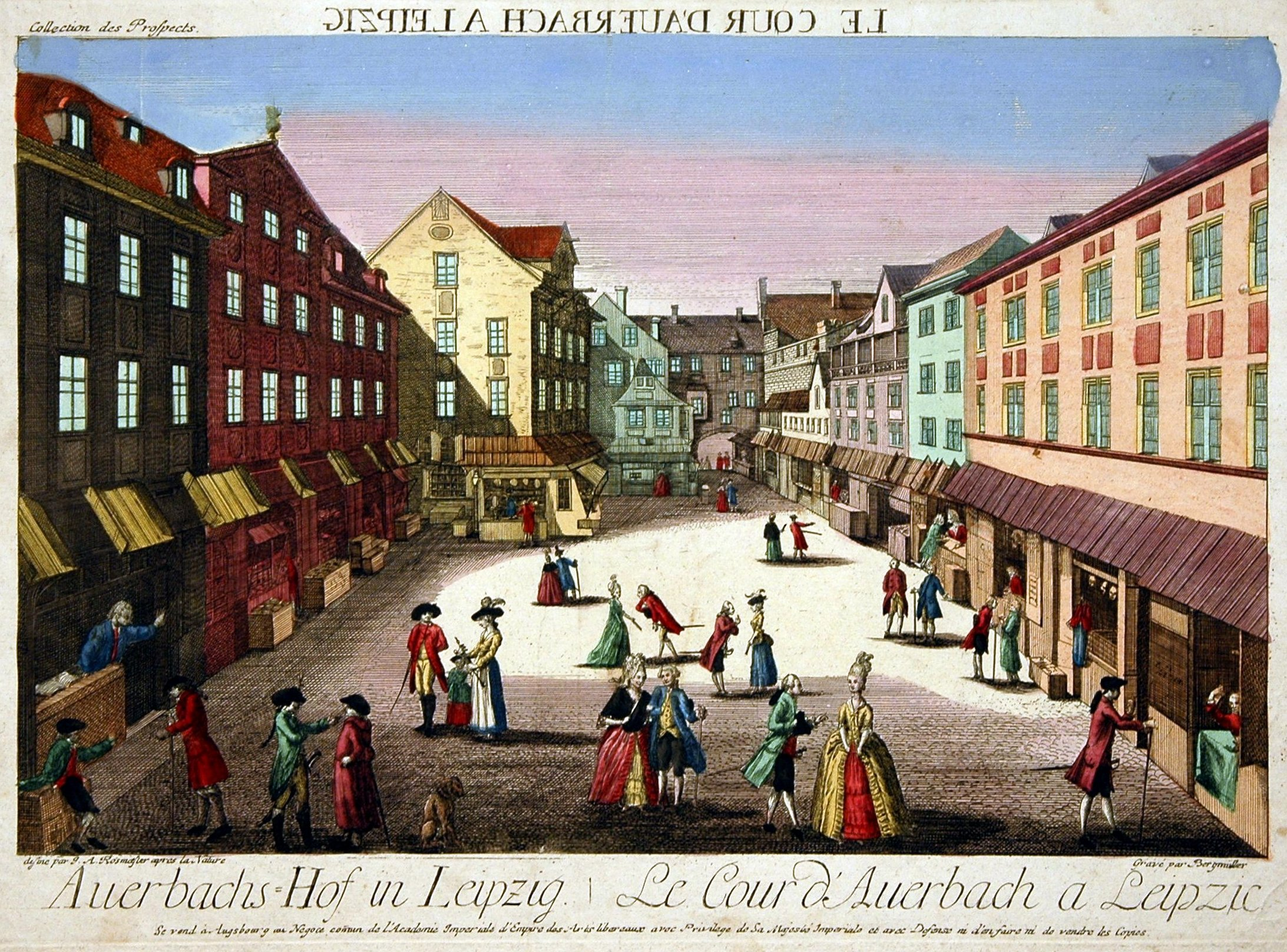
Auerbachs Hof 1778

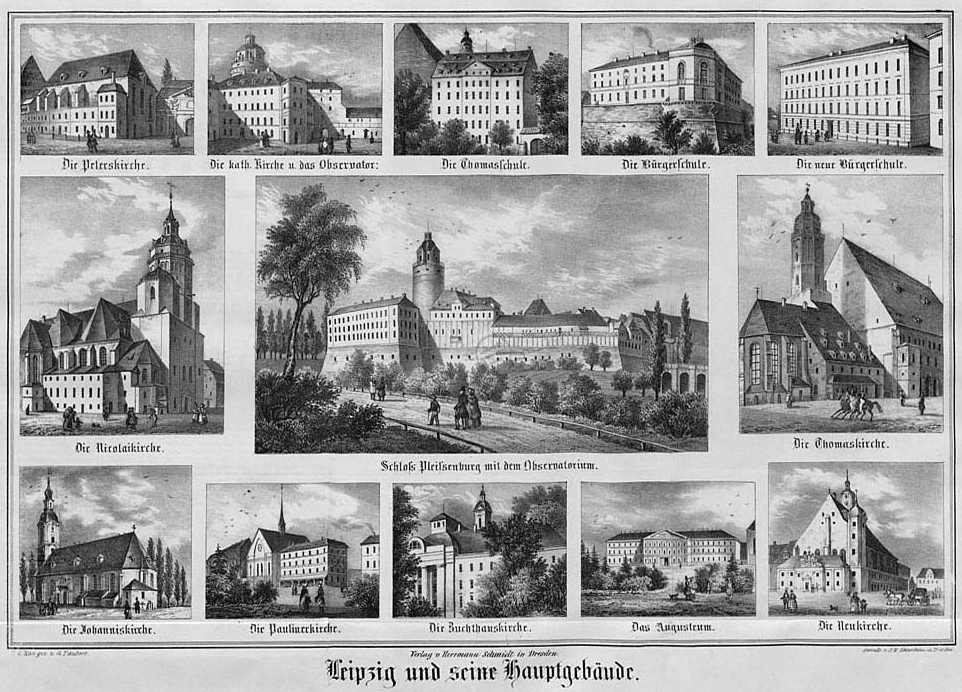
Leipzig um 1840

Um das Jahr 900 wurde an beiden Ufern der Parthe eine slawische Siedlung angelegt, wie Grabungen von Herbert Küas im Gebiet des heutigen Matthäikirchhofs bestätigten. Erstmals erwähnt wurde Leipzig 1015, als Thietmar von Merseburg von einer urbs Libzi berichtete (Chronikon VII, 25). Der Name wird üblicherweise als „Stadt der Linden“ gedeutet, vgl. sorbisch lipa „Linde“, doch ist dies zuletzt auch in Zweifel gezogen worden. Als Gründungsjahr der Stadt gilt das Jahr 1165, in dem Markgraf Otto der Reiche von Meißen dem Ort an der Kreuzung der Via Regia mit der Via Imperii das Stadtrecht und das Marktrecht erteilte. Mit der Stadtgründung entstanden die beiden großen Kirchbauwerke – die Thomaskirche und die St.-Nikolaikirche. Der erste Nachweis der Münzstätte Leipzig ist mit Brakteaten der Umschrift MARCHIO OTTO DE LIPPI oder OTTO MARCHIO DE LIPPZINA des Markgrafen Otto des Reichen erbracht worden.
Leipzig lag in der Markgrafschaft Meißen, die 1439 im Kurfürstentum Sachsen aufging. Das Kurfürstentum wurde bereits 1485 durch die beiden Brüder Albrecht den Beherzten und Ernst mit der Leipziger Teilung aufgeteilt. Leipzig gehörte danach zum Herzogtum Sachsen, zu dessen Hauptstadt das bis dahin im Vergleich zu Leipzig oder Meißen unbedeutende Dresden ernannt wurde. Leipzig war darin häufig Tagungsort des Landtags. Nach der Verwaltungsreform 1499 lag Leipzig als sogenanntes Kreisamt Leipzig im Leipziger Kreis, neben dem es sieben weitere im Kurfürstentum gab.
Am 2. Dezember 1409 wurde die Universität Leipzig als „Alma Mater Lipsiensis“ gegründet und gehört damit zu den drei ältesten Universitäten in Deutschland. Der Gründungstag ist der Dies academicus der Universität. 1519 trafen sich Martin Luther, Andreas Karlstadt und Philipp Melanchthon mit dem katholischen Theologen Johannes Eck auf Einladung der Universität in der Pleißenburg zu einem Streitgespräch, das als Leipziger Disputation in die Geschichte einging.

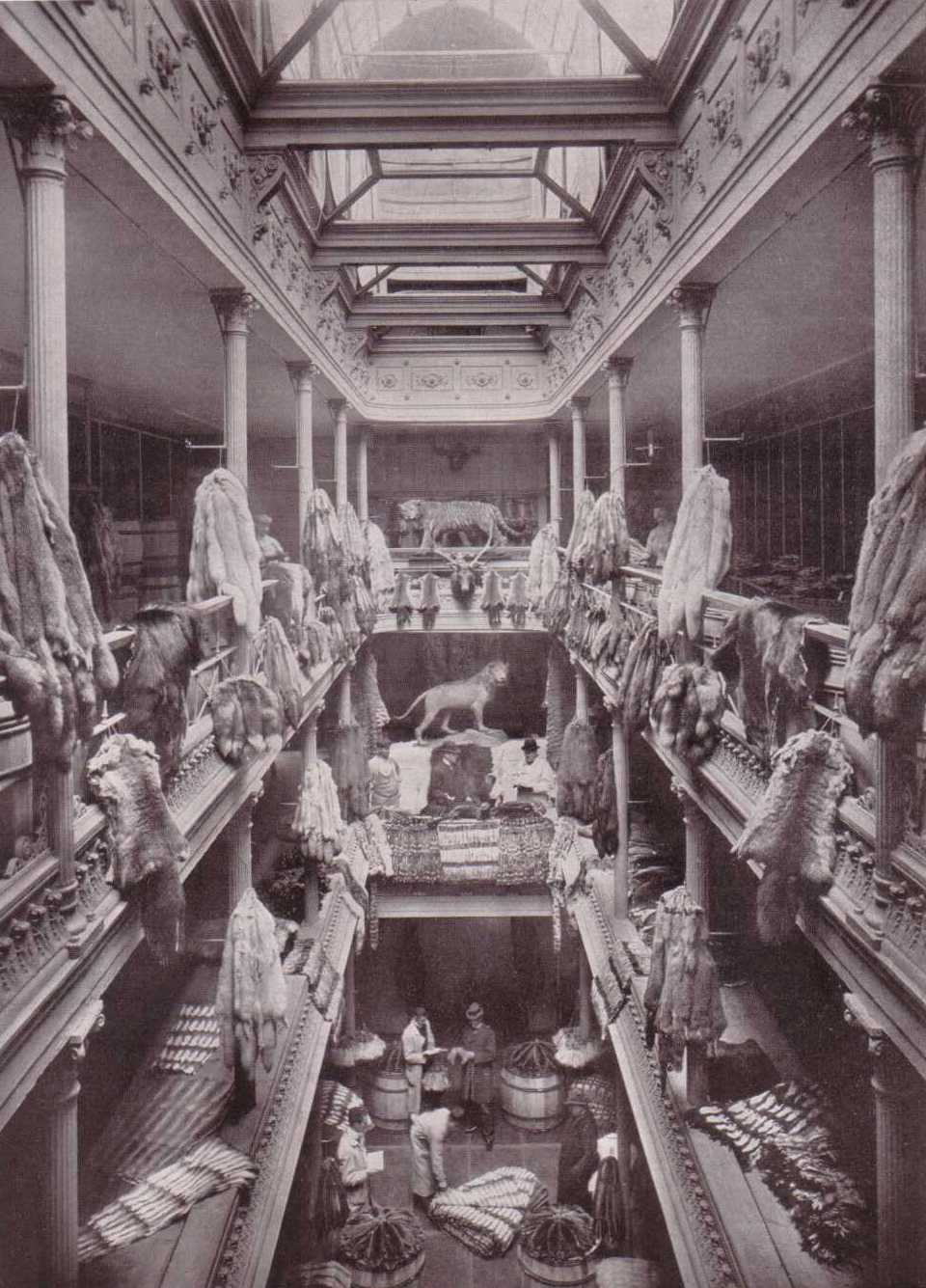
Pelzlager am Brühl um 1900

Nach Erhebung zur Reichsmessestadt 1497 und Ausdehnung des Stapelrechts auf einen Umkreis von 115 Kilometer zehn Jahre später durch den späteren Kaiser Maximilian I. wurde Leipzig zu einer Messestadt von europäischem Rang. Für den Güteraustausch zwischen Ost- und Westeuropa entwickelte es sich zum wichtigsten deutschen Handelsplatz. Bedeutend für die spätere Entwicklung zur Messestadt waren insbesondere der Fellhandel sowie die Weiterverarbeitung zu Pelzhalbfabrikaten für die Kürschnerei und die Herstellung der zugehörigen Werkzeuge und Maschinen. Der Leipziger Brühl wurde neben London zum internationalen Handelszentrum der Pelzwirtschaft, die bedeutende Rolle der Leipziger jüdischen Gemeinde war eng mit ihm verknüpft. Noch 1913 lag der Anteil der Pelzbranche am Steueraufkommen Leipzigs bei 40 Prozent.
1539 wurde die Reformation endgültig durch Luther und Justus Jonas in Leipzig eingeführt. Leipzig war vom Schmalkaldischen Krieg 1546 und 1547 betroffen, in dem es für Leipzig und Sachsen vorrangig um die Gleichstellung der protestantischen Konfession ging. Infolge des Krieges, in dem Herzog Moritz auf kaiserlicher (katholischer) Seite stand, wechselte die Kurwürde in Sachsen von der ernestinischen an die albertinische Linie, in deren Herzogtum Leipzig lag. In diesen Jahren war die Entwicklung Leipzigs vor allem durch die sich stetig verbessernden Lebensbedingungen gekennzeichnet. Als immer bedeutendere Handels- und Messestadt profitierte Leipzig dabei vom wohlhabenden Leipziger Handelsbürgertum. Bereits im 16. Jahrhundert entstand eine Trinkwasserversorgung. 1650 erschienen erstmals die Einkommenden Zeitungen sechsmal pro Woche. Sie gelten damit als älteste Tageszeitung der Welt.
Der Dreißigjährige Krieg war ein schwerer Einschnitt in die prosperierende Entwicklung der Stadt, die Bevölkerungszahl ging von 18.000 auf 12.000 zurück. Zwischen 1631 und 1642 wurde die Stadt fünfmal belagert, von 1642 bis 1650 war sie schwedisch besetzt. Nachdem Kursachsen seinen Anteil zur Abdankung der schwedischen Armee am 30. Juni 1650 gemäß dem Nürnberger Exekutionstag vollständig beglichen hatte, übergab der schwedische Gouverneur die Stadt an Wolff Christoph von Arnim. Am 17. September 1631 war die Leipziger Umgebung mit der Schlacht bei Breitenfeld Schauplatz einer der größten Niederlagen der Kaiserlichen unter Tilly im Dreißigjährigen Krieg. In dem zu Leipzig gehörenden ehemaligen Rittergut Breitenfeld erinnert ein Gustav-Adolf-Denkmal an den schwedischen Heerführer. Ein Jahr darauf, am 16. November 1632, fiel Gustav Adolf in der Schlacht bei Lützen, etwa zehn Kilometer südwestlich der heutigen Leipziger Stadtgrenze.
1701 wurde in Leipzig eine Straßenbeleuchtung eingeführt. Die etwa 700 Laternen, nach Amsterdamer Vorbild gefertigt und mit Öl betrieben, wurden erstmals am Abend des 24. Dezember 1701 angezündet. Dazu stellte die Stadt sogenannte Laternenwärter ein, die nach einem festen Brennplan dafür zu sorgen hatten, dass die Laternen rechtzeitig angezündet und wieder gelöscht wurden. Während des Siebenjährigen Krieges war Leipzig von 1756 bis 1763 durch Preußen besetzt.

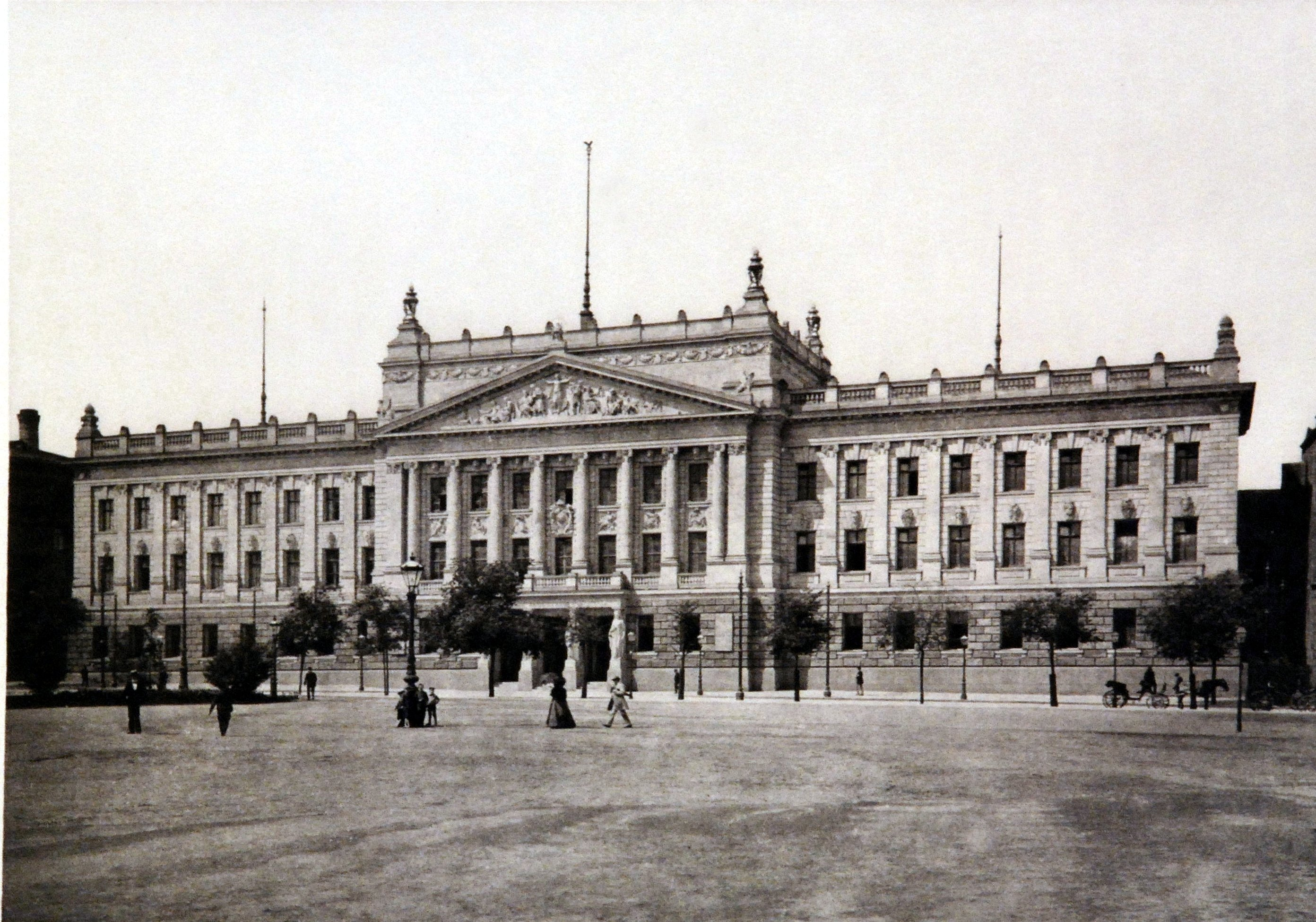
Altes Augusteum der Universität am Augustusplatz, 1898

Das „Neue Concerthaus“ (Zweites Gewandhaus) in der Beethovenstraße, 1898

Im Jahre 1813 fand die Völkerschlacht bei Leipzig im Zuge der Befreiungskriege statt. Die verbündeten Heere der Österreicher, Preußen, Russen und Schweden brachten in dieser Schlacht Napoleons Truppen und deren Verbündeten, darunter das Königreich Sachsen, die entscheidende Niederlage bei, die schließlich zur Verbannung Napoleons auf die Insel Elba führte.
Am 20. April 1825 wurde der Börsenverein der Deutschen Buchhändler gegründet, zu dem Zeitpunkt war Leipzig eines der Zentren des deutschen Buchhandels und Verlagswesens.
Als erste deutsche Fernbahnstrecke wurde 1839 die Leipzig-Dresdner Eisenbahn eröffnet. Leipzig entwickelte sich allmählich zum wichtigsten Verkehrsknotenpunkt in Mitteldeutschland, was sich auch darin äußerte, dass der Leipziger Hauptbahnhof von 1902 bis 1915 als einer der seinerzeit größten Kopfbahnhöfe Europas entstand.
Am 2. April 1843 begründete Felix Mendelssohn Bartholdy mit dem Conservatorium der Musik die erste Musikhochschule Deutschlands, im selben Jahr erschien die erste Ausgabe der Illustrirten Zeitung.
Infolge der Industrialisierung, aber auch vielfältiger Eingemeindungen der Vororte, stieg am Ende des 19. Jahrhunderts die Bevölkerungszahl rasant an. 1871 wurde Leipzig mit 100.000 Einwohnern Großstadt. Im Jahr 1900 konstituierte sich in Leipzig der Deutsche Fußball-Bund. Der VfB Leipzig war 1903 erster deutscher Fußballmeister.

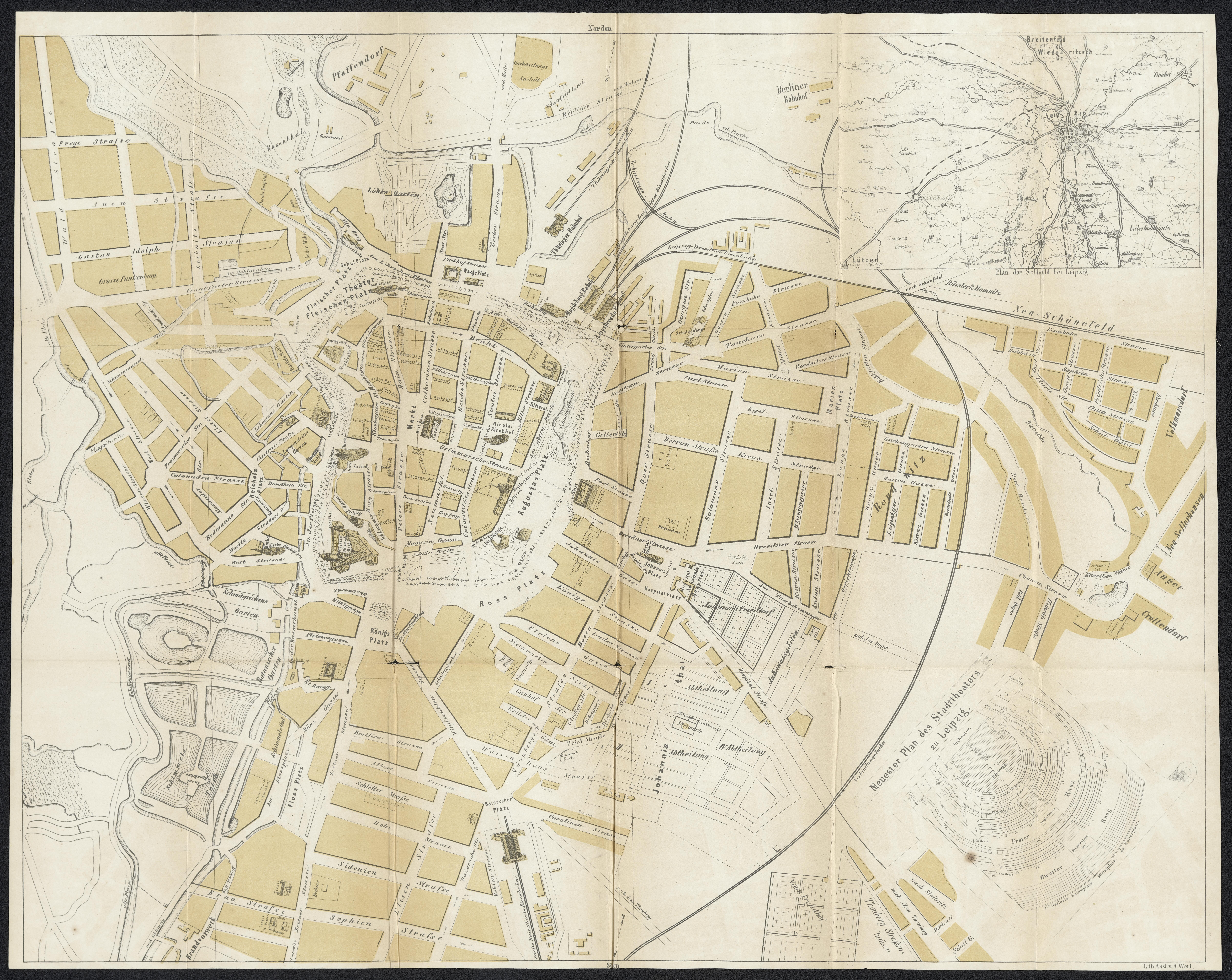
Historischer Stadtplan und Umgebungskarte von Leipzig von 1863

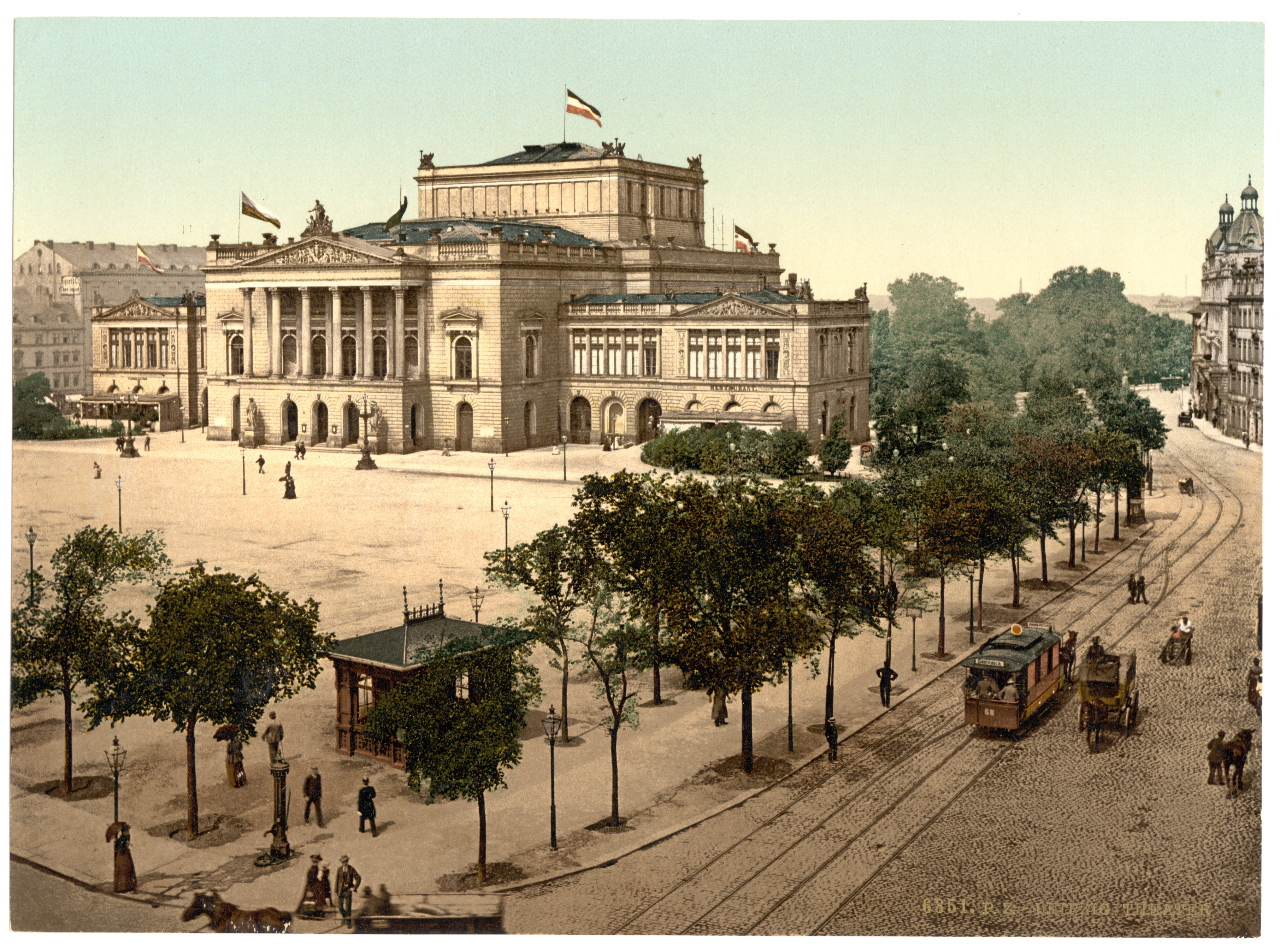
Neues Theater (Oper) am Augustusplatz um 1900

Am 1. Oktober 1879 wurde in Leipzig das Reichsgericht als oberstes Zivil- und Strafgericht des 1871 gegründeten Deutschen Reiches etabliert. Es hatte die Funktion des heutigen Bundesgerichtshofs und war ab 1895 im neuen Reichsgerichtsgebäude (Sitz des Bundesverwaltungsgerichts) untergebracht. Während der Leipziger Prozesse wurde versucht, dort Verbrechen des Ersten Weltkriegs aufzuklären und die Täter zu verurteilen. Während der Weimarer Republik spielte das Reichsgericht mit seinem Urteil zum sogenannten Preußenschlag vom 25. Oktober 1932 eine kontroverse Rolle auf dem Weg der Nationalsozialisten zur Macht. Mit der Machtergreifung der Nationalsozialisten 1933 wurde das Reichsgericht zunehmend vom Regime Hitlers instrumentalisiert. Im Dezember 1933 verhandelte es im Reichstagsbrandprozess gegen Marinus van der Lubbe. Er wurde zum Tode verurteilt und im Januar 1934 in Leipzig hingerichtet. Freisprüche weiterer Angeklagter führten zur Einrichtung des Volksgerichtshofs, um die Justiz bei den Delikten Hoch- und Landesverrat zu zentralisieren. Bis zum Ende des Krieges wurde die Strafpraxis am Reichsgericht verschärft, viele Strafen wurden zu Todesurteilen revidiert. Die Auflösung des Gerichtes erfolgte 1945.

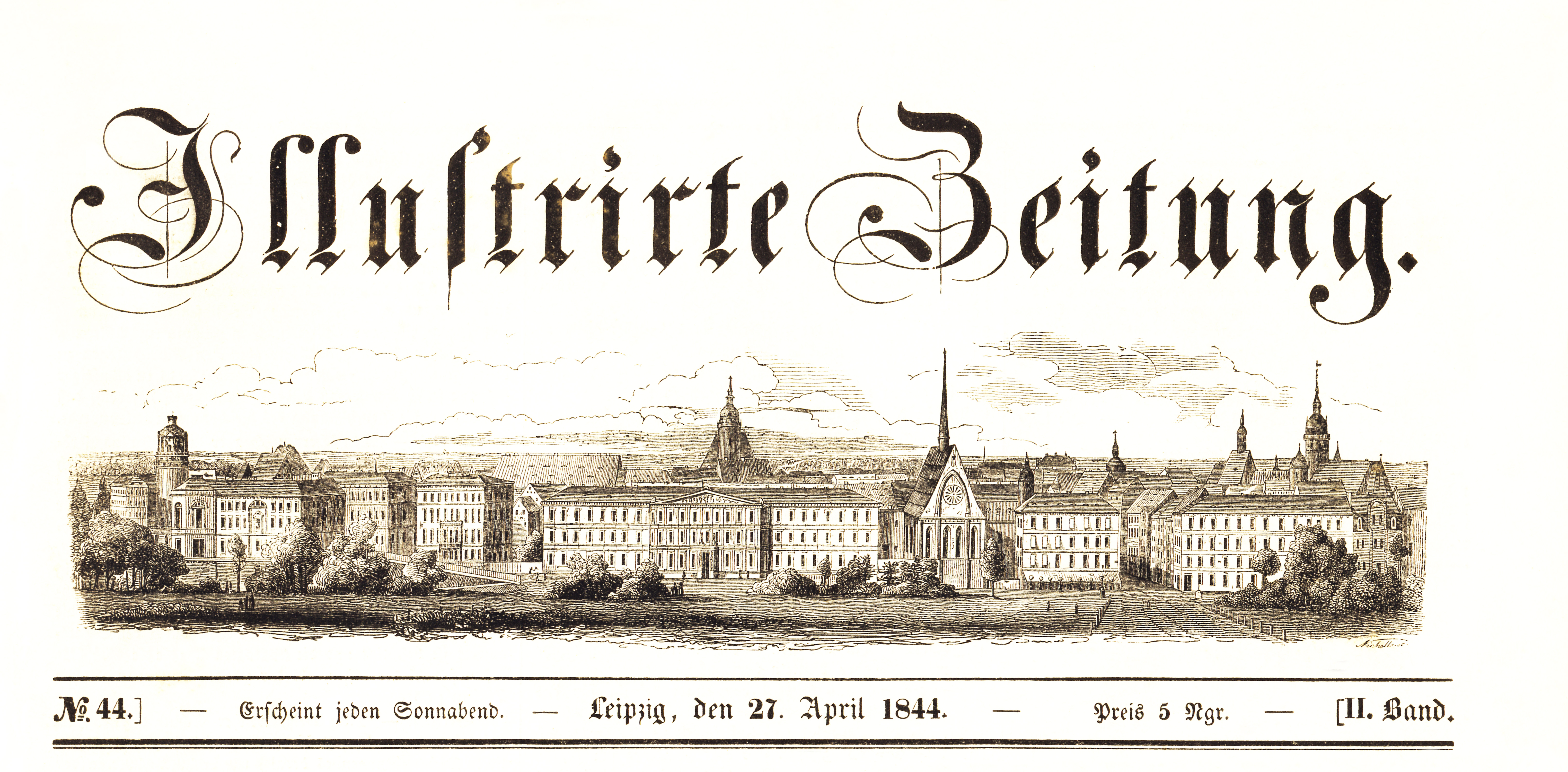
Kopf der von 1843 bis 1944 in der Stadt produzierten „Illustrirten Zeitung“ des Verlegers Johann Jacob Weber, erste illustrierte Zeitschrift in Deutschland

Leipzigs beherrschende Rolle im deutschsprachigen Verlagswesen und Buchgewerbe erreichte im späten 19. Jahrhundert und bis zum Ersten Weltkrieg seinen Höhepunkt. 1914 war etwa ein Zehntel der Stadtbevölkerung von etwa 600.000 Menschen in diesen Bereichen tätig. Der hiesige Kommissionsbuchhandel stellte alle anderen Städte weit in den Schatten. 1914 wurden im Statistischen Jahrbuch allein 323 Druckereien mit 18.307 Beschäftigten verzeichnet. Etliche renommierte Verlage wie Reclam, Teubner, Brockhaus, das Bibliographische Institut, Seemann, Baedeker, Hirzel, Barth und Velhagen & Klasing, im Musikalienhandel Breitkopf & Härtel, C. F. Peters und Friedrich Hofmeister, hatten hier ihren Sitz. Mit dem Deutschen Buchhändlerhaus, dem Deutschen Buchgewerbehaus und der Deutschen Bücherei saßen auch die zentralen Institutionen der Buchbranche und des Bibliothekswesens in Leipzig, wo sie sich im Graphischen Viertel östlich der Altstadt konzentrierten, der dichtesten Konzentration derartiger Betriebe und Einrichtungen in Europa. Hinzu kamen diverse Zuliefererindustrien für Maschinen, Farben, Papier, Einbände.
Während des Zweiten Weltkrieges kam es in den Jahren 1943 bis 1945 zu häufigen Luftangriffen auf die Stadt, die zu erheblichen Zerstörungen der Innenstadt führten – bis zu 60 Prozent der Bausubstanz waren betroffen – und etwa 6000 Opfer forderten. Am 18. April 1945 erreichten Einheiten der 1. US-Armee die Stadt und errichteten ihr Hauptquartier im Hotel Fürstenhof. Aufgrund des 1. Londoner Zonenprotokolls von 1944 und der Beschlüsse der Konferenz von Jalta gehörte Sachsen zur Sowjetischen Besatzungszone (SBZ) und die Rote Armee übernahm am 2. Juli 1945 Leipzig. Die Sowjetische Militäradministration in Deutschland (SMAD) bildete den Rat der Stadt und die Stadtverordnetenversammlung, deren Zusammensetzung mit Gründung der DDR die Sozialistische Einheitspartei Deutschlands (SED) diktierte.

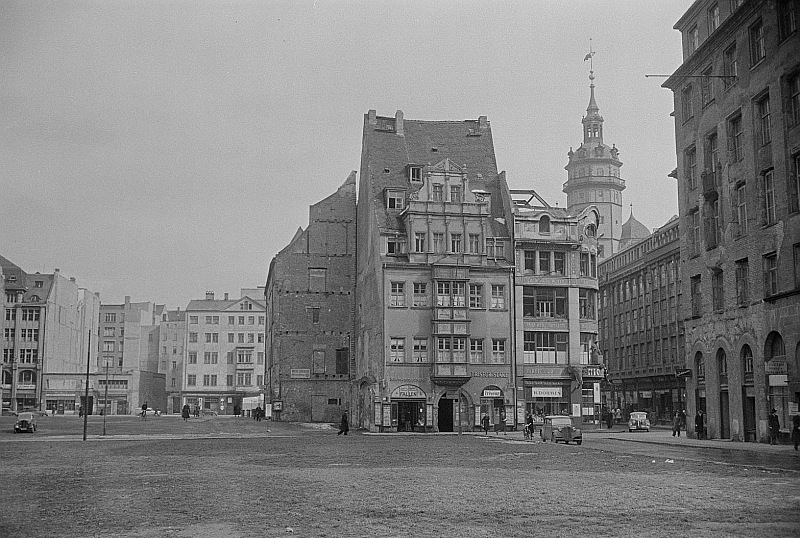
Deutrichs Hof (mittig, 1968 abgerissen) neben dem Riquethaus

Nach dem Zweiten Weltkrieg ging die wirtschaftliche Bedeutung Leipzigs infolge der Lage in der Sowjetischen Besatzungszone bzw. der DDR stark zurück, was in einem kontinuierlichen Rückgang der Einwohnerzahl zu spüren war. Lediglich nach der Vollendung der Teilung Deutschlands durch den 1961 erfolgten Bau der Berliner Mauer erholten sich bis Mitte der 1960er Jahre die Bewohnerzahlen etwas. Zwischen 1950 und 1989 ging die Einwohnerzahl insgesamt um rund 87.000 (über 14 Prozent) auf 530.000 Personen zurück.
Von 1952 bis 1990 war Leipzig Hauptstadt des gleichnamigen Bezirks und, gemessen nach Einwohnerzahlen, die zweitgrößte Stadt der DDR. In den Großstädten Berlin, Leipzig und Dresden wurden die meisten Kombinatsleitungen und Stammbetriebe angelegt, so dass sich die wirtschaftliche Bedeutung Leipzigs bezogen auf die DDR bis 1990 erhielt.
1989 leiteten die von der Nikolaikirche ausgehenden Montagsdemonstrationen das Ende der DDR mit ein. Da Gewalt gegen die staatliche Ordnungsmacht und Zerstörungen von den DDR-Behörden propagandistisch ausgenutzt wurden, fanden die Montagsdemonstrationen in Leipzig unter der Losung „Keine Gewalt“ statt. Mit der Besetzung der Bezirksverwaltung für Staatssicherheit durch Demonstranten am 4. Dezember 1989 endeten in Leipzig die staatlichen Überwachungsmaßnahmen. 1990 wurden Leipzig und der größte Teil des Bezirks Leipzig dem Freistaat Sachsen zugeordnet. Leipzig war seitdem Sitz des Regierungsbezirks Leipzig, der am 1. August 2008 im Direktionsbezirk Leipzig aufgegangen ist und am 1. März 2012 aufgelöst wurde.
Am 23. September 2008 erhielt die Stadt den von der Bundesregierung verliehenen Titel „Ort der Vielfalt“. 2016 wurde Leipzig der Ehrentitel „Reformationsstadt Europas“ durch die Gemeinschaft Evangelischer Kirchen in Europa verliehen.
Unverändert ist Leipzig als Messe-, Medien- und Universitätsstadt bekannt, wenn auch die Bedeutung geringer ist als vor dem Zweiten Weltkrieg.
Namensentwicklung
Der erste schriftliche Beleg Leipzigs erfolgte in der Chronik des Thietmar von Merseburg aus dem Jahr 1015 und lautet in urbe Libzi vocatur.
Weitere Belege zeigen den Namen als Lipz oder Lipsk. Allgemein akzeptiert ist die Etymologie des Ortsnamens Leipzig als vom sorbischen Wort Lipsk kommend (gleichlautend aus dem Altsorbischen abgeleitet). Es bedeutet „Linden-Ort“. Im Sorbischen und Polnischen ist Lipsk immer noch in Gebrauch, der tschechische Name Leipzigs lautet Lipsko.
Möglich – aber nicht durch handfeste Belege untermauert – ist, dass sich eine ältere, alteuropäische Wurzel im Ortsnamen verbirgt, die erst später zu Lipsk wurde. Hans Walther schlägt die Deutung des Namens Libz(i) von der urslawischen Wurzel *lib- als „wanken, schwanken“ bzw. von germanisch *lib-ia („weicher, schwankender, wasserhaltiger Boden/Gelände“) und Übernahme zu Lib-c ins Altsorbische vor, wonach der Name einen „Ort auf gewässerreichem schlammigen, lehmigem Boden“ bezeichnet (auf die Auenlandschaft bezugnehmend, was sich ebenfalls in Namen heutiger Ortsteile widerspiegelt: z. B. Lausen, Leutzsch, Mockau, Schleußig).
Im Lateinischen wird der Name mit Lipsia wiedergegeben. In dem in der Stadt gesprochenen osterländischen Dialekt, der der Thüringisch-obersächsischen Dialektgruppe angehört, wird der Name der Stadt Leibzsch ausgesprochen.
| Jahr:                                 | 7.–9. Jh. | 1015  | 1165 | 1220     | 1232   | 1402     | 1459      | 1494 | 1507    |
| veränderter Name im Laufe von Jahren: | Lipsk     | Libzi | Lipz | Liptzick | Lipzic | Leiptzgk | Leipczigk | Lips | Leipzig |

In der Tragödie Faust verewigte Goethe in einer Szene in Auerbachs Keller seinen Studienort Leipzig als Klein-Paris. Goethe lässt einen Studenten sagen: Mein Leipzig lob’ ich mir! Es ist ein klein Paris und bildet seine Leute. Die Bezeichnung etablierte sich in der Umgangssprache des zur Großstadt aufstrebenden und fortschrittlichen Leipzig des 19. Jahrhunderts.
In der jüngeren Nachwendezeit wurde in Presseberichten das Modewort Hypezig als Kofferwort aus Hype und Leipzig geprägt. Der Blogger André Herrmann schuf den Begriff als Kritik an dem Leipzig-Hype, der sich vor allem durch Berlin-Leipzig-Vergleiche ausdrückte.

## Bevölkerung

### Einwohnerentwicklung

Einwohnerentwicklung von 1871 bis 2017

Leipzig zählt nach umfangreichen Eingemeindungen Ende der 1990er Jahre zu den flächengrößten Städten Deutschlands.
Vorher war es, im Gegensatz dazu, eine der kompaktesten Städte, die 1870 mit 100.000 Einwohnern zur Großstadt wurde. Die gegenwärtige Bevölkerungszahl hatte Leipzig bereits vor 1914 erreicht. Zum Ende des 19. und in den ersten Jahren des 20. Jahrhunderts holte die Bevölkerungszahl Leipzigs sprunghaft auf die größten Städte auf: Vor Beginn des Ersten Weltkriegs war sie mit fast 590.000 Einwohnern die viertgrößte Stadt Deutschlands. Um 1930 hatte die Bevölkerung mit etwas mehr als 700.000 Einwohnern den historischen Höchststand erreicht.
Nach einem kriegsbedingten Rückgang stieg die Bevölkerung in Leipzig in den 1960er Jahren wieder auf etwa 600.000 Einwohner. Vor allem seit Ende der 1980er Jahre, aber schon in den 1970er Jahren, hatte die Stadt einen erheblichen Bevölkerungsschwund zu verzeichnen. Zum Zeitpunkt der Wiedervereinigung lebten aufgrund der restriktiven Migrationspolitik der DDR knapp 9.000 Ausländer in der Stadt. Der Tiefststand der Gesamtbevölkerung wurde Mitte der 1990er Jahre mit etwas weniger als 440.000 Einwohnern erreicht. Der Bevölkerungsschwund ist einerseits durch Abwanderung in Regionen der westlichen Bundesländer begründet, andererseits durch einsetzende Suburbanisierung. Wie alle größeren Städte versucht Leipzig, die Bevölkerungszahl aktiv zu erhöhen, um die Erträge aus dem kommunalen Finanzausgleich zu steigern, die über die Schlüsselzuweisung berechnet werden. Durch umfangreiche Eingemeindungen im Jahr 1999 versuchte Sachsen, der Suburbanisierung Leipzigs entgegenzuwirken. Es kamen mehrere große Industriegemeinden hinzu, wodurch sich die Fläche der Stadt etwa verdoppelt hat. Durch diese Eingemeindungen, ansteigende Geburtenraten und eine positive Bilanz bei Zu- und Wegzügen begann die Bevölkerungszahl Leipzigs wieder so zu wachsen, dass 2005 die Halbe-Million-Einwohner-Grenze überschritten wurde.
Ab 2010 gehörte Leipzig zu den am schnellsten wachsenden Städten in Deutschland und erfuhr bis einschließlich 2017 jährlich einen Anstieg von etwa 10.000 Menschen, was jährlichen Wachstumsraten von über 2 Prozent entsprach. Zwischen 2012 und 2014 war Leipzig die am stärksten wachsende Großstadt Deutschlands und die tatsächliche Entwicklung übertraf jegliche Prognosen. Erklärt wird das starke Wachstum mit dem Zuzug junger Menschen, der Arbeit wegen, bei neuen großen Arbeitgebern und dem Geburtenüberschuss 2013 und 2014. Davor hatte Leipzig letztmals im Jahr 1965 einen Geburtenüberschuss. Auch die absolute Zahl der Geburten erreichte einen Höchststand. 2014 wurden so viele Kinder geboren wie zuletzt 1988. Dieses unerwartet hohe Wachstum sorgte für Schwierigkeiten bei der Versorgung mit Kinderkrippen, Kindergärten und Schulen.
Im Jahr 2015 nahm die Bevölkerungszahl um fast 16.000 und im Jahr 2016 um 10.000 Einwohner zu. Im Zuge der Flüchtlingskrise in Deutschland 2015/2016 kam es zu einem Anstieg der ausländischen Bevölkerung und der Bevölkerung mit Migrationshintergrund. Zum 31. Dezember 2013 waren beispielsweise 919 Einwohner mit syrischem Migrationshintergrund in Leipzig gemeldet. Zum 31. Dezember 2019 waren es 9.498. Im Jahr 2017 kamen über 7.000 Einwohner hinzu. Seitdem ist das Bevölkerungswachstum leicht zurückgegangen, dennoch steigt die Bevölkerungszahl jährlich um mehrere Tausend. Laut dem Melderegister der Stadt Leipzig wuchs die Bevölkerungszahl 2019 um 5.151 und hatte Ende 2019 demnach 601.668 Einwohner, womit erneut die 600.000 Marke erreicht war. Die seitens des statistischen Landesamtes Sachsen veröffentlichte amtliche Bevölkerungszahl am 31. Dezember 2019 lag bei 593.145 und damit um mehr als 6.000 unter 600.000. Laut Einwohnerregister stieg die Bevölkerungszahl im Jahr 2020 um 3.739 auf 605.407 Personen. Mit der höchsten deutschen Bevölkerungswachstumsrate in den Jahren 2014 bis 2017 (6,9 %), wurde Leipzig 2018 zur achtgrößten Großstadt in Deutschland. Prognosen zufolge soll Leipzig mit einem Bevölkerungswachstum von 16 % in den Jahren 2017 bis 2035 die prozentual am stärksten wachsende Stadt Deutschlands bleiben.

#### Migrationshintergrund
2022 lebten 120.203 Personen mit Migrationshintergrund in Leipzig (19,2 % der Gesamtbevölkerung). Aus der Ukraine stammten 12.970 Einwohner (2,1 %; 2024: 11.100 Einwohner), gefolgt von den aus Syrien Stammenden mit 12.104 Einwohnern (2,0 %). Der überwiegende Teil von ihnen hat keinen deutschen Pass (90,0 % bzw. 91,2 %). Volkmarsdorf wies den höchsten Anteil der Migranten auf (45,5 %). Ende 2019 lag der Bevölkerungsanteil mit Migrationshintergrund bei 15,4 % und der Ausländeranteil bei 10,2 %.
Hinter Berlin hat Leipzig den höchsten Bevölkerungsanteil mit Migrationshintergrund unter den Großstädten im Osten von Deutschland. Im Vergleich mit westdeutschen Großstädten ist es dennoch ein niedriger Wert.

### Religionen

#### Religionsgemeinschaften

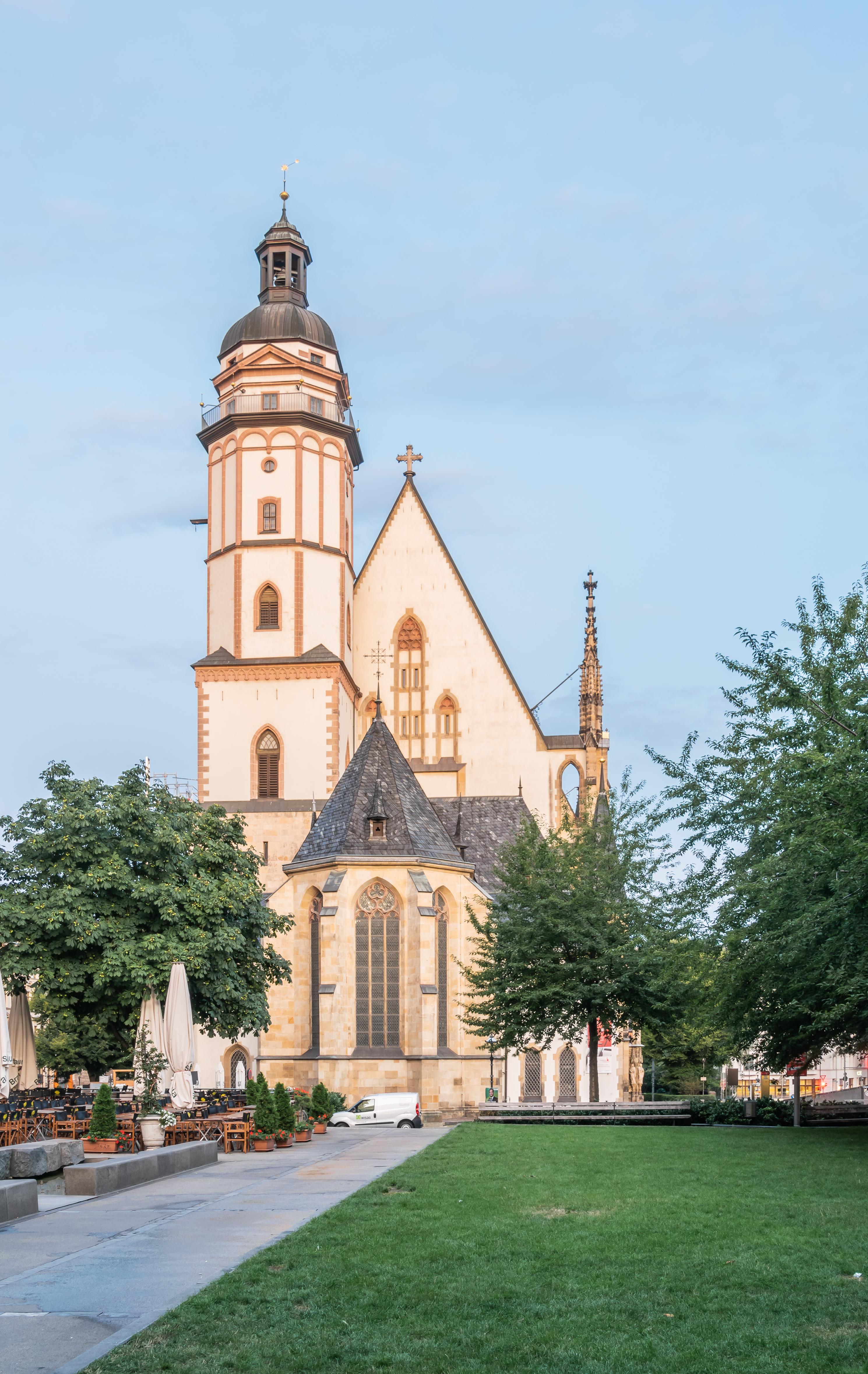
Thomaskirche (2019)

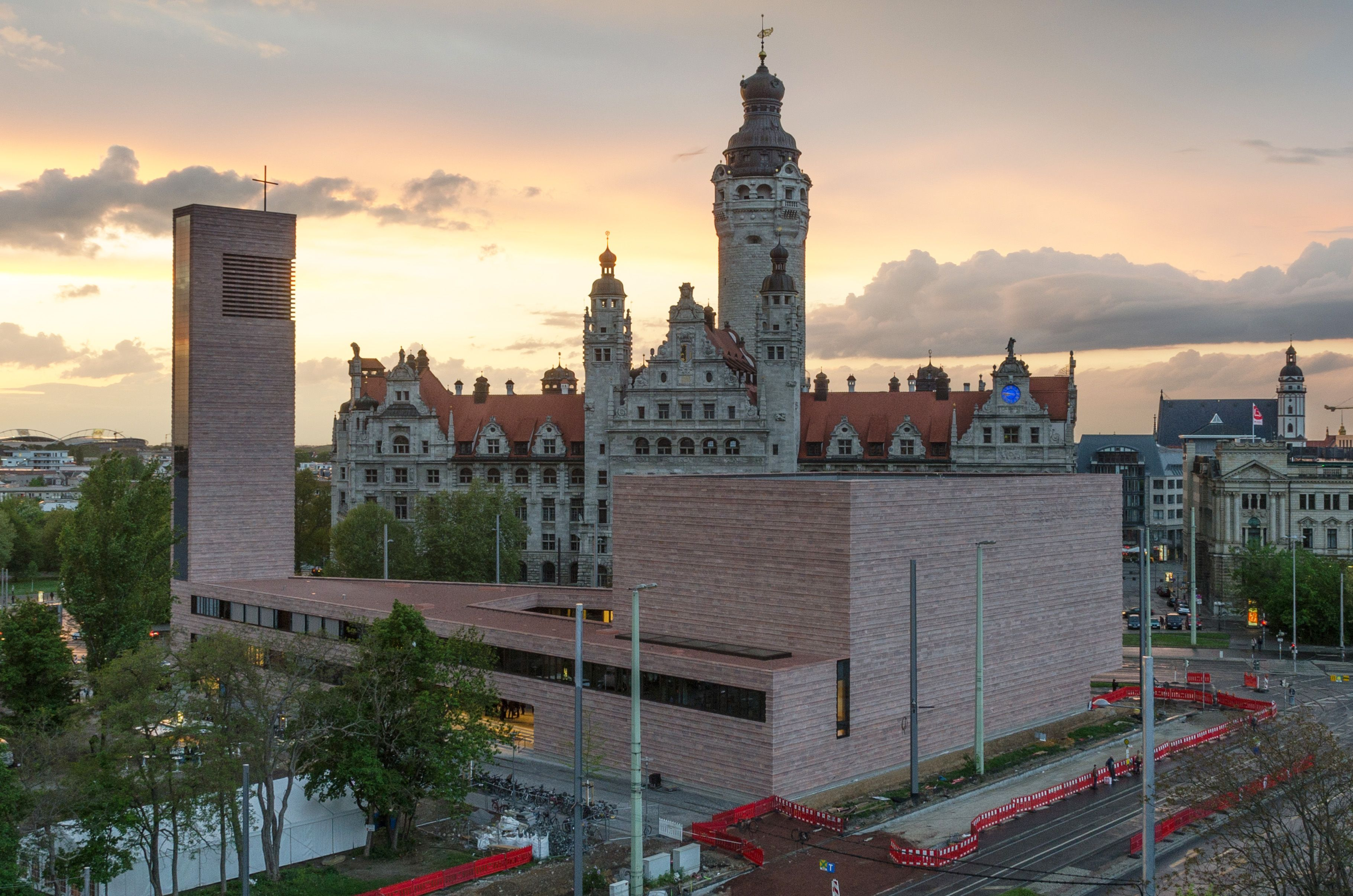
Neue katholische Propsteikirche St. Trinitatis gegenüber dem Neuen Rathaus (2015)

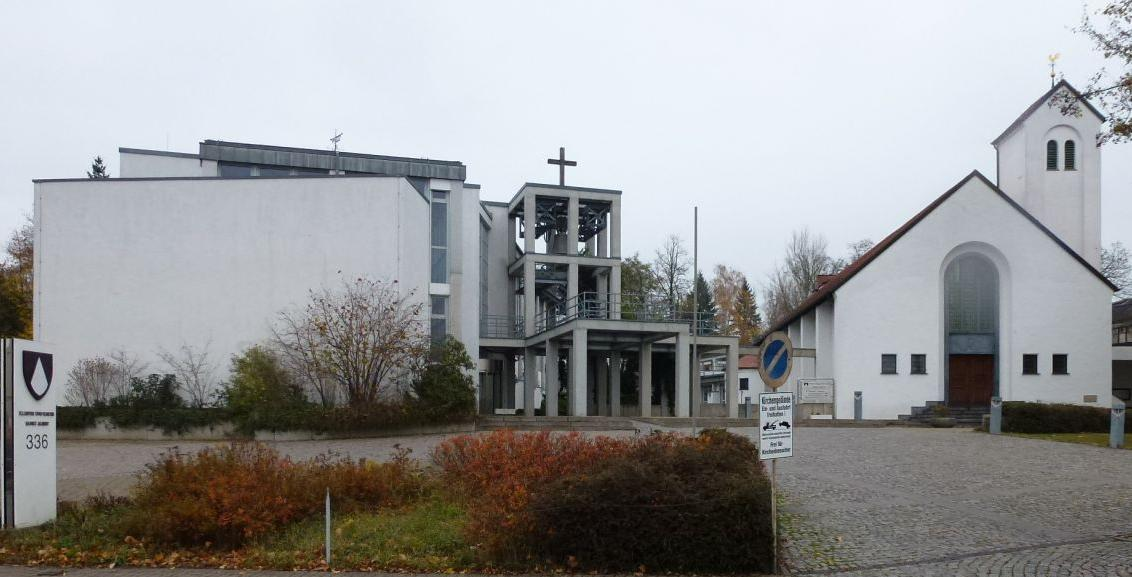
Dominikanerkloster in Wahren (2012)

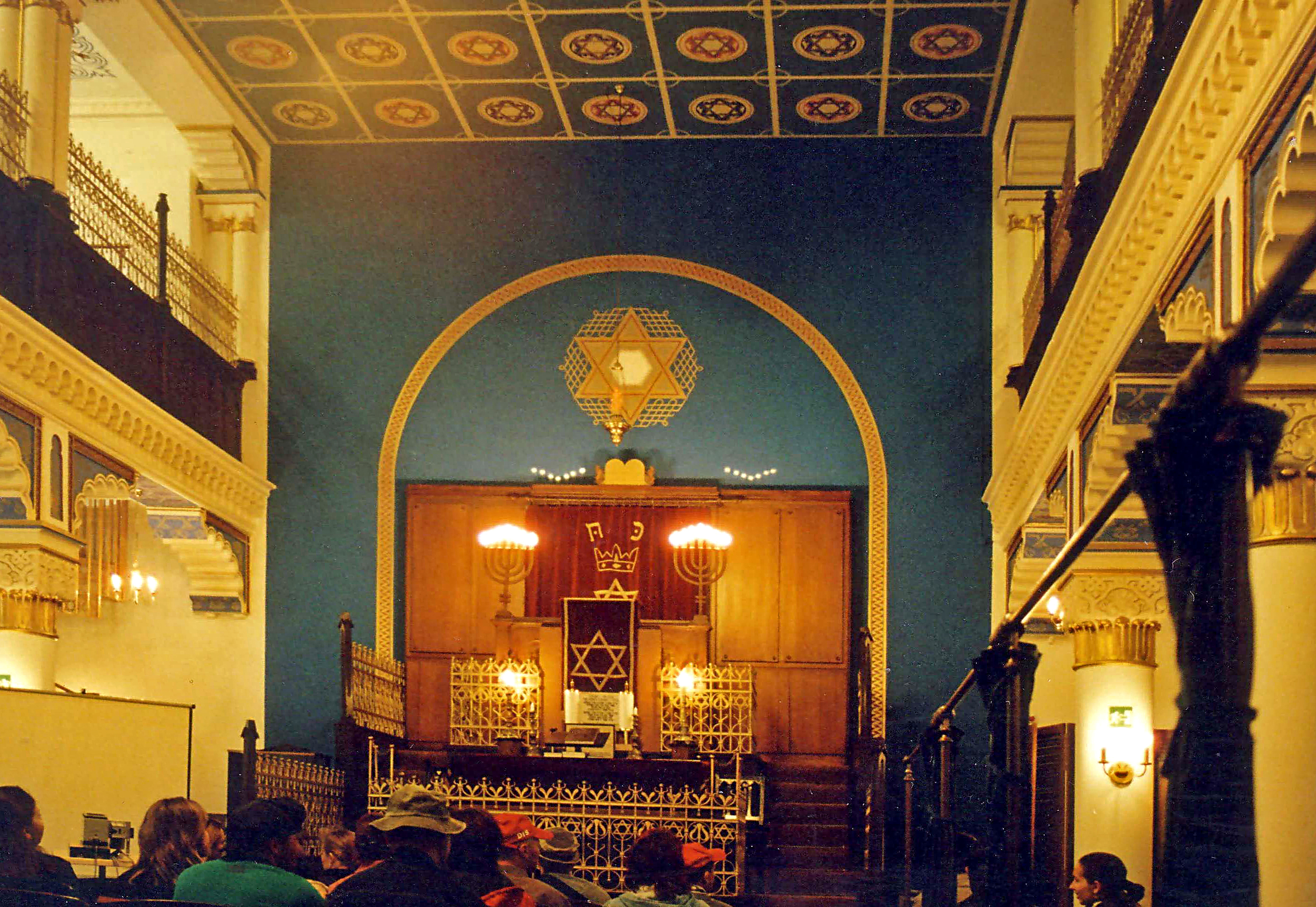
Brodyer Synagoge (2006)

##### Christentum
Historisch war in Leipzig die evangelisch-lutherische Konfession bedeutsam. Bis zur Reformation gehörte die Stadt zum katholischen Bistum Merseburg. Im 13. Jahrhundert entstanden hier vier Klöster: St. Paul (Dominikaner), St. Thomas (Augustiner-Chorherren), Zum Heiligen Geist (Franziskaner) und St. Georg (Zisterzienserinnen und Benediktinerinnen). Erste lutherische Predigten wurden 1522 abgehalten, 1539 wurde die Reformation eingeführt. Gegenwärtig gehören alle lutherischen Kirchengemeinden der Stadt zum Kirchenbezirk Leipzig der sächsischen Landeskirche oder gehören der jeweils altkonfessionellen Evangelisch-Lutherischen Freikirche oder der Selbständigen Evangelisch-Lutherischen Kirche an. Der Kirchenbezirk der sächsischen Landeskirche umfasst auch Gemeinden außerhalb der Stadt. Seit 1697 gibt es in Leipzig wieder katholische Gottesdienste. 1921 wurde das Bistum Meißen (jetzt Dresden-Meißen) wiedererrichtet, in dem die Messestadt Sitz eines Dekanats ist. Katholische Hauptkirche der Stadt ist die Propsteikirche St. Trinitatis. 2016 fand auf Einladung des Bistums Dresden-Meißen in Leipzig der 100. Deutsche Katholikentag statt. Die katholische Hauptgemeinde der Messestadt wächst um jährlich 150 Mitglieder. In Leipzig wurde der größte Kirchenneubau nach 1990 im Osten Deutschlands verwirklicht.
Seit 1700 besteht in Leipzig auch eine evangelisch-reformierte Gemeinde, die zur Evangelisch-reformierten Landeskirche gehört. Neben der evangelischen und katholischen Kirche bestehen in Leipzig eine Gemeinde der altkatholischen Kirche und Gemeinden evangelischer Freikirchen wie die Freie evangelische Gemeinde, die Baptisten, Methodisten, Mennoniten und die Siebenten-Tags-Adventisten. Leipzig ist Sitz der Bundesverwaltungsstelle des ChristusForums Deutschland im BEFG.
2022 gehörten noch 10,1 % der Bevölkerung der evangelischen Konfession an. Mehr als 35.000 Personen der Leipziger stammten 2022 aus Ländern mit überwiegend orthodoxer Bevölkerung, was einem Anteil von höchstens 6 % entspricht. Die Katholiken bilden eine weitere Gruppe mit 4,1 %.

##### Judentum
Die erste Erwähnung jüdischen Lebens in Leipzig stammt aus einer Urkunde Heinrichs des Erlauchten von 1248. Nach 1800 bildete sich erstmals eine Jüdische Gemeinde. Bis zur Zeit des Nationalsozialismus prägten jüdische Bürger die Stadt als Unternehmer, Wissenschaftler, Künstler und Stifter wesentlich mit. 1912 gründete der Rabbiner Ephraim Carlebach die Höhere Israelitische Schule als erste jüdische Schule in Sachsen. Sie bestand bis 1942. 1929 hatte Leipzig mit über 14.000 Mitgliedern die größte jüdische Gemeinde Sachsens und eine der größten Deutschlands. Ab 1933 begann die systematische Auslöschung jüdischen Lebens in der Stadt, die mit der Deportation und Ermordung fast aller Leipziger Juden ihr Ende fand. Das Gedenkbuch des Bundesarchivs für die Opfer der nationalsozialistischen Judenverfolgung in Deutschland (1933–1945) verzeichnet namentlich 4904 jüdische Einwohner Leipzigs, die deportiert und größtenteils ermordet wurden. Daran erinnern auch an verschiedenen Orten der Stadt die Stolpersteine des Kunst-Projektes von Gunter Demnig.
Nach dem Krieg bestand die Jüdische Gemeinde nur noch aus 24 Mitgliedern. Die Mitgliederzahl stagnierte bis Anfang der 1990er Jahre. 2004 zählte die „Israelitische Religionsgemeinde zu Leipzig“, insbesondere durch die Einwanderung russischer Juden, wieder über 1300 Mitglieder. 2009 wurde ein neues Kultur- und Begegnungszentrum im Ariowitsch-Haus errichtet.

##### Islam
Die muslimische Gemeinde in Leipzig besteht erst seit der Jahrtausendwende, und der Bevölkerungsanteil der Muslime liegt weit unter dem der Großstädte in den alten Bundesländern, dennoch ist der Islam in der Stadt die zweitgrößte Religion nach dem Christentum. In Leipzig wurden 2009 etwa 10.000 Muslime gezählt, was einem Anteil von ungefähr 2,0 % an der Gesamtbevölkerung entspricht. Bis 2022 erhöhte sich die Anzahl auf über 32.000 Personen, die aus Ländern mit überwiegend islamischer Bevölkerung stammen, was einem Anteil von höchstens 6 % entspricht. Die größte Moschee ist die Al-Rahman-Moschee, die vom syrisch-salafistischen Imam Hassan Dabbagh geleitet wird. Es gibt eine türkische Gemeinde, die dem Dachverband der DİTİB angehört.

#### Konfessionsstatistik
Laut der Volkszählung 2011 waren 11,8 % der Einwohner evangelisch, 4,0 % römisch-katholisch und 84,2 % waren konfessionslos, gehörten einer anderen Glaubensgemeinschaft an oder machten keine Angabe. Der Anteil der Protestanten an der Gesamtbevölkerung ist seitdem gesunken, der Anteil der Katholiken ist seitdem gleich geblieben. Ende 2022 hatte Leipzig 624.689 Einwohner davon 10,1 % (minus 1,7 %) Protestanten, 4,1 % Katholiken und 85,8 % gehörten entweder einer anderen oder keiner Glaubensgemeinschaft an. Am Stichtag 31. Dezember 2023 waren nach Recherchen der Forschungsgruppe Weltanschauungen in Deutschland 9,8 % der Einwohner der Stadt evangelisch, 4 % römisch-katholisch und 86,2 % waren konfessionsfrei oder gehörten einer sonstigen Religionsgemeinschaft an.
Immer mehr Menschen in Deutschland kehren den Kirchen den Rücken zu. Dieser Trend setzt sich auch in Leipzig seit der Corona-Pandemie weiter fort. Im Jahr 2024 sind 2798 Menschen (fast 0,5 % der Gesamtbevölkerung) aus der Kirche ausgetreten.

### Kriminalität

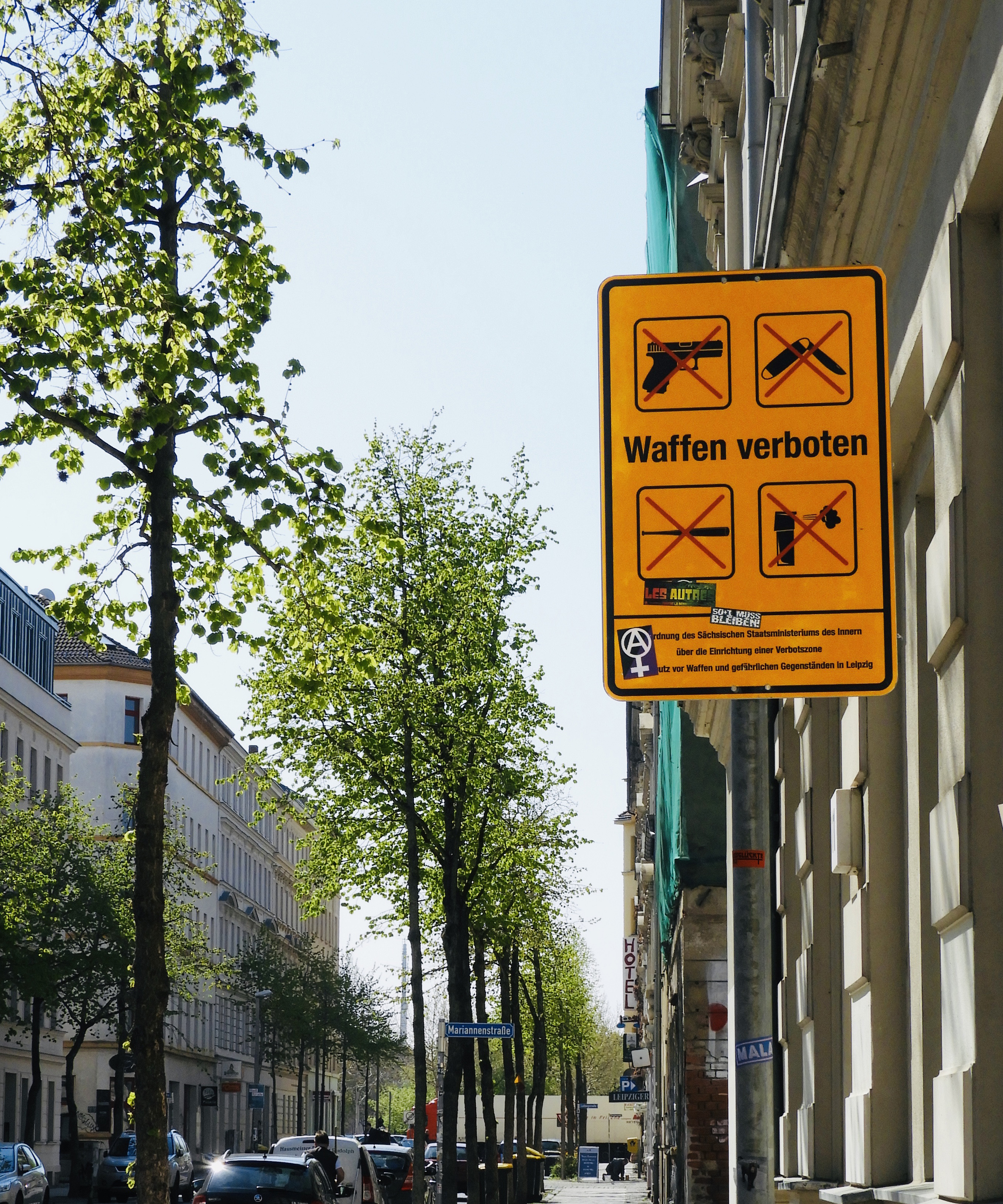
Waffenverbotszone in der Nähe der Eisenbahnstraße (2019)

Nach der am 24. April 2017 veröffentlichten Polizeilichen Kriminalstatistik des Bundeskriminalamtes rangiert Leipzig nach Berlin auf Platz 2 der registrierten Kriminalität in deutschen Städten ab 200.000 Einwohnern. 2016 ereigneten sich pro 100.000 Einwohnern 15.811 Straftaten. Dabei bestehen zwischen den einzelnen Leipziger Ortsteilen starke Unterschiede. Der Kriminalitätsatlas des Landeskriminalamtes Sachsen bescheinigt 2016 dem Ortsteil Leipzig Zentrum die höchste Kriminalitätsrate mit 2664 Straftaten pro 1000 Einwohnern (insgesamt 6082 Fälle), gefolgt von Leipzig Zentrum-Ost mit 728 Delikten pro 1000 Einwohnern (insgesamt 3072).
Rund um das Gebiet der Eisenbahnstraße, eingeschlossen die Parkanlage Rabet, galt seit 5. November 2018 in Leipzig nach Anordnung des Sächsischen Innenministeriums eine Waffenverbotszone, die am 24. März 2021 für unwirksam erklärt wurde.

## Politik
Nach der Wende von 1989 wurde die „Stadtverordnetenversammlung“ (seit 1991 wieder Stadtrat) wieder frei gewählt. Erster Vorsitzender war von 1990 bis 1994 zunächst der Stadtpräsident Friedrich Magirius (parteilos). Seit 1994 ist der Oberbürgermeister Vorsitzender des Stadtrats. Anfangs wählte der Stadtrat den Oberbürgermeister, seit 1994 wird dieser jedoch direkt von den Leipziger Bürgern gewählt. Oberbürgermeister der Stadt ist seit März 2006 Burkhard Jung (SPD). Er löste Wolfgang Tiefensee (SPD) ab, der die Stadtgeschäfte von 1998 bis 2005 führte, das Amt aber wegen seiner Berufung zum Bundesverkehrsminister am 22. November 2005 niederlegte. Unterstützt wird der Oberbürgermeister von acht hauptamtlichen Beigeordneten, die die Amtsbezeichnung Bürgermeister tragen und vom Stadtrat für eine Amtszeit von sieben Jahren gewählt werden.

### Stadtrat
| Wahl des Leipziger Stadtrates 2024in Prozent %20100 18,917,517,015,012,19,63,52,74,5 CDULinkeAfDGrüneSPDBSWPARTEIFDPSonst.iGewinne und Verlusteim Vergleich zu 2019 %p 10 8 6 4 2 0 −2 −4 −6+1,4−3,9+2,1−5,7−0,3+9,6−0,3−2,1+0,8CDULinkeAfDGrüneSPDBSWPARTEIFDPSonst.Anmerkungen:i inkl. WVL 1,1 % (- 1,4 %), Piraten 1,1 % (- 0,3 %), Freie Sachsen 1,0 % (neu) | Sitzverteilung im Leipziger Stadtrat (Stand 8. November 2024)Insgesamt 70 Sitze - Linke: 12 - BSW: 7 - PARTEI: 2 - SPD: 7 - parteil.: 1 - Grüne: 11 - Piraten: 1 - FW: 1 - FDP: 2 - CDU: 13 - AfD: 12 - FS: 1 | Sitzverteilung im Leipziger Stadtrat (nach Fraktionen; Stand 13. März 2025)Insgesamt 70 Sitze - Linke: 12 - Grüne: 11 - Freie Fraktion (PARTEI, Piraten, 1 FDP): 4 - SPD: 7 - BSW: 7 - CDU (inkl. 1 parteil.): 14 - AfD: 12 - fraktionslos (WVL, FS, 1 FDP): 3 |

| Parteien und Wählergemeinschaften | Parteien und Wählergemeinschaften | Parteien und Wählergemeinschaften                                                             | Prozent 2024 | Sitze 2024 | Prozent 2019 | Sitze 2019 | Prozent 2014 | Sitze 2014 | Prozent 2009 | Sitze 2009 | Prozent 2004 | Sitze 2004 |
| --------------------------------- | --------------------------------- | --------------------------------------------------------------------------------------------- | ------------ | ---------- | ------------ | ---------- | ------------ | ---------- | ------------ | ---------- | ------------ | ---------- |
|                                   | CDU                               | Christlich Demokratische Union Deutschlands                                                   | 18,9         | 13         | 17,5         | 13         | 24,9         | 19         | 23,6         | 17         | 25,5         | 19         |
|                                   | DIE LINKE                         | Die Linke                                                                                     | 17,5         | 12         | 21,4         | 15         | 24,2         | 18         | 23,1         | 17         | 26,1         | 19         |
|                                   | AfD                               | Alternative für Deutschland                                                                   | 17,0         | 12         | 14,9         | 11         | 6,0          | 4          | –            | –          | –            | –          |
|                                   | GRÜNE                             | Bündnis 90/Die Grünen                                                                         | 15,0         | 11         | 20,7         | 15         | 15,0         | 11         | 14,7         | 10         | 10,0         | 7          |
|                                   | SPD                               | Sozialdemokratische Partei Deutschlands                                                       | 12,1         | 8          | 12,4         | 9          | 18,4         | 13         | 20,4         | 14         | 26,9         | 19         |
|                                   | BSW                               | Bündnis Sahra Wagenknecht                                                                     | 9,6          | 7          | –            | –          | –            | –          | –            | –          | –            | –          |
|                                   | Die PARTEI                        | Partei für Arbeit, Rechtsstaat, Tierschutz, Elitenförderung und basisdemokratische Initiative | 3,5          | 2          | 3,8          | 2          | 1,1          | –          | –            | –          | –            | –          |
|                                   | FDP                               | Freie Demokratische Partei                                                                    | 2,7          | 2          | 4,8          | 3          | 2,9          | 2          | 9,6          | 7          | 4,5          | 3          |
|                                   | WVL                               | Wählervereinigung Leipzig                                                                     | 1,1          | 1          | 2,5          | 1          | 1,8          | 1          | 3,0          | 2          | –            | –          |
|                                   | PIRATEN                           | Piratenpartei Deutschland                                                                     | 1,1          | 1          | 1,4          | 1          | 2,0          | 1          | –            | –          | –            | –          |
|                                   | FS                                | Freie Sachsen                                                                                 | 1,0          | 1          | –            | –          | –            | –          | –            | –          | –            | –          |
|                                   | NPD                               | Nationaldemokratische Partei Deutschlands                                                     | –            | –          | –            | –          | 2,5          | 1          | 2,9          | 2          | –            | –          |
|                                   | NEUES FORUM                       | Neues Forum                                                                                   | –            | –          | –            | –          | 1,1          | –          | 1,7          | 1          | 1,6          | 1          |
|                                   | DSU                               | Deutsche Soziale Union                                                                        | –            | –          | –            | –          | –            | –          | 1,0          | –          | 1,8          | 1          |
| Gesamt                            | Gesamt                            | Gesamt                                                                                        | 100,0        | 70         | 100,0        | 70         | 100,0        | 70         | 100,0        | 70         | 100,0        | 70         |
| Wahlbeteiligung in Prozent        | Wahlbeteiligung in Prozent        | Wahlbeteiligung in Prozent                                                                    | 67,4         | 67,4       | 59,7         | 59,7       | 41,8         | 41,8       | 41,4         | 41,4       | 38,6         | 38,6       |

#### Fraktionen
Im Folgenden eine Übersicht über die Fraktionen in der 8. Leipziger Ratsversammlung zum Stand 12. Dezember 2024:
| Fraktion                       | Mitglieder | Vorsitzende                | stellvertretende Vorsitzende      |
| ------------------------------ | ---------- | -------------------------- | --------------------------------- |
| CDU-Fraktion                   | 14         | Michael Weickert           | Sabine Heymann Julian Schröder    |
| Fraktion DIE LINKE             | 12         | Franziska Riekewald        | Beate Ehms Sören Pellmann         |
| AfD-Fraktion                   | 12         | Tobias Keller              | Sylvia Deubel Jörg Kühne          |
| Fraktion Bündnis 90/Die Grünen | 11         | Tobias Peter Kristina Weyh | Gesine Märtens Nicole Schreyer    |
| SPD-Fraktion                   | 7          | Anja Feichtinger           | Andreas Geisler Ute Köhler-Siegel |
| BSW-Fraktion                   | 7          | Eric Recke                 | Ralf Pannowitsch                  |
| Die Freie Fraktion             | 4          | Sven Morlok                | Thomas Kumbernuß                  |

### Weitere Wahlen
In der folgenden Tabelle sind die Ergebnisse von Bundestags-, Landtags- und Europawahlen in Leipzig dargestellt.
| Jahr | Wahl           | Wahlbeteiligung | Linke 1 | AfD  | CDU  | Grüne | SPD  | BSW  | FDP  | Sonst. |
| ---- | -------------- | --------------- | ------- | ---- | ---- | ----- | ---- | ---- | ---- | ------ |
| 2025 | Bundestagswahl | 83,0            | 22,5    | 21,9 | 16,6 | 13,6  | 10,7 | 7,4  | 3,2  | 4,2    |
| 2024 | Landtagswahl   | 74,7            | 13,2    | 18,7 | 26,3 | 12,1  | 11,7 | 10,4 | 1,1  | 6,5    |
| 2024 | Europawahl     | 69,9            | 10,5    | 18,2 | 16,6 | 13,6  | 9,6  | 10,6 | 3,1  | 17,8   |
| 2021 | Bundestagswahl | 76,6            | 13,7    | 13,3 | 14,0 | 18,5  | 20,9 | —    | 10,1 | 9,5    |
| 2019 | Landtagswahl   | 65,1            | 15,9    | 17,3 | 25,4 | 18,2  | 9,9  | —    | 3,9  | 9,4    |
| 2019 | Europawahl     | 61,6            | 15,0    | 15,5 | 16,1 | 20,2  | 10,7 | —    | 4,2  | 18,3   |
| 2017 | Bundestagswahl | 75,1            | 21,0    | 18,3 | 22,7 | 8,8   | 13,0 | —    | 8,5  | 7,7    |
| 2014 | Landtagswahl   | 44,3            | 22,6    | 7,3  | 29,9 | 11,3  | 16,2 | —    | 3,2  | 9,5    |
| 2014 | Europawahl     | 42,6            | 21,1    | 8,2  | 23,7 | 12,4  | 21,0 | —    | 2,2  | 11,4   |
| 2013 | Bundestagswahl | 67,9            | 21,9    | 5,6  | 34,6 | 9,2   | 18,7 | —    | 3,0  | 7,0    |
| 2009 | Bundestagswahl | 66,1            | 25,5    | —    | 28,0 | 12,0  | 18,1 | —    | 12,3 | 4,1    |
| 2009 | Landtagswahl   | 48,9            | 23,0    | —    | 31,3 | 11,9  | 14,5 | —    | 8,5  | 10,8   |
| 2009 | Europawahl     | 41,9            | 22,8    | —    | 24,9 | 13,1  | 16,2 | —    | 9,6  | 13,4   |
| 2005 | Bundestagswahl | 74,6            | 22,5    | —    | 24,5 | 8,3   | 32,3 | —    | 7,9  | 4,5    |
| 2004 | Landtagswahl   | 55,1            | 25,5    | —    | 32,7 | 9,2   | 17,1 | —    | 4,7  | 10,8   |
| 2004 | Europawahl     | 39,0            | 27,1    | —    | 25,9 | 12,1  | 19,3 | —    | 4,3  | 11,3   |
| 2002 | Bundestagswahl | 73,8            | 17,7    | —    | 23,9 | 7,8   | 40,2 | —    | 6,8  | 3,6    |
| 1999 | Landtagswahl   | 54,8            | 26,0    | —    | 47,6 | 4,7   | 15,4 | —    | 1,0  | 5,3    |
| 1999 | Europawahl     | 41,8            | 25,7    | —    | 34,1 | 5,0   | 26,8 | —    | 1,8  | 6,6    |

### Ergebnis der letzten Oberbürgermeisterwahl

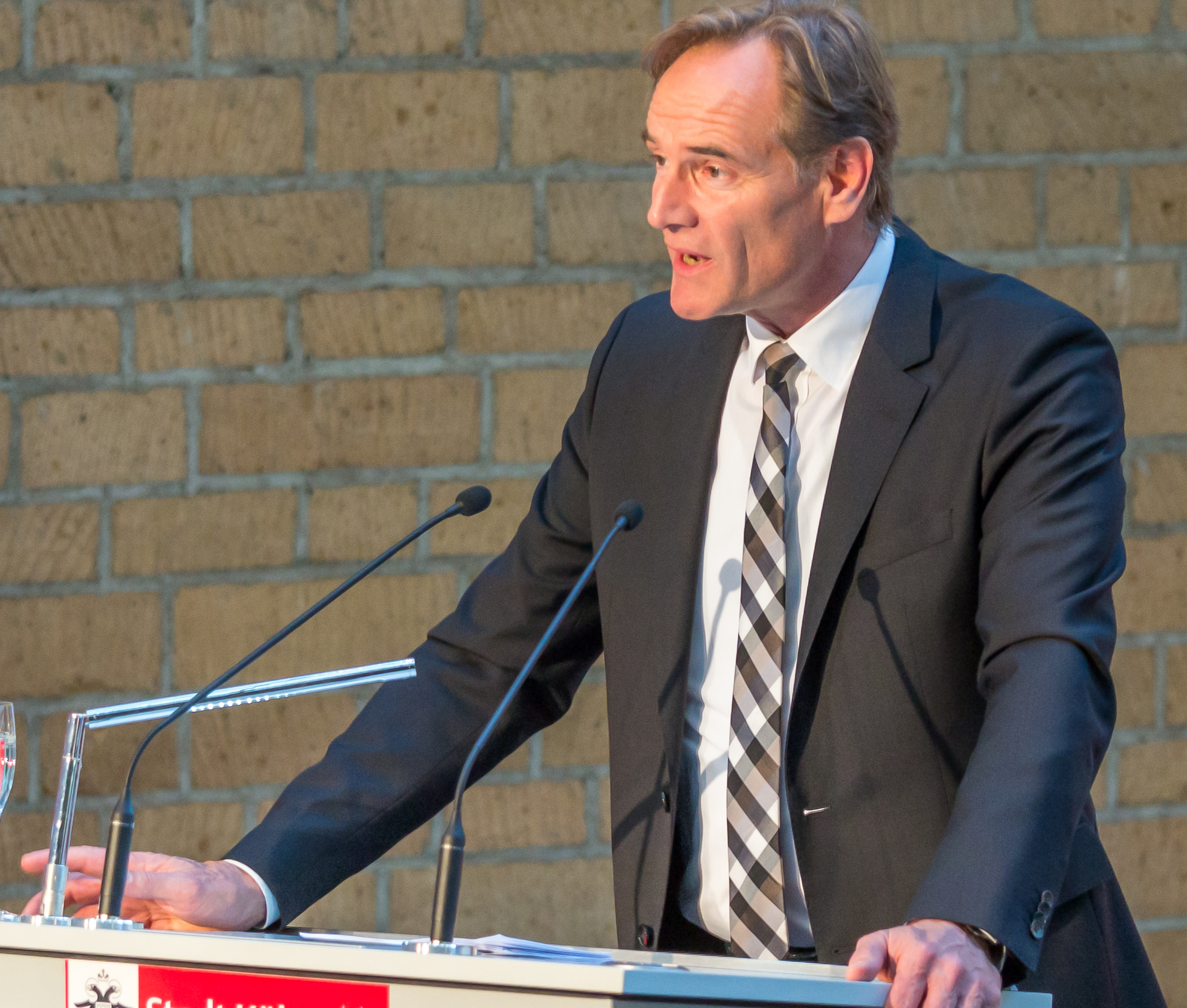
Amtierender Oberbürgermeister Burkhard Jung (2015)

Die letzten Oberbürgermeisterwahlen fanden im Frühjahr 2020 statt. Im ersten Wahlgang am 2. Februar 2020 traf Amtsinhaber Burkhard Jung (SPD) auf sieben Mitbewerber. Die Wahlbeteiligung betrug 49,1 Prozent. Da kein Kandidat im ersten Wahlgang die absolute Mehrheit der Stimmen auf sich vereinen konnte, bedurfte es des zweiten Wahlgangs, in dem die beiden Bestplatzierten des ersten Wahlgangs gegeneinander antraten, nachdem die übrigen Parteien ihre Kandidaten im Hinblick auf die Unterstützung von Burkhard Jung zurückgezogen hatten, obwohl diese nach dem sächsischen Kommunalwahlgesetz auch für den zweiten Wahlgang hätten kandidieren dürfen. Der zweite Wahlgang, in dem die einfache Mehrheit ausreicht, fand am 1. März 2020 statt. Burkhard Jung wurde bei einer Wahlbeteiligung von 48,4 % zum dritten Mal in Folge zum Oberbürgermeister Leipzigs gewählt.
| Bewerber                | Partei           | Erster Wahlgang | Zweiter Wahlgang |
| ----------------------- | ---------------- | --------------- | ---------------- |
| Sebastian Gemkow        | CDU              | 31,6 %          | 47,6 %           |
| Burkhard Jung           | SPD              | 29,8 %          | 49,1 %           |
| Franziska Riekewald     | Die Linke        | 13,5 %          | nicht angetreten |
| Katharina Krefft        | Grüne            | 12,0 %          | nicht angetreten |
| Christoph Neumann       | AfD              | 8,7 %           | nicht angetreten |
| Katharina Subat         | Die PARTEI       | 2,4 %           | nicht angetreten |
| Marcus Viefeld          | FDP              | 1,2 %           | nicht angetreten |
| Ute Elisabeth Gabelmann | überparteilich 1 | 0,9 %           | 3,3 %            |

### Stadtverwaltung
Die Leipziger Stadtverwaltung wird geleitet von einem Oberbürgermeister, der die Stadt nach außen vertritt und dem Stadtrat vorsitzt, und den Bürgermeistern, die als Beigeordnete, für sieben Jahre vom Stadtrat gewählt, den Oberbürgermeister in den festgelegten Geschäftskreisen, den sogenannten Dezernaten, bei der Amtsführung unterstützen und ihn vertreten. Jedem Dezernat sind mehrere Ämter nachgeordnet. Leipzig hat mit mehr als 500.000 Einwohnern die höchstmögliche Zahl von acht Dezernaten und Beigeordneten.
Folgende Bürgermeister sind gegenwärtig tätig:
| Amt                                                                    | Bild                             | Name                                      | Partei | Partei    |
| ---------------------------------------------------------------------- | -------------------------------- | ----------------------------------------- | ------ | --------- |
| Oberbürgermeister                                                      |                                  | Burkhard Jung (seit 29. März 2006)        |        | SPD       |
| Erster Bürgermeister                                                   |                                  | Torsten Bonew (seit 1. März 2018)         |        | CDU       |
| Beigeordneter für Finanzen                                             | Torsten Bonew (seit 1. Mai 2010) |                                           |        | CDU       |
| Bürgermeister und Beigeordneter für Allgemeine Verwaltung              |                                  | Ulrich Hörning (seit 1. November 2015)    |        | SPD       |
| Bürgermeister und Beigeordneter für Umwelt, Klima, Ordnung und Sport   |                                  | Heiko Rosenthal (seit 19. September 2006) |        | Die Linke |
| Bürgermeisterin und Beigeordnete für Kultur                            |                                  | Skadi Jennicke (seit 10. Juni 2016)       |        | Die Linke |
| Bürgermeisterin und Beigeordnete für Soziales, Gesundheit und Vielfalt |                                  | Martina Münch (seit 1. Dezember 2022)     |        | SPD       |
| Bürgermeister und Beigeordneter für Stadtentwicklung und Bau           |                                  | Thomas Dienberg (seit 1. September 2020)  |        | Grüne     |
| Bürgermeisterin und Beigeordnete für Jugend, Schule und Demokratie     |                                  | Vicki Felthaus (seit 1. Oktober 2020)     |        | Grüne     |
| Bürgermeister und Beigeordneter für Wirtschaft, Arbeit und Digitales   |                                  | Clemens Schülke (seit 1. November 2022)   |        | CDU       |

### Bundestag und Bundespolitik
Das Stadtgebiet ist deckungsgleich mit den Wahlkreisen 151 Leipzig I mit gut 225.000 Wahlberechtigten und 152 Leipzig II mit gut 233.000 Wahlberechtigten.
Der Wahlkreis Leipzig I wurde zuletzt von 2017 bis 2025 vom direkt gewählten CDU-Abgeordneten Jens Lehmann vertreten. Bei der Bundestagswahl 2025 erhielt der AfD-Kandidat Christian Kriegel zwar die meisten Erststimmen, konnte das Mandat allerdings nicht antreten, da es (infolge des neuen Bundestagswahlrechts) nicht durch das Zweitstimmenergebnis der AfD in Sachsen gedeckt ist. Damit ist der Wahlkreis einer von deutschlandweit 23 Wahlkreisen, in denen die Kandidaten mit den meisten Erststimmen kein Direktmandat erhielten. Durch Lehmann und den SPD-Abgeordneten Holger Mann, die über ihre jeweiligen Landeslisten eingezogen sind, wird der Wahlkreis jedoch weiterhin im Bundestag vertreten.
Im Wahlkreis Leipzig II ist Sören Pellmann (Die Linke) seit 2017 der direkt gewählte Abgeordnete. Seit 2021 vertritt auch die über die Landesliste ihrer Partei gewählte Paula Piechotta (Grüne) den Wahlkreis im Bundestag.
Der langjährige Oberbürgermeister Leipzigs, Wolfgang Tiefensee, war von 2005 bis 2009 Bundesminister für Verkehr, Bau und Stadtentwicklung im Kabinett Merkel, sowie der Beauftragte der Bundesregierung für die neuen Bundesländer. Bereits nach den Wahlen von 2002 erhielt er von Gerhard Schröder ein Angebot für diesen Ministerposten, lehnte diesen aber mit der Begründung der Verbundenheit mit seiner Arbeit in Leipzig ab.

### Landespolitik
Leipzig ist in insgesamt acht Landtagswahlkreise unterteilt. Seit der Landtagswahl 2024 sind die folgenden Personen in den Wahlkreisen direkt gewählt:
| Wahlkreis | gewählter Direktbewerber | Partei | Partei    | Direktstimmenanteil |
| --------- | ------------------------ | ------ | --------- | ------------------- |
| Leipzig 1 | Nam Duy Nguyen           |        | Die Linke | 39,8 %              |
| Leipzig 2 | Ronald Pohle             |        | CDU       | 36,0 %              |
| Leipzig 3 | Wolf-Dietrich Rost       |        | CDU       | 29,8 %              |
| Leipzig 4 | Juliane Nagel            |        | Die Linke | 36,5 %              |
| Leipzig 5 | Andreas Nowak            |        | CDU       | 32,9 %              |
| Leipzig 6 | Claudia Maicher          |        | Grüne     | 29,2 %              |
| Leipzig 7 | Rick Ulbricht            |        | CDU       | 34,3 %              |
| Leipzig 8 | Holger Gasse             |        | CDU       | 32,0 %              |

Weiterhin sind die folgenden Personen über die Landeslisten der jeweiligen Parteien in den Sächsischen Landtag eingezogen:
| Partei                   | Partei | gewählte Listenbewerber (Listenplatz) | Wahlkreis      |
| ------------------------ | ------ | ------------------------------------- | -------------- |
|                          | CDU    | Jessica Steiner (17)                  | Leipzig 4      |
|                          | AfD    | Holger Hentschel (6)                  | Leipzig 8      |
| Alexander Wiesner (10)   | AfD    | Leipzig 4                             |                |
| Tobias Keller (17)       | AfD    | Leipzig 7                             |                |
|                          | Grüne  | Christin Melcher (6)                  | Leipzig 1      |
|                          | SPD    | Dirk Panter (6)                       | Leipzig 1      |
| Gerald Eisenblätter (10) | SPD    | Leipzig 4                             |                |
|                          | BSW    | Doreen Voigt (3)                      | ohne Wahlkreis |

### Wappen und Flagge

Wappen der Stadt Leipzig
Flagge der Stadt Leipzig

Das Wappen der Stadt Leipzig zeigt in gespaltenem Schild heraldisch rechts in Gold einen nach rechts aufsteigenden rot gezungten und rot bewehrten schwarzen Meißner Löwen, links in Gold zwei blaue Landsberger Pfähle.
Der Löwe der Mark Meißen und die Pfähle der Markgrafen von Landsberg sind alte wettinische Wappenbilder, die auf die Einbindung der Stadt Leipzig in deren Herrschaftsgebiet hindeuten. Nachweisen lässt sich das heutige Wappen erstmals 1468 als Siegel, vorher (um 1287) war auf ihm nur eine Burg beziehungsweise eine Burg mit dem Löwen der Markgrafen zu sehen.
Im Volksmund des 17. Jahrhunderts wurde folgende Sage erzählt: Der Löwe habe einst in die andere Richtung geblickt und mit den Tatzen nach den Pfählen gegriffen, sei später aber „zur Strafe“ umgekehrt worden. Tatsächlich wendet sich der Löwe auf Groschen des 15. Jahrhunderts den Pfählen zu.
Der Unterschied zum Dresdner Wappen besteht lediglich in der Tingierung der Landsberger Pfähle, der zum Chemnitzer und Delitzscher Wappen in der Anordnung der Schilde. Beim Wappen des ehemaligen Landkreises Leipziger Land wurde dem Leipziger Wappen noch ein Fluss hinzugefügt.
Die Stadtfarben sind dem Wappen entsprechend Blau und Gelb.
Die Flagge der Stadt besteht aus zwei gleich großen, horizontalen Streifen – oben blau und unten gelb – mit aufgelegtem Stadtwappen.

### Städtepartnerschaften
Die Stadt Leipzig ist verschwistert mit:

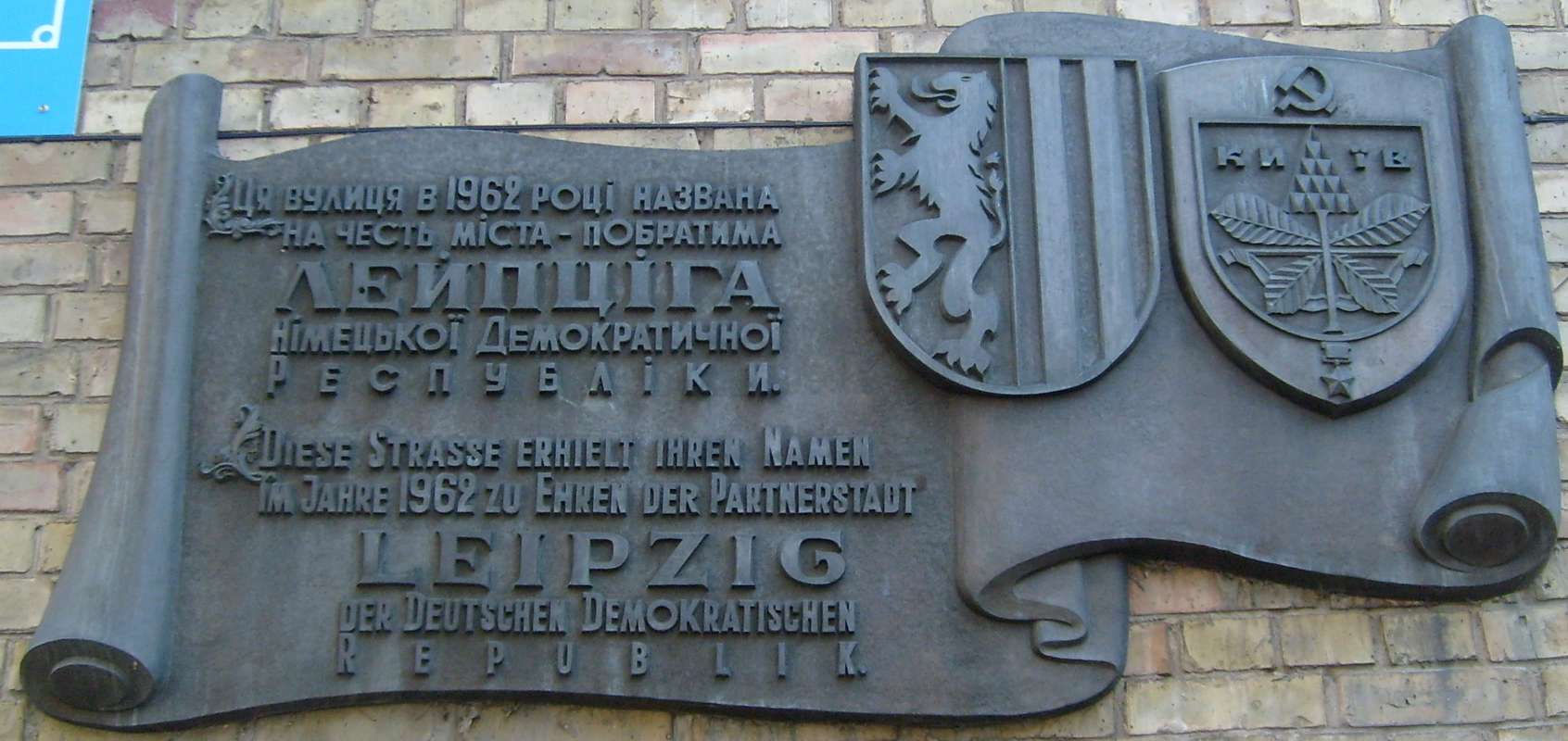
Plakette auf der Leipziger Straße in Kiew, eine der Leipziger Partnerstädte (2009)

 Kiew, Ukraine – seit 1961, erneuert 1992
 Bologna, Italien – seit 1962, erneuert 1997
 Krakau, Polen – seit 1973, erneuert 1995
 Brünn, Tschechien – seit 1973, erneuert 1999
 Lyon, Frankreich – seit 1981
 Thessaloniki, Griechenland – seit 1984, erneuert 2008
 Hannover, Deutschland – seit 1987
 Nanjing, Volksrepublik China – seit 1988
 Frankfurt am Main, Deutschland – seit 1990
 Birmingham, Vereinigtes Königreich – seit 1992
 Houston, Vereinigte Staaten – seit 1993
 Travnik, Bosnien und Herzegowina – seit 2003
 Addis Abeba, Äthiopien – seit 2004
 Herzlia, Israel – seit 2011
 Ho-Chi-Minh-Stadt, Vietnam – seit 2021

### Konsulate und Auslandsvertretungen
In der Stadt befinden sich mehrere Auslandsvertretungen. Von den etwa 40 Konsulaten, die vor dem Zweiten Weltkrieg in Leipzig existierten, sind jedoch nur sehr wenige nach der Wende zurückgekehrt. So besitzen seit 2024 nur noch die Vereinigten Staaten ein Generalkonsulat in Leipzig. Polen unterhielt bis 2008, Griechenland bis Ende 2010 und Russland bis Ende 2023 ein Generalkonsulat. Polen ersetzte dieses durch ein Honorarkonsulat. Weitere Länder, die Honorarkonsulate in Leipzig eingerichtet haben, sind Armenien, Bosnien und Herzegowina, Bulgarien, Costa Rica, Estland, Frankreich, Italien, Liberia, Malta, Mexiko, Norwegen, Peru, Polen, Rumänien, Schweden, die Slowakei, Uganda und Zypern. Polen unterhält in Leipzig ein Polnisches Institut als Zweigstelle des Polnischen Institutes Berlin. Außerdem befindet sich in Leipzig ein British Council, ein Institut français und ein Konfuzius-Institut. Des Weiteren wurde 2008 von den Niederlanden ein „Netherlands Business Support Office“ (NBSO) in Leipzig eröffnet, das für die wirtschaftlichen Kontakte zwischen der Region und den Niederlanden verantwortlich ist.
Um den kulturellen, wirtschaftlichen oder politischen Austausch zwischen Leipzig und anderen Regionen beziehungsweise Staaten zu vertiefen, wurden mehrere Vereine gegründet, wie das Deutsch-Arabische Kulturhaus, der Deutsch-Irakische Verein oder der Deutsch-Britische Verein.

### Jugendparlament
Vom 23. bis 29. März 2015 wurde in Leipzig das erste Jugendparlament in einer Online-Wahl gewählt. Die 20 gewählten Parlamentarier im Alter von 14 bis 21 Jahren sollen die Interessen der Jugendlichen in der Stadt vertreten. Deutschlandweit ist Leipzig damit nach Stuttgart und Trier die dritte Großstadt, welche eine solche Institution ins Leben ruft. Eine Legislaturperiode dauert 2 Jahre. Die letzte Wahl zum Jugendparlament fand vom 7. bis zum 14. April 2025 statt; die Wahlbeteiligung lag bei 7,5 % (+ 1,7 %p im Vergleich zu 2023).
Über den zusätzlich eingerichteten Jugendbeirat, der aus 8 Mitgliedern des Jugendparlamentes und je einem Vertreter pro Stadtratsfraktion besteht, hat das Jugendparlament Rede- und Antragsrecht im Leipziger Stadtrat. Die Leitung der öffentlichen Sitzungen des Gremiums sowie anfallende organisatorische Aufgaben übernimmt ein von den Mitgliedern gewählter „Sprecher*innenkreis“. Die thematische Arbeit findet schwerpunktmäßig in den Arbeitsgruppen statt, die sich aus Mitgliedern des Jugendparlamentes und interessierten Jugendlichen zusammensetzen. Unterstützt wird das Parlament außerdem von einer pädagogischen Begleitung und einer Geschäftsstelle. Des Weiteren verfügt das Gremium über einen Jugendfonds durch den Projekte von und für Jugendliche mit maximal 500 Euro im Rahmen des Bundesprogrammes Demokratie leben! gefördert werden können.

### Beiräte
In Leipzig gibt es zehn Stadtbezirksbeiräte, 14 Ortschaftsbeiräte und zehn Fachbeiräte. Sie setzen sich jeweils aus Mitgliedern der Stadtverwaltung und gewählten oder ernannten sachkundigen Einwohnern zusammen. Die Beiräte können keine rechtlich bindende Entscheidung treffen, haben aber Anhörungspflicht und die Möglichkeit, selber Angelegenheiten vorzubringen, mit denen sich die Ausschüsse des Stadtrats beschäftigen müssen.
Es gibt folgende Fachbeiräte: Drogenbeirat, Beirat für Gleichstellung, Kinder- und Familienbeirat, Migrantenbeirat, Psychiatriebeirat, Seniorenbeirat, Behindertenbeirat, Tierschutzbeirat und Kleingartenbeirat.
Der Migrantenbeirat wurde 2009 gegründet und wird alle fünf Jahre gewählt (Letzte Wahl 2021). Er besteht aus 22 Mitgliedern, davon sechs Fraktionsvertreter und 16 Migranten. Die Geschäftsstelle des Beirats liegt in der Verantwortung des Referats für Migration und Integration. Wahlberechtigt hierfür sind alle Ausländer, die über einen gültigen Aufenthaltstitel oder eine Duldung verfügen, eingebürgerte Personen und Spätaussiedler, die am Wahltag das 18. Lebensjahr vollendet und seit mindestens drei Monaten in Leipzig ihren ständigen Wohnsitz haben. Zehn Mitglieder werden anhand von Herkunftsregionen frei gewählt (Nordafrika, West- und Zentralasien, Süd- und Mittelamerika, Nord-, West- und Mitteleuropa, Südostasien und sonstiges Asien, Süd- und Osteuropa, Nordamerika, Australien, Ozeanien und subsaharisches Afrika). Bewerben können sich alle wahlberechtigten Personen. Die übrigen zwölf Mitglieder setzen sich aus sechs Vertretern der Stadtratsfraktionen und sechs durch die Stadtverwaltung ernannten Personen zusammen.

## Wirtschaft und Infrastruktur

### Entwicklung bis 1990
Vor dem Zweiten Weltkrieg war Leipzig nicht nur ein bedeutender Handelsplatz (Leipziger Messe), sondern auch ein bedeutender Industriestandort. Traditionell waren hier Verlagswesen (z. B. Reclam, Teubner, Brockhaus, das Bibliographische Institut, Seemann, Baedeker, Hirzel, Barth und Velhagen & Klasing, Insel Verlag, bei den Musikalien Breitkopf & Härtel, C. F. Peters und Friedrich Hofmeister) und polygrafische Industrie, Maschinenbau (Pittler Drehmaschinen, Brehmer Heftmaschinen), Förderanlagen- und Seilbahnbau (Adolf Bleichert & Co.), Landmaschinenbau (Pflugfabrik Rud. Sack), Pelzindustrie, Textilindustrie (Leipziger Baumwollspinnerei, Buntgarnwerke Leipzig, Leipziger Wollkämmerei) ansässig. Ferner war der Klavierbau (Blüthner, Hupfeld, Schimmel, Feurich, Zimmermann) vertreten.
In der DDR-Zeit blieb Leipzig ein bedeutender Wirtschaftsstandort. Der Bezirk Leipzig trug 1972 9,3 Prozent zur Industrieproduktion der DDR bei. Neben den bereits erwähnten Wirtschaftszweigen wurden insbesondere der Braunkohleabbau, die Energieerzeugung und die chemische Industrie südlich von Leipzig stark ausgebaut. Mit der Bildung von Kombinaten wurde Leipzig Sitz der Kombinate für Baumaschinen, komplette Anlagen und Erdbewegungsmaschinen (Baukema), Gießereianlagenbau und Gusserzeugnisse (Gisag), polygraphischen Maschinenbau, Rundfunk- und Fernmelde-Technik (RFT), Technische Gebäudeausrüstung (TGA), Tagebauausrüstungen, Krane und Förderanlagen (TAKRAF) und Chemieanlagenbau (Chemieanlagenbau Leipzig-Grimma, CLG). Robotron baute in seinem Leipziger Zweigbetrieb (VEB Robotron-Anlagenbau Leipzig) vor allem Großrechner für die Industrie. Die fruchtbaren Böden der Leipziger Tieflandsbucht im Leipziger Raum wurden intensiv landwirtschaftlich genutzt.

### Kennzahlen
Im Jahr 2021 stieg das BIP der Stadt Leipzig auf 23,804 Milliarden Euro. Im Jahre 2016 erbrachte Leipzig ein Bruttoinlandsprodukt (BIP) von 19,872 Milliarden Euro und belegte damit Platz 17 innerhalb der Rangliste der deutschen Städte nach Wirtschaftsleistung. Der Anteil an der Wirtschaftsleistung des Bundeslandes Sachsen betrug 16,8 Prozent. Das BIP pro Kopf lag im selben Jahr bei 35.123 Euro (Sachsen: 28.947 Euro, Deutschland 38.180 Euro). In der Stadt gab es 2016 ca. 328.700 erwerbstätige Personen. Die Arbeitslosenquote lag im Dezember 2018 bei 6,1 Prozent und damit leicht über dem Durchschnitt von Sachsen mit 5,6 Prozent.
Gegenwärtig befinden sich in Leipzig über 38.000 bei der Industrie- und Handelskammer zu Leipzig gemeldete Unternehmen und mehr als 5.100 Handwerksbetriebe (Stand 2011).
In Leipzig gibt es 58.704 bestehende Betriebe. Davon haben 90,3 % deutsche Betreiber und 9,7 % ausländische Betreiber (Stand 2019).
Im Zukunftsatlas 2022 belegte die kreisfreie Stadt Leipzig Platz 137 von 400 Landkreisen, Kommunalverbänden und kreisfreien Städten in Deutschland und zählt damit zu den Regionen mit „leichten Zukunftschancen“. In der Ausgabe von 2016 lag sie noch auf Platz 137 von 401. 2019 war Leipzig Platz 104 von 402.
Leipzig belegte im HWWI/Berenberg-Städteranking 2015 nach München und Berlin den dritten Platz. Im Jahr 2019 belegte Leipzig den zweiten Platz nach Berlin.

### Öffentliche Investitionen und Subventionen
Wie in allen Städten und Gemeinden in den ostdeutschen Bundesländern flossen hohe Summen staatlicher Gelder nach Leipzig. Die Struktur der Investitionen und Förderungen unterscheiden sich dabei etwas. Vergleichsweise stark wurde die „unternehmensnahe Infrastruktur“ gefördert – im Zeitraum 1990 bis 2005 mit etwa 750 Millionen Euro. Nach Darstellung der Leipziger Wirtschaftsförderung können Zuschüsse für die gewerbliche Wirtschaft aufgrund der Wirtschaftsstruktur in Leipzig hauptsächlich für Großinvestitionen genutzt werden. Sie betrugen von 1990 bis 2005 etwa 650 Millionen Euro. Vergleichsweise wenig wurde für die Technologieförderung aufgebracht, sie summierte sich im Zeitraum 1990 bis 2005 auf 81 Millionen Euro.
Leipzig liegt in einer „Ziel-1-Region“ des Europäischen Fonds für regionale Entwicklung. Im Zuge der EU-Osterweiterung erreichen die sächsischen Regionen die Fördergrenze, die sich am Bruttoinlandsprodukt je Einwohner relativ zum EU-Durchschnitt bemisst. Zum Nachteil von Leipzig könnte sich der Umstand entwickeln, dass die anderen sächsischen Großstädte durch strukturschwache Regionen wie dem Erzgebirge oder der Oberlausitz länger in einer „Ziel-1-Regionen“ verbleiben könnten. Die Förderregionen entsprechen den sächsischen Regierungsbezirken.

### Verschuldung der Stadt Leipzig
Die Verschuldung der Stadt Leipzig begann 1992 und erreichte ihren Höchststand Ende 2004 mit einem Schuldenstand von 911,6 Mio. Euro. In den darauffolgenden Jahren wurde die Verschuldung kontinuierlich abgebaut, wobei der größte Sprung 2009 unter anderem durch Rückzahlung der Stadtanleihe von 100 Mio. Euro gemacht wurde. Zum 31. Dezember 2011 bestand das Kreditportfolio aus 101 Krediten mit einem Volumen von circa 733 Mio. Euro. Von 2011 zu 2012 stieg der Schuldenstand der Stadt Leipzig um die Netto-Neuverschuldung von rund 4 Mio. Euro von 733 Mio. Euro auf 737 Mio. Euro.
Die Stadt Leipzig plant den vollständigen Schuldenabbau in den nächsten 25 Jahren.

### Ansässige Unternehmen

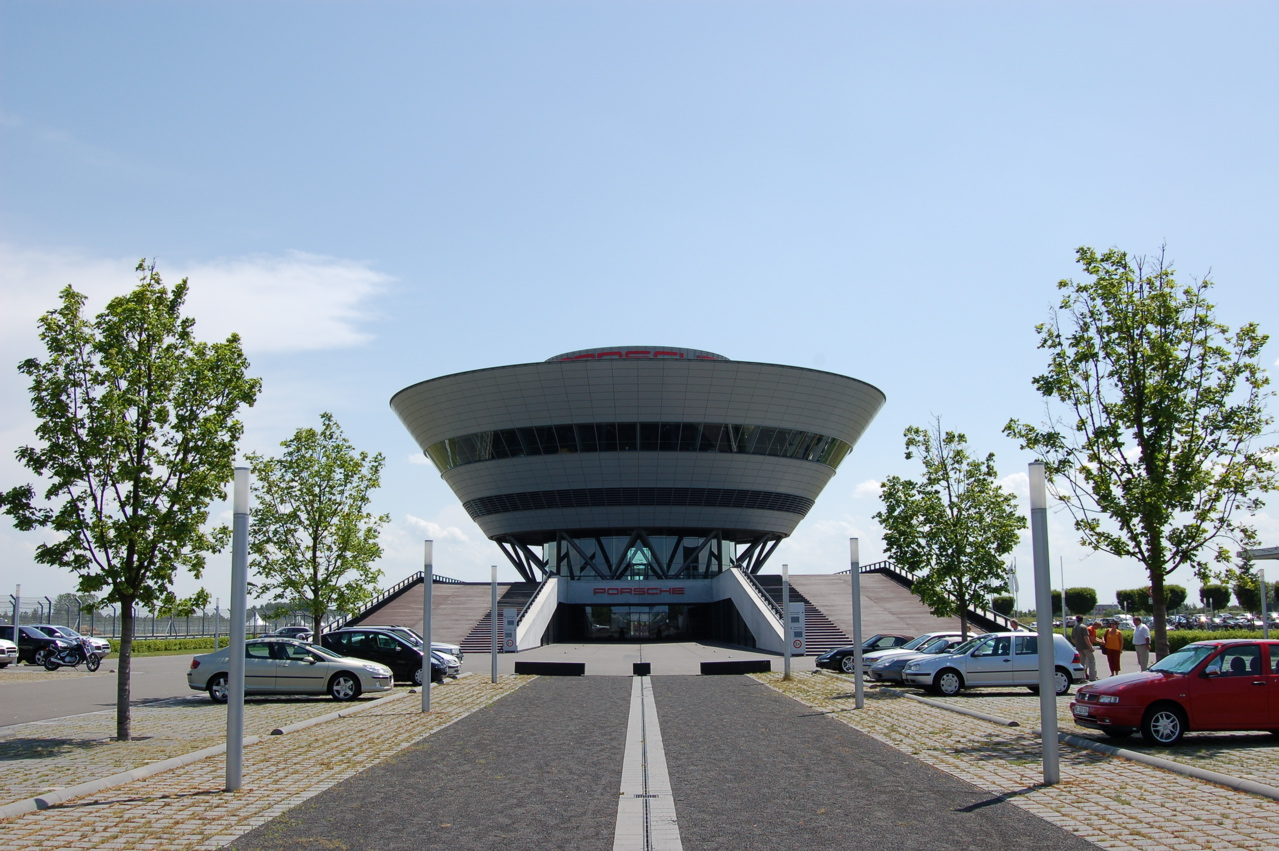
Das „Diamant“ genannte Kundenzentrum des Porsche-Werks in Leipzig (2006)

Mit der Wende brach, wie in fast allen Regionen der ehemaligen DDR, nahezu die gesamte Industrieproduktion zusammen. Nur wenige Unternehmen blieben nach der Privatisierung erhalten. Es bestehen weiterhin die Maschinenbauunternehmen Kirow Ardelt GmbH (ein Hersteller von Eisenbahnkränen mit etwa 180 Mitarbeitern), TAKRAF GmbH (ein Tochterunternehmen der Tenova S.p.A. und Hersteller von Tagebauausrüstung und -einrichtungen mit etwa 400 Mitarbeitern in Leipzig und Lauchhammer) sowie das Kugel- und Rollenlagerwerk Leipzig (ein Hersteller von Wälzlagern mit etwa 192 Mitarbeitern). Von den Klavierherstellern besteht noch die Julius Blüthner Pianofortefabrik. Das 1852 in Leipzig gegründete Typographisches Kunst-Institut Giesecke & Devrient wurde 1948 als VEB Wertpapierdruckerei verstaatlicht und ist jetzt wieder als Giesecke & Devrient GmbH, Wertpapierdruckerei Leipzig in Leipzig ansässig.

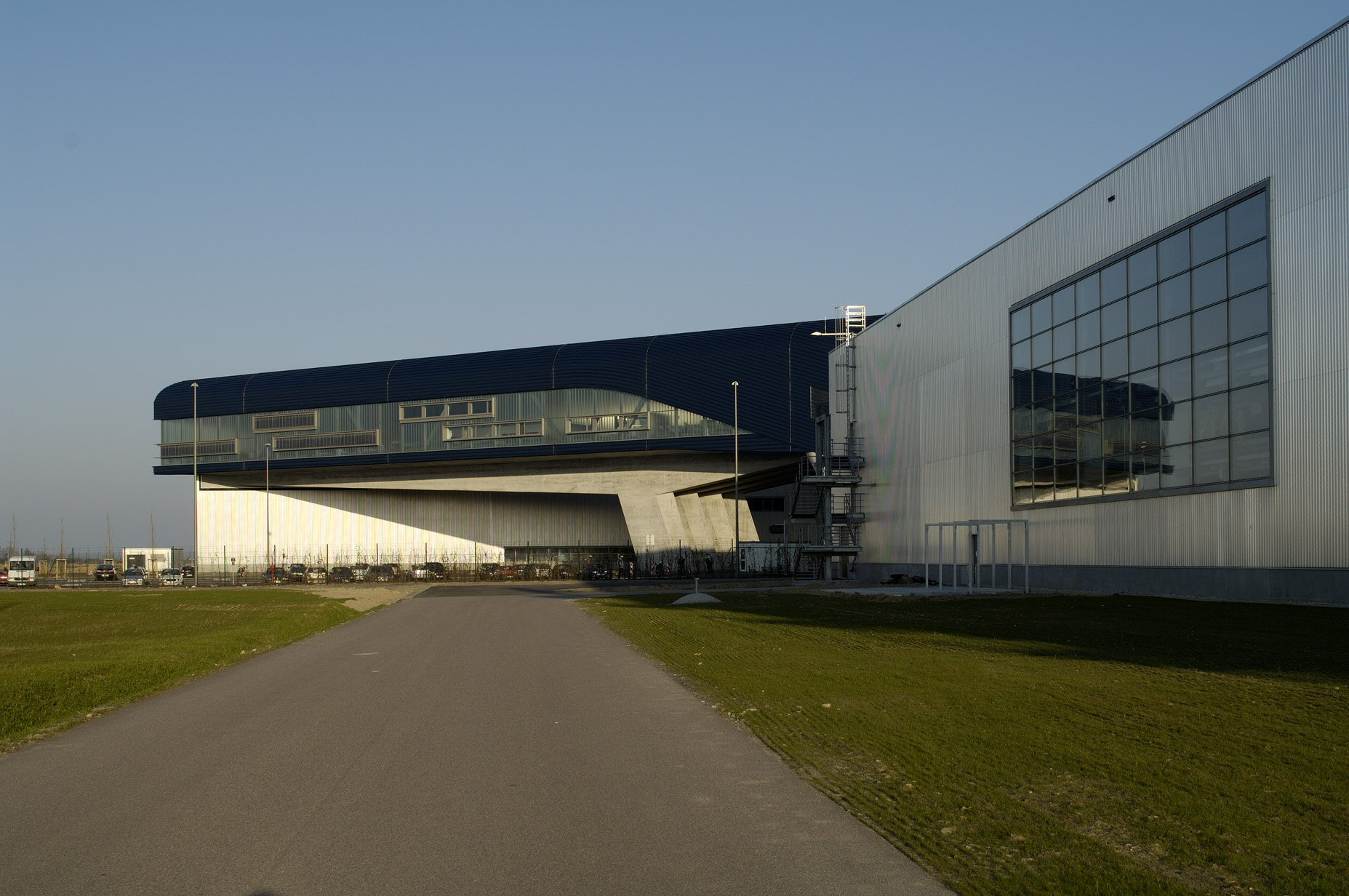
BMW-Werk Leipzig, Zentralgebäude der Architektin Zaha Hadid (2005)

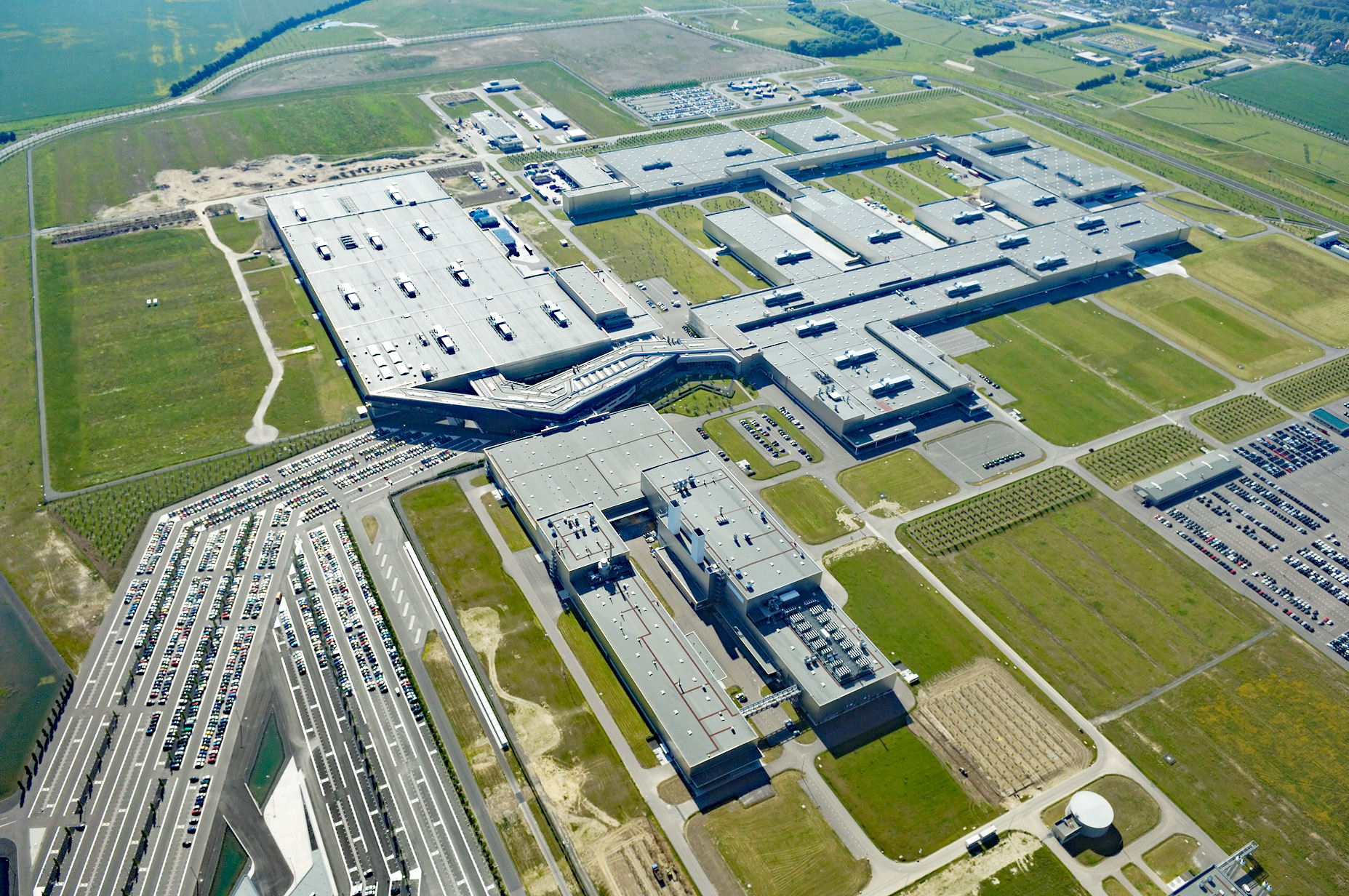
BMW-Werk Leipzig, Luftaufnahme (2006)

Nach der Wende gelangen aber auch einige große Industrieansiedlungen, darunter Siemens (etwa 1.700 Mitarbeiter), Porsche (etwa 4.300 Mitarbeiter bei Porsche Leipzig sowie weitere 800 in Dienstleistungsbetrieben) und BMW (3.700, mit Partnern und Zulieferern über 6.500 Mitarbeiter am Standort Leipzig). Mit der Ansiedlung der beiden letzteren konnte sich die Stadt als neuer Automobilstandort etablieren. 2005 stiegen die Leipziger Verkehrsbetriebe (LVB) in den Schienenfahrzeugbau ein. Das Tochterunternehmen HeiterBlick baute zunächst die Straßenbahn Leoliner für den Eigenbedarf, die sich mit einem konkurrenzfähigen Preis und ihrer Robustheit aber auch den osteuropäischen Markt erschließen sollte. 2010 übernahm Kirow Ardelt das Unternehmen vollständig und fertigt im Stadtteil Lindenau verschiedene Straßenbahnmodelle für andere deutsche Städte. Die LVB beschäftigen über 2.300 Mitarbeiter. Kirow Ardelt entwickelte sich zum Weltmarktführer von Eisenbahnkranen.
Auch Unternehmen der Kommunikations- und Informationstechnologien wie die Comparex, die Softline AG oder der überregionale Kabelnetzbetreiber Primacom mit seiner größten ostdeutschen Niederlassung sind in Leipzig beheimatet. Die Unister Holding GmbH, ein auf den Betrieb und die Vermarktung von Webportalen spezialisierter E-Business-Anbieter, hatte ihren Hauptsitz in der Leipziger Innenstadt. Dieses Gebäude gehört seit April 2017 der Hamburger Immobilieninvestment- und Entwicklungsgesellschaft DC Values. Die buw Holding GmbH, ein Kommunikationsdienstleister, beschäftigt am Standort Leipzig rund 1.100 Mitarbeiter in Callcentern. Die Mercateo-Gruppe verlegte ihren Hauptsitz Anfang 2020 von München nach Leipzig.
Neben Frankfurt am Main, München und Stuttgart gilt Leipzig darüber hinaus als überregional bedeutsamer Banken- und Finanzstandort. Seit 2017 hat die Förderbank des Freistaats, die Sächsische Aufbaubank (SAB), ihren Sitz in Leipzig. Neben der Sparkasse Leipzig, einer der größten in Mitteldeutschland, sitzen in Leipzig kleine Bereiche der Landesbank Baden-Württemberg, nachdem diese 2008 die Landesbank Sachsen übernommen hatte.

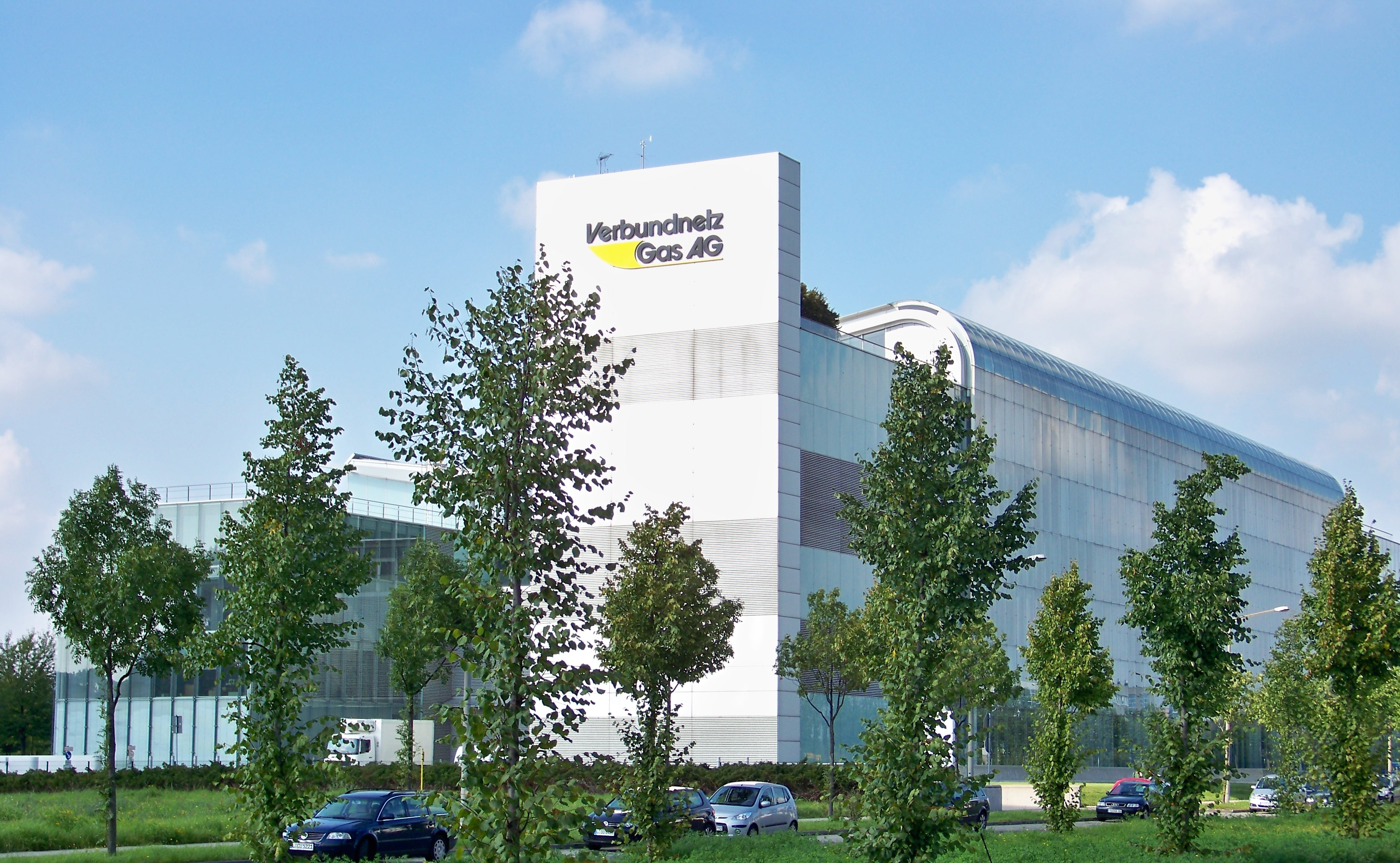
Sitz der Verbundnetz Gas AG in Schönefeld (2010)

Die gesamte Region Leipzig ist ein wichtiges Zentrum der Energiewirtschaft und Leipzig trat als Energiemetropole Leipzig auf. Leipzig betreibt das Cluster Energie und Umwelt und hat dort einen Wirtschaftsförderschwerpunkt. 2008 wurde das Deutsche Biomasseforschungszentrum (DBFZ) in Leipzig eröffnet. Der umsatzstarke Energieversorger VNG – Verbundnetz Gas, der für Stadtwerke und kommunale Energieversorger Erdgas bereitstellt, hat in Leipzig seinen Sitz. In der Stadt wird mit der European Energy Exchange (EEX) die größte Energiebörse Kontinentaleuropas betrieben. In Leipzig sitzen zudem die Verwaltung und der Vorstand der Verbio Vereinigte Bioenergie AG. Leipzig besitzt mit den Stadtwerken Leipzig eines der acht großen Stadtwerke, die in den 8KU organisiert sind. In unmittelbarer Nähe Leipzigs befinden sich das Kraftwerk Lippendorf sowie der Solarpark Waldpolenz in Brandis und das Solarkraftwerk Espenhain, in Leipzig selbst mehrere kleinere Solarkraftwerke. In der Stadt selbst gibt es zudem einen Verwaltungsstandort der Veolia Wasser.
Aufgrund der zentralen Lage entwickelte sich Leipzig zu einem Verkehrs- und Logistikzentrum. Die Logistik ist als Wirtschaftsschwerpunkt im Netzwerk Logistik Leipzig-Halle organisiert. So hat neben den Leipziger Verkehrsbetrieben auch der Mitteldeutsche Verkehrsverbund seinen Sitz in Leipzig. Die DB InfraGO AG koordiniert den Regionalbereich Südost von Leipzig aus. Das Tochterunternehmen der Transdev GmbH, Transdev Regio Ost und deren Marke Mitteldeutsche Regiobahn, haben ihren Sitz in Leipzig. Die Logistikbranche ist mittlerweile eine der wachstumsstärksten der Regionen in Deutschland. Schon kurz nach der Wende wurde in der Nähe des Messegeländes ein Quelle-Versandzentrum eröffnet, das allerdings im Zuge der Insolvenz des Unternehmens 2009 schließen musste. Dieses wurde 2012 reaktiviert und ist wieder voll vermietet. Darunter sind Unternehmen wie Momox und diverse Zulieferer der Automobilwerke. Im Herbst 2006 stellte Amazon sein zweites und größtes deutsches Logistikzentrum fertig. 2008 ging das europäische Luftdrehkreuz der Post-Frachttochter DHL am Flughafen Leipzig-Halle in Betrieb, das bisher in Brüssel beheimatet war. Damit sind 3.500 Arbeitsplätze direkt am Flughafen entstanden und etwa 7.000 in der näheren Umgebung. Das DHL-HUB wird ab 2014 in seiner Kapazität verdoppelt, womit weitere 400 Arbeitsplätze entstehen sollen. Im Norden der Stadt wurde von ProLogis ein Logistikzentrum mit 50.000 m² erbaut, dieses hat 350 Arbeitsplätze geschaffen. Im Norden wurde ein Logistikzentrum der DB Schenker mit 145.000 m² und ca. 800 Arbeitsplätzen geschaffen.

### Gesundheitswesen

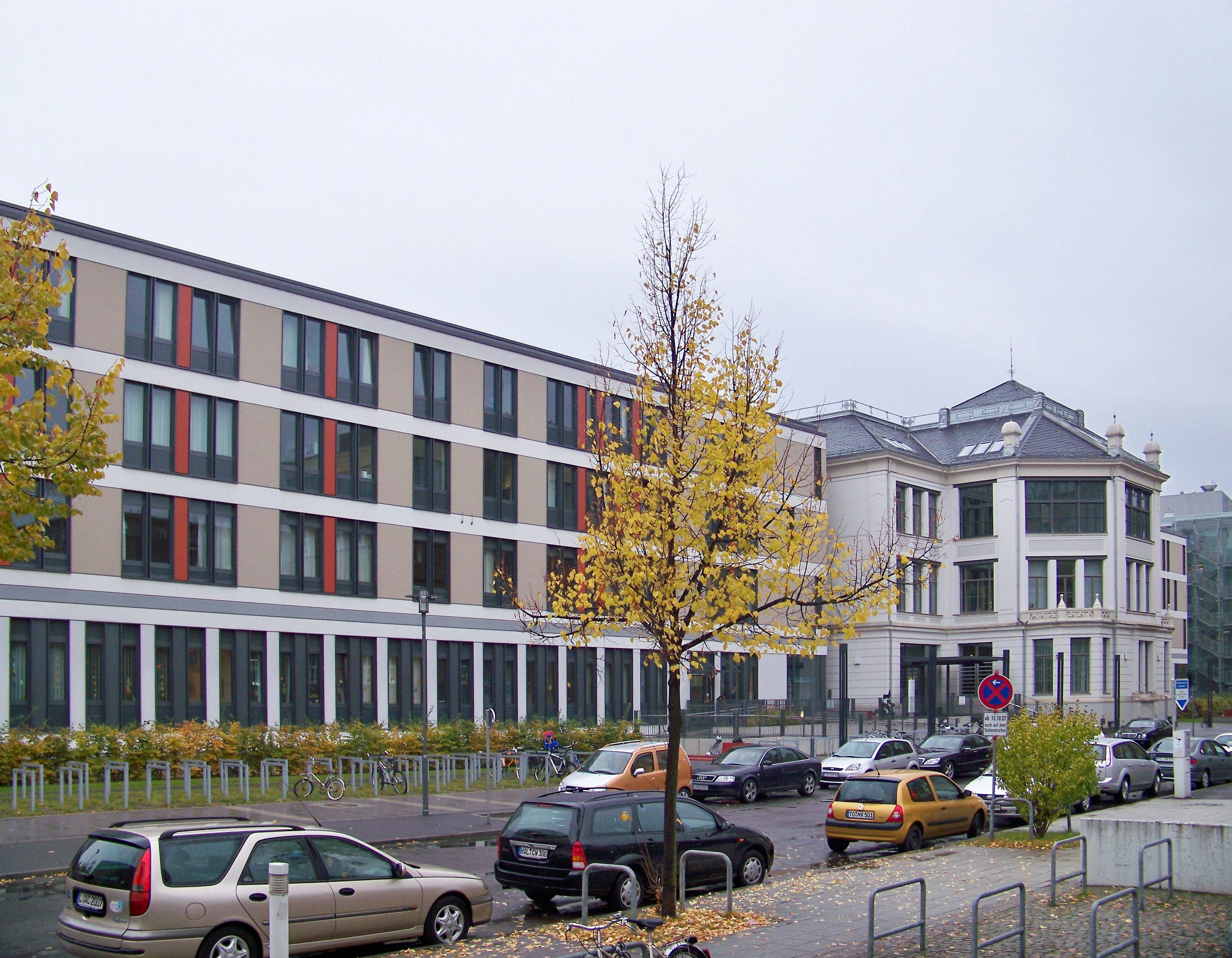
Zentrum für Frauen- und Kindermedizin der Universitätsklinik (2009)

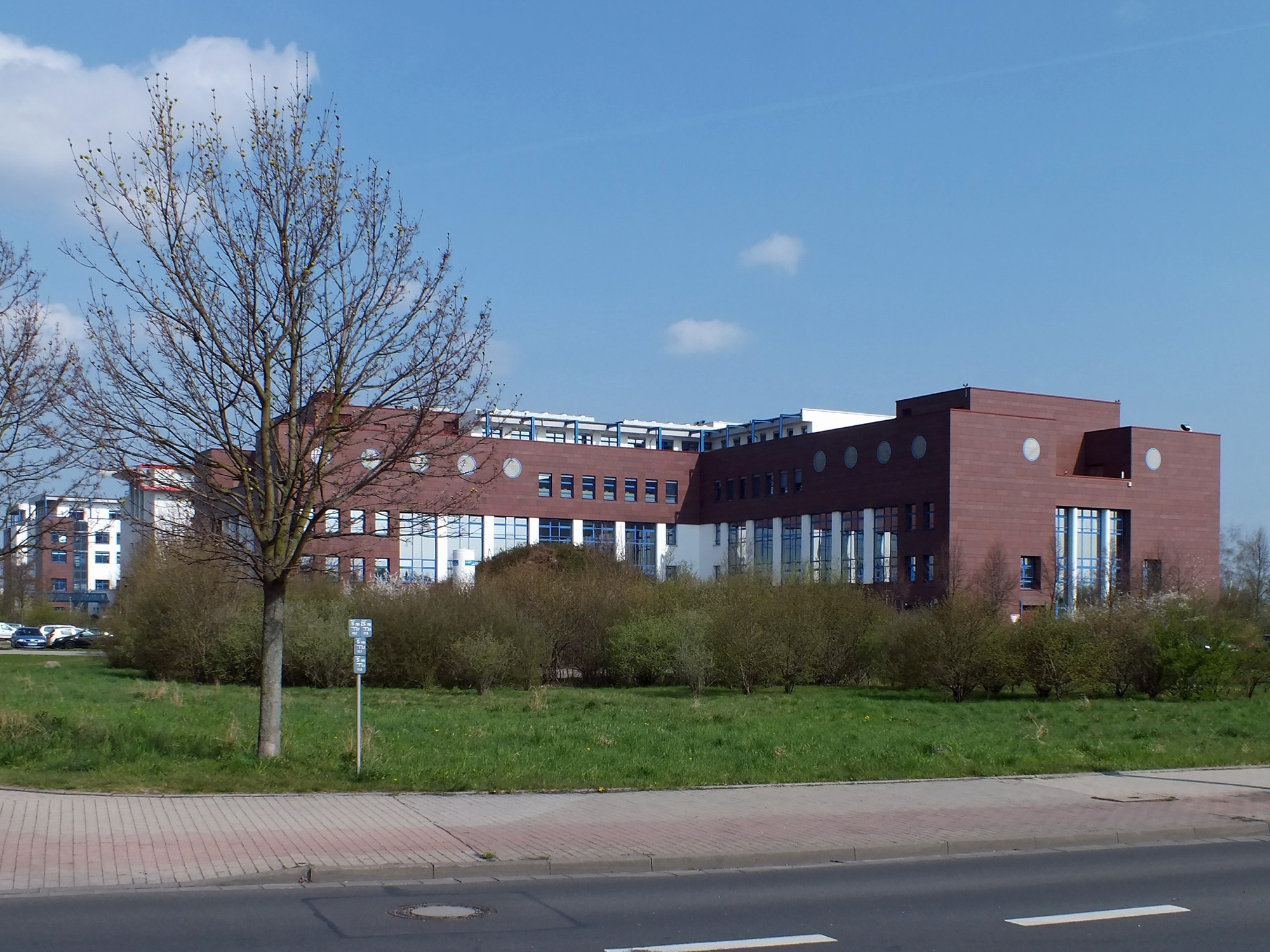
Herzzentrum (2012)

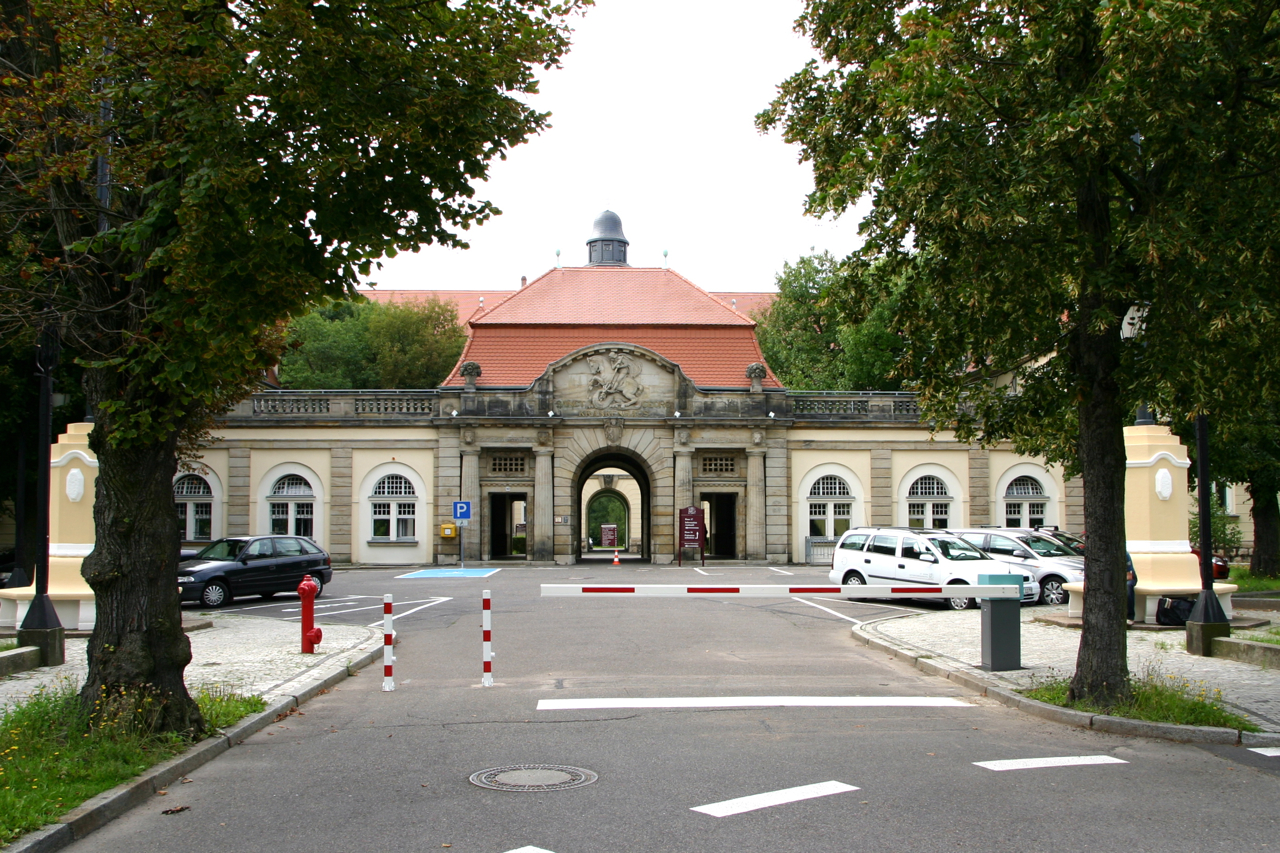
Klinikum St. Georg in Eutritzsch (2011)

Die Stadt bekennt sich mit ihrer Wirtschaftsstrategie zum Cluster Gesundheitswirtschaft & Biotechnologie, unterstützt wird sie vom Verein zur Förderung der Gesundheitswirtschaft in der Region Leipzig e. V. Die Stadt ist Mitglied des bundesweiten Gesunde-Städte-Netzwerks.
Das Universitätsklinikum mit seinen mehr als 4000 Mitarbeitern ist ein Krankenhaus der Maximalversorgung. Seine Vorläufer waren das St. Jacobs-Hospital und das Städtische Krankenhaus St. Jakob.
Das 1994 gegründete Herzzentrum Leipzig in Trägerschaft der Helios Kliniken fungiert als Universitätsklinik und ist ein Fachkrankenhaus mit dem Versorgungsauftrag für Herzchirurgie, Kardiologie und Kinderkardiologie. Mit der Kapazität für 420 stationäre und 10 tagesklinische Patienten ist es das größte Herzzentrum der Welt.
Das Klinikum St. Georg, das als Spital 1439 von der Stadt übernommen wurde, feierte 2012 sein 800-jähriges Bestehen. Das Klinikum ist ein Krankenhaus der Schwerpunktversorgung und beschäftigt über 3.000 Mitarbeiter. Die Infektionszentrale und das Schwerbrandverletztenzentrum besitzen bundesweite Bedeutung. 2006 übernahm das St. Georg das Fachkrankenhaus Hubertusburg in Wermsdorf. Das St. Georg bekam 2011 vom Freistaat den Zuschlag für die Errichtung einer Septischen Chirurgie.
In unmittelbarer Nähe des Herzzentrums befindet sich mit dem Park-Klinikum, dem größten Krankenhaus der Regelversorgung (626 Betten, 98 teilstationär, 154 Rehabilitationsplätze) in Sachsen, eine weitere Einrichtung der Helios-Kliniken.
In Leipzig gibt es mit dem evangelischen Diakonissenkrankenhaus und dem 1931 eingeweihten St. Elisabeth-Krankenhaus (in katholischer Trägerschaft) noch zwei Krankenhäuser der Regelversorgung. Letzteres ist eines der beliebtesten Krankenhäuser Sachsens. Das bis 2007 betriebene Bundeswehrkrankenhaus in Wiederitzsch will der Erwerber zusammen mit dem ehem. Amberger Bundeswehrkrankenhaus zu einer Fachklinik entwickeln.
Leipzig verfügt über zwei zertifizierte Stroke Units (St. Georg, Uni), zwei Brustkrebszentren (St. Elisabeth, St. Georg), drei Darmkrebszentren (Diako, Park-Klinikum, Uni), ein Prostatakrebszentrum (Uni) und ein Hautkrebszentrum (Uni).
Die Medica-Klinik für ambulante Rehabilitation und Sportmedizin ist eine der größten Einrichtungen für ambulante Reha in Deutschland und Akademisches Lehrkrankenhaus der Leipziger Universität.

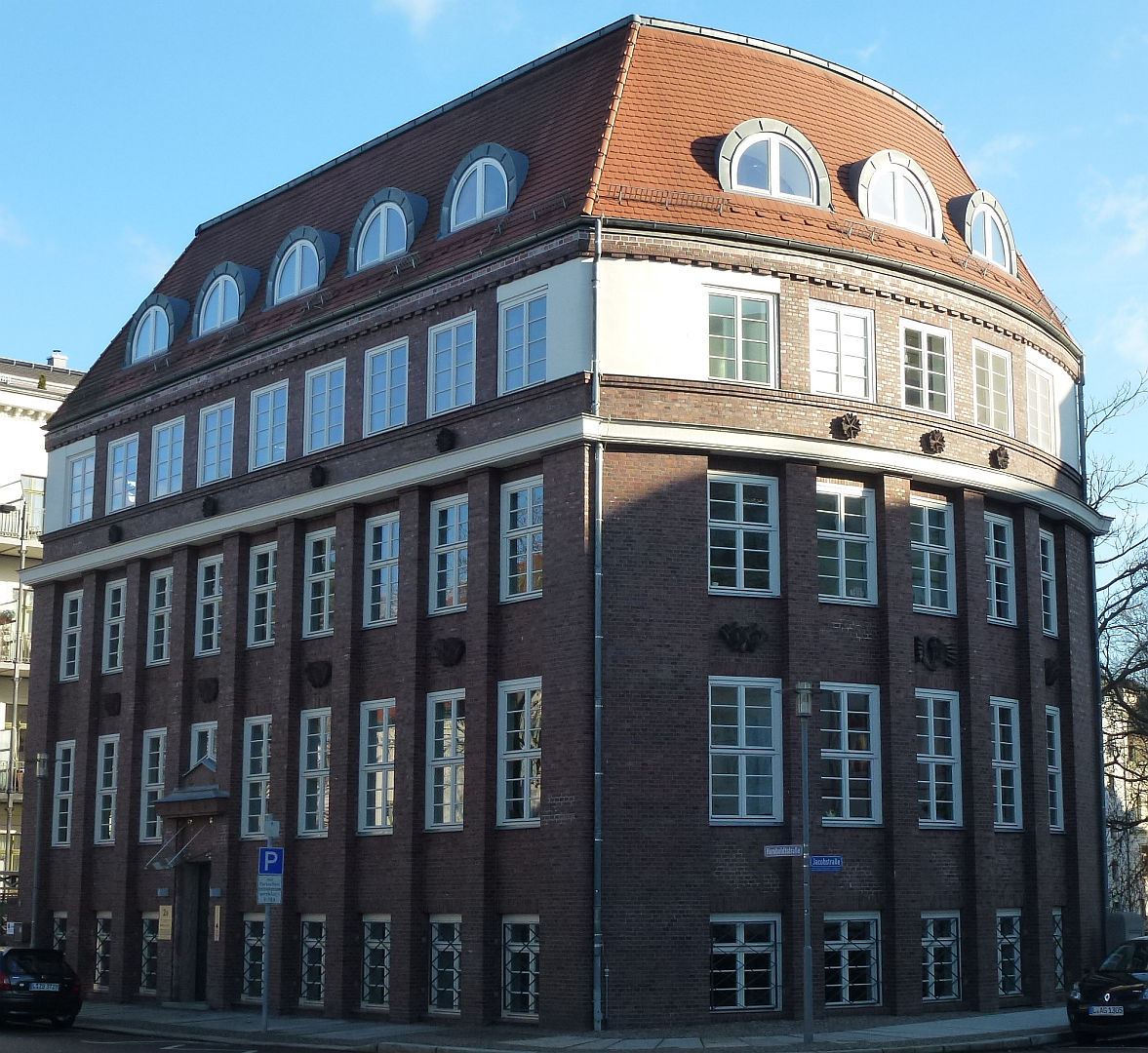
Krankenhausgesellschaft Sachsen (2016)

In Leipzig haben die Krankenhausgesellschaft Sachsen, der Verband der Privatkliniken in Sachsen und Sachsen-Anhalt und die Landesgeschäftsstelle Sachsen der Barmer GEK ihren Sitz. 1900 wurde in Leipzig der Hartmannbund, ein freier Berufsverband aller Ärzte, Zahnärzte und Medizinstudenten in Deutschland, gegründet.
Die DAVASO GmbH in Mölkau, ein Technologieanbieter und Dienstleister für die gesetzlichen Krankenversicherungen, gehört mit ca. 1300 Mitarbeitern zu den 15 größten Unternehmen der Region.

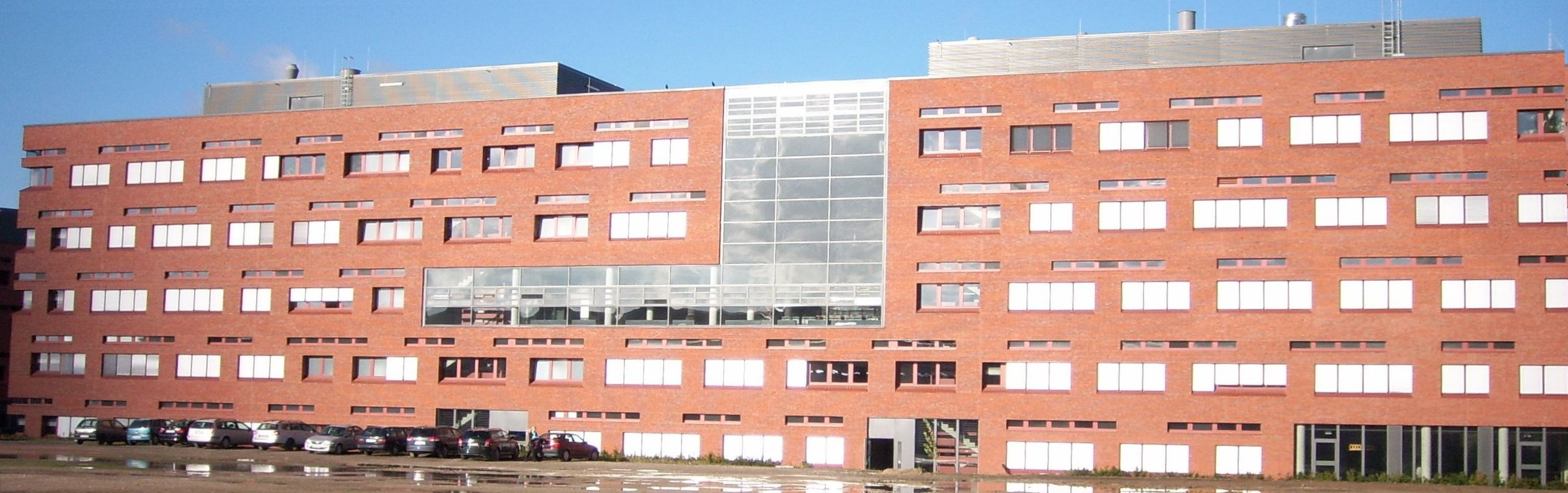
Bio City Leipzig (2006)

Zur Ansiedlung von Unternehmen der Biotechnologie wurde 2003 am Rande des alten Messegeländes die Bio City Leipzig errichtet. Hier befinden sich das Biotechnologisch-Biomedizinische Zentrum der Universität Leipzig sowie verschiedene Unternehmen. U. a. gehörten Vita 34 International, Europas erste und größte private Nabelschnurblutbank, sowie Haema, der größte unabhängige Blutspendedienst Deutschlands, zu den ersten Mietern. Das Leipziger Arzneimittelwerk ging aus einer 1926 in Paunsdorf errichteten Betriebsstätte der Unternehmung Dr. Willmar Schwabe hervor, 2000 wurde es von Riemser übernommen und 2013 an die Prange Gruppe weiterveräußert.

### Leipziger Messe

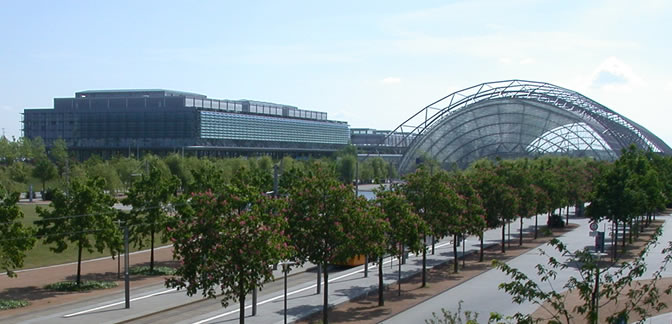
Neue Leipziger Messe (2003)

Die Stadt Leipzig ist über die Grenzen Deutschlands hinaus durch die Leipziger Messe bekannt. Sie gilt als einer der ältesten Messeplätze der Welt, dessen Tradition auf das vom Meißner Markgrafen Otto dem Reichen 1165 verliehene Marktrecht zurückgeht. 1190 wurden der Jubilatemarkt (Ostermarkt) und der Michaelismarkt durch den Meißner Markgrafen Albrecht den Stolzen bestätigt. Ab 1218 ließen sich die ersten urkundlich benannten Kaufleute und Handwerker in Leipzig nieder.
1341 kauften die Tuchmacher ihr eigenes Gebäude am Leipziger Markt, das erste Gewandhaus. Ebenfalls ab dem 13. Jahrhundert wurden in Leipzig Waren mit polnischen und im 14. Jahrhundert mit böhmischen Kaufleuten gehandelt. Ab 1420 wurde der Markt als Umschlagplatz für Nürnberger Kaufleute nach Polen genutzt. 1458 erhielt die Stadt von Kurfürst Friedrich II. das Recht für den Neujahrsmarkt. Von diesem Zeitpunkt an war die Stadt ein bedeutender Umschlagplatz für Metalle, Pelze, Seide, Edelsteine, Zinn und sächsisches Silber. 1497 verlieh der römisch-deutsche König und spätere Kaiser Maximilian I. Leipzig das Reichsmesseprivileg. 1507 erhielt die Stadt das Stapelprivileg, was bedeutet, dass im Umkreis von 115 Kilometern keine Messen veranstaltet werden durften. Auch war das Lagern von Gütern vor der Stadt verboten. Seit 1573 war es der Stadt gelungen, feste Handelsbeziehungen nach Moskau aufzubauen. 1824 wurde Leipzig zum Welthandelsplatz, als auch Händler aus Nordamerika, Brasilien, Argentinien und Indien an der Messe teilnahmen. 1833 wurden alle Privilegien vom Deutschen Zollverein für ungültig erklärt. Allerdings hatte sich Leipzig zu der Zeit schon als Messestandort etabliert, weswegen sich der größte Konkurrent (Frankfurt) nicht durchsetzen konnte.
Zum Frühjahr 1895 erfolgte die Umstellung von einer Waren- zur weltweit ersten Mustermesse. In der Zeit des Nationalsozialismus wurde die Leipziger Messe dem Reichsministerium für Volksaufklärung und Propaganda unterstellt und zur einzigen „Allgemeinen internationalen Messe auf deutschem Boden“ erklärt. 1937 wurde Leipzig zur Reichsmessestadt ernannt. Während der DDR-Zeit waren die Frühjahrs- und Herbstmessen ein wichtiger Treffpunkt des Handels zwischen Ost und West. Mit der Wiedervereinigung wurden die beiden saisonalen Universalmessen von Fachmessen abgelöst.
1996 wurde ein neues und modernes Messegelände am Stadtrand erbaut und begonnen, neue Nutzer für die Alte Messe Leipzig zu suchen. Die Messegesellschaft steht seither national in Konkurrenz mit vielen, oft erheblich größeren Standorten wie Hannover, Frankfurt oder Düsseldorf und muss sich in einem engen Markt behaupten. Die Leipziger Messe mit einem Umsatz von 100 Mio. Euro (2016) konkurriert hier etwa mit der Messe Frankfurt mit einem siebenfachen Umsatz.
Zu den wichtigsten Messen des Jahres zählen die Leipziger Buchmesse, die Zuliefermesse Z sowie die Industriemesse Intec, die Publikumsmesse Haus Garten Freizeit, die Messe Touristik & Caravaning International sowie die Auto Mobil International. Mit der Games Convention (GC) konnte erstmals eine Messe etabliert werden, die in Europa Alleinstellungsmerkmale besitzt. Die GC wurde jedoch im Sommer 2008 durch den Branchenverband BIU als gamescom nach Köln verlegt, mit der Begründung, man habe dort bessere Wachstumsmöglichkeiten. Die Leipziger Messe hatte sich zunächst entschieden, diese Unterhaltungssparte nicht ganz aufzugeben und dafür 2009 die Games Convention Online gegründet, eine Messe die ausschließlich auf Onlinespiele fokussiert war. Es gelang jedoch nicht, diese Messe zu etablieren, sodass sie nach nur zwei Auflagen seit 2011 nicht mehr stattfindet.
Zur Leipziger Messe gehört mit dem Congress Center Leipzig ein Kongresszentrum für die Bereiche Medizin, Industrie und Dienstleistung. Neben dem Messegelände im Leipziger Norden betreibt die Leipziger Messe GmbH seit 2015 die Kongresshalle am Zoo in einem 1900 erbauten Gründerzeitgebäude im Leipziger Zentrum.

### Medien

#### Funk- und Fernsehsender

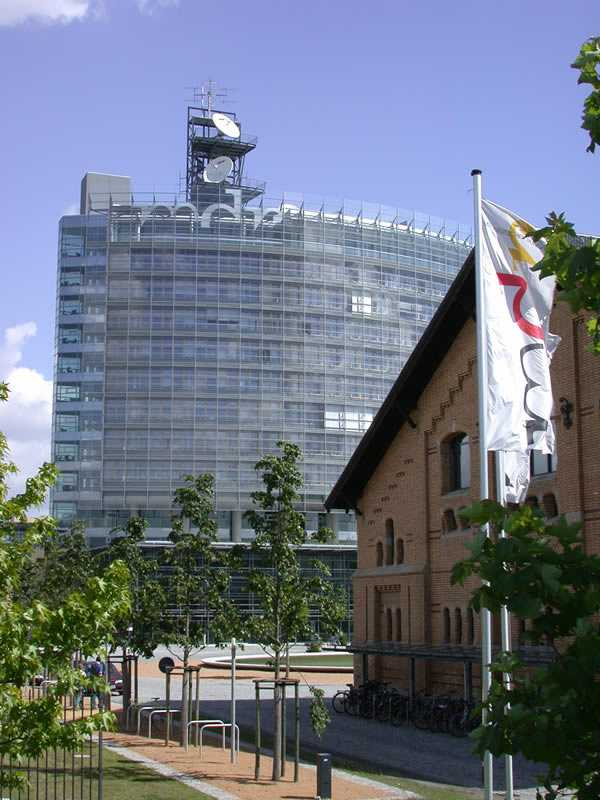
MDR-Zentrale (2003)

Leipzig ist Hauptsitz des Mitteldeutschen Rundfunks (MDR). Die Media City Leipzig, ein Studiokomplex für Fernseh- und Filmproduktionen, an der der MDR beteiligt ist, befindet sich in unmittelbarer Nähe. Die Privatsender Radio PSR, Energy Sachsen, R.SA und Radio Leipzig mit zwei Programmen, Leipzig eins, Deutschlands erstes lizenziertes Universitätsradio Mephisto 97.6 und das Freie Radio Radio Blau produzieren hier ihr Programm. Aber auch neue Medien wie das Internetradio und Podcast-Label detektor.fm haben ihre Studios in Leipzig. Aus dem Studio von Radio PSR sendete bis zum 31. Januar 2014 außerdem der Radiosender 90elf, der 24 Stunden am Tag über Bundesligaspiele berichtete. Leipzig Fernsehen und ehemals info tv leipzig sind bzw. waren lokale Fernsehsender.
Leipzig ist Sitz der Sächsischen Landesanstalt für privaten Rundfunk und neue Medien.

#### Presse
Leipzig hat eine weit zurückreichende Tradition als Pressestadt mit zahlreichen Zeitungs- und Zeitschriftenverlagen und -redaktionen. Hier gab Timotheus Ritzsch von 1650 an die täglich erscheinenden Leipziger Einkommenden Nachrichten als erste Tageszeitung der Welt heraus; von 1660 an trug sie den Titel Neu-einlauffende Nachricht von Kriegs- und Welt-Händeln. Die Bedeutung Leipzigs als Pressestadt betont eine vom Leipziger Institut für Kommunikations- und Medienwissenschaft, von der Deutschen Presseforschung an der Universität Bremen und der Deutschen Forschungsgemeinschaft getragene und von Holger Böning geleitete Studie.
Derzeit gibt es als einzige Tageszeitung die Leipziger Volkszeitung mit bis 1894 zurückreichender Geschichte, zudem eine regionale Ausgabe der Zeitung Bild. Seit 2004 erscheint das Online-Nachrichtenmagazin Leipziger Internet Zeitung, dessen Redaktion seit 2015 auch die gedruckte LZ Leipziger Zeitung herausbringt – zunächst als Wochenzeitung und dann umgestellt auf monatliche Erscheinung. Die Dresdener Morgenpost unterhält unter der Marke Tag 24 ein lokales Redaktionsbüro.
Darüber hinaus werden mehrere Stadtmagazine, Kultur- und Wirtschaftsjournale publiziert, u. a. der Kreuzer und die Leipziger Zeitung.

#### Buchstadt Leipzig

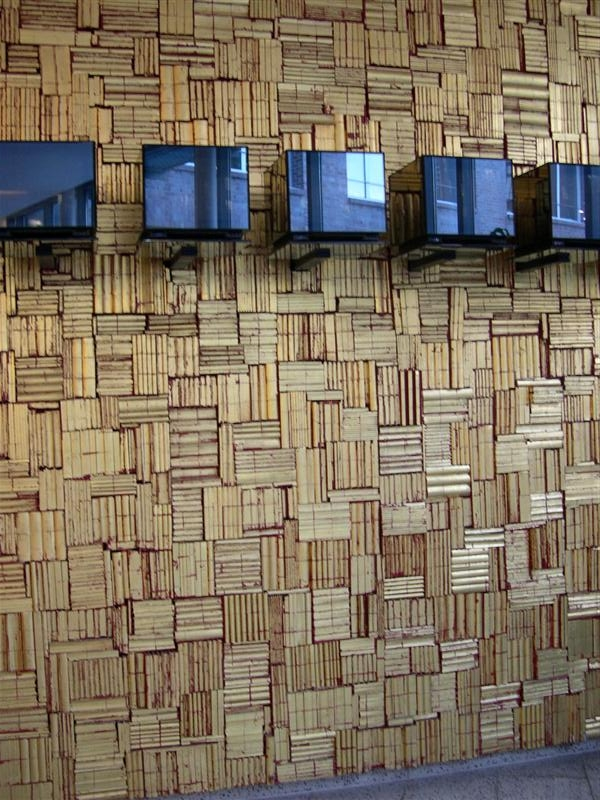
Stilisierte Bücherwand im Haus des Buches, statt Steinen Bücher verwendet (2004)

Die Geschichte Leipzig als Druckort geht bis ins 16. Jahrhundert zurück. Ab dem 17. Jahrhundert gewinnt die Leipziger Buchmesse größere Bedeutung. Im Laufe des 19. Jahrhunderts hatte sich Leipzig als zentrale Schnittstelle und Hauptumschlagplatz des deutschen Buchgewerbes etabliert. Rund 1500 Firmen des herstellenden und vertreibenden Buchhandels, der polygrafischen Industrie sowie die zentralen Branchenverbände waren hier ansässig. Zentrum dessen war das Graphische Viertel. Dazu zählten Verlage wie Baedeker (Fritz Baedeker), Brockhaus (Bibliographisches Institut & F. A. Brockhaus), S. Hirzel Verlag, Insel Verlag, Gustav Kiepenheuer Verlag, C. F. Peters (Edition Peters), Reclam-Verlag, E. A. Seemann, B. G. Teubner und Georg Thieme, sowie große Firmen des Zwischenbuchhandels, Maschinenbauunternehmen, Buchbindereien, grafische Anstalten und Druckunternehmen (Giesecke & Devrient, Offizin Haag-Drugulin u. v. a.). Nahezu jeder zehnte Einwohner war in einem dieser Gewerbe tätig. Ein Beispiel für einen besonders vielseitigen Vertreter der Branche gibt Carl Berendt Lorck; er war als Buchhändler, Buch- und Presseverleger, Buchhistoriker, Typograf, Drucker und Autor aktiv. Im Ausland war die Buchstadt Leipzig als City of Books bekannt.
Ihre Hochphase hatte sie Ende des 19. bis Anfang des 20. Jahrhunderts. Im Zweiten Weltkrieg hatten die Verlage unter starken Restriktionen zu leiden. Das sogenannte Graphische Viertel, in dem sich ein Großteil der Firmen konzentrierte, wurde in den Bombenhageln fast vollständig zerstört. Die Teilung Deutschlands führte zur Teilung von Verlagen und anderen Unternehmen, die fortan in Westdeutschland und Leipzig parallel agierten. In der DDR konnte sich Leipzig zwar weiterhin als Buchstadt behaupten, jedoch nicht mehr mit seiner früheren Bedeutung. Nach der Wiedervereinigung wurden die Leipziger Parallelverlage an ihre westdeutschen Alteigentümer restituiert und teilweise als Zweigniederlassungen weitergeführt, jedoch früher oder später geschlossen (Brockhaus, Hirzel, Insel, List, Reclam, Teubner, Thieme). Andere Verlage wurden verkauft und sind teilweise noch in Leipzig ansässig (E.A. Seemann, St. Benno, Koehler & Amelang, Buchverlag für die Frau u. a.).
Parallel gab es nach 1989 viele Neugründungen und Neuansiedlungen (z. B. Klett-Verlag, Connewitzer Verlagsbuchhandlung, Evangelische Verlagsanstalt, Voland & Quist, Faber & Faber, Lehmstedt). Die Leipziger Buchmesse mit dem größten Lesefestival Europas Leipzig Liest, die Deutsche Nationalbibliothek, zahlreiche Ausbildungsstätten, Dauerausstellungen und Museen zeugen noch von der Buchstadt Leipzig.
Die Stadt hatte eine große Bedeutung in der deutschen Enzyklopädik. Jahrzehntelang hatten mit dem Verlag F.A. Brockhaus und dem Bibliographischen Institut die beiden wichtigsten deutschen Lexikonverlage ihren Sitz in der Stadt. Eine lange Tradition hat die Hochschule für Grafik und Buchkunst Leipzig, deren Ursprünge 1764 liegen.
Unterlagen aus Unternehmensarchiven zu vielen dieser Unternehmen lagern im Staatsarchiv Leipzig.
In Leipzig ist die Gesellschaft für zeitgenössische Lyrik ansässig. Sie veranstaltet Lesungen und poetologische Tagungen, gibt die Literaturzeitschrift Poesiealbum neu heraus und stellt der Öffentlichkeit mit der Leipziger Lyrikbibliothek eine der größten Sammlungen internationaler zeitgenössischer Poesie in Deutschland zur Verfügung.

### Sozial-Ökologische Infrastrukturen

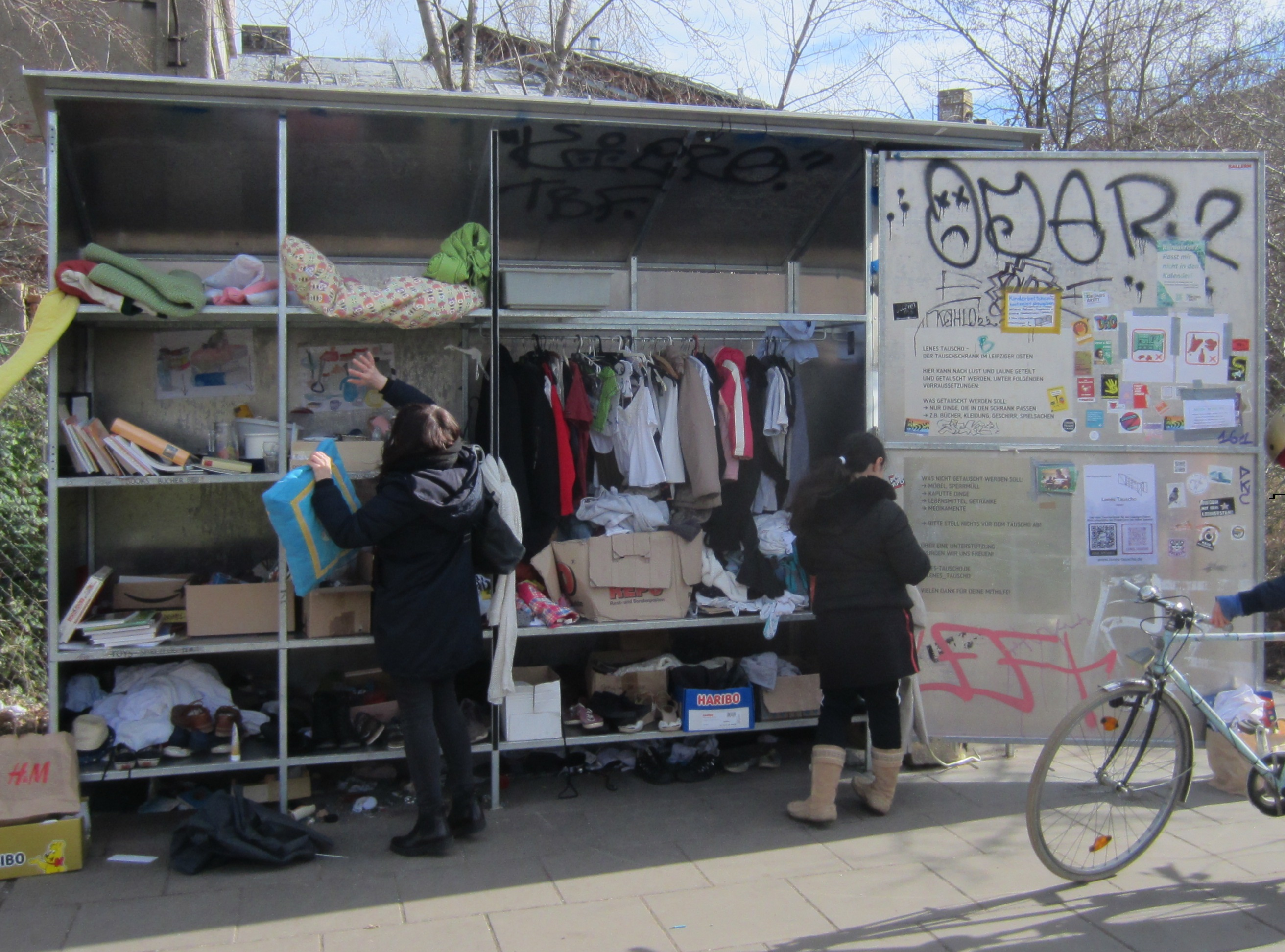
Schenkregal Lenes Tauscho im Lene-Voigt-Park (2022)

Leipzig verfügt über ein dichtes Netz sozial-ökologischer Infrastrukturen. Erwähnenswert sind im Lebensmittelbereich die Fairteiler von foodsharing, und die zahlreichen Solidarischen Landwirtschaften (SoLawi), im Textilbereich der Umsonstladen in Plagwitz, mehrere Fahrrad-Selbsthilfe-Werkstätten, im Computerbereich der Hackerspace Die Dezentrale. und im Bereich Reparieren das Café kaputt. Außerdem gibt es zahlreiche öffentliche Bücherschränke und Schenkregale, z. B. Lenes Tauscho im Lene-Voigt-Park.

### Öffentliche Einrichtungen

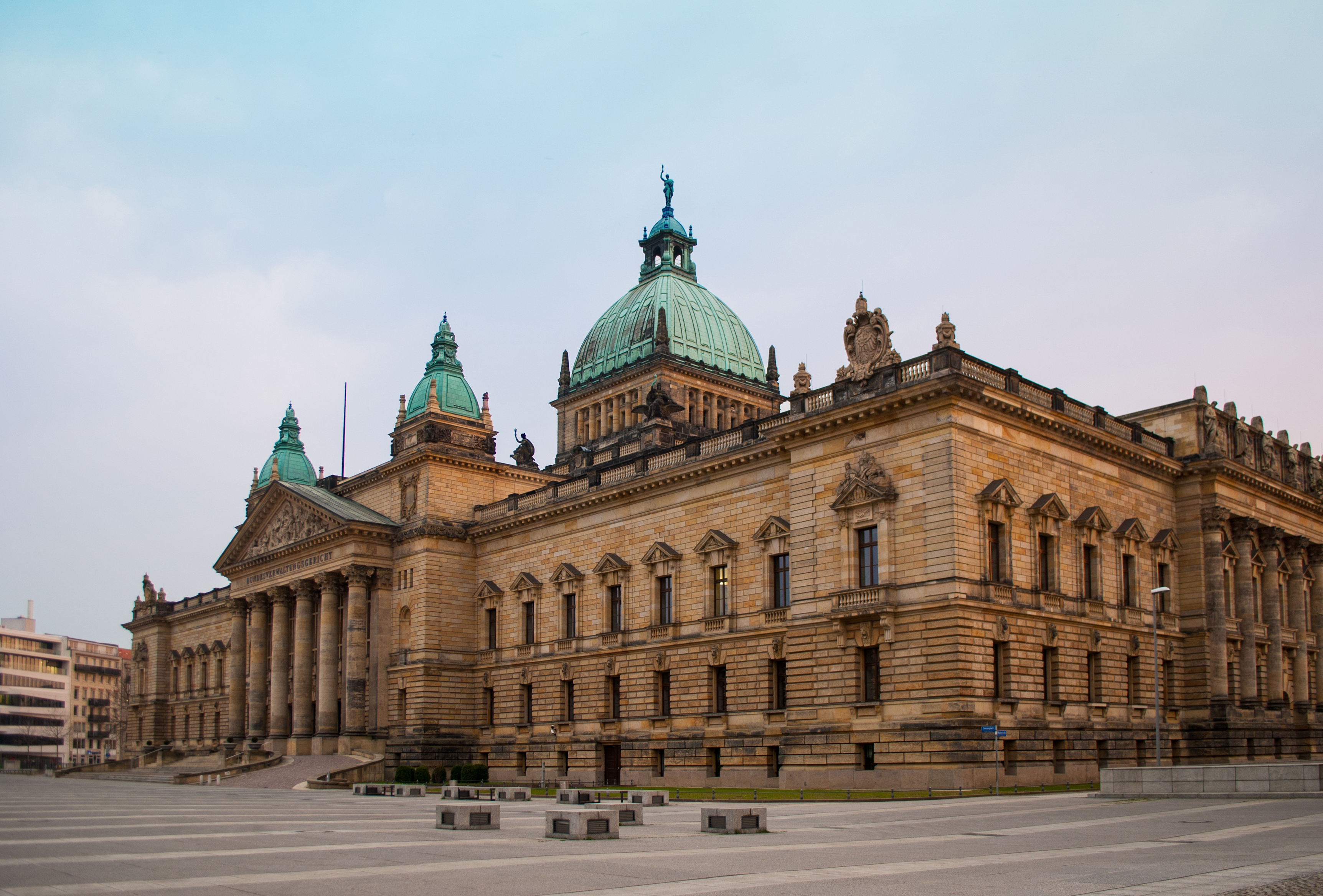
Reichsgerichtsgebäude, Sitz des Bundesverwaltungsgerichtes (2013)

#### Justiz
Das Bundesverwaltungsgericht wurde am 26. August 2002 von Berlin nach Leipzig verlegt und hat seinen Sitz im Reichsgerichtsgebäude. Auch sind der Fünfte und seit 2020 der neugeschaffene Sechste Strafsenat des Bundesgerichtshofes sowie eine Dienststelle des Generalbundesanwaltes in Leipzig angesiedelt. Außerdem sind das Sächsische Finanzgericht und Verfassungsgericht in Leipzig beheimatet, und weiterhin gibt es mehrere Gerichte der unteren Instanzen wie das Landgericht, Amtsgericht, Sozialgericht, Verwaltungsgericht und ein Arbeitsgericht.

#### Wirtschaft

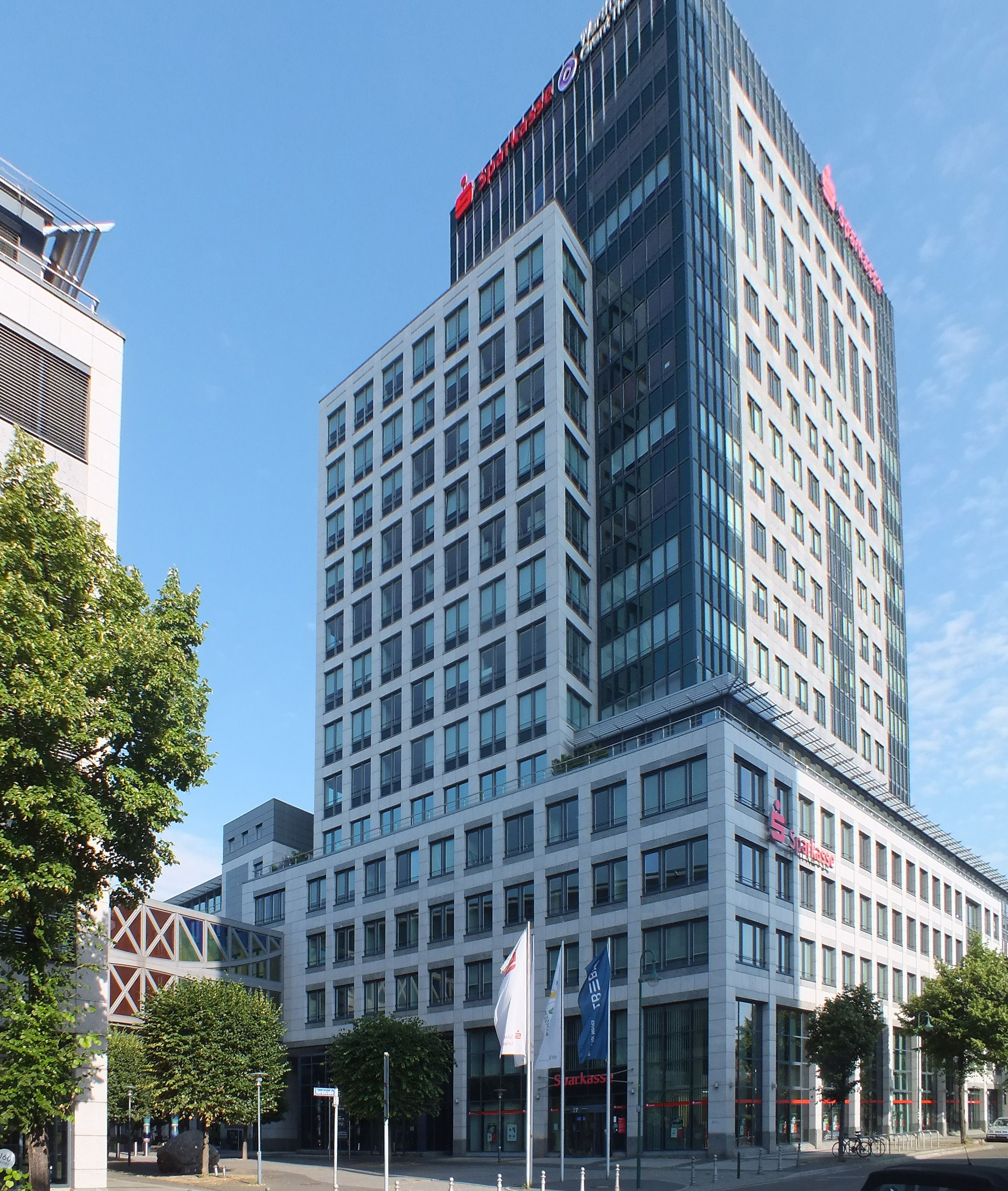
Löhrs Carré – Hauptsitz der Sparkasse Leipzig (2020)

Die Bundesnetzagentur für Elektrizität, Gas, Telekommunikation, Post und Eisenbahnen unterhält eine Außenstelle in Leipzig. Weitere öffentliche Einrichtungen sind die Handwerkskammer und die Industrie- und Handelskammer zu Leipzig. Die Hauptverwaltung der Deutschen Bundesbank für die Freistaaten Sachsen und Thüringen ist ebenfalls in der Stadt angesiedelt. Die Sparkasse Leipzig, die für die Stadt Leipzig und die umliegende Landkreise Leipziger Land und Nordsachsen zuständig ist, ist die wichtigste öffentliche Einrichtung auf dem Finanzsektor. Die 2008 erloschene Landesbank Sachsen hatte hier ebenfalls ihren Hauptsitz. Seit dem 1. April 2008 existiert die daraus entstandene Sachsen Bank, eine rechtlich unselbständige Anstalt des öffentlichen Rechts der Landesbank Baden-Württemberg (LBBW) mit Sitz in Leipzig. Auch die Deutsche Rentenversicherung Mitteldeutschland und der Kommunale Sozialverband Sachsen (KSV) haben ihre Hauptgeschäftsstellen in Leipzig. Durch bekanntgegebene geplante Änderungen und Umstrukturierungen innerhalb der sächsischen Verwaltung wird die Sächsische Aufbaubank in den kommenden Jahren ihren Hauptsitz von Dresden nach Leipzig verlegen, um den Finanzsektor und Bankenstandort Leipzigs zu stärken. Im Zuge der Reform wird der Sächsische Rechnungshof zum Jahr 2020 von Leipzig nach Döbeln umziehen.

#### Wissenschaft

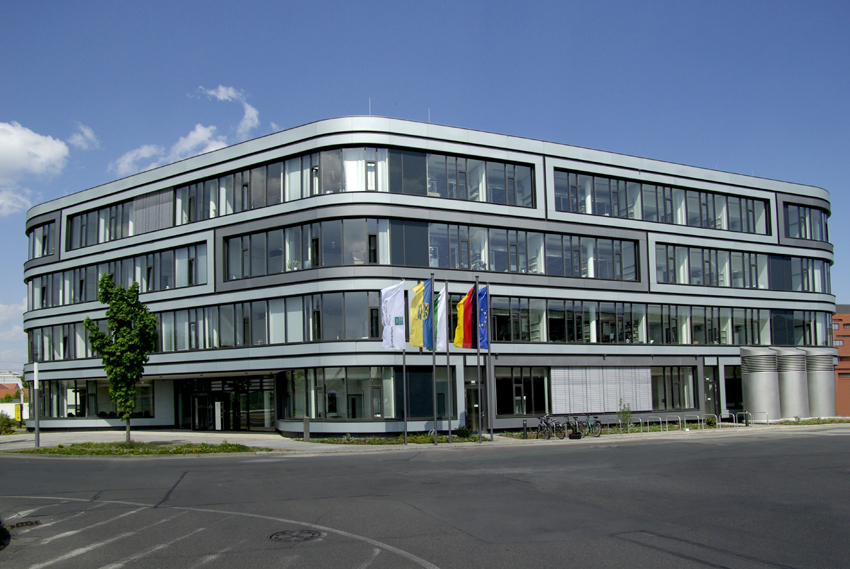
Fraunhofer-Institut für Zelltherapie und Immunologie (2008)

Leipzig beherbergt drei Max-Planck-Institute (für evolutionäre Anthropologie (MPI-EVA), Kognitions- und Neurowissenschaften (MPI-CBS) und Mathematik in den Naturwissenschaften (MPI-MIS)), das Fraunhofer-Institut für Zelltherapie und Immunologie (IZI), das Fraunhofer-Zentrum für Mittel- und Osteuropa (MOEZ), die Leibniz-Institute für Troposphärenforschung (TROPOS), Oberflächenmodifizierung (IOM), für jüdische Geschichte und Kultur – Simon Dubnow (DI), für Geschichte und Kultur des östlichen Europas (GWZO) und Länderkunde (IfL) sowie das Helmholtz-Zentrum für Umweltforschung – UFZ. Seit 2008 befinden sich außerdem das Deutsche Biomasseforschungszentrum (DBFZ), die Forschungs- und Transferinstitute Institut für Angewandte Informatik (InfAI) und Institut für Digitale Technologien (IFDT), sowie das Deutsche Zentrum für integrative Biodiversitätsforschung (iDiv) in Leipzig. Die Stadt Leipzig ist weiterhin „Korporativ Förderndes Mitglied“ der Max-Planck-Gesellschaft. Des Weiteren betreibt der Deutsche Wetterdienst eine Außenstelle in Leipzig.
Die Sächsische Akademie der Wissenschaften wurde als wissenschaftliche Organisation 1846 in Leipzig gegründet und hat hier am Standort der Sächsischen Landesuniversität ihren Sitz.
Seit 2019 hat die neugegründete Bundesagentur für Sprunginnovationen SPRIND ihren Sitz in Leipzig.

### Städtebau

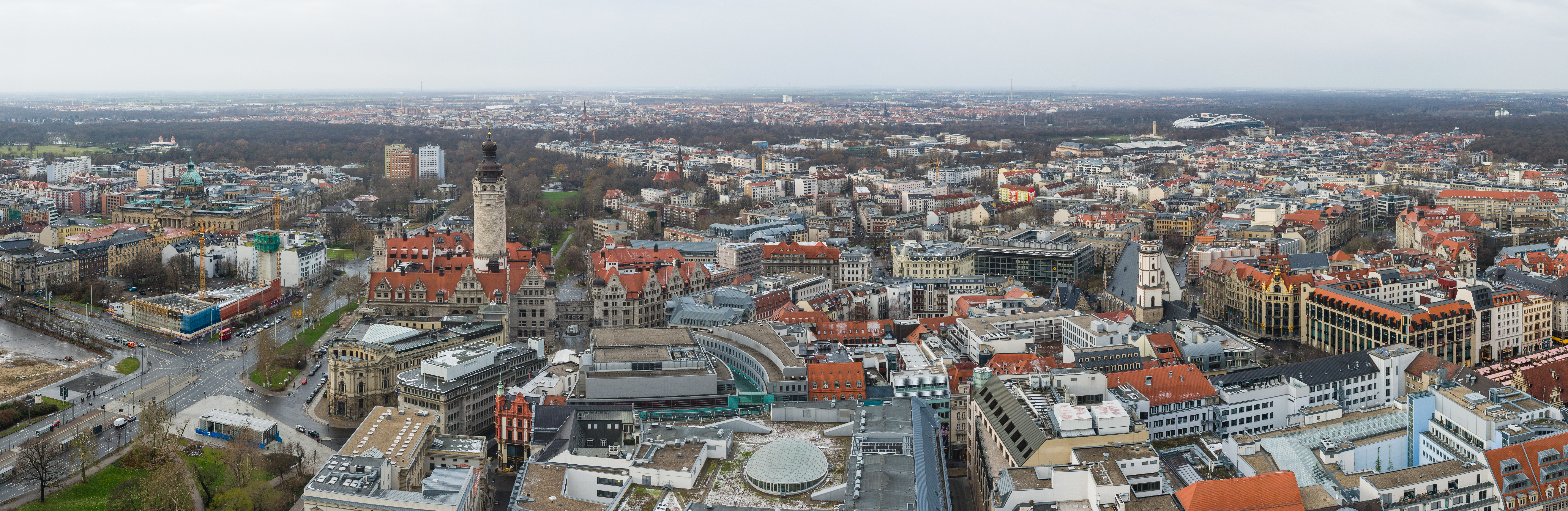
Blick vom City-Hochhaus nach Westen (2013)

Leipzig verfügt noch über einen beträchtlichen Teil der Vorkriegsbebauung, die während der Gründerzeit, um die Jahrhundertwende sowie in der Weimarer Republik entstand. Diese kompakten Altbauviertel wurden zu DDR-Zeiten vernachlässigt und verfielen. Stattdessen wurde zwischen 1960 und 1980 auf Großsiedlungen, wie Grünau und Paunsdorf, gesetzt, die etwa 40 Prozent der nach 1945 in Leipzig entstandenen Wohnungen ausmachen. Eine Umstellung der Wohnungsbaupolitik in Richtung auf den Grundsatz der „Stadterneuerung im Bestand“ hat nun die großflächige Restaurierung der Gründerzeitquartiere zum Ziel. Leipzig stand 1990 vor dem Problem, dass 196.000 der 257.000 Wohnungen sanierungsbedürftig waren. In den Gründerzeitvierteln waren davon 103.000 Wohnungen betroffen. Ein Großteil der Quartiere in Plagwitz, Reudnitz und Connewitz war baufällig und drohte einzustürzen. Die Dächer waren nur notdürftig repariert, mehrere Straßenzüge komplett und dauerhaft eingerüstet, um Passanten vor herabfallenden Gebäudeteilen zu schützen. Mit der politischen Wende in der DDR nahmen sich die Medien dieses Problems an. Das DDR-Fernsehen sendete im November 1989 die aufsehenerregende Reportage „Ist Leipzig noch zu retten?“, die den Verfall Leipzigs am Beispiel des Stadtteils Plagwitz ungeschminkt darstellte.

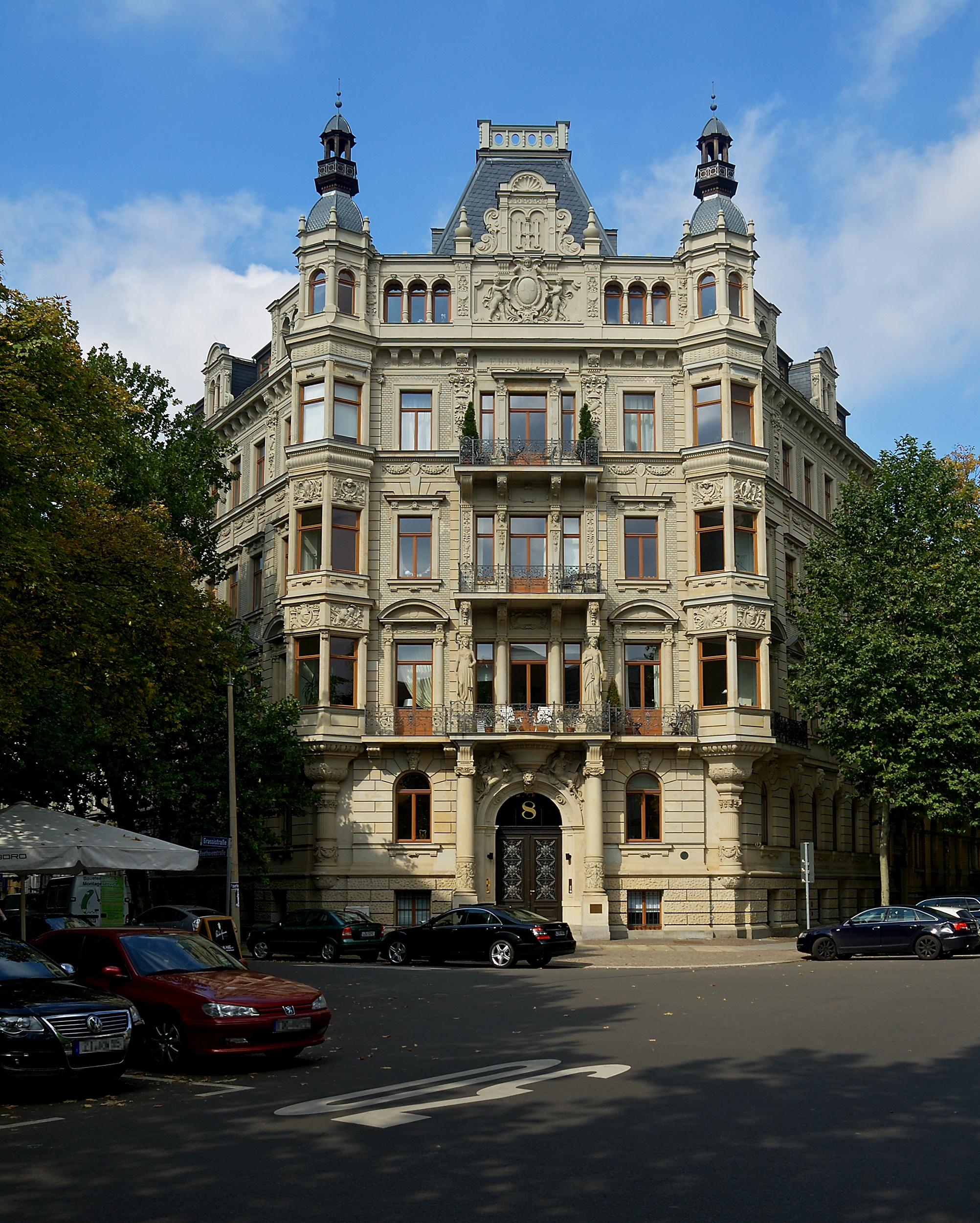
Gründerzeithaus von Arwed Roßbach von 1892 im Musikviertel (2010)

Insgesamt konzentrierte sich die Stadterneuerung im Bereich der Gründerzeitbebauung auf 13 Gebiete mit 464 Hektar und 29.000 Wohnungen. Ein Beispiel dafür ist das zwischen der Innenstadt und dem Rosental gelegene Waldstraßenviertel. Es ist eines der wenigen vollständig erhaltenen Gründerzeit-Wohngebiete in Deutschland. Auf einer Fläche von über 100 Hektar sind von 845 Gebäuden 626 als Einzeldenkmale ausgewiesen. Für ihre Strategie zum Erhalt dieses Ensembles erhielt die Stadt beim Bundeswettbewerb vom Bundesministerium für Raumordnung, Bauwesen und Städtebau 1994 eine Goldmedaille.
Ein Großteil der Altbausubstanz wurde in den ersten Jahren nach 1990 saniert. Direkte und indirekte staatliche Fördermodelle wie Investitionszulagen und Sonderabschreibungen trieben den Sanierungsprozess dabei wesentlich voran. Der Anteil des Wohnungsneubaus blieb dabei im Vergleich zur Zahl der Sanierungen von Altsubstanz sehr gering. Eine intensive Bautätigkeit betraf Anfang der 1990er Jahre insbesondere die Leipziger Innenstadt; damit im Zusammenhang steht auch das Wirken um Jürgen Schneider, der einen Immobilienskandal verursachte und sich dennoch eines gewissen Nimbus als Retter historischer Bauten erfreut, wenngleich wertvolle historische Bauten wie Barthels Hof noch unter dem von Schneider begonnenen Umbau weitgehend entkernt wurden; Thiemes Hof blieb unsaniert und wurde später abgerissen. In den weiteren Jahren wurde die Innenstadt aufwändig saniert, allerdings wurden zahlreiche historische Bauten entkernt, so dass sich das historische Stadtbild oft nur noch auf die Fassade beschränkt (vgl.). Mit einer einsetzenden Suburbanisierung infolge neu entstandener Einfamilienhaussiedlungen und der überregionalen Abwanderung in den 1990er Jahren kam es aufgrund fehlender Lenkungsmaßnahmen zu einem großen Überhang an Wohnraum. Der Leipziger Wohnungsmarkt war dadurch stark gesättigt. Investitionen in verbliebene unsanierte Objekte verringerten sich entsprechend der Marktsituation erheblich und erfolgten seitdem wesentlich gezielter meist in den attraktiveren Wohnlagen, die aufgrund der dort höheren Wohnraumnachfrage höhere Grundmieten ermöglichen. Es zeigte sich eine grundsätzliche Bevorzugung gegenüber unattraktiveren Gebieten (Stand 2011), obwohl das Investitionspotenzial in den attraktiveren Vierteln mit einem hohen Sanierungsstand nahezu ausgeschöpft ist. Daraus resultierend ist seit 1997 eine heterogene Entwicklung zwischen attraktiveren Standorten und solchen Altbauvierteln erkennbar, die in ihrer Entwicklung und Erneuerung zurückbleiben. Standen von den gründerzeitlichen Wohnungen, die saniert wurden, im Jahre 2000 etwa 2 Prozent leer, so waren von den unsanierten Wohnungen 71 Prozent unbewohnt. Im Jahre 2004 waren ca. 3.000 Gründerzeithäuser noch nicht saniert. Dem Leerstand versuchte das Stadtumbau-Ost-Programm entgegenzuwirken. Da dieses auch den Abriss historisch wertvoller Bauten nicht ausschloss, kam es in den 2000er Jahren zu einer regelrechten Abrisswelle von Gründerzeithäusern, nicht nur in Leipzig. Bis zum Jahre 2006 verschwanden hier 446 der denkmalgeschützten Gründerzeithäuser, so auch die Kleine Funkenburg oder das sogenannte Märchenhaus, was zu Protesten in der Bevölkerung und zur Gründung des Vereins Stadtforum Leipzig e. V. führte. Mit dem einsetzenden Bevölkerungswachstum in den Folgejahren zog die Nachfrage nach Gründerzeitwohnungen wieder stark an.
Aufgrund ihrer höheren baulichen und architektonischen Qualität und der oftmals besseren Lage wurden die sanierten Altbaustandorte den nunmehr ebenfalls größtenteils sanierten Großwohnsiedlungen vorgezogen. Dies führt zu einer beginnenden Verödung der Neubauviertel in Plattenbauweise. Dort wurde versucht, mit teilweisem Rückbau und Umfeldaufwertungen eine Gesundung der Immobilienstruktur in der Stadt zu erreichen. Mit dem Bevölkerungswachstum schwächt sich mittlerweile dieser Trend ab, und die Plattenbauviertel erfahren sogar teilweise wieder eine punktuelle Verdichtung durch Neubauten.

### Bildung und Forschung

#### Universität Leipzig

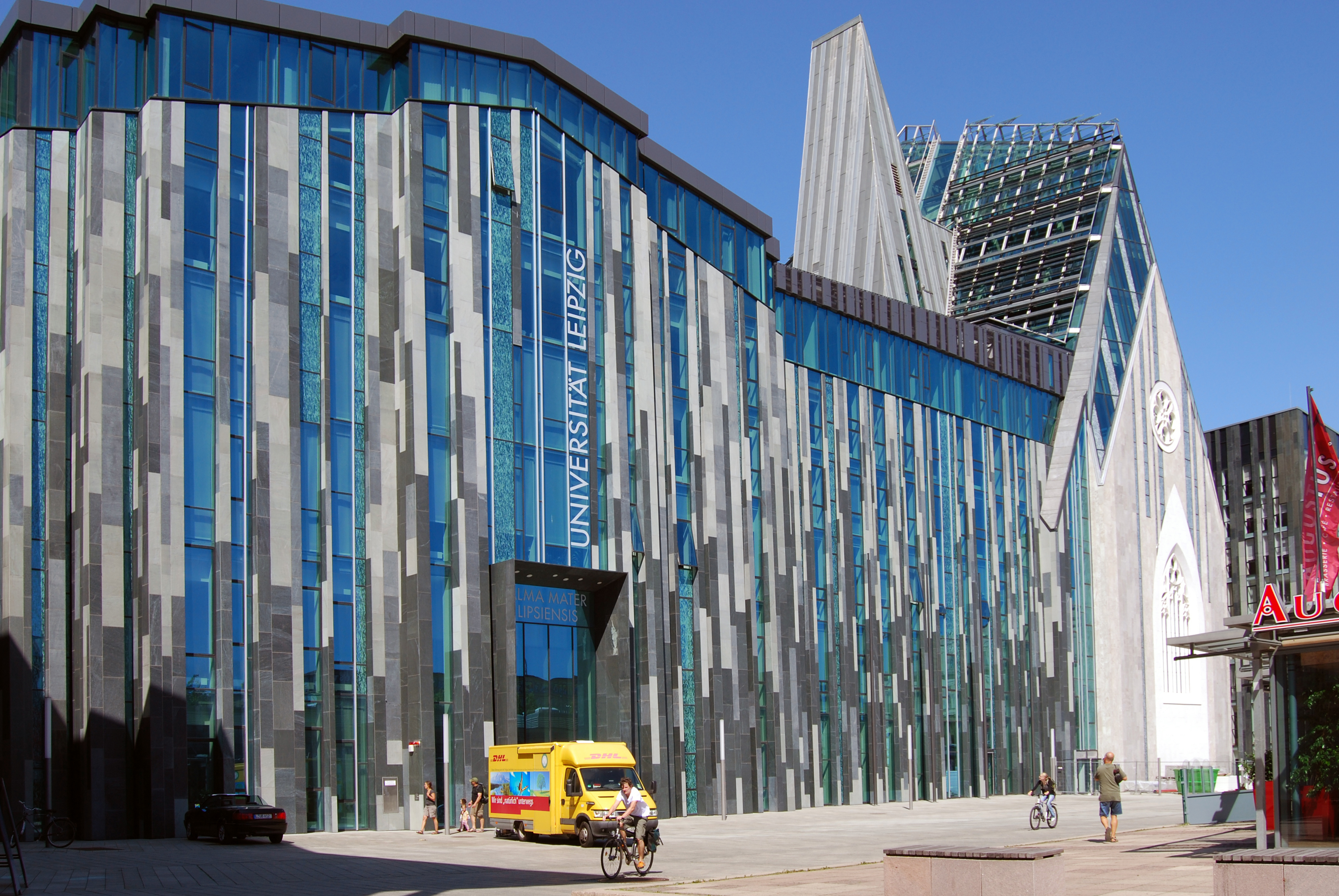
Universität mit Paulinum des Architekten Erick van Egeraat (2012)

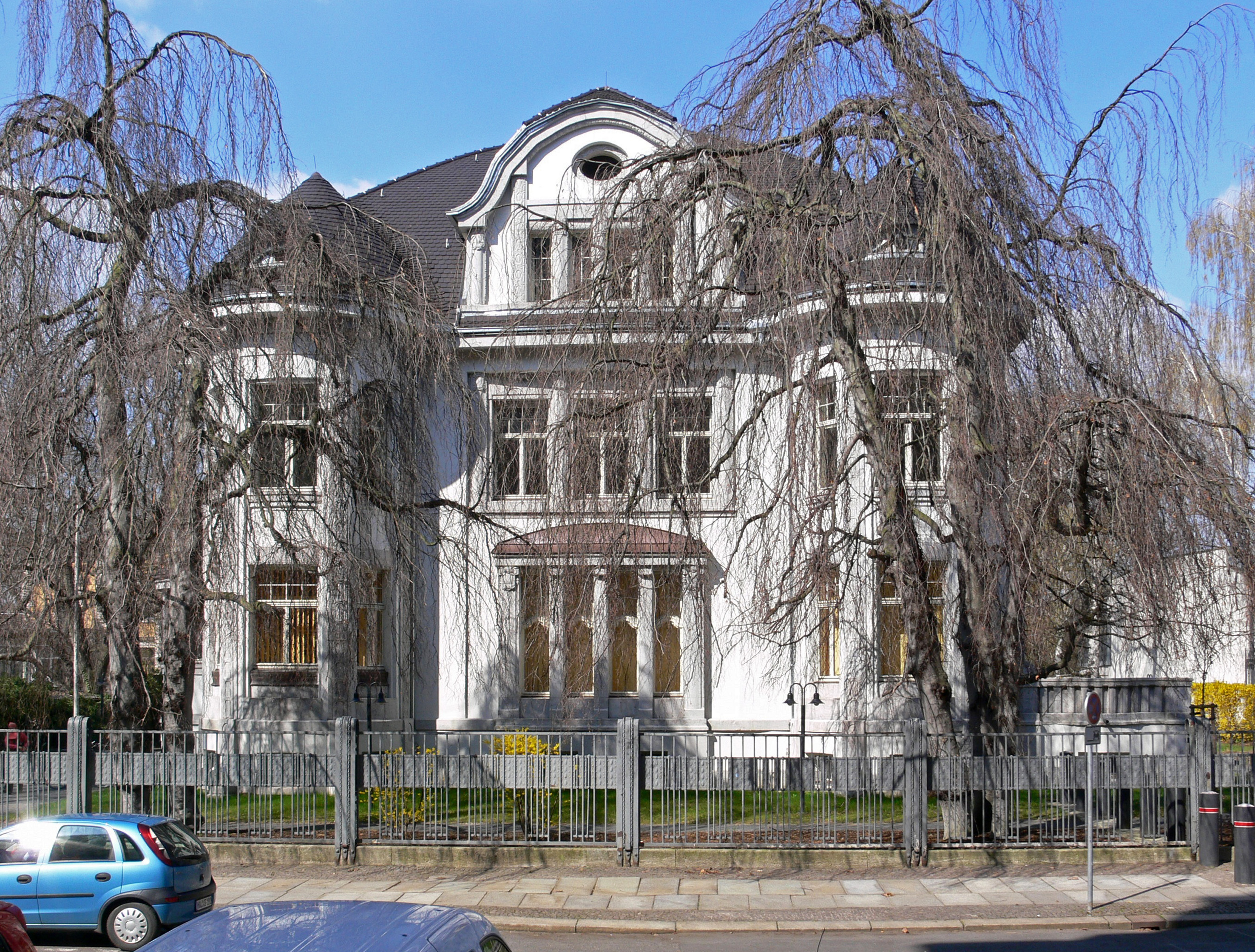
Deutsches Literaturinstitut, Wächterstraße 34 (2010)

Die 1409 gegründete Universität Leipzig (Alma Mater Lipsiensis) ist die zweitälteste durchgehend bestehende Universität auf dem Gebiet der heutigen Bundesrepublik Deutschland. Sie wurde 1953 in Karl-Marx-Universität umbenannt, 1991 wurde der Namenszusatz wieder entfernt. Anfang der 1990er Jahre wurde nach der Schließung der Deutschen Hochschule für Körperkultur (DHfK) als Ersatz eine Sportfakultät gegründet und die ehemalige Pädagogische Hochschule „Clara Zetkin“ angeschlossen. Die Universität hat 14 Fakultäten und einige angeschlossene Institute wie das Herder-Institut und das aus dem Literaturinstitut „Johannes R. Becher“ der DDR hervorgegangene Deutsche Literaturinstitut (DLL). An dieser im deutschsprachigen Raum einmaligen Lehranstalt werden in einem künstlerischen Studiengang Schriftsteller ausgebildet. 2009 fanden vom 9. Mai bis Mitte Dezember die Jubiläumsfeierlichkeiten zum 600. Geburtstag der Alma Mater Lipsiensis statt.
An der Universität Leipzig waren im Wintersemester 2019/2020 3248 (11,2 %) der eingeschriebenen Studierenden ausländische Studierende.
An der Leipziger Universität wurden einige bahnbrechende Forschungsleistungen erzielt. Hier unterrichteten unter anderem die Nobelpreisträger Werner Heisenberg, Gustav Hertz, Nathan Söderblom und Wilhelm Ostwald sowie der Begründer der experimentellen Psychologie Wilhelm Wundt. In den Fächern Soziologie und Psychologie wurde hier eine sogenannte „Leipziger Schule“ begründet. Prominente Studenten an der Universität waren unter anderem Georgius Agricola, Tycho Brahe, Johann Gottlieb Fichte, Johann Wolfgang von Goethe, Ulrich von Hutten, Erich Kästner, Gottfried Wilhelm Leibniz, Gotthold Ephraim Lessing, Karl Liebknecht, Angela Merkel, Thomas Müntzer, Friedrich Nietzsche, Novalis, Leopold von Ranke, Ferdinand de Saussure, Robert Schumann, Johann Gottfried Seume, Georg Philipp Telemann und Richard Wagner.

#### Hochschulen

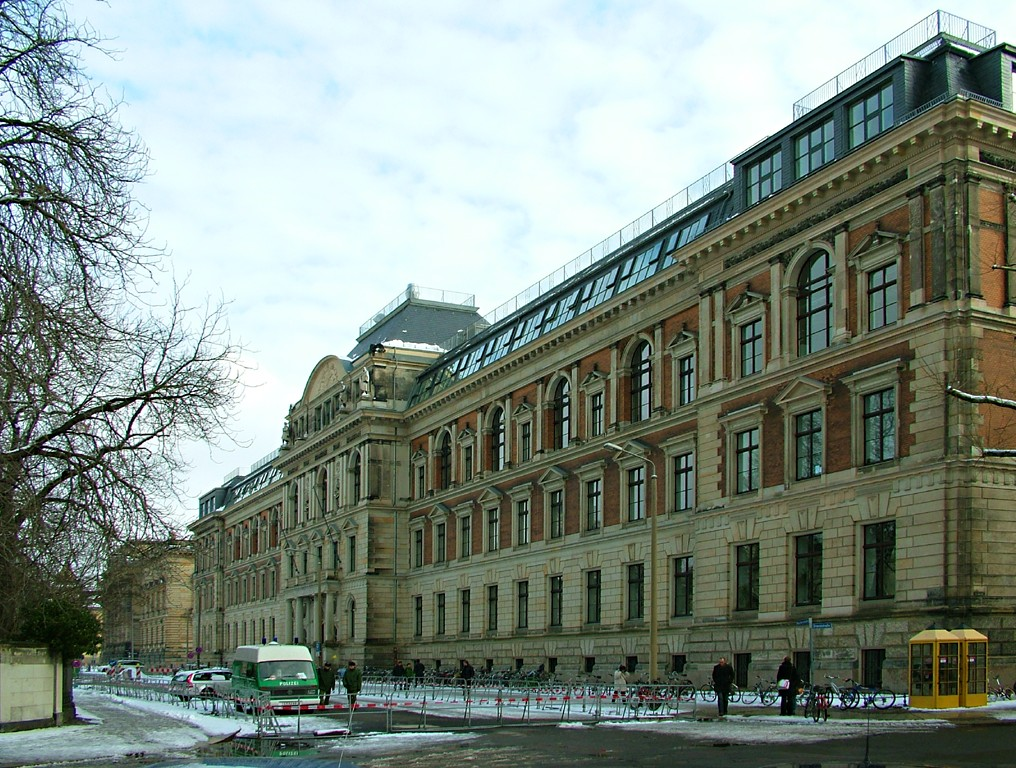
Hochschule für Grafik und Buchkunst, Wächterstraße 11 (2006)

Die Hochschule für Grafik und Buchkunst Leipzig (HGB) wurde bereits 1764 als Zeichnungs-, Mahlerey- und Architecturakademie gegründet. Einer ihrer berühmtesten Studenten war Johann Wolfgang Goethe. 1901 wurde die Einrichtung in Königliche Akademie für graphische Künste und Buchgewerbe umbenannt, 1947 erhielt sie ihre heutige Ausprägung. Die HGB zählt zu den renommiertesten Kunsthochschulen Deutschlands. Nachdem sich hier bereits in den 1970er und 1980er Jahren mit der Leipziger Schule eine eigene Strömung in der Malerei gebildet hatte, werden seit Ende der 1990er Jahre Werke von Neo Rauch und anderen namhaften Künstlern als Neue Leipziger Schule bezeichnet.
Die Hochschule für Musik und Theater „Felix Mendelssohn Bartholdy“ Leipzig entstand 1843 als Leipziger Konservatorium und war die erste höhere musikalische Bildungsstätte in Deutschland. Einer ihrer Mitbegründer war Felix Mendelssohn Bartholdy. 1992 wurde durch die Eingliederung der Theaterhochschule „Hans Otto“ das Ausbildungsprofil erweitert.
Die Handelshochschule Leipzig (HHL) wurde am 25. April 1898 gegründet. Die seit 2012 auch unter dem Namen HHL Leipzig Graduate School of Management bekannte private Universität ist die älteste Business School Deutschlands und bildet Führungskräfte sowie Manager von Morgen aus. Neben Master- und MBA-Programmen beinhaltet das Programmportfolio auch Management-Weiterbildungen.
Zudem befindet sich mit der Designhochschule eine private Akademie für die Bachelor-Studiengänge Game-, Grafik- und Modedesign in Leipzig.
Die britische Lancaster University betreibt unter dem Namen Lancaster University Leipzig einen Studienstandort in Leipzig.

#### Hochschulen für angewandte Wissenschaften

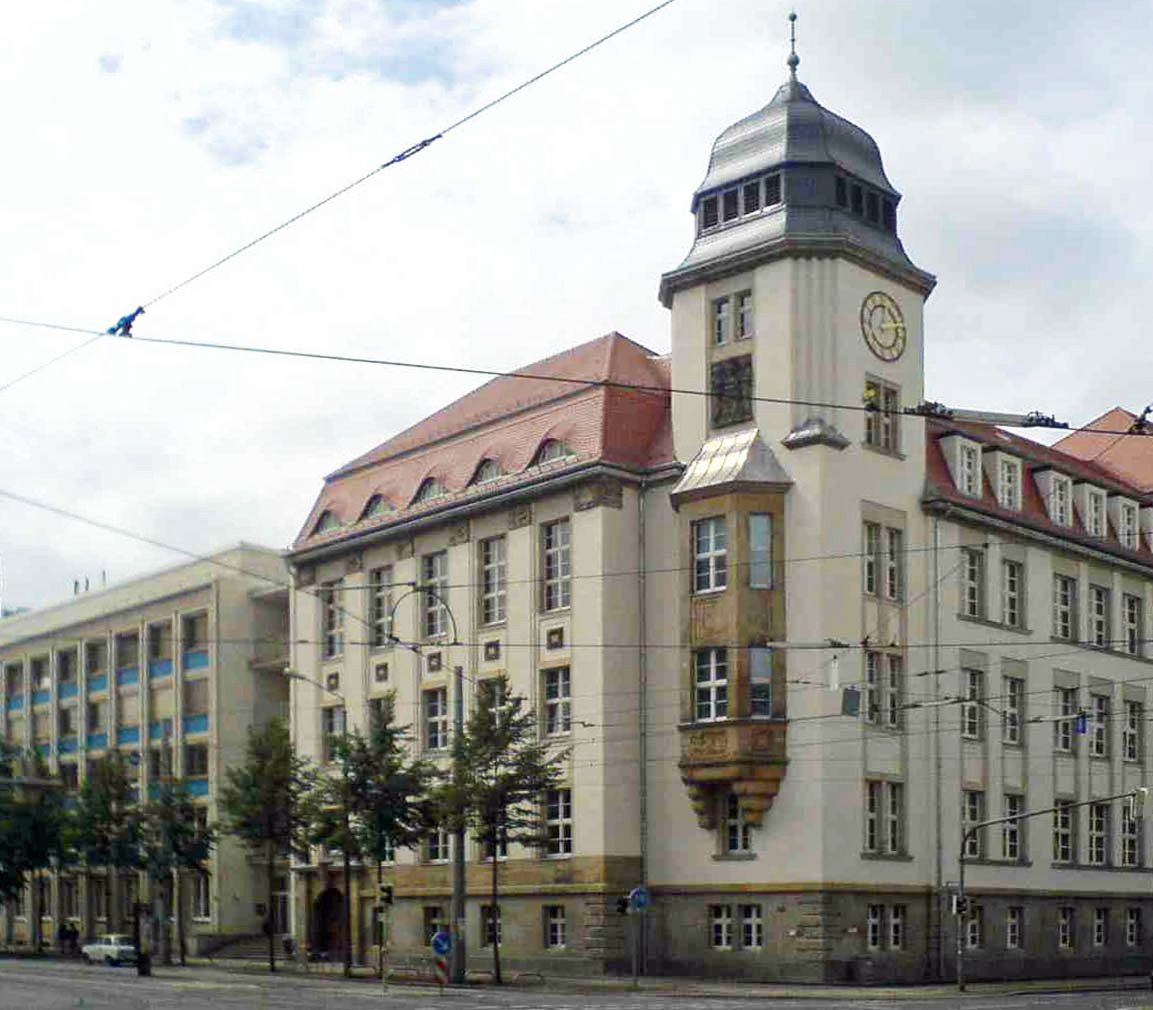
Hauptgebäude der HTWK (2005)

Die Hochschule für Technik, Wirtschaft und Kultur Leipzig (HTWK) trägt seit 1992 ihren heutigen Namen und entstand aus der Technischen Hochschule Leipzig (Bestand bis 31. Dezember 1996 als universitäre Einrichtung). Letztere wurde 1977 durch die Zusammenlegung der Hochschule für Bauwesen Leipzig, der Ingenieurhochschule Leipzig, der Fachschule für Bibliothekare und Buchhändler, der Fachschule für wissenschaftliches Bibliothekswesen sowie dem Institut für Museologie gebildet. Mit etwa 6300 (Stand Sommersemester 2009) immatrikulierten Studenten ist die HTWK Leipzig die größte Hochschule für angewandte Wissenschaften Sachsens.
Die Hochschule für Telekommunikation (HfTL) war eine Fachhochschule in privater Trägerschaft der Deutschen Telekom AG und wurde 1991 als Fachhochschule der Deutschen Bundespost TELEKOM durch den Freistaat Sachsen bis zum 31. Dezember 2022 staatlich anerkannt.
Weitere höhere Bildungseinrichtungen sind die AKAD-Fachhochschule Leipzig, die Hochschule für Kreativitätspädagogik (HfK), die Diploma Hochschule und die Studienakademie Leipzig, eine Zweigstelle der Dualen Hochschule Sachsen. 2008 eröffnete die Essener FOM – Hochschule für Oekonomie und Management ein Studienzentrum in Leipzig. Die Deutsche Hochschule für Prävention und Gesundheitsmanagement betreibt außerdem noch ein Studienzentrum in der Stadt. Im November 2017 eröffnet die SRH Fernhochschule – The Mobile University ein Studienzentrum in der Leipziger Innenstadt.

#### Allgemeinbildende Schulen
Aufgrund der wachsenden Einwohnerzahl ist auch die Anzahl der allgemeinbildenden Schulen in den letzten Jahren wieder gestiegen. So beherbergt die Stadt momentan 76 Grundschulen, 28 Oberschulen, 21 Gymnasien, 18 Förderschulen sowie eine freie Waldorfschule. Aufgrund der Bevölkerungsentwicklung fehlen demnächst 80 Schulen und 30 Kindergärten. Leipzig ist einer der Standorte der Bernd-Blindow-Schule, an denen berufliche Aus- und Weiterbildung, die Fachhochschulreife, das Abitur und sogar verschiedene Studiengänge angeboten werden.

#### Deutsche Nationalbibliothek Leipzig

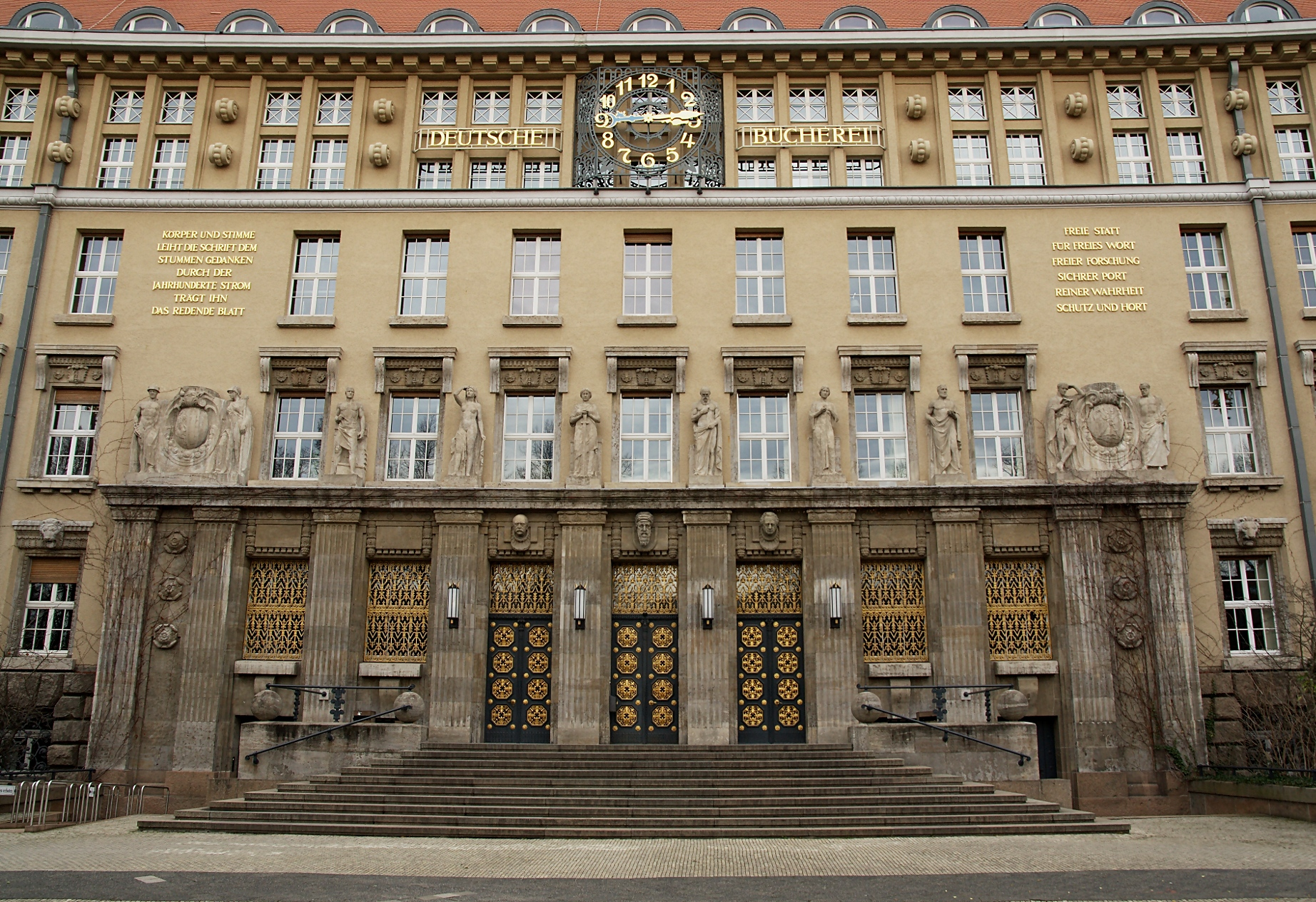
Deutsche Nationalbibliothek Leipzig (2009)

Die Deutsche Bücherei wurde 1912 in Leipzig gegründet und diente bis zur deutschen Teilung als alleinige Sammelstätte für die gesamte deutschsprachige Literatur ab 1913. 1990 wurde sie in Die Deutsche Bibliothek integriert, die 2006 in Deutsche Nationalbibliothek (DNB) umbenannt wurde, zu der die 1947 gegründete Deutsche Bibliothek in Frankfurt am Main und das 1970 gegründete Deutsche Musikarchiv gehören. Letzteres ist inzwischen von Berlin nach Leipzig umgezogen.

### Verkehr

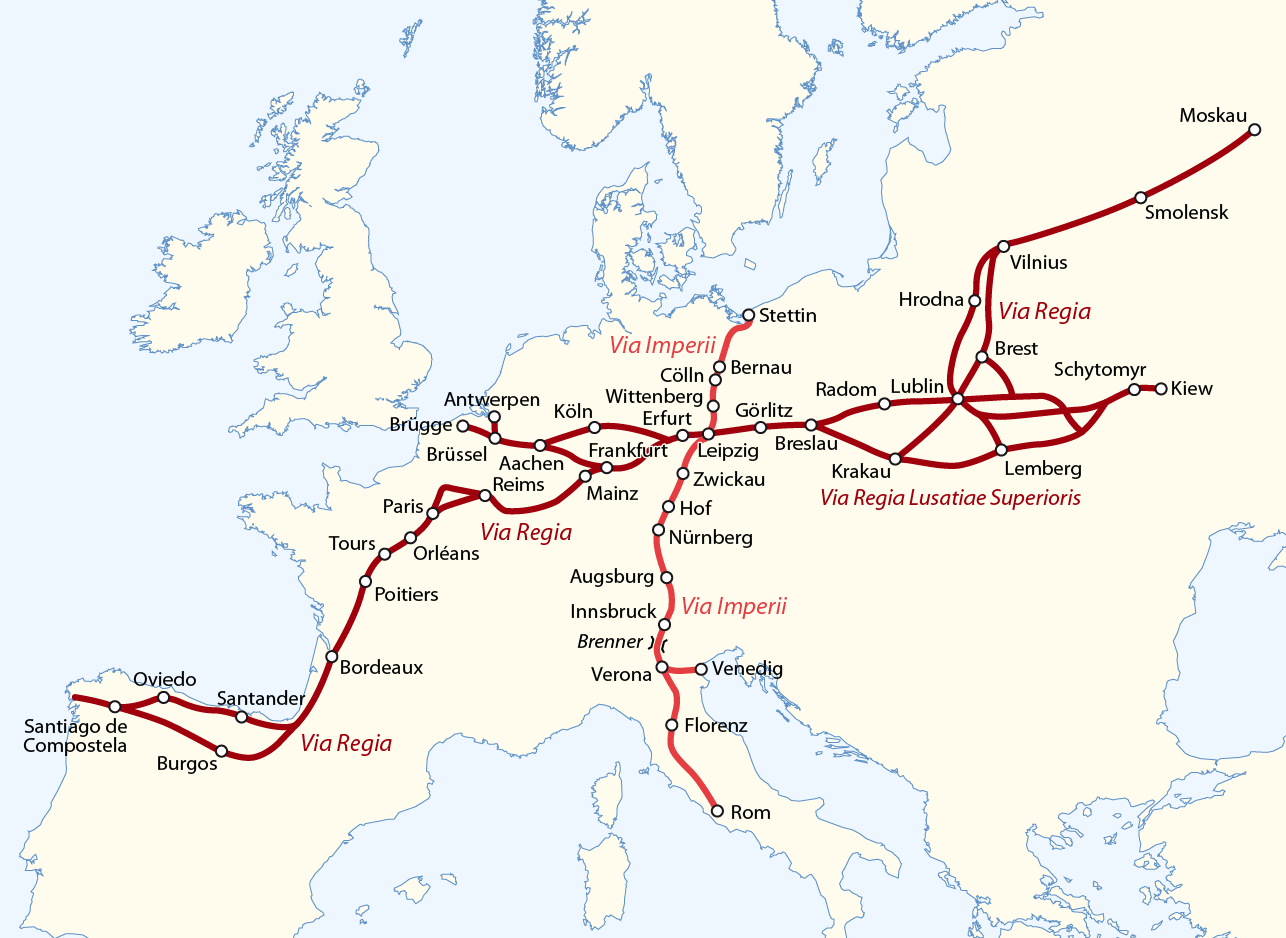
Verlauf der mittelalterlichen Via Regia und Via Imperii in Europa

Leipzig war durch die Lage an der Kreuzung der Fernstraßen Via Regia und Via Imperii bereits frühzeitig ein wichtiger Verkehrsknotenpunkt.
Die erste deutsche Fernbahnstrecke der Leipzig-Dresdner Eisenbahn-Compagnie führt seit 1839 von Leipzig nach Dresden. Insbesondere durch die nach der politischen Wende 1989/1990 investierten Mittel für die Modernisierung und den Ausbau der Fernstraßen-, Schienen- und Flugverkehrsanbindung kann Leipzig eine hervorragende Verkehrsinfrastruktur vorweisen.
Die folgende Tabelle zeigt die Verteilung der in der Stadt zurückgelegten Wege auf die verschiedenen Verkehrsmittel (den sogenannten Modal Split) in ausgewählten Jahren seit 2003:
| Verkehrsmittel       | 2003   | 2008   | 2013   | 2015   | 2018   | 2023 |
| -------------------- | ------ | ------ | ------ | ------ | ------ | ---- |
| Öffentlicher Verkehr | 17,3 % | 18,8 % | 17,1 % | 17,6 % | 17,5 % | 16 % |
| PKW als Fahrer       | 34,1 % | 28,6 % | 30,5 % | 30,4 % | 28,4 % | 31 % |
| PKW als Mitfahrer    | 9,9 %  | 11,0 % | 7,8 %  | 9,3 %  | 8,1 %  | 31 % |
| Fahrrad              | 12,4 % | 14,4 % | 15,2 % | 17,3 % | 18,7 % | 20 % |
| Zu Fuß               | 26,3 % | 27,3 % | 29,3 % | 25,4 % | 27,3 % | 33 % |

Es ist festzustellen, dass der Anteil der im PKW zurückgelegten Wege zurückgegangen ist, während der Anteil von Fußverkehr, Radverkehr sowie öffentlichem Verkehr gestiegen ist. Der zuständige Bürgermeister Martin zur Nedden spricht von einer „positiven Entwicklung im Sinne der Leitlinien“.

#### Schienenverkehr

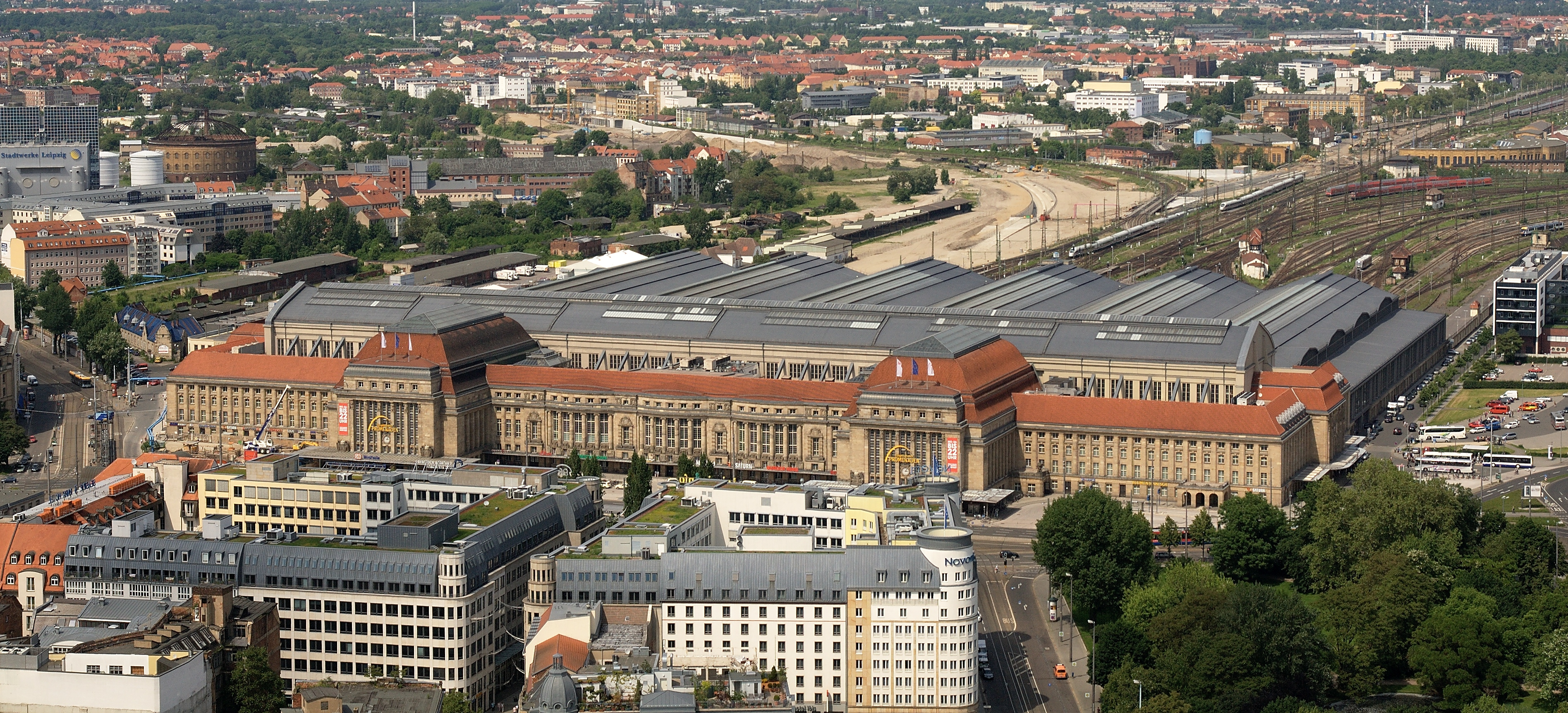
Leipziger Hauptbahnhof während des Baus des City-Tunnels (2010)

Der 1915 eröffnete Leipziger Hauptbahnhof ist hinsichtlich der überbauten Fläche der größte Kopfbahnhof Europas. Zugleich ist er ein überregional wichtiger Knotenpunkt im ICE- und Intercity-Netz der Deutschen Bahn sowie Verknüpfungspunkt des S-Bahn- und Regionalverkehrs im Ballungsraum Leipzig-Halle. Leipzig war in der Frühphase der Industrialisierung gemäß den Plänen des Nationalökonomen Friedrich List zum Zentrum des deutschen Schienenfernverkehrs auserkoren, demzufolge wurde hier auch die erste deutsche Fernstrecke (Leipzig-Dresden)1839 eröffnet. Daneben verfügt die Stadt mit dem Porticus des Bayerischen Bahnhofs über einen der ältesten europäischen Kopfbahnhöfe (Verkehr eingestellt).
In Leipzig kreuzen sich die Intercity-Express-Strecken (Hamburg–) Berlin–Leipzig–Erfurt–Nürnberg–München und Dresden–Leipzig–Erfurt–Frankfurt am Main–(Wiesbaden/Saarbrücken) und befahren dabei zwischen Erfurt und Leipzig gemeinsam die Schnellfahrstrecke VDE 8 über den Flughafen Leipzig/Halle. Außerdem ist Leipzig Ausgangspunkt der Intercity-Linien Leipzig–Halle (Saale)–Magdeburg–Braunschweig–Hannover–Dortmund–Köln beziehungsweise Bremen–Oldenburg (–Norddeich Mole). Beide Linien ergänzen sich zum Stunden-Takt und halten am Flughafen Leipzig/Halle.
Die einzige internationale Verbindung ist der täglich verkehrende Intercity Wien–Linz–Passau–Nürnberg–Saalfeld–Halle–Leipzig–Berlin–Rostock–(Warnemünde).
Im Regionalverkehr sind die meisten Groß- und Mittelstädte in Sachsen sowie im südlichen Sachsen-Anhalt ohne Umsteigen erreichbar. Auch in Richtung Falkenberg/Elster–Cottbus beziehungsweise Hoyerswerda und Dessau–Magdeburg sowie Chemnitz bestehen Direktverbindungen durch Regional-Express-Linien. Das benachbarte Halle (Saale) ist über zwei S-Bahn-Linien, von denen eine stündlich über den Flughafen Leipzig/Halle verkehrt, erreichbar. Das Leipziger Umland wird durch zahlreiche Regionalbahn- und S-Bahn-Linien erschlossen.
Die Bahnanbindung der Stadt wird zurzeit durch große Bauprojekte, insbesondere im Rahmen der Verkehrsprojekte Deutsche Einheit, stark verbessert. So wurde die Strecke nach Berlin ausgebaut und ist seit 2006 mit 200 km/h befahrbar. Am 13. Dezember 2015 wurde die für 300 km/h ausgelegte Hochgeschwindigkeitsstrecke von Leipzig nach Erfurt in Betrieb genommen. Die Fertigstellung deren Weiterführung nach Nürnberg erfolgte im Dezember 2017. Durch diese Einbindung in das Hochgeschwindigkeitsnetz wurden die Fahrzeiten der ICE von Leipzig in Richtung Nürnberg, München und Frankfurt am Main erheblich reduziert. Die Bahnstrecke Leipzig–Dresden, die 1839 als erste deutsche Fernbahn in Betrieb ging, befindet sich ebenfalls im Ausbau für 200 km/h. Bedeutendstes Bauvorhaben im Regionalverkehr war der im Dezember 2013 als Stammstrecke der S-Bahn Mitteldeutschland in Betrieb genommene, vier Kilometer lange City-Tunnel.
Für den Güterverkehr gibt es Güterbahnhöfe in den Stadtteilen Wahren und Engelsdorf. Außerdem wurde in der Nähe des Schkeuditzer Kreuzes für den Warenumschlag zwischen Straße und Bahn ein großes Güterverkehrszentrum eingerichtet sowie ein Güterbahnhof auf dem Gelände des DHL-Hubs auf dem Flughafen Leipzig/Halle.

#### S-Bahn

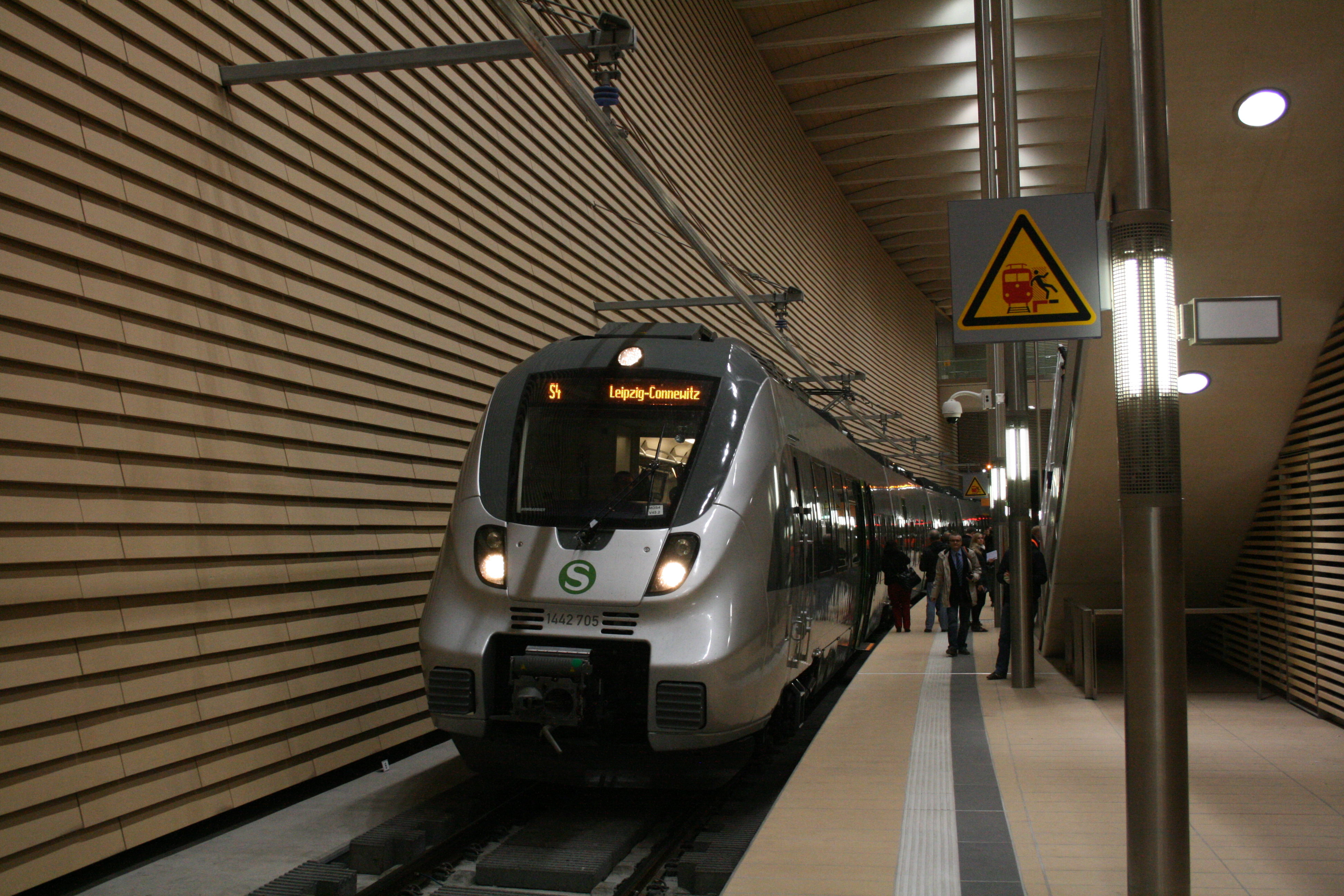
S-Bahn in der Tunnelstation Markt (2013)

Leipzig ist der Kern des Liniennetzes der S-Bahn Mitteldeutschland. Sechs der insgesamt elf Linien bilden zusammen mit der Straßenbahn das Rückgrat des öffentlichen Personennahverkehrs und eine wichtige Anbindung an die Region und ins benachbarte Halle. Stammstrecke der S-Bahn bilden die durch den City-Tunnel verbundenen unterirdischen S-Bahnhöfe Hauptbahnhof (tief), Markt, Wilhelm-Leuschner-Platz und Bayerischer Bahnhof sowie die oberirdische Station Leipzig MDR. Im Leipziger Stadtgebiet befinden sich insgesamt 30 S-Bahnhöfe. Endpunkte der S-Bahnstrecken sind unter anderem Oschatz, Zwickau, Geithain und Bitterfeld. Nach Halle verkehren zwei Linien, eine davon über den Flughafen Leipzig/Halle. 2015 erfolgen Erweiterungen des Netzes bis Dessau und Lutherstadt Wittenberg.
Mit Fahrplanwechsel im Dezember 2004 wurden die Netze von Leipzig und Halle zur S-Bahn Leipzig-Halle zusammengefasst. Dieses Netz diente jedoch nur als Übergangslösung und wurde am 15. Dezember 2013 durch die S-Bahn Mitteldeutschland ersetzt. Gleichzeitig ging der als City-Tunnel Leipzig vermarktete Stammstreckentunnel in Betrieb. Der knapp vier Kilometer lange Tunnel unterquert die komplette Innenstadt vom Hauptbahnhof zum Bayerischen Bahnhof. Die S-Bahnhöfe liegen bis zu 22 Meter unter der Erde. Mit dem Bau wurde erstmals eine durchgängige Nord-Süd-Achse hergestellt, die durch den nach Norden ausgerichteten Kopfbahnhof bisher nicht existierte. Die Anbindung an den Süden der Stadt und des Bundeslandes wird dadurch stark verbessert.

#### Straßenbahn und Bus

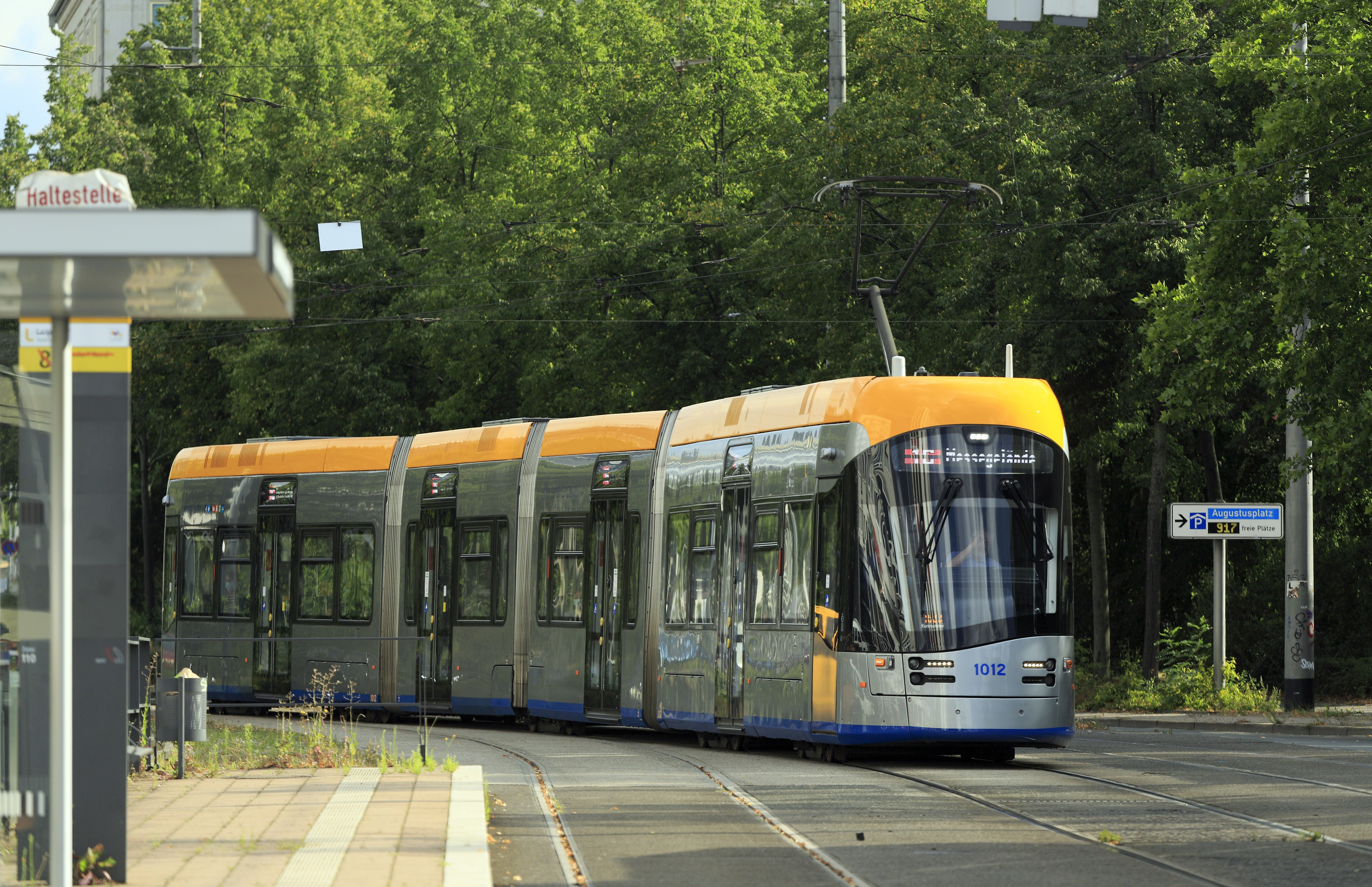
Eine Straßenbahn des Typs NGT10-XL am Georgiring (2020)

Die seit dem 1. Januar 1917 bestehenden Leipziger Verkehrsbetriebe (LVB) unterhalten in der Stadt insgesamt 13 Straßenbahnlinien, 51 Buslinien und zwei Ridepooling-Bediengebiete. Auf wichtigen Straßenbahnstrecken, die einen Stadtbahnausbau erlauben, wird dieser nach und nach vorangetrieben. Dieser Ausbau ist bei den Linien 15 (mit Ausnahme von zwei Teilstücken) und 16 bereits erfolgt. Die Linien 11 und 7 (Ostabschnitt) sind die nächsten Strecken, auf denen der Stadtbahnausbau vorgesehen ist. Darüber hinaus finden an weiteren Linien Ausbauarbeiten statt. Es wurden jedoch einige weniger stark frequentierte Straßenbahnlinien eingestellt. Der Nordabschnitt der Linie 14 wurde im Dezember 2008 aufgegeben – dagegen ist der Westabschnitt selbiger Linie erhalten geblieben. Im Oktober 2010 wurden im Zuge der Einführung des neuen Busnetzes die Linien 2 und 8 auf ihrem jeweiligen Westabschnitt um einige Haltestellen gekürzt. Die Busnetzreform vom Oktober 2010 war eine Reaktion auf die sich verschiebende Einwohnerverteilung in den Stadtteilen sowie die bevorstehenden Veränderungen im S-Bahn-Netz. Nach der Einführung der neuen S-Bahn Mitteldeutschland wurde 2015 die Straßenbahnlinie 9 zwischen Connewitz und Markkleeberg-West eingestellt.
Insgesamt umfasst das Straßenbahnnetz eine Streckenlänge von 146 Kilometern und ist damit vor Dresden mit 134,3 Kilometern das größte in Sachsen und das zweitgrößte in Deutschland (nach Berlin mit 193,6 km). Die längste Linie im Leipziger Netz ist die Linie 11, die auf 22 Kilometern Schkeuditz mit Markkleeberg-Ost verbindet und dabei als einzige Leipziger Straßenbahnlinie in drei Tarifzonen des Mitteldeutschen Verkehrsverbundes fährt. Die LVB modernisieren seit Jahren ihren Fuhrpark, insbesondere mit dem NGT12 („Classic XXL“), dem Leoliner und dem Tramino („XL“).
Im Nachtverkehr verkehren die Nachtbuslinien N1 bis N9 sowie die Nachtstraßenbahn N17. An Samstagen, Sonn- und Feiertagen verkehren zusätzlich die Straßenbahnlinie N10 und die Buslinie N60. Zentraler Umsteigepunkt zwischen den Bus- und Straßenbahnlinien sowie zur S-Bahn ist der Hauptbahnhof Leipzig.

#### Radverkehr
Der Anteil des Radverkehrs am gesamten Verkehrsaufkommen betrug 2015 in Leipzig 17,3 Prozent. Einmal im Monat findet in Leipzig eine Critical Mass statt, um gemeinsam auf den Radverkehr als Form des Individualverkehrs aufmerksam zu machen.
Seit 2004 gibt es mit Nextbike ein Fahrradverleihsystem. Die Ausleihe und Rückgabe ist per Smartphone-App oder telefonisch möglich. Seit 2018 ermöglicht das System die flexible Ausleihe und Rückgabe im inneren Stadtgebiet. Damit können in dieser Zone die Räder an nahezu jeder Straßenecke abgegeben und wieder ausgeliehen werden. Außerhalb dieser Zonen bestehen Stationen, an denen Räder bereitstehen. Die aktuellen Standorte der Räder sind über die App ersichtlich. Das Lastenradkollektiv Kolara verleiht Lastenräder. Es gibt Kooperationsangebote mit den Leipziger Verkehrsbetrieben und Carsharing, um eine möglichst lückenlose Mobilitätskette zu bieten.

#### Fußverkehr
Der Anteil des Fußverkehrs am gesamten Verkehrsaufkommen betrug 2008 in Leipzig 27,3 Prozent und im Jahr 2015 25,4 Prozent. Ziel für 2025 sind 27 Prozent.

#### Straßenverkehr

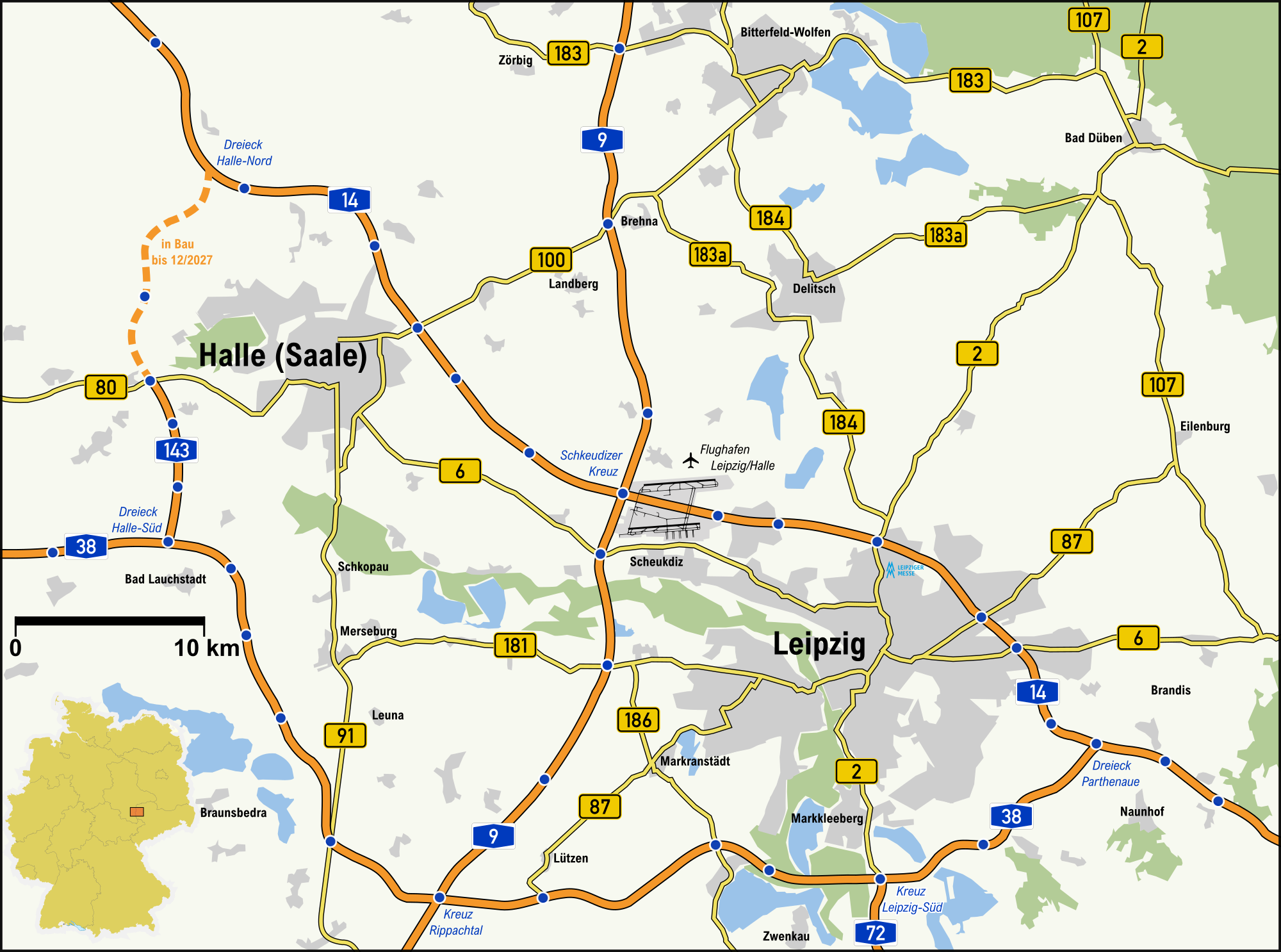
Leipzigs Straßenverkehrsanbindung

An Leipzig führen mehrere Bundesautobahnen vorbei: im Norden die , im Westen die  und im Süden die . Die drei Autobahnen bilden einen dreieckigen Teilring des Autobahndoppelringes Mitteldeutsche Schleife um Halle und Leipzig. In Richtung Süden nach Chemnitz ist die  bis Rötha noch in Bau. Außerdem wird derzeit eine bestandsnahe Neutrassierung der  in Taucha geplant. Auch die  nach Merseburg soll neu trassiert werden.
Durch das Stadtgebiet führen die Bundesstraßen , , , ,  und .
Der Ring, der dem Verlauf der alten Stadtbefestigung entspricht, umführt die Innenstadt Leipzigs, die in weiten Teilen verkehrsberuhigt ist.
Neben dem üblichen Taxi-Angebot verfügt Leipzig über ein dichtes Netz an Carsharing-Stationen sowie ein Carsharing-Freefloating-Angebot. Bis Anfang 2022 gab es in Leipzig auch ein individuell über App buchbares Ridepooling-Angebot.

#### Flugverkehr
Der Flughafen Leipzig/Halle ist der internationale Verkehrsflughafen der gleichnamigen Region. Er befindet sich am Schkeuditzer Kreuz nordwestlich von Leipzig auf halber Strecke zwischen den beiden Großstädten. Durch den östlichsten Abschnitt der Neubaustrecke Erfurt–Leipzig/Halle erhielt der Flughafen einen Fernbahnhof, der 2015 mit deren Fertigstellung in das ICE-Netz eingebunden wurde.
Angeflogen werden im Passagierbereich die großen deutschen Drehkreuzflughäfen, europäische Metropolen und Ferienziele vor allem im Mittelmeerraum und Nordafrika. Internationale Bedeutung hat der Flughafen im Frachtbereich. Hier belegt er in Deutschland den zweiten Platz nach Frankfurt am Main, in Europa den fünften und weltweit den 26. Platz (Stand 2015). DHL nutzt den Flughafen als zentralen Europa-Hub. Außerdem ist er die Heimatbasis der Frachtfluggesellschaften Aerologic und European Air Transport Leipzig.
Der Flughafen Leipzig-Altenburg befindet sich etwa 40 Kilometer südlich der Innenstadt in der Nähe der ostthüringischen Stadt Altenburg. Bis 2010/2011 bot Ryanair dort Verbindungen nach Barcelona und London.

#### Fernbusse
Seit März 2018 gibt es unmittelbar östlich des Leipziger Hauptbahnhofs ein zentrales Fernbusterminal Leipzig.
Das neue Terminal bietet neun überdachte Bussteige – sogenannte Gates. Neben einer Vielzahl nationaler, bedienen einige internationale Linien Leipzig. So können unter anderem die Städte Bregenz, Budapest, Mailand, Prag, Sofia oder Zürich umsteigefrei erreicht werden. Erwartet werden am neuen Busbahnhof pro Jahr rund 30.000 Fahrten und 1,5 Millionen Passagiere.
Einige Linien nutzen den am Autobahnkreuz A9/A14 gelegenen Flughafen Leipzig/Halle und die Leipziger Messe für einen Stopp. Passagiere können von dort mit der S-Bahn die Innenstadt erreichen.

#### Schifffahrt

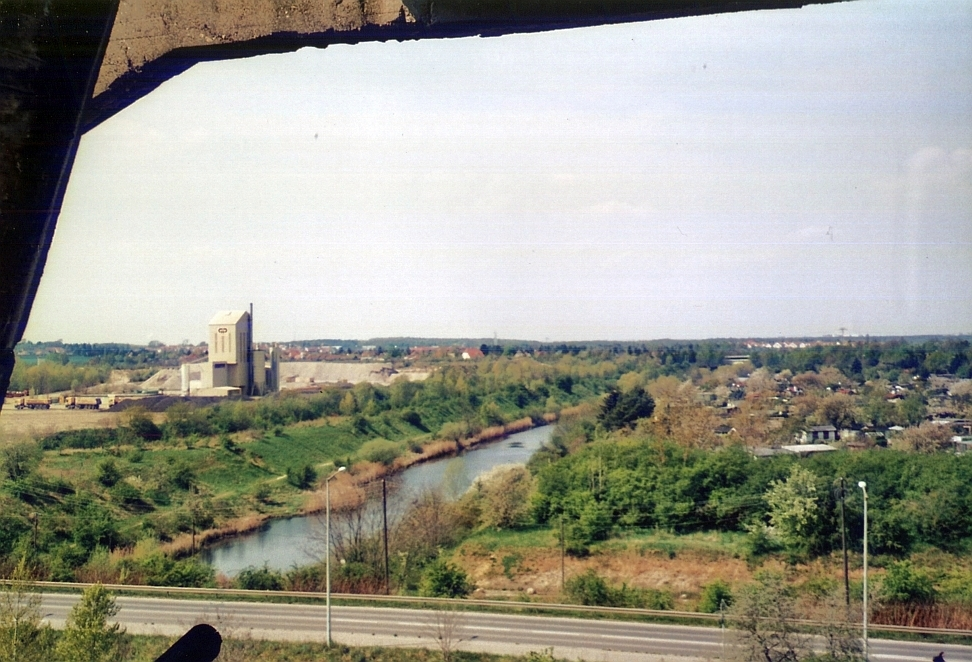
Beginn des Elster-Saale-Kanals in Leipzig (2008)

In der ersten Hälfte des 20. Jahrhunderts wurde der Bau des Elster-Saale-Kanals, der Weiße Elster und Saale verbinden sollte, begonnen, um Leipzig an das Wasserstraßennetz anzuschließen. Der Ausbruch des Zweiten Weltkrieges stoppte die Arbeiten. Der Lindenauer Hafen war zwar fast fertiggestellt, aber noch nicht an den Elster-Saale- und erst 2015 an den Karl-Heine-Kanal angeschlossen worden. Die Leipziger Flüsse (Weiße Elster, Neue Luppe, Pleiße, Parthe) haben im Stadtraum größtenteils künstliche Flussbetten und werden durch einige Kanäle ergänzt. Diese Wasserwege eignen sich nur für muskelbetriebene Boote.
Durch die Anlage neuer und den Ausbau vorhandener Gräben und Fließgewässer im Süden der Stadt und die Verbindung gefluteter Tagebaurestlöcher soll ein Gewässerverbund entstehen.
Mehrfach geplant war weiterhin die Fertigstellung des Elster-Saale-Kanals. Ein solcher Schritt würde es Sportbooten ermöglichen, von Leipzig bis zur Elbe (Von der Elster an die Alster) zu gelangen. Im Februar 2012 wurde eine Potenzialanalyse vorgestellt. Sie sieht Chancen für den Tourismus in der Region, in der Diskussion stehen jährlich eine halbe Million Touristen und Kosten von ca. 100 Millionen Euro.

### Tourismus

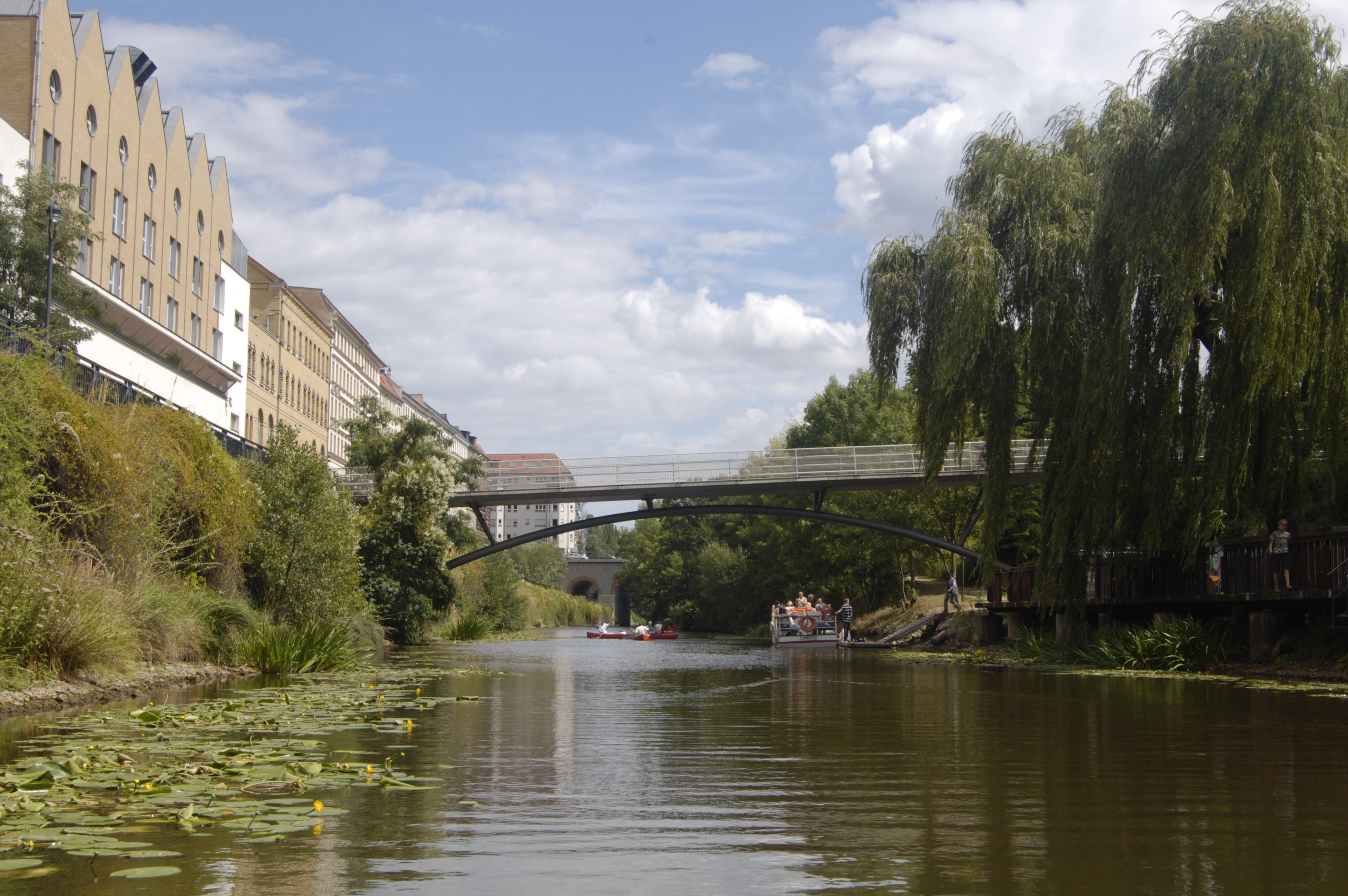
Karl-Heine-Kanal entlang der ehemaligen Industriereviere im Leipziger Westen (2008), inzwischen eines der angesagten Touristenziele der Stadt

Leipzig ist ein beliebtes Ziel für Städtereisen. 2023 besuchten rund 1,98 Millionen Touristen die Stadt bei etwa 3,8 Millionen Übernachtungen.
Der Reiseführer „Lonely Planet“ setzte Leipzig in der Liste der 250 besten Reiseziele Deutschlands im Jahr 2021 auf den ersten Platz.
Der Lutherweg, die Straße der Braunkohle, der Radweg Berlin–Leipzig und der Elster-Radweg sind die wichtigsten Themen- bzw. Radwege, die Leipzig kreuzen bzw. dort enden. Der Radwanderweg Grüner Ring Leipzig umrundet die Stadt und führt durch umliegende Städte und Gemeinden.

## Kultur und Sehenswürdigkeiten

### Lokale Besonderheiten

#### Sprache
In Leipzig wird teilweise osterländisch gesprochen. Dieser Dialekt gehört zur thüringisch-obersächsischen Dialektgruppe. Ein über die Grenzen Sachsens bekanntes Lied in Leipziger Sprache war „Sing, mei Sachse, sing“ des Kabarettisten Jürgen Hart. Die Leipziger Kabarettbühnen bieten regelmäßig Programme in sächsischer Sprache, beispielsweise die bekannten Academixer sowie Bernd-Lutz Lange und Gunter Böhnke mit ihren Bühnenpartnern. Von den in Leipziger Mundart schreibenden Autoren ist vor allem Lene Voigt einem breiteren Publikum bekannt.
Im örtlichen Dialekt klingt der Name der Stadt etwa wie „Laibzsch“.

#### Kulinarische Spezialitäten

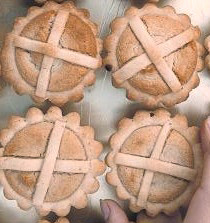
Leipziger Lerchen

Leipzig hat mehrere lokale Spezialitäten zu bieten, darunter das Leipziger Allerlei, die Leipziger Lerche und die Leipziger Gose. Das Leipziger Allerlei ist ein gemischtes Gemüse, das in der Originalversion mit Flusskrebsen, Krebsbutter und Semmelklößchen angerichtet wurde. Die Leipziger Lerchen wurden im 18. und 19. Jahrhundert tatsächlich aus Singvögeln hergestellt. Diese wurden beispielsweise als gefüllte Pasteten gereicht. Nachdem 1876 ein Fangverbot für Singvögel verhängt worden war, entwickelten findige Bäcker ein feines Gebäck, das aus Mürbeteig mit Marzipanfüllung besteht und nur noch in der Form an die damaligen Pasteten erinnert. Eine weniger bekannte süße Köstlichkeit sind die Leipziger Räbchen, in heißem Öl ausgebackene, mit Marzipan gefüllte Dörrpflaumen. Die Gose ist ein ursprünglich aus Goslar stammendes obergäriges Bier, das zu DDR-Zeiten kaum noch gebraut wurde, nun aber wieder vermehrt als Spezialität in Gasthäusern gereicht wird. Außerdem gibt es den Leipziger Allasch, einen ursprünglich aus dem Baltikum stammenden Kümmellikör. Dieser wird oft mit der Gose gemixt, so entsteht der „Regenschirm“.

### Museen und Ausstellungen

#### Museen

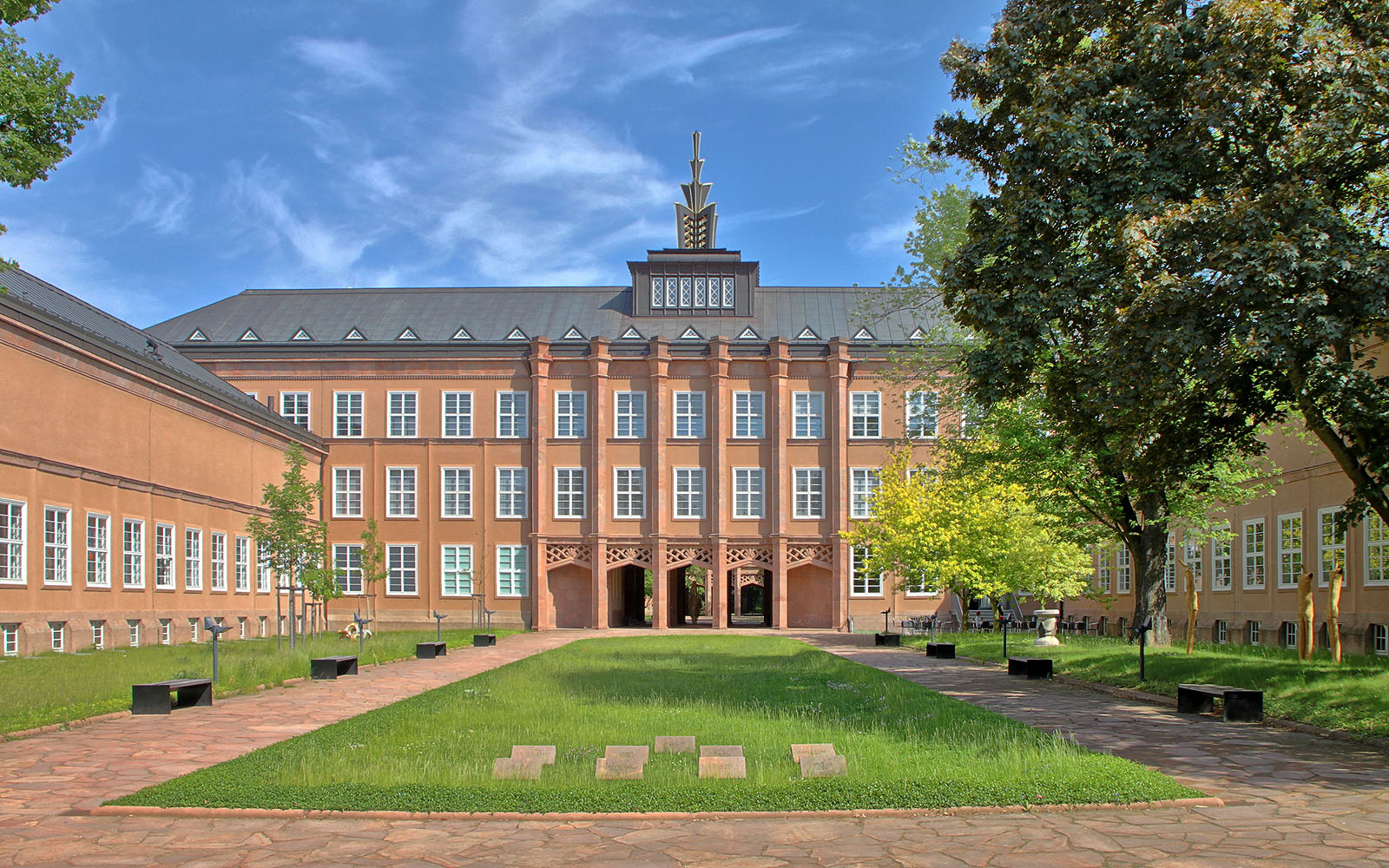
Grassimuseum (2009)

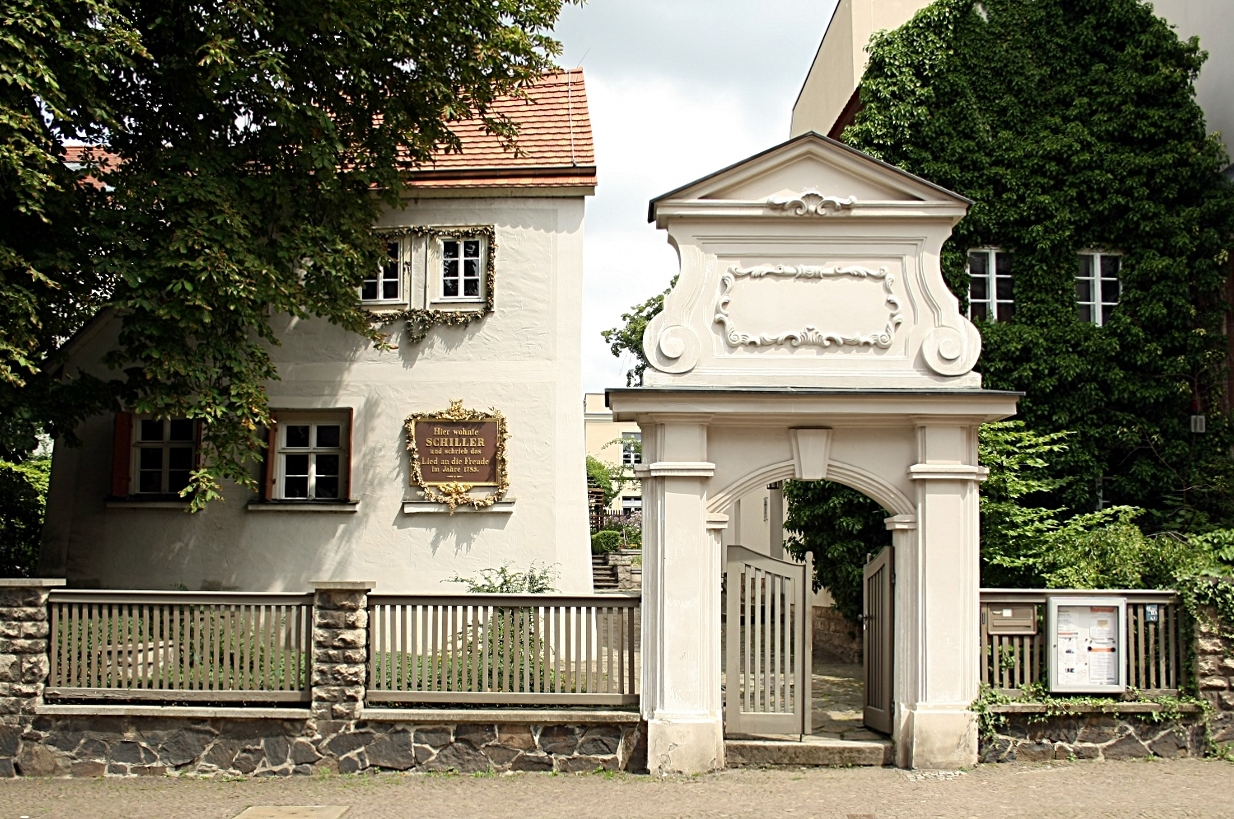
Das Schillerhaus in Gohlis (2009)

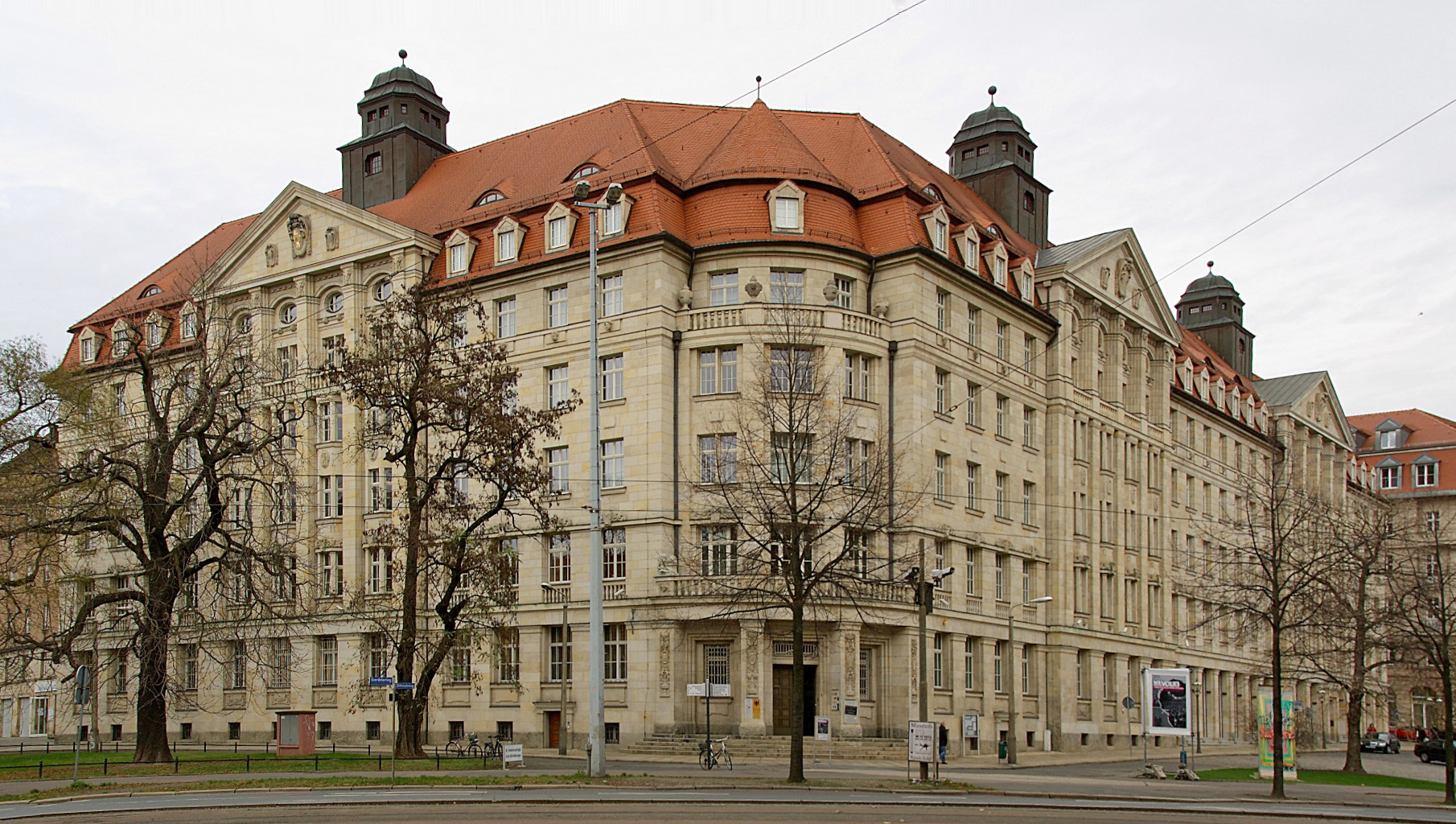
Gedenkstätte Museum in der „Runden Ecke“ (2009)

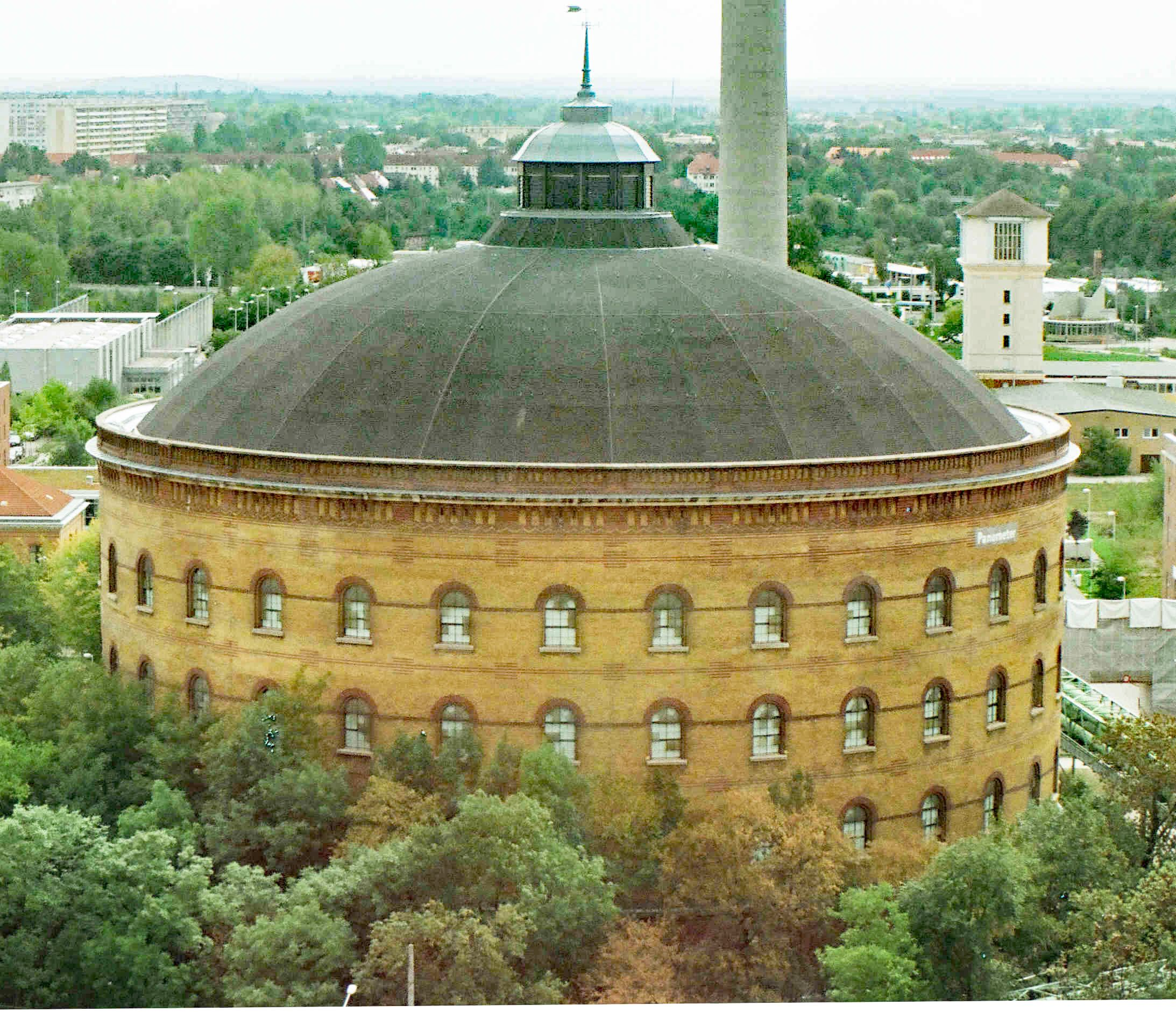
Das Panometer in Connewitz (2011)

Wegen ihrer Geschichte als alte Universitäts- und Messestadt mit einem wohlhabenden Bürgertum gibt es in Leipzig eine große Anzahl bedeutender Sammlungen und Ausstellungen. Die Museumskonzeption 2030 der Stadt Leipzig sieht unter anderem vor, dass die Besuche der vier städtischen Museen zukünftig kostenlos sind.
Das Deutsche Buch- und Schriftmuseum der Deutschen Bücherei Leipzig ist das weltweit älteste Fachmuseum zur Buch-, Schrift- und Papierkultur und erinnert zusammen mit dem Museum für Druckkunst an die Leipziger Tradition als Buchstadt. 2018 wurde das Reclam-Museum eröffnet, in dessen Mittelpunkt die 1876 begründete Reclams Universal-Bibliothek steht.
Die Universität Leipzig besitzt eine Reihe bedeutender Sammlungen. Einige, wie das Ägyptische Museum, das Antikenmuseum und das Museum für Musikinstrumente, sind permanent der Öffentlichkeit zugänglich. Anlässlich der Museumsnacht der Stadt Leipzig präsentiert die Universität ihre Lehrsammlungen einem breiten Publikum. Die HTWK unterhält ein Automatik-Museum.
Das Stadtgeschichtliche Museum ist im Alten Rathaus beheimatet. Darüber hinaus besitzt es Nebenstellen mit dem ältesten Kaffeehaus Deutschlands Zum Arabischen Coffe Baum, dem Schillerhaus, in dem Friedrich Schiller den Sommer 1785 verbrachte, dem 1977 gegründeten Sportmuseum Leipzig und dem Völkerschlachtdenkmal. Das Zeitgeschichtliche Forum in der Innenstadt untersteht als Bundeseinrichtung dem Bundeskanzleramt. Es stellt die Geschichte Deutschlands vom Zweiten Weltkrieg bis zur Gegenwart mit Schwerpunkt auf der Geschichte der DDR dar. Die Gedenkstätte Museum in der „Runden Ecke“ im ehemaligen Sitz der Bezirksverwaltung des Ministeriums für Staatssicherheit arbeitet die Mechanismen des Repressionsapparats in der DDR auf. Zum Thema der Völkerschlacht gibt es in Leipzig und Umgebung noch weitere Museen, wie das Zinnfigurenmuseum im Torhaus Dölitz, das Sanitäts- und Lazarettmuseum Seifertshain, das Körnerhaus Großzschocher, das Memorialmuseum Liebertwolkwitz und das Regionalmuseum im Torhaus Markkleeberg.
Im Komplex des Grassimuseums befinden sich neben dem Musikinstrumentenmuseum auch das Museum für Angewandte Kunst und das Museum für Völkerkunde zu Leipzig. Das Naturkundemuseum Leipzig besitzt eine große Sammlung an Dermoplastiken und ergänzt dieses Angebot durch wechselnde Sonderausstellungen zu Naturthemen. Das Deutsche Kleingärtnermuseum befindet sich im Vereinshaus des 1864 gegründeten, weltweit ersten Schrebergartenvereins.
Im Panometer, einem 1910 erbauten und 1977 stillgelegten Gasometer, ist das größte Panoramagemälde der Welt zu sehen. Yadegar Asisi hat hier von 2003 bis 2005 das Panorama 8848Everest360° des Mount Everest und von 2005 bis Februar 2009 Rom CCCXII und zwischen März 2009 und August 2013 Amazonien gezeigt. Im März bis Juni 2012 war mit EVEREST – Erlebnis zwischen Expedition und Tradition eine überarbeitete Version des Everest-Panoramas von 2003 nochmals zu sehen. Von August bis September 2013 war Leipzig 1813 zu besichtigen, danach das Great Barrier Reef, seit Januar 2017 das Wrack der Titanic und seit Anfang 2019 Carolas Garten.
Seit 2000 gibt es das Da Capo Oldtimermuseum & Eventhalle.
Das 2010 eröffnete Kindermuseum Leipzig bietet wechselnde Ausstellungen zu Themen, die Kinder interessieren. Außerdem gibt es mit dem Mitspielzeugmuseum eine große Sammlung historischer Spielzeuge aus der DDR und den ehemaligen Staaten des Ostblocks.
Zur Erinnerung an die gleichnamigen Komponisten und Musiker existieren Ausstellungen im Schumann- und im Mendelssohn-Haus sowie das Bach-Archiv und das Bach-Museum.
Weiterhin gibt es das Sächsische Psychiatriemuseum, das Sächsische Apothekenmuseum, die Medizinhistorische Sammlung des Karl-Sudhoff-Instituts, das Schulmuseum, das Eisenbahnmuseum, das N’Ostalgiemuseum, das Kriminalmuseum des Mittelalters und das Reichsgerichtsmuseum.
Das Privatmuseum Haus der Computerspiele hat keine festen Räumlichkeiten, erreicht aber als Wanderausstellung auf Messen und Festivals jährlich mehrere hunderttausend Besucher.

#### Bildende Kunst

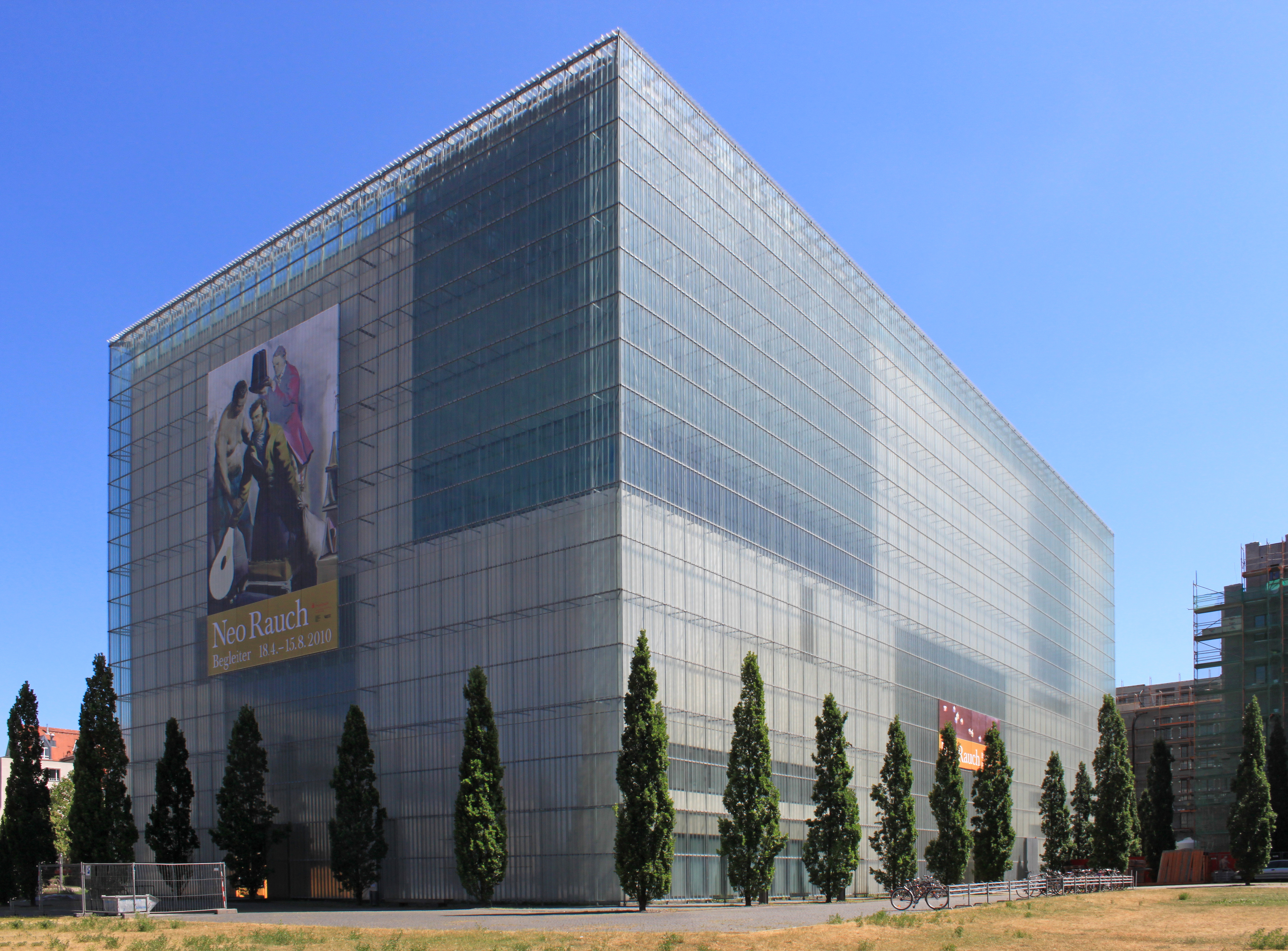
Museum der bildenden Künste in der Katharinenstraße (2010), inzwischen von Randbebauung umgeben

Das 1837 durch den Leipziger Kunstverein gegründete Museum der bildenden Künste besitzt eine der eindrucksvollsten Bildersammlungen Deutschlands, die etwa 58.500 Exponate vom Spätmittelalter bis zur Moderne zeigt, darunter einige Exponate der Neuen Leipziger Schule, deren bekanntester Vertreter wohl Neo Rauch ist. Die 1990 gegründete Galerie für Zeitgenössische Kunst ergänzt dieses Angebot mit wechselnden Ausstellungen moderner und zeitgenössischer Kunst.
Im Mai 2005 eröffnete in der Baumwollspinnerei in Lindenau ein Galeriezentrum. Elf kommerzielle und zwei nicht-kommerzielle Kunsträume präsentieren zeitgenössische Arbeiten. Rund 80 Künstler unterhalten auf dem Gelände Ateliers. Weitere kommerzielle Kunstzentren befinden sich im Tapetenwerk Leipzig, der Alten Handelsschule mit der LSOD Leipzig School of Design, dem Westwerk und im Kunstkraftwerk am Karl-Heine-Kanal. 2015 wurde die erste Leipziger Kunstmesse eröffnet, und findet seitdem jährlich statt. Darüber hinaus gibt es im Stadtgebiet zahlreiche Galerien, Kunstvereine und temporäre Projekte, die für einen regen Ausstellungsbetrieb sorgen, etwa die Universität mit einer ständigen Ausstellung von Stücken aus ihrer Kunstsammlung und die Kunsthalle der Sparkasse Leipzig. Die G2 Kunsthalle am Thomaskirchhof eröffnete im März 2015 als Privatmuseum und zeigt Positionen zur zeitgenössischen Kunst.
Um die Kunst zu fördern und zu diskutieren, wurde am 17. Juni 1992 die Freie Akademie der Künste zu Leipzig nach dem Vorbild der Freien Akademie der Künste in Hamburg gegründet.

### Musik und Theater

#### Theater und Oper

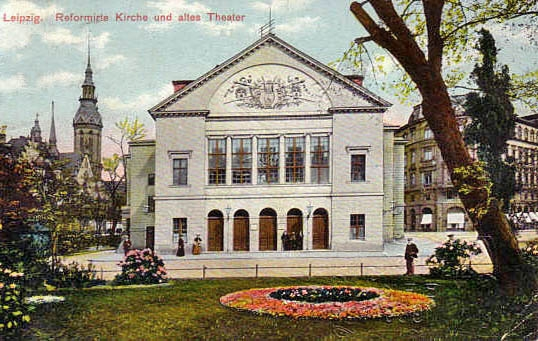
Das Alte Theater wurde bei Luftangriffen 1943 zerstört

Von Leipzig aus reformierten im 18. Jahrhundert Friederike Caroline Neuber und Johann Christoph Gottsched die deutsche Theaterlandschaft. So verfügt das Schauspiel Leipzig über mehrere Spielstätten. Zu dem städtischen Betrieb gehören neben der großen Bühne im Schauspielhaus auch kleinere Spielstätten wie die Diskothek, die Baustelle und die Residenz. Das Schauspiel Leipzig wird seit 2013/2014 von Enrico Lübbe geleitet und gehört zu den führenden Sprechtheatern im deutschsprachigen Raum mit Einladungen zum Berliner Theatertreffen, den Mülheimer Theatertagen, Ruhrfestspielen Recklinghausen, Autorentheatertagen Berlin, Heidelberger Stückemarkt und Biennale in Venedig. Zudem gibt es in Leipzig eine lebendige Off-Theater-Szene mit zahlreichen freien Theatergruppen und mehreren kleineren Spielstätten (LOFFT, Schaubühne Lindenfels, Ost-Passage Theater und weitere). Eine Reihe freier Choreographinnen und Tänzerinnen sorgen für ambitioniertes Tanztheater, seit 1967 existiert das Leipziger Tanztheater. Das Kinder- und Jugendtheater hat in Leipzig eine lange Tradition. Hauptträger ist das Theater der Jungen Welt, darüber hinaus gibt es einige Puppen- und Marionettentheater. Leipzig war und ist partiell immer noch eines der Zentren der deutschsprachigen Kabarett-, Varieté- und Kleinkunstszene. Zu den überregional bekannten Kabaretts zählen die Leipziger Pfeffermühle und die Academixer. Des Weiteren bestehen noch die Kabaretts Sanftwut, Leipziger Funzel und Leipziger Brettl.

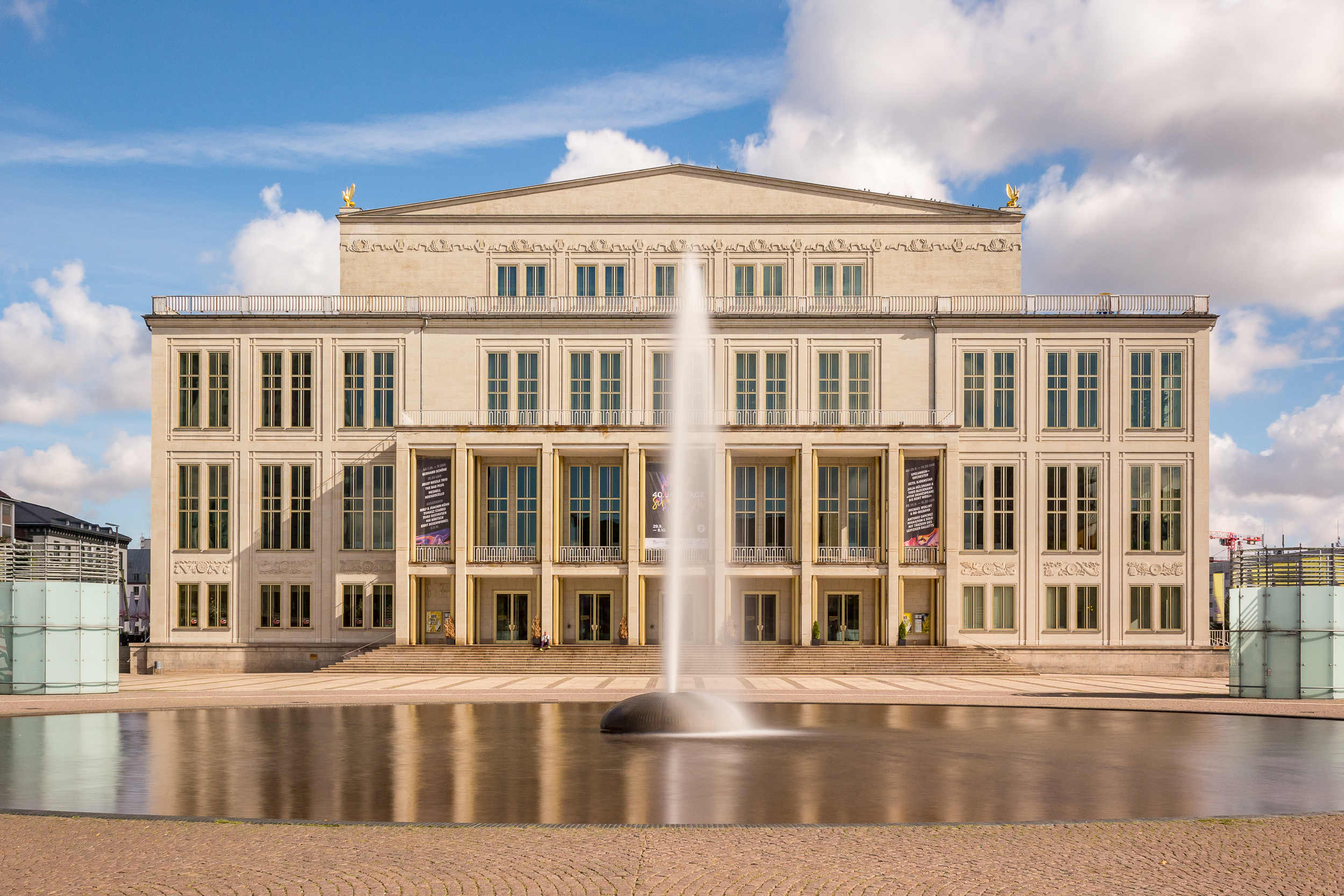
Das Opernhaus Leipzig (2016)

Die Oper in Leipzig blickt auf eine über dreihundertjährige Tradition zurück. Das erste Opernhaus am Brühl wurde 1693 errichtet. Nach dem Teatro San Cassiano in Venedig und der Oper am Gänsemarkt Hamburg war dies das dritte bürgerliche Opernhaus. Neben dem in Leipzig geborenen Richard Wagner ist die Geschichte der Oper in Leipzig verknüpft mit Komponisten wie Georg Philipp Telemann, Heinrich Marschner und Albert Lortzing. Das heutige Opernhaus (Leipzig) wurde 1960 am Augustusplatz an der Stelle des im Zweiten Weltkrieg zerstörten Neuen Theaters fertiggestellt. Das Gewandhausorchester spielt seit 1840 bei allen Vorstellungen der Oper Leipzig. Ulf Schirmer ist ab der Spielzeit 2009/2010 Generalmusikdirektor der Oper Leipzig und wurde zur Spielzeit 2011/2012 auch Intendant des traditionsreichen Musiktheaters. Das Repertoire der Oper Leipzig reicht vom Barock bis zur Gegenwart. Das Kellertheater der Oper Leipzig ist die kleine, experimentelle Spielstätte mit 99 Plätzen für Produktionen der Oper Leipzig, unter anderem des Kinderchors der Oper Leipzig, kleineren szenischen Produktionen des Opernensembles, aber auch von Gastproduktionen freier Ensembles, so auch von Heike Hennig & Co. Aufgrund von Sparmaßnahmen wird das Kellertheater jedoch seit einigen Spielzeiten nicht mehr bespielt. Die Musikalische Komödie (MuKo) im Haus Dreilinden in Lindenau, die zur Oper Leipzig gehört, hat eine bis 1713 zurückgehende Geschichte. Hier werden Operette und Musical gepflegt, aber auch die deutsche Spieloper.

#### Orchester

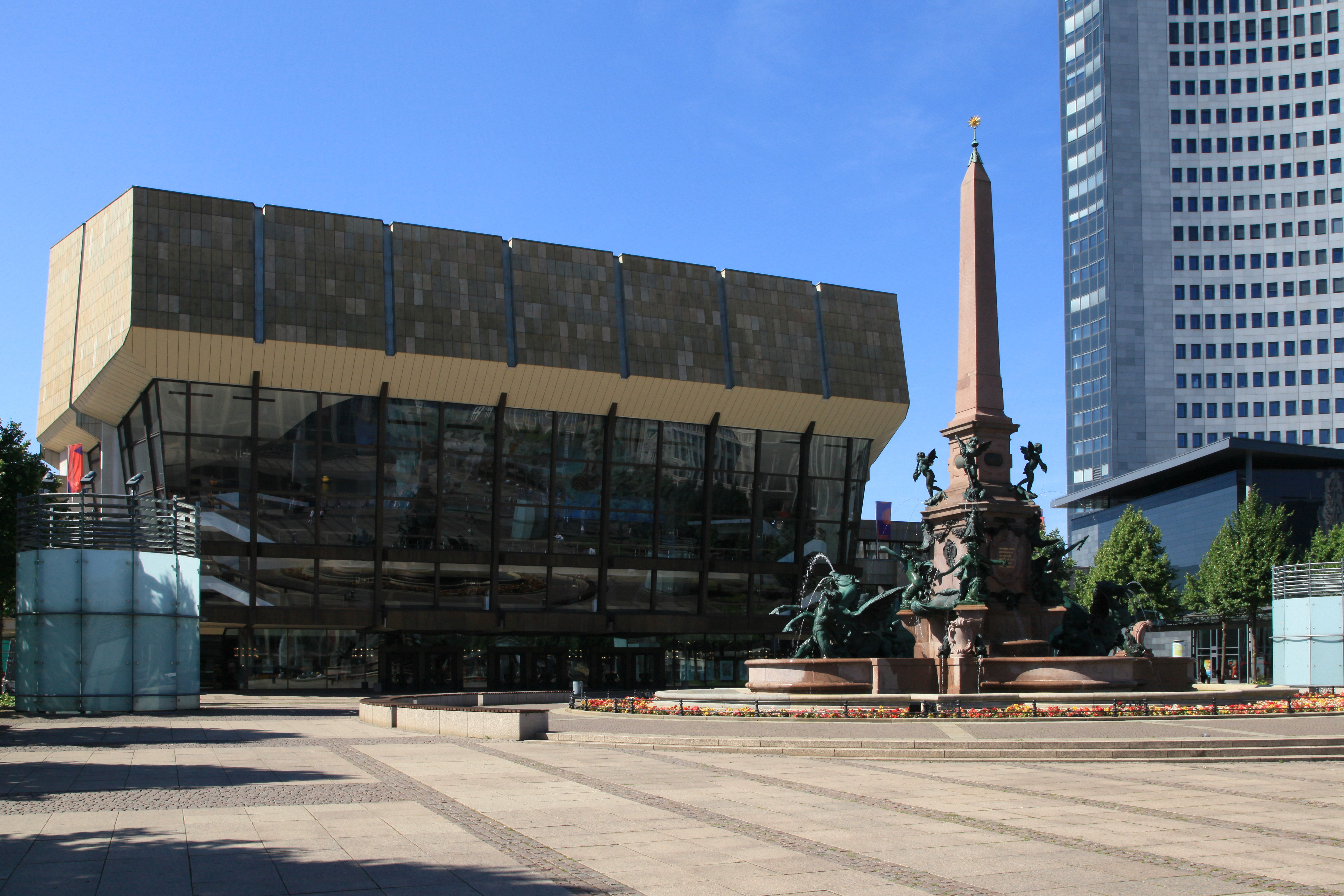
Das Neue Gewandhaus (2015)

Das Gewandhausorchester ist eines der international renommiertesten Orchester. Als ältestes bürgerliches Konzertorchester Deutschlands wurde es 1781 gegründet. Das Gewandhausorchester hat drei Spielstätten: das Gewandhaus, die Oper Leipzig und die Thomaskirche. Chefdirigenten waren unter anderem Felix Mendelssohn Bartholdy, Arthur Nikisch, Wilhelm Furtwängler, Bruno Walter, Václav Neumann, Kurt Masur, Herbert Blomstedt und Riccardo Chailly, seit 2018 hat Andris Nelsons das Amt des Gewandhauskapellmeisters (Chefdirigent des Gewandhausorchesters) inne. Ulf Schirmer ist seit der Spielzeit 2009/2010 Generalmusikdirektor an der Oper Leipzig. Das Neue Bachische Collegium Musicum wurde 1979 von Mitgliedern des Gewandhausorchesters gegründet. Als „historisches Bachorchester“ kombiniert es moderne Instrumente und „historische“ Spielweise, von 2004 bis 2013 wurde es von Albrecht Winter geleitet. Seitdem arbeitet es ohne festen künstlerischen Leiter.
Das MDR-Sinfonieorchester wurde 1924 als Leipziger Sinfonieorchester gegründet. Es trat dabei die Nachfolge des seit 1915 existierenden Orchesters des Konzertvereins an. 1925 wurde es von der damaligen Mitteldeutschen Rundfunk AG übernommen und als Rundfunk-Sinfonieorchester Leipzig bekannt. Chefdirigent war unter anderem Herbert Kegel, Kristjan Järvi leitete das Orchester bis 2018. Nach Gründung des Mitteldeutschen Rundfunks 1991 erhielt es seinen neuen Namen. Die aus Musikern des Rundfunk-Sinfonieorchesters zusammengesetzte und von 1970 bis 1993 bestehende Gruppe Neue Musik Hanns Eisler gehörte zu den bedeutendsten Interpreten Neuer Musik in der DDR. Mitglieder der Gruppe gründeten 1990 das Forum Zeitgenössischer Musik Leipzig. Weiterhin war bis 1993 das Leipziger Consort und ist seit 1992 das Ensemble Sortisatio Träger Neuer Musik in Leipzig.
Die Capella Fidicinia am Musikinstrumenten-Museum der Universität Leipzig wurde von Hans Grüß 1957 gegründet. Das Kammerorchester spielt Werke alter Meister auf Originalinstrumenten. Das Akademische Orchester Leipzig wurde 1954 von Horst Förster an der Universität Leipzig ins Leben gerufen, der es weiterhin leitet. Es gibt jährlich sechs „Akademische Konzerte“ im großen Saal des Gewandhauses. Bereits 1951 wurde das Leipziger Lehrerorchester durch Karl Winkler gegründet und ist somit das älteste Laiensinfonieorchester der Stadt, welches von Gerd-Eckehard Meißner geleitet wird und ebenfalls im Gewandhaus auftritt. Die Berufszugehörigkeit spielt keine Rolle mehr, der Name wird aus Tradition beibehalten.
Das Leipziger Universitätsorchester entstand 2003 als Leipziger studentisches Orchester. Es ist studentisch besetzt und gibt ein großes Sinfoniekonzert pro Semester sowie Kammermusikabende. Das Pauliner Kammerorchester wurde 1992 gegründet und stand bis 2004 unter der Leitung von Wolfgang Unger. Es steht dem Universitätschor mit modernen Instrumenten zur Verfügung. Das Pauliner Barockensemble wurde 1994 aus dem Pauliner Kammerorchester heraus gebildet und musiziert ausschließlich auf historischem Instrumentarium.
Das Jugendsinfonieorchester der Leipziger Musikschule gehört ebenfalls zu den bekannteren der Leipziger Orchesterszene.
Die Kammerphilharmonie Leipzig besteht aus Musikern, die an der Hochschule für Musik und Theater „Felix Mendelssohn Bartholdy“ Leipzig studieren oder diese absolviert haben. Das seit 2001 bestehende Orchester konzertiert im Großen Saal des Leipziger Gewandhauses und im Konzerthaus Berlin; Konzertreisen führten unter anderem nach China und Indien. Die Kammerphilharmonie arbeitet unter der Leitung von Michael Köhler.
Das Leipziger Streichquartett wurde 1988 von damaligen Studenten der Leipziger Hochschule für Musik und Theater und späteren Mitgliedern des Gewandhausorchesters gegründet. Es ist ein international anerkannter Bestandteil der Kammermusikszene.
Das Ensemble Avantgarde um den Komponisten und Pianisten Steffen Schleiermacher war bis 2007 eine Vereinigung von Musikern verschiedener Leipziger Orchester, die sich der Musik des 20. Jahrhunderts widmete. Es gründete die Konzertreihe musica nova am Leipziger Gewandhaus.
Seit 1957 organisiert der Verein Jugend- & Blasorchester Leipzig e. V. mehrere Ensembles des Laienmusizierens in der Stadt: die Pfiffigen Musikusse, das Symphonische Blasorchester Leipzig sowie die ISKRA Oldstars.

#### Chöre

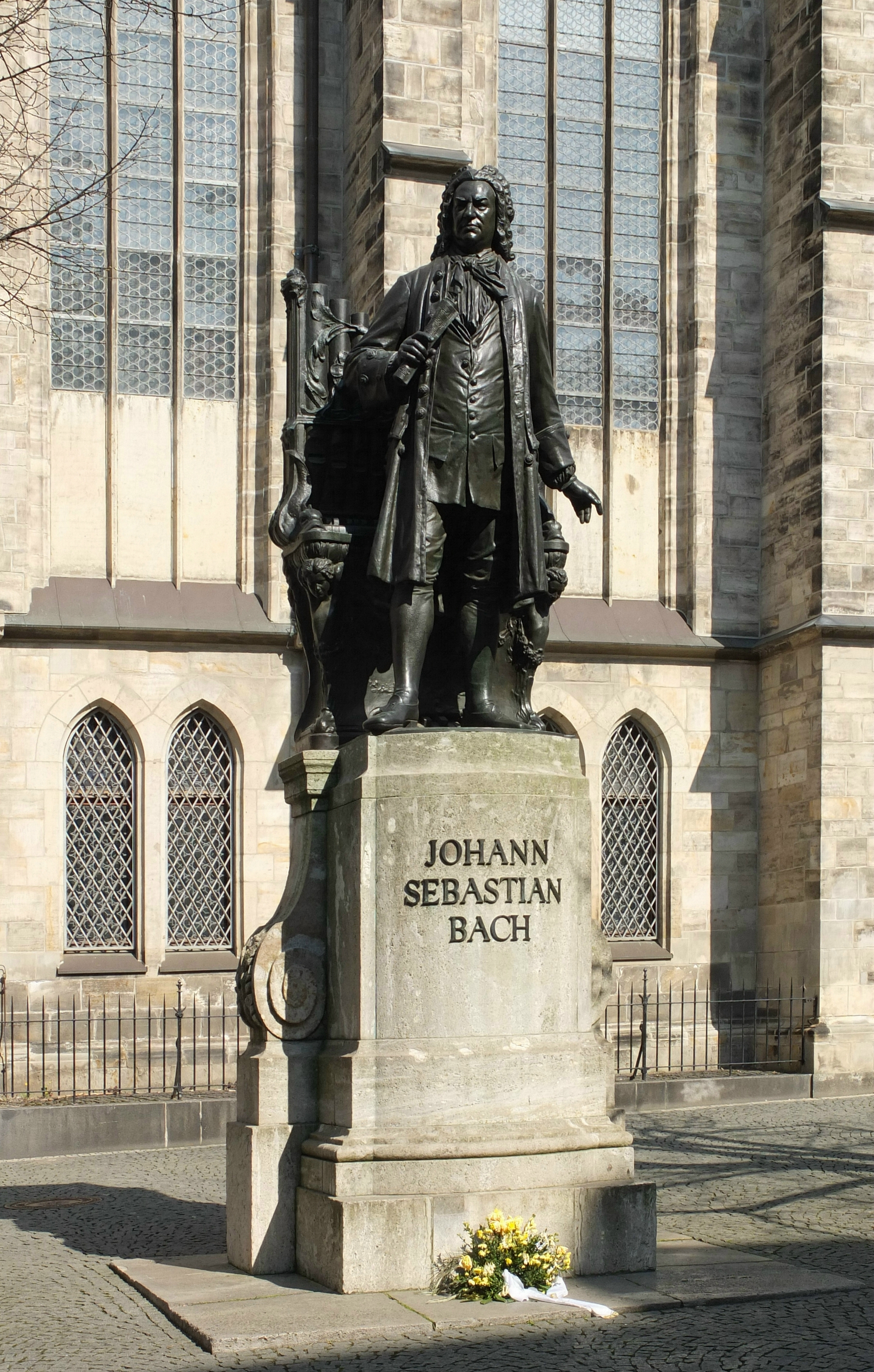
Das Neue Johann-Sebastian-Bach-Denkmal (2017)

Der weltberühmte Thomanerchor wurde 1212 zusammen mit der Thomasschule als Klosterschule für zwölf Knaben gegründet und mit der Reformation 1519 vom Stadtrat übernommen. Der bekannteste Thomaskantor war der Leipziger Musikdirektor Johann Sebastian Bach, der diese Stellung von 1723 bis zu seinem Tod 1750 innehatte. Es singen etwa 100 Thomaner im Alter von 9 bis 18 Jahren im Chor, der dreimal in der Woche in der Thomaskirche auftritt.
Der GewandhausChor wurde 1861 durch Gewandhauskapellmeister Carl Reinecke gegründet und 1920 mit dem 1875 gegründeten Bach-Verein fusioniert. Die Leitung hat seit August 2007 Gregor Meyer in der Nachfolge Morten Schuldt-Jensens inne. Der 1973 gegründete GewandhausKinderchor zählt zu den Kinderchören Deutschlands mit internationalem Renommee.
Der MDR-Rundfunkchor Leipzig entstand 1924 als Leipziger Oratorienvereinigung. Nach der Auflösung 1942 wurden im August 1946 die verbliebenen Künstler als Kammerchor des Senders Leipzig durch den Mitteldeutschen Rundfunk übernommen. Ab 1947 firmierte er als Rundfunkchor Leipzig. Unter der Leitung von Herbert Kegel, der den Chor von 1949 bis 1978 führte, etablierte sich das Ensemble als europäischer Spitzenchor. Seinen heutigen Namen trägt er seit der Neugründung des Mitteldeutschen Rundfunks und der gleichzeitigen Übernahme des Chors am 1. Januar 1992. Derzeitiger künstlerischer Leiter ist Risto Joost. Der MDR-Kinderchor wurde 1948 von Hans Sandig gegründet und ist der einzige Kinderchor der ARD. Derzeit leitet Alexander Schmitt das Ensemble.
Der Leipziger Universitätschor ging 1926 aus dem Madrigalkreis Leipziger Studenten hervor. Sein Leiter ist der Universitätsmusikdirektor David Timm. Unter der Leitung des inzwischen verstorbenen Wolfgang Unger erhielt der Chor im Jahr 2001 den von der Deutschen Phono-Akademie vergebenen ECHO-Klassik-Preis.
Der Leipziger Studentenchor Vivat academia wurde 1954 gegründet und vereint Studierende vieler Leipziger Hochschulen. Er arbeitet seit 2009 als Philharmonischer Jugendchor Leipzig, ist an der Hochschule für Telekommunikation Leipzig ansässig und wird von Marcus Friedrich geleitet.
Der Leipziger Oratorienchor wurde 1993 als Laienchor gegründet und wird seither von Martin Krumbiegel geleitet. Als gemeinnütziger Verein wird er sowohl von seinen Mitgliedern wie auch aus Mitteln der Stadt getragen.
Der 1962 von Oberkantor Werner Sander gegründete und seit 2012 von Ludwig Böhme geleitete Leipziger Synagogalchor stellt sich der Aufgabe, synagogale Musik des 19. und 20. Jahrhunderts sowie jiddische und hebräische Folklore als besonders wertvollen Bestandteil des jüdisch-kulturellen Erbes nicht nur in Leipzig zu erhalten und zu pflegen.
Der Leipziger Männerchor wurde 1891 von Gustav Wohlgemuth gegründet.
Die Schola Cantorum Leipzig ist der Kinder- und Jugendchor der Stadt Leipzig. 1963 gegründet, besteht sie aus über 300 singenden Kindern, Jugendlichen und jungen Erwachsenen.

#### Unesco-Initiative Musikstadt

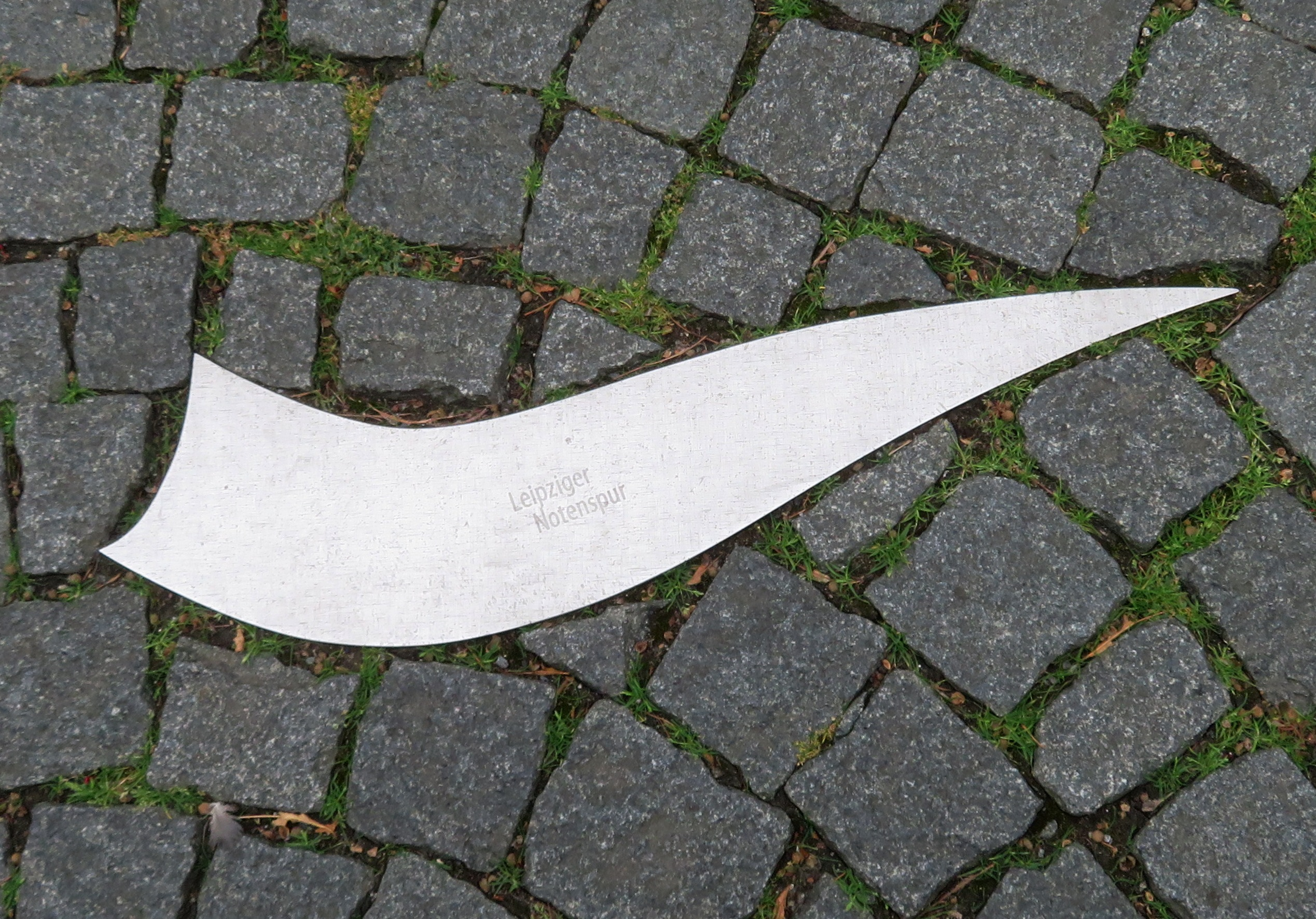
Zeichen der Notenspur

Leipzig war und ist eine bedeutende Musikstadt. So erinnert das Bach-Archiv Leipzig am Thomaskirchhof mit einem Bach-Museum im Bosehaus – die Familie Bose war eng mit der Familie Bach befreundet – an eine der bedeutendsten Persönlichkeiten der Stadt. Eine Besonderheit in Leipzig ist, dass eine Vielzahl an Komponistenhäusern erhalten geblieben ist, in den meisten sind Museen eingerichtet worden: so das Wohn- und Sterbehaus von Felix Mendelssohn Bartholdy, das als Mendelssohn-Haus der Öffentlichkeit zugänglich ist, das Schumann-Haus, wo Robert und Clara Schumann ihre ersten vier Ehejahre verbrachten, und die Talstraße 10, wo sich die Edvard-Grieg-Gedenk- und Begegnungsstätte befindet. Die Wohnorte von Gustav Mahler und Erwin Schulhoff befinden sich unweit der Innenstadt im Waldstraßenviertel, hier erinnern Gedenktafeln an die Komponisten. Das Geburtshaus Richard Wagners am Brühl existiert zwar nicht mehr, aber auch dort erinnern eine Gedenktafel und ein Platz an den Musiker. Albert Lortzing hatte gleich mehrere Wohnstätten in Leipzig, zumeist im Waldstraßenviertel.
Um das musikalische Erbe besser zu vermarkten, wurde eine UNESCO-Initiative gegründet, die Leipzig zu einem Welterbetitel verhelfen möchte. Zu diesem Zweck werden momentan mehrere Routen durch Leipzig geplant. Zum einen die „Notenspur“. Diese stellt einen etwa 5,1 Kilometer langen Spaziergang dar, der die Arbeits- oder Wohnorte der Komponisten beziehungsweise andere musikalischer Objekte von überregionaler Bedeutung miteinander verbindet. Zu den Einrichtungen gehören neben den Komponistenhäusern die Nikolai- und Thomaskirche als Uraufführungsorte der Werke von Bach, die Musikbibliothek Peters, das Gewandhaus, die Oper und das Café Zum Arabischen Coffe Baum.
Der zweite Spaziergang, der „Notenbogen“, ist etwa fünf Kilometer lang und verbindet unter anderen das Alte Bachdenkmal, die Hochschule für Musik und Theater „Felix Mendelssohn Bartholdy“ als Wirkungsstätte Max Regers und die Blindenmusikbibliothek der Deutschen Zentralbibliothek für Blinde.
Als Letztes ist noch ein Radweg geplant: das „Notenrad“. Es ist in zwei Schleifen gegliedert, die westliche und die östliche, wobei beide ungefähr die gleiche Länge haben und an das Stadtzentrum angeschlossen sind. Sie führen zum Beispiel von der Thomaskirche bis zum (ehemaligen) Rittergut Kleinzschocher.

#### Verbände
Als bedeutende Musikstadt haben sich in Leipzig die sächsischen Landesverbände des deutschen Tonkünstlerverbandes und des Verbandes Deutscher Musikschulen sowie der Sächsische Musikbund niedergelassen.

### Freizeit und Unterhaltung

#### Kino
Leipzig besitzt eine lebendige Kinoszene. Internationale Bedeutung gewann das seit 1955 alljährlich stattfindende Festival für Dokumentar- und Animationsfilm. Nach zunehmender Beeinflussung des Festivalprogramms durch staatliche Organe der DDR in den Jahren ab 1968 entwickelte es sich nach der Wiedervereinigung mit modernisierter Ausrichtung erneut zu einem Publikumsmagneten.
Neben größeren Kinos, wie CineStar und Passage Kinos im Zentrum, Regina Filmpalast in Reudnitz und Cineplex Leipzig in Grünau präsentieren zahlreiche Programmkinos Filme für kleinere Zielgruppen. Eine Mischform stellt das Filmtheater Schauburg in Kleinzschocher dar. Einmal jährlich finden seit 1995 in mehreren Spielstätten des Großraumes Halle-Leipzig die Französischen Filmtage statt. Seit 2001 wird in Leipzig jährlich die Filmkunstmesse ausgerichtet. Im Sommer finden an verschiedenen Orten unter freiem Himmel Kinovorführungen statt. Zudem findet seit 1991 jährlich die Visionale Leipzig, ein Medienwettbewerb für Kinder, Jugendliche und junge Erwachsene, statt.

#### Nachtleben

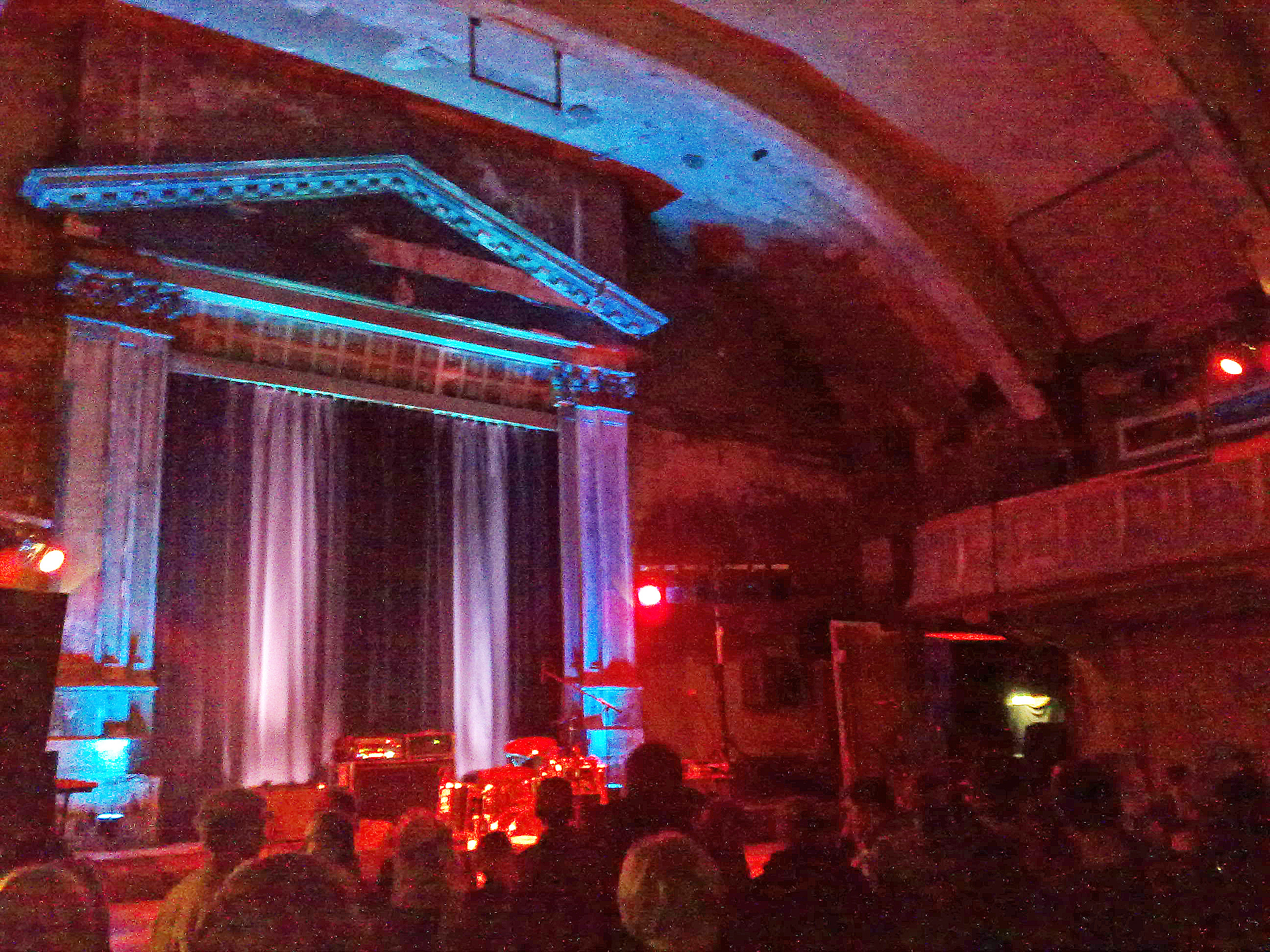
Im ältesten noch erhaltenen Lichtspielhaus, dem UT Connewitz

Das alltägliche kulturelle Leben spielt sich vor allem in der Innenstadt, in der Gottschedstraße und der Südvorstadt entlang der Karl-Liebknecht-Straße bis zum Stadtteil Connewitz sowie in Plagwitz entlang der Karl-Heine-Straße ab. Im Jahr 2018 schaffte der Leipziger Stadtrat die Sperrstunde für Gastronomiebetriebe und Clubs ab. Ganz besonders in den Abend- und Nachtstunden der Sommermonate lässt sich im Barfußgäßchen und in der Gottschedstraße, wenn die Freisitze gefüllt sind, ein vitales Straßenleben erleben.
Durch den Verfall der Bausubstanz während der DDR-Zeit sind viele ehemalige Kulturhäuser in den Stadtteilen verschwunden, so dass Leipzig nur noch eine begrenzte Anzahl an größeren Sälen für Musikveranstaltungen besitzt. Im Norden sind dies der Anker und das Haus Auensee, in der Westvorstadt das Haus Leipzig, im Zentrum die Moritzbastei sowie in Connewitz das Werk 2 und das Conne Island. Im Jahr 2006 eröffnete mit dem Volkspalast (seit 2012 als Eventpalast bezeichnet) eine neue Veranstaltungshalle, die größere Konzerte erlaubt, die zuvor der Mehrzweckhalle Arena Leipzig vorbehalten waren. In Connewitz und Teilen der Südvorstadt entwickelte sich nach der Wende eine lebendige alternative Szene. Aus dem ehemaligen Kino UT Connewitz wurde eine für alle Kulturformen genutzte Einrichtung. Das Tanzcafé Ilses Erika im Haus der Demokratie – ebenfalls in Connewitz gelegen – ist mit seinen Clubabenden und -konzerten eine der bekanntesten Indie-Adressen in Ostdeutschland. Die in der Südvorstadt gelegene Distillery gilt als Ostdeutschlands dienstältester Technoclub, welcher das Eintagesfestival Th!nk? veranstaltet. Der von 2014 bis 2024 aktive Techno-Club Institut für Zukunft wurde mehrfach ausgezeichnet, unter anderem 2018 als Spielstätte des Jahres. Bekannt war auch das Nachtcafé, welches auf Blackmusic und House spezialisiert war. Vielfältige kulturelle Veranstaltungen wie Programmkino, Lesungen oder kleinere Konzerte finden außerdem in der naTo statt.
Mit den Beschlüssen der 3. Hochschulreform der DDR 1968 entstanden in Leipzig zahlreiche Studentenclubs, von denen die meisten noch existieren und die nicht nur von Studenten genutzt werden. Der älteste Studentenclub ist der TV-Club Leipzig. Die Studentenclubs haben sich mit dem Runden Tisch Leipziger unabhängiger Studentenclubs (RuTiLuSt) Anfang der 1990er Jahre eine gemeinsame Plattform geschaffen. Der ehemals größte Studentenclub Europas, die Moritzbastei, wurde Ende der 1970er Jahre aus einer mittelalterlichen Festungsanlage ausgebaut. 1993 wurde er in eine GmbH umgewandelt.

#### Freizeitpark
Im Süden von Leipzig, zwischen Cospudener und Zwenkauer See, befindet sich mit Belantis der größte Freizeitpark in Mitteldeutschland.
Errichtet wurde er auf einen 27 Hektar großen ehemaligen Braunkohlegebiet und bietet seinen Besuchern über 60 Attraktionen und Shows
verteilt auf acht Themenwelten.
Eröffnet wurde der Park am 5. April 2003 nach 19-monatiger Bauzeit und zählt jährlich über 500.000 Besucher.

### Natur und Erholung

#### Parks und Gärten

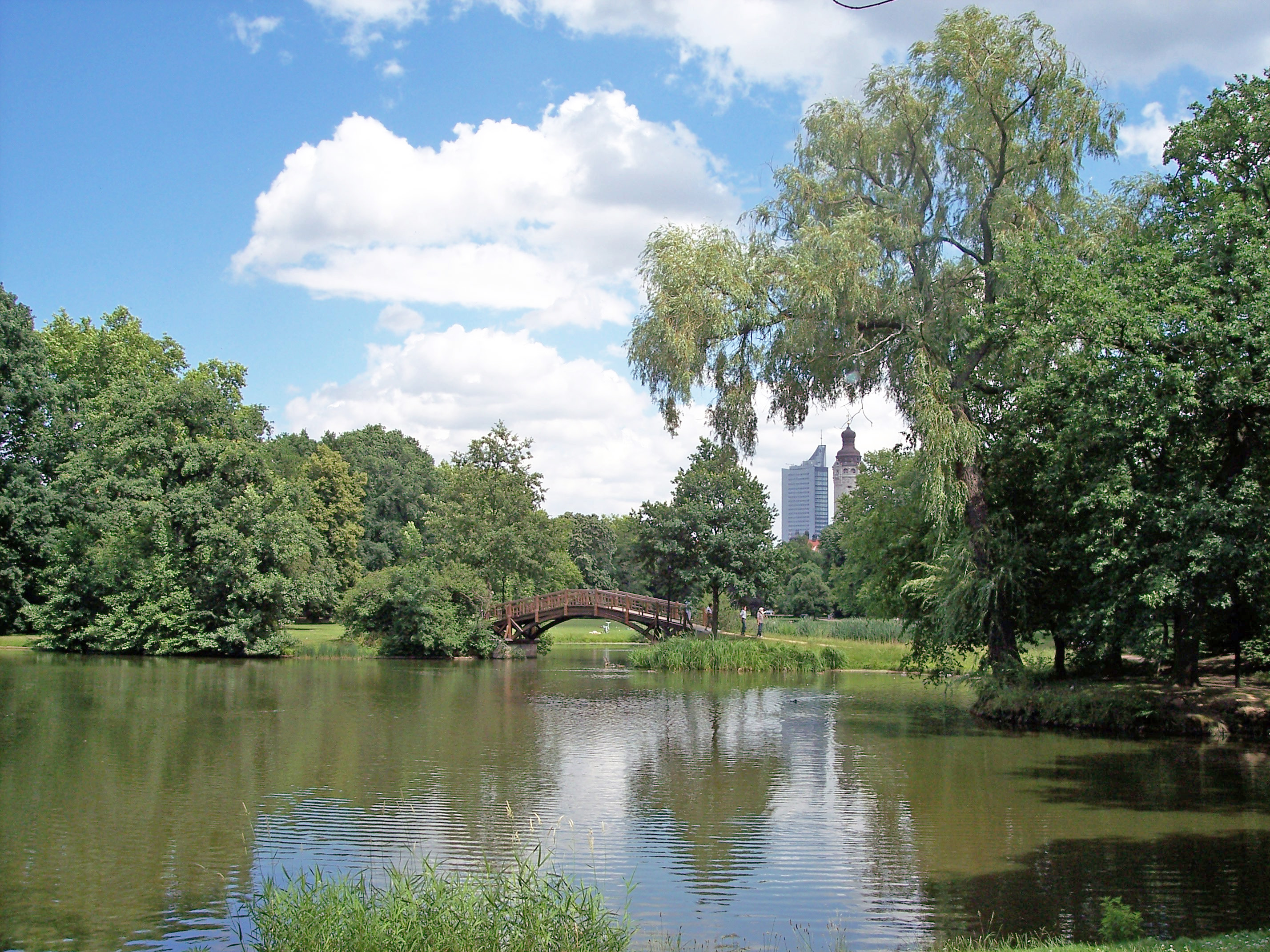
Der ab 1858 angelegte Johannapark

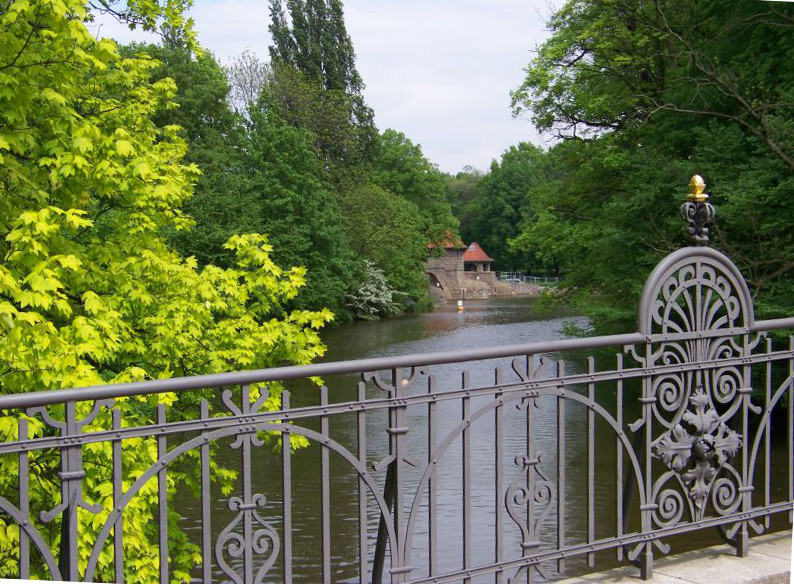
Im Palmengarten

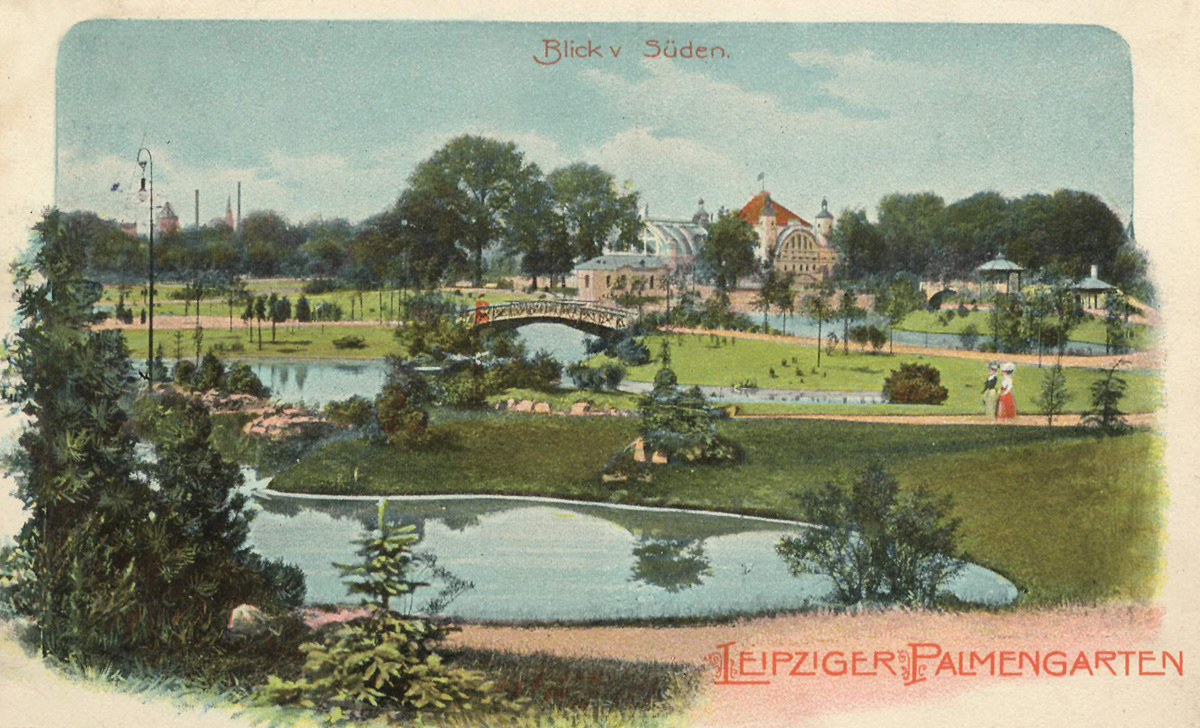
Historische Ansicht des Palmengartens (um 1900)

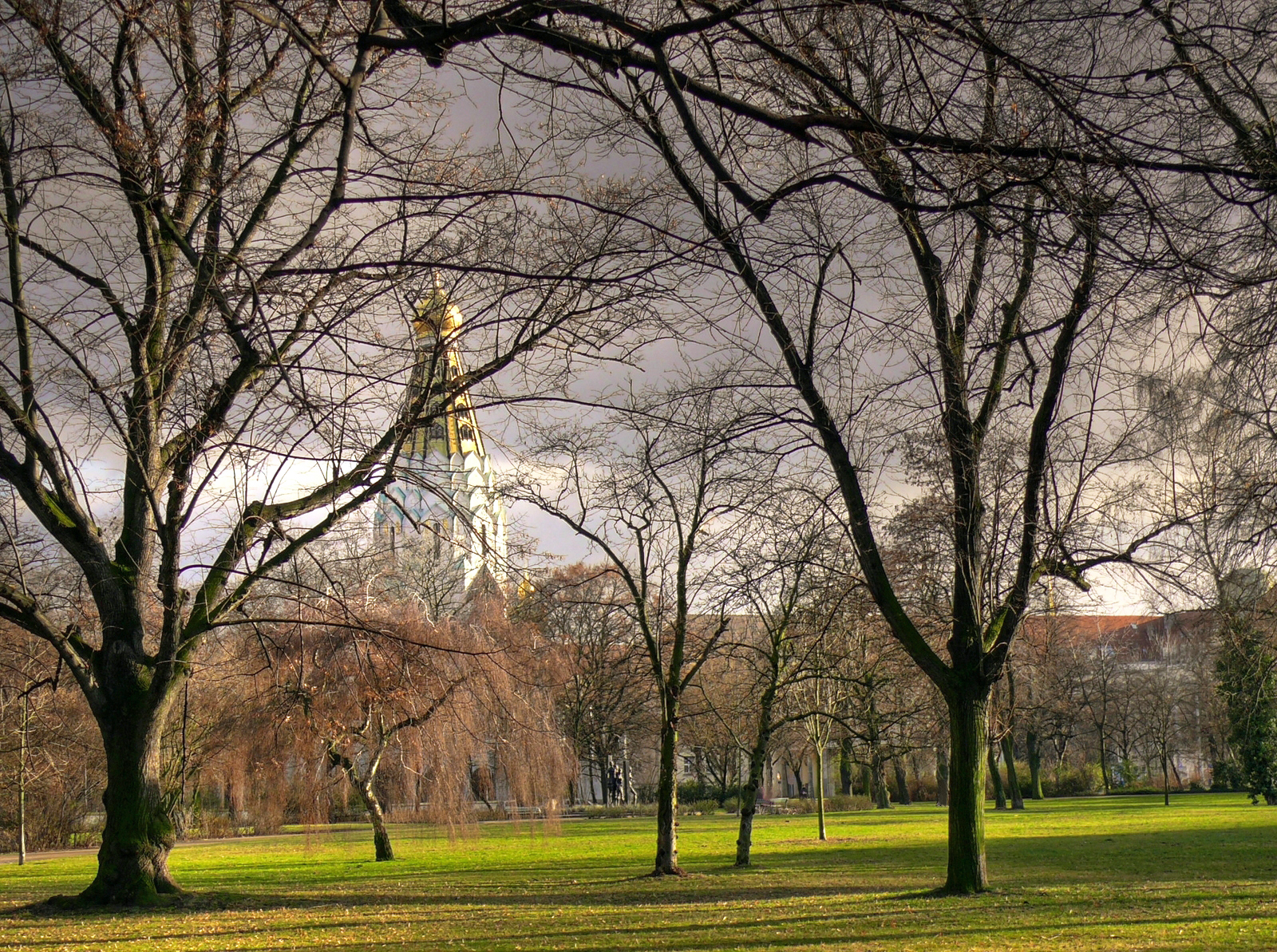
Friedenspark, im Hintergrund die Russische Gedächtniskirche (2008)

Weit überregional bekannt waren die aufwendigen Bürgergärten, die sich seit Renaissance und Barock um die historische Innenstadt legten, etwa Apels Garten oder der Großbosesche Garten. Mit dem städtischen Wachstum im 19. Jahrhundert wurden diese privaten Anlagen überbaut, jedoch erhielten sich ihre Bezeichnungen verschiedentlich in Straßennamen. Bereits Anfang des 18. Jahrhunderts begannen Begrünungen der städtischen Befestigungsanlagen und Wälle mit Alleen und Gehölzpflanzungen. Ende des Jahrhunderts entstand unter Bürgermeister Carl Wilhelm Müller (1728–1801) eine zusammenhängende Parkgestaltung am Schwanenteich und in dem heutigen Bereich vor dem Hauptbahnhof. Es handelte sich um die erste vom Bürgertum initiierte Landschaftsparkanlage Deutschlands. Zugleich war damit der Grundstein zu dem die Innenstadt umgebenden Promenadenring gelegt. Bis in das 20. Jahrhundert erfolgte die Gestaltung weiterer Abschnitte, darunter bis 1858 die Lenné-Anlage, Schillerpark genannt. Für die Planung konnte der Königlich Preußische Gartendirektor Peter Joseph Lenné gewonnen werden, einer der größten Gartenkünstler des 19. Jahrhunderts. Im Auftrag des Bankiers Wilhelm Seyfferth konzipierte er wenig später ebenfalls den städtischen Johannapark.
Ab 1898 entstand unter Gartendirektor Otto Wittenberg direkt im Anschluss westlich der König-Albert-Park, ein repräsentativer Stadtpark mit Springbrunnenbassin, Teich und Musikpavillon. Seit 1955 führt er gemeinsam mit benachbarten Anlagen wie dem Palmengarten oder dem Scheibenholzpark die Bezeichnung Clara-Zetkin-Park. Unter Otto Wittenberg entstanden parallel mit der Stadtentwicklung Ende des 19. Jahrhunderts zahlreiche begrünte Stadtplätze, ferner die landschaftlich gestalteten Anlagen Volksgarten – Sellerhausen, Volkshain Stünz sowie der Südteil des Eutritzscher Parks. Im Gegensatz dazu schuf der Nachfolger Wittenbergs, Carl Hampel, zahlreiche formale Gestaltungen, unter anderem am westlichen Promenadenring, jedoch auch den weitläufigen Wilhelm-Külz-Park am Völkerschlachtdenkmal.
Seit 1913 gestaltete Leberecht Migge in der seinerzeit noch selbständigen Gemeinde Schönefeld einen klassischen Volkspark, den Mariannenpark. Fertiggestellt wurde die Anlage in der Zwischenkriegszeit bis 1928 unter Stadtgartendirektor Molzen. Bereits 1932 begannen die Arbeiten am Richard-Wagner-Hain beiderseits des Elsterflutbeckens. Er sollte ein monumentales Denkmal zu Ehren des gebürtigen Leipzigers Richard Wagner aufnehmen. Die Nationalsozialisten nahmen sich des Vorhabens an und erklärten es zum Projekt „Richard-Wagner-Nationaldenkmal“. Für die erhaltene gärtnerische Gestaltung verantwortlich war Gustav Allinger. Emil Hipp fertigte am Chiemsee die Teile des Denkmals, das jedoch kriegsbedingt nicht mehr zur Aufstellung in Leipzig gelangte.
Westlich an den Zoologischen Garten grenzt der weitläufige Park Rosental. Ursprünglich kurfürstlicher Besitz, dann an die Stadt verkauft, beabsichtigte August der Starke hier dennoch die Errichtung einer Residenz, die die Stadt finanzieren sollte. Zwar konnte dies abgewendet werden, jedoch veranlasste der Landesherr die Anlage der noch vorhandenen Sichtschneisen durch die begrenzenden Waldbereiche, ausgehend von der großen zentralen Wiesenfläche. Seit dem 19. Jahrhundert fanden verschiedene Umgestaltungen im Sinne einer landschaftlichen Gestaltung statt.
Auf den Leipziger Arzt Moritz Schreber geht indirekt die nach ihm benannte Kleingartenbewegung (Schrebergärten) zurück. Neben der ältesten sogenannten Schreberanlage befindet sich in der Stadt das Deutsche Kleingärtnermuseum. Etwa 30 % (1240 ha) der Leipziger Grünfläche wird von Kleingärten gebildet, die damit zur Erholung und für die Biodiversität der Stadt eine wichtige Rolle spielen.
Als Friedenspark wird der 1950 geschlossene ehemalige Neue Johannisfriedhof bezeichnet. Ab 1973 erfolgte die Beräumung der zahlreichen historisch bedeutenden Grabdenkmale. Einige wenige wurden auf dem erhaltenen Alten Johannisfriedhof aufgestellt, dem über Jahrhunderte zentralen Begräbnisplatz der Stadt. Zu den Parkfriedhöfen der Stadt gehören der Südfriedhof und der Ostfriedhof.
Im Osten von Leipzigs Stadtteil Grünau befindet sich der 1913 vollendete und seit 1984 öffentlich zugängliche Robert-Koch-Park mit der Robert-Koch-Klinik als Außenstelle des städtischen Klinikums St. Georg.
In den letzten Jahren entstanden neue Parkanlagen auf dem Gelände des ehemaligen Eilenburger Bahnhofs (Lene-Voigt-Park) und am Karl-Heine-Kanal in Plagwitz (Stadtteilpark Plagwitz).

#### Botanischer Garten

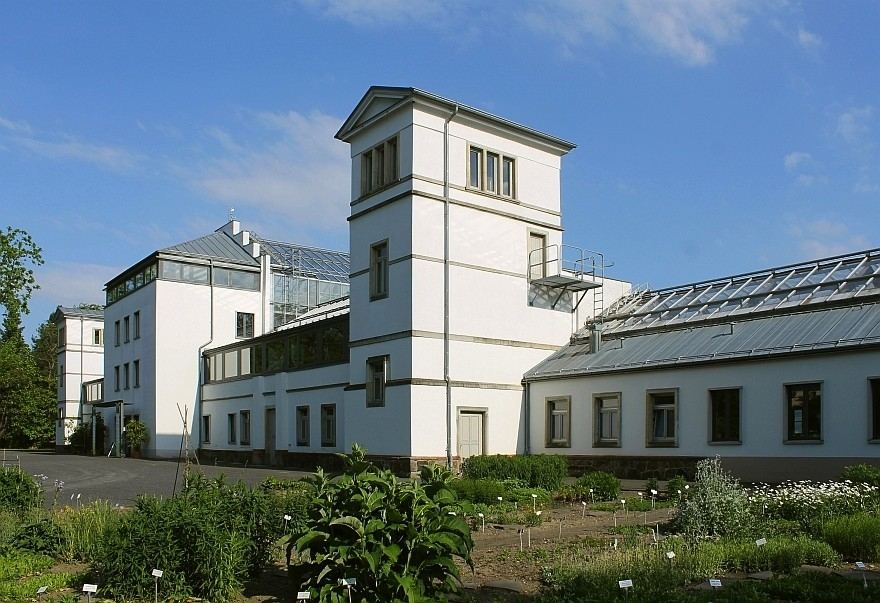
Botanischer Garten, Nordfassade des Altbaus (2015)

Der Botanische Garten der Universität Leipzig beheimatet auf einer Fläche von 3,5 Hektar etwa 10.000 verschiedene Arten. Er ist der älteste Botanische Garten Deutschlands und gehört zu den ältesten weltweit. In seiner Geschichte, die bis zur Mitte des 16. Jahrhunderts zurückreicht, wurde der Standort des Botanischen Gartens dreimal im Stadtgebiet verlegt. Er befindet sich an der Linnéstraße im Ortsteil Zentrum-Südost, angrenzend an den Friedenspark.

#### Tierparks

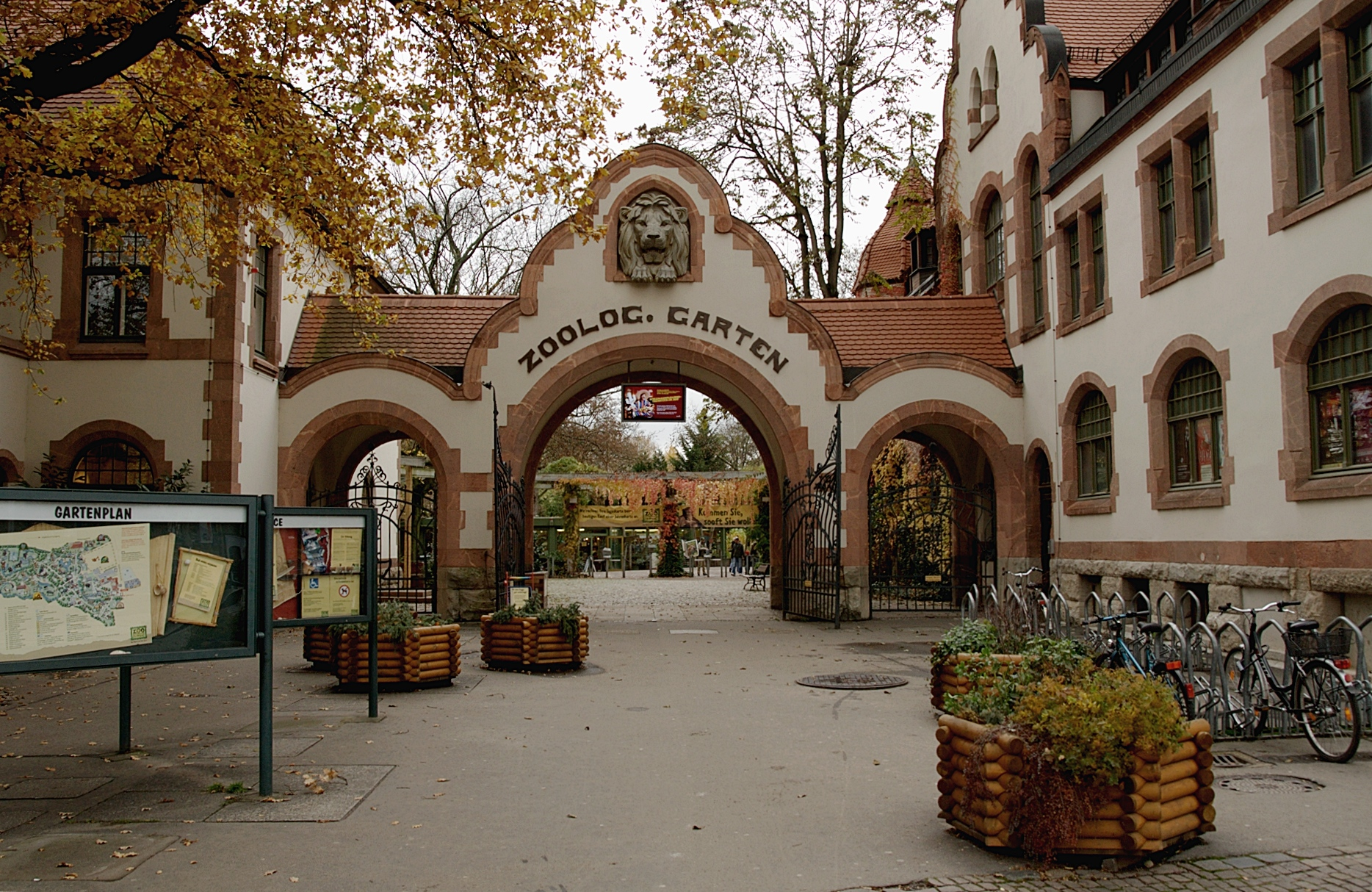
Eingang zum Zoo Leipzig (2009)

Der Zoologische Garten Leipzig ist eine 26 Hektar große parkartig gestaltete Grünanlage nordwestlich der Leipziger Altstadt, in der etwa 900 Tierarten gehalten und präsentiert werden. Er grenzt an das Rosental, einen Stadtpark.
Der Leipziger Zoo wurde am 9. Juni 1878 eröffnet und ist mit seinen vielen historischen Bauten einer der traditionsreichsten in Deutschland. Er war einst berühmt für seine Löwen- und später auch Tigerzucht, für die er seither das Internationale Zuchtbuch führt. Er beherbergt viele seltene Tierarten wie Baikalrobben, Moschustiere, Okapis oder Sepikwarane. Die wöchentliche Doku-Soap Elefant, Tiger & Co. des Mitteldeutschen Rundfunks machte den Zoo seit 2003 in ganz Deutschland bekannt. Eine der charakteristischen Backsteinanlagen ist die Bärenburg. Sie war Schauplatz vieler Zuchterfolge, ist aber längst veraltet. Noch in den 1990er Jahren war der Zoo stark sanierungsbedürftig und entsprach kaum mehr moderner Tierhaltung. Daher wird er seit einigen Jahren zu einem Zoo der Zukunft umgebaut, was ursprünglich 2014 abgeschlossen sein sollte. Die zwei größten Bauprojekte dabei waren die 2001 eröffnete weltgrößte Menschenaffenanlage Pongoland (als Teil des Wolfgang-Köhler-Primaten-Forschungszentrum) und Europas größte Tropenhalle Gondwanaland, in der seit 2011 Tiere und Pflanzen der Kontinente Asien, Südamerika und Afrika gezeigt werden. Ende 2011 kündigte die Zooleitung an, dass der Masterplan zum Umbau des Zoos überarbeitet wird. Die weiteren Baumaßnahmen sollen nunmehr bis zum Jahr 2020 erfolgen – Schwerpunkte sollen die Bereiche Asien und Südamerika sein.
Der Wildpark Leipzig ist ein Naturpark im Süden der Stadt. Die Tiere des Parks kommen größtenteils aus der europäischen Region, gezeigt werden zum einen Rot-, Dam-, Reh-, Muffelwild, aber auch Elche, Wisente, verschiedene Vogelarten und Füchse, Wildkatzen, Hermeline, Marder und Waschbären. Am Zuchtprogramm für den gefährdeten europäischen Nerz nimmt der Wildpark teil. Demnächst soll ein Erlebnispfad mit Wolfsgehege erstellt werden.

### Bauwerke
In Leipzig befinden sich einige bedeutende Gebäude aus den Epochen der letzten Jahrhunderte. Leipzig war ein Zentrum des bürgerlichen Barocks und wurde vor allem in der Gründerzeit und im letzten Viertel des 19. Jahrhunderts durch viele öffentliche Gebäude des Historismus ergänzt. Leipzig besitzt einen vergleichsweise hohen Anteil an Gebäuden des Jugendstils. Außerdem befinden sich Gebäude der Vor- und Nachkriegsmoderne in Leipzig.

#### Sakralbauten
Eine Zusammenfassung aller Kirchen findet sich unter Liste der Kirchengebäude in Leipzig. Ausführliche Beschreibungen der Sakralbauten finden sich unter Kirchen in Leipzig, Ehemalige Kirchen in Leipzig und Synagogen in Leipzig.

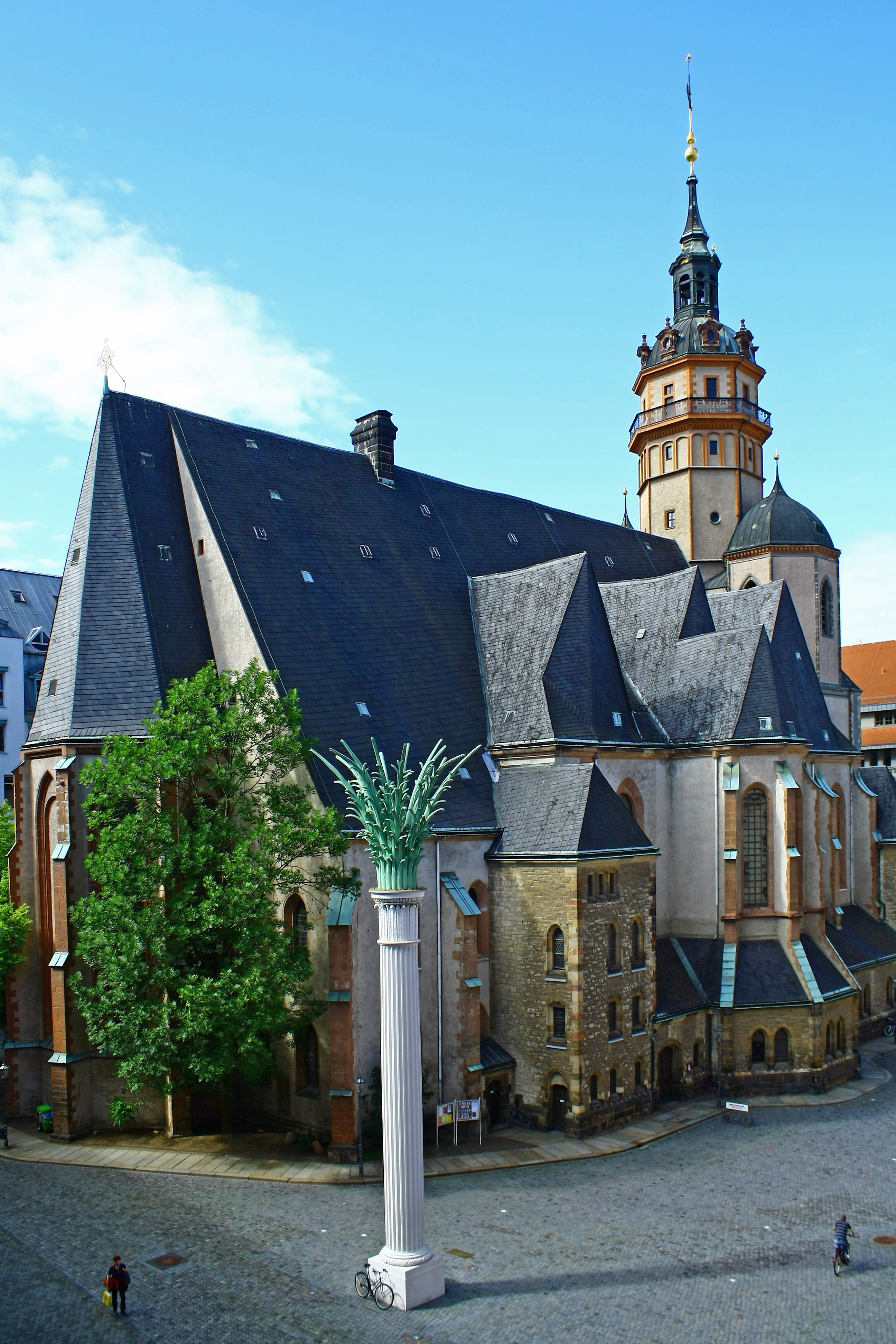
Nikolaikirche mit Denkmal Nikolaisäule zur Friedlichen Revolution 1989 (2010)

In der Innenstadt befinden sich zwei sehr bekannte Kirchenbauten. Die Thomaskirche war die Wirkungsstätte von Johann Sebastian Bach und wird noch durch Aufführungen des Thomanerchors belebt. Das gotische Bauwerk stammt größtenteils aus dem späten 15. Jahrhundert.
Die Nikolaikirche war einer der wichtigsten Orte der Friedensgebete und Ausgangspunkt der Montagsdemonstrationen in Leipzig, einem wesentlichen Bestandteil der politischen Wende in der DDR. Sie wurde ab 1165, dem Jahr der Vergabe des Stadtrechts, im romanischen Stil errichtet und im Spätmittelalter zu einer gotischen Hallenkirche umgestaltet. Unmittelbar neben der Nikolaikirche befindet sich die Alte Nikolaischule.

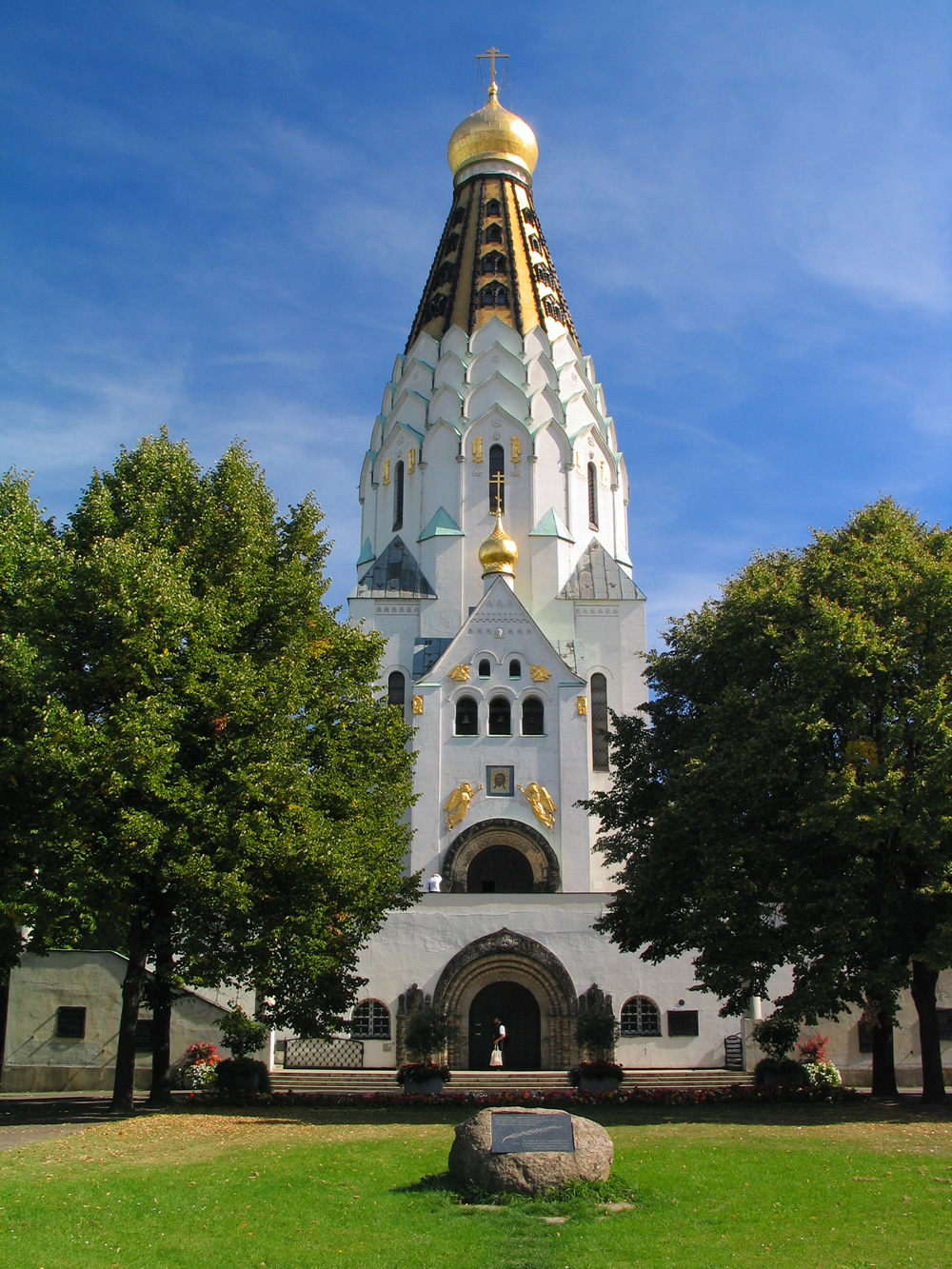
Russische Gedächtniskirche (2005)

Zum Gedächtnis der russischen Gefallenen während der Völkerschlacht bei Leipzig entstand 1913 die Russische Gedächtniskirche im sogenannten Nowgoroder Stil russisch-orthodoxer Kirchen.

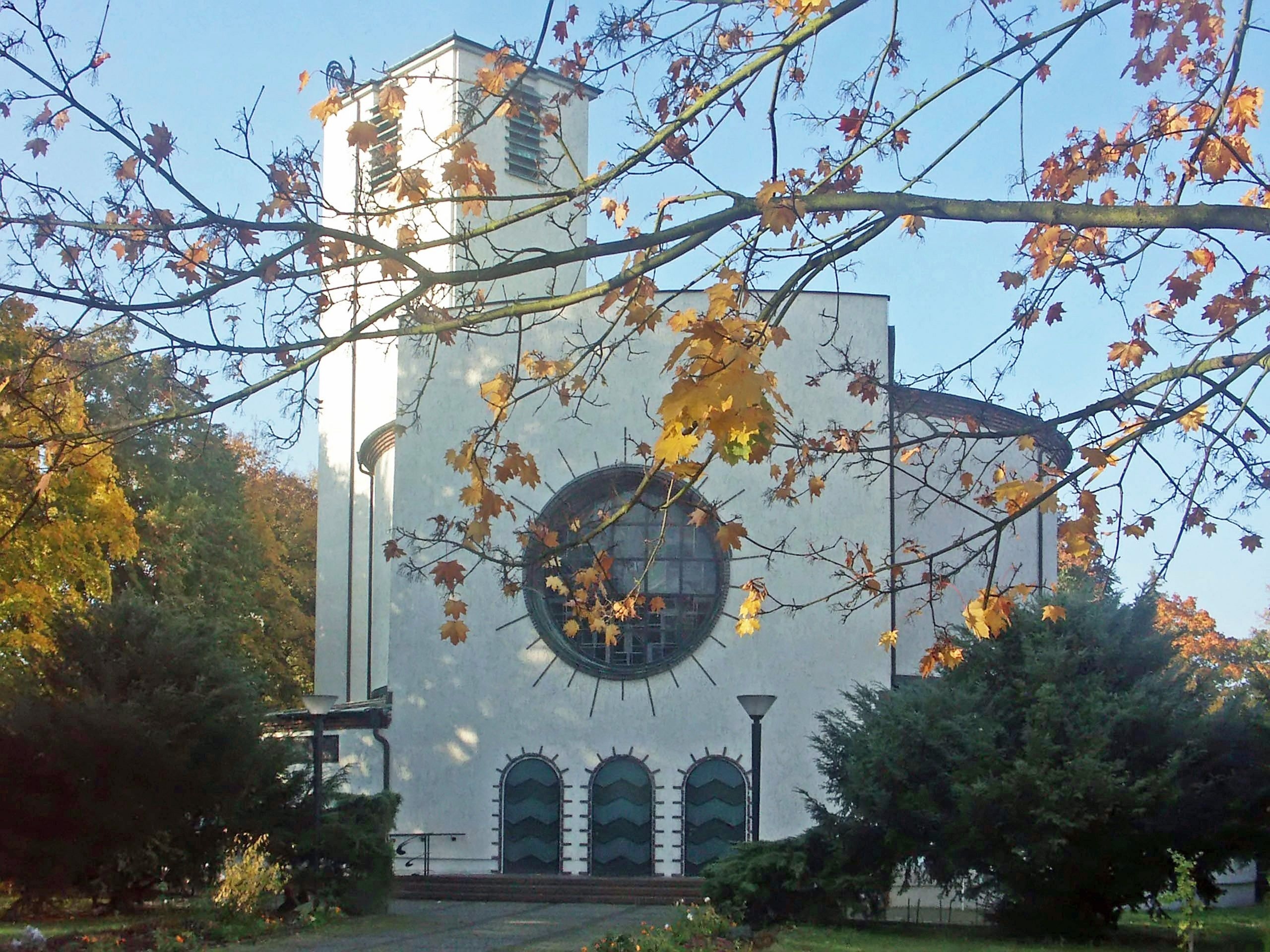
St.-Bonifatius-Kirche (2008)

In Leipzig sind zwei bedeutende Kirchenbauten der klassischen Moderne zu finden: die Versöhnungskirche in Gohlis-Nord und die Bonifatiuskirche in Connewitz. Die 1932 geweihte Versöhnungskirche zählt zu den wichtigsten Zeugnissen sakraler Architektur im Stile des Neuen Bauens in Deutschland. Die St.-Bonifatius-Kirche gilt als wichtigster katholischer Kirchenneubau zwischen den beiden Weltkriegen in Sachsen. Der Rundbau im Stil des Art déco wurde 1929/30 zur Erinnerung an die im Ersten Weltkrieg gefallenen Mitglieder des Katholischen Kaufmännischen Vereins errichtet.

#### Historische Gebäude

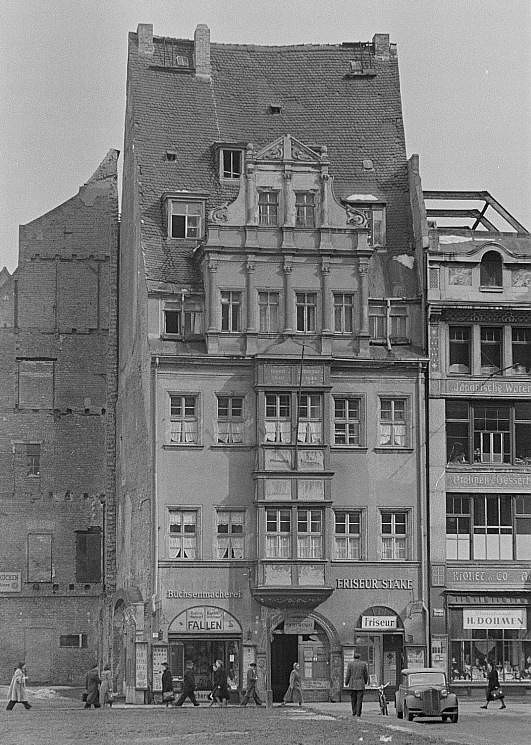
Ein Großteil der Altstadt Leipzigs innerhalb des Innenstadtrings überstand den Zweiten Weltkrieg. Jedoch wurden einige wertvolle Bauten während der DDR-Zeit abgerissen, wie 1968 Deutrichs Hof (im Bild). Das Grundstück ist eine Brache.

Die Innenstadt Leipzigs besteht aus sehr wechselvollen Ansichten. Im Herzen der Stadt dominiert das Alte Rathaus, ein Renaissancebau aus den Jahren 1556/57. Bemerkenswert ist, dass dieses nicht den damaligen Regeln gemäß axialsymmetrisch in der Frontansicht aufgebaut, sondern im Goldenen Schnitt geteilt ist. Der aus der Mittelachse gerückte Rathausturm galt als architektonische Avantgardeleistung der damaligen Zeit und stand mit dem dadurch verursachten Wirbel und Aufruhr für das städtische Selbstbewusstsein und das typische Leipziger Bestreben, stets einen eigenen, unabhängigen Weg zu wählen und zu behaupten.
Sein Erbauer, Hieronymus Lotter, Stadtbaumeister, Ratsherr und Bürgermeister, errichtete die Alte Waage am Marktplatz sowie wesentliche Teile der Stadtbefestigung. So konstruierte er die noch erhaltene Moritzbastei, die zwischen 1551 und 1554 erbaut wurde. Sie galt als Meisterwerk der Festungsbaukunst und uneinnehmbar. Im Dreißigjährigen Krieg wurde sie jedoch von schwedischen Truppen überrannt. Vorher befand sich in unmittelbarer Nähe die Pleißenburg, die bereits im Schmalkaldischen Krieg im 16. Jahrhundert beschädigt und teilweise geschleift wurde. Das Neue Rathaus befindet sich auf den Resten der Pleißenburg. Es ist mit seinem 114 Meter hohen Hauptturm eines der größten Rathausgebäude weltweit. Mit dem starken Wachstum Leipzigs im 19. Jahrhundert benötigte die Stadtverwaltung dieses größere Bauwerk, das 1905 fertiggestellt wurde.
Ein großer Teil der Innenstadt wird durch ehemals von der Leipziger Messe genutzte Handelshöfe – prachtvolle Kaufmannshäuser mit charakteristischen Passagen – dominiert. Die Passagen wurden ursprünglich angelegt, um den Kutschen in den engen Innenhöfen das Wenden zu ersparen. Der älteste noch erhaltene Handelshof ist Barthels Hof; weitere mittlerweile restaurierte sind Specks Hof oder Stentzlers Hof. Sie dienten hauptsächlich zur Ausrichtung von Handelsmessen. Das Städtische Kaufhaus und der Handelshof waren die ersten Mustermessehäuser der Stadt. Andere Handelshäuser wie Auerbachs Hof wurden bereits Anfang des 20. Jahrhunderts in Ladenstraßen umgewandelt, als sich der Rückzug der Leipziger Messe aus der Innenstadt mit dem Bau des Messegeländes abzeichnete. Auf dem Gelände von Auerbachs Hof befindet sich die prachtvollste Passage Leipzigs, die nach mailändischem Vorbild von 1912 bis 1914 errichtete Mädlerpassage. Hier befindet sich Auerbachs Keller, durch Goethes Faust weltberühmt geworden.

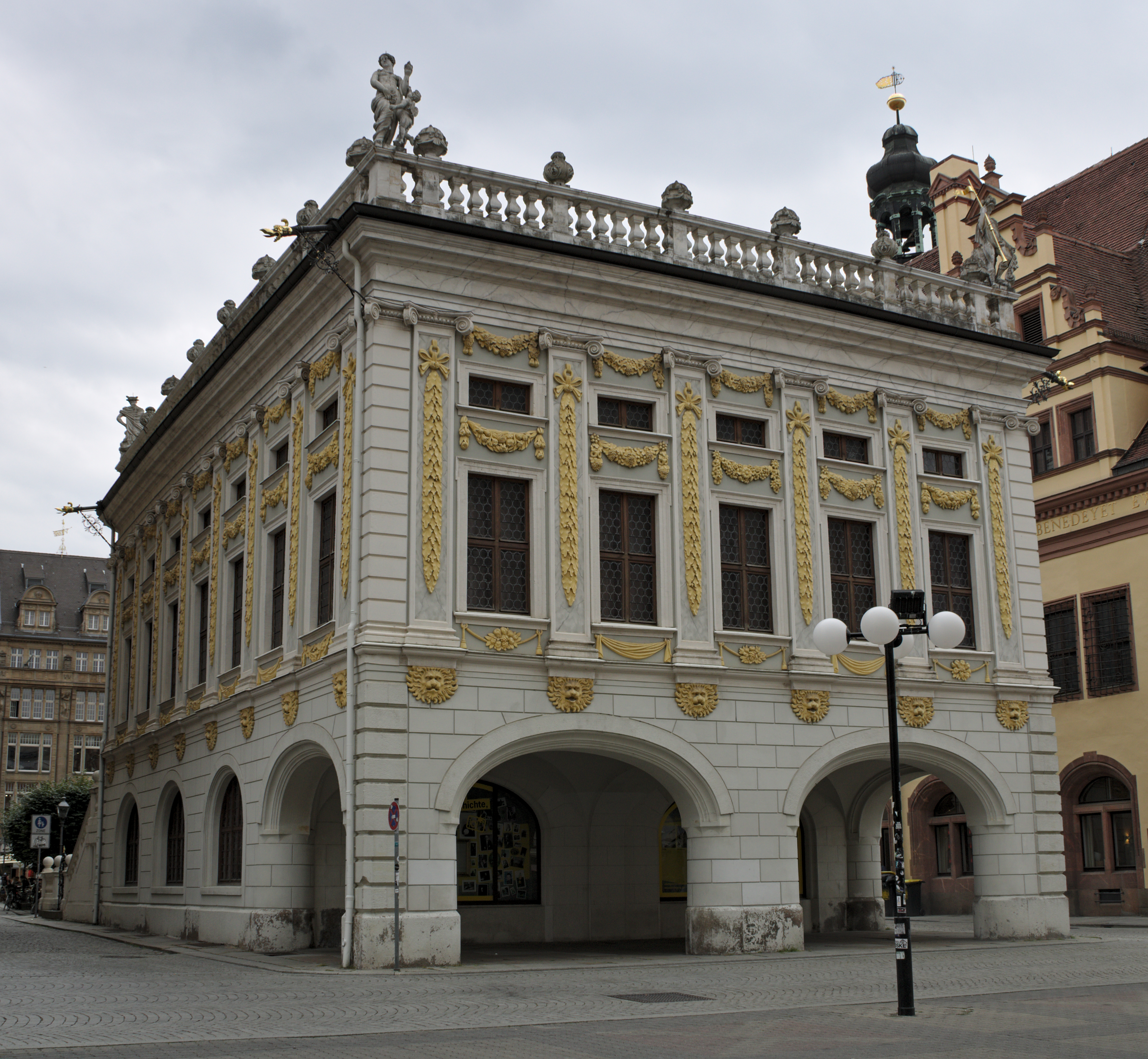
Die Alte Börse zu Leipzig

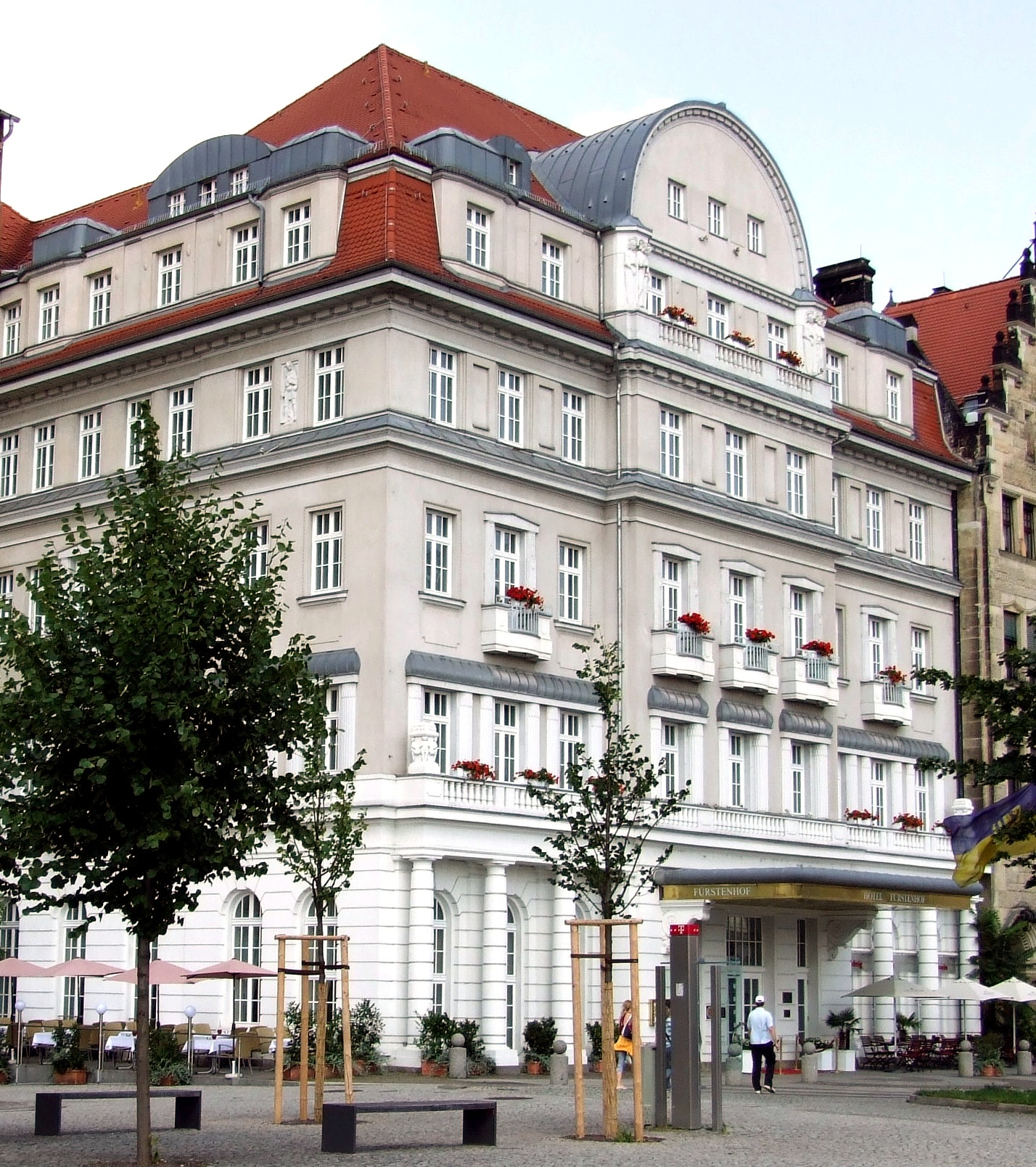
Hotel Fürstenhof

In Leipzig gibt es noch viele Gebäude des bürgerlichen Barock, die in der wohlhabenden Kaufmannsstadt etwa zeitgleich mit den Gebäuden des kurfürstlichen Barock in Dresden entstanden. Unmittelbar hinter dem Alten Rathaus, am Naschmarkt, befindet sich die im Barockstil errichtete Alte Börse, die einstmals als Versammlungsgebäude der Leipziger Kaufmannschaft diente. Wohlhabende Bürger erbauten Stadtpalais in der kompakten Innenstadt wie das Fregehaus, das Romanushaus und das Königshaus, das bis ins 19. Jahrhundert als Gästehaus des Stadtrates für hochrangige Besucher diente. Teilweise bestanden die Gebäude schon vorher und wurden im 18. Jahrhundert umgebaut. In Randlage der Stadt entstand das Gohliser Schlösschen ebenfalls als barockes Bauwerk in bürgerlichem Besitz.
An Aufenthalte und Wirkungsstätten von berühmten Personen erinnern einige Gebäude in Leipzig. So befindet sich östlich der Innenstadt das Mendelssohn-Haus, in dem Felix Mendelssohn Bartholdy, der als Komponist am Gewandhaus wirkte, bis zu seinem Tod lebte. Friedrich Schiller verbrachte 1785 einige Monate in Leipzig beziehungsweise im damals noch außerhalb der Stadtgrenzen gelegenen Gohlis. Dort befindet sich das Schillerhaus, das eigentlich ein Bauernhaus ist. Dort arbeitete Schiller unter anderem an dem Gedicht An die Freude, das später von Ludwig van Beethoven in seiner 9. Sinfonie vertont wurde.

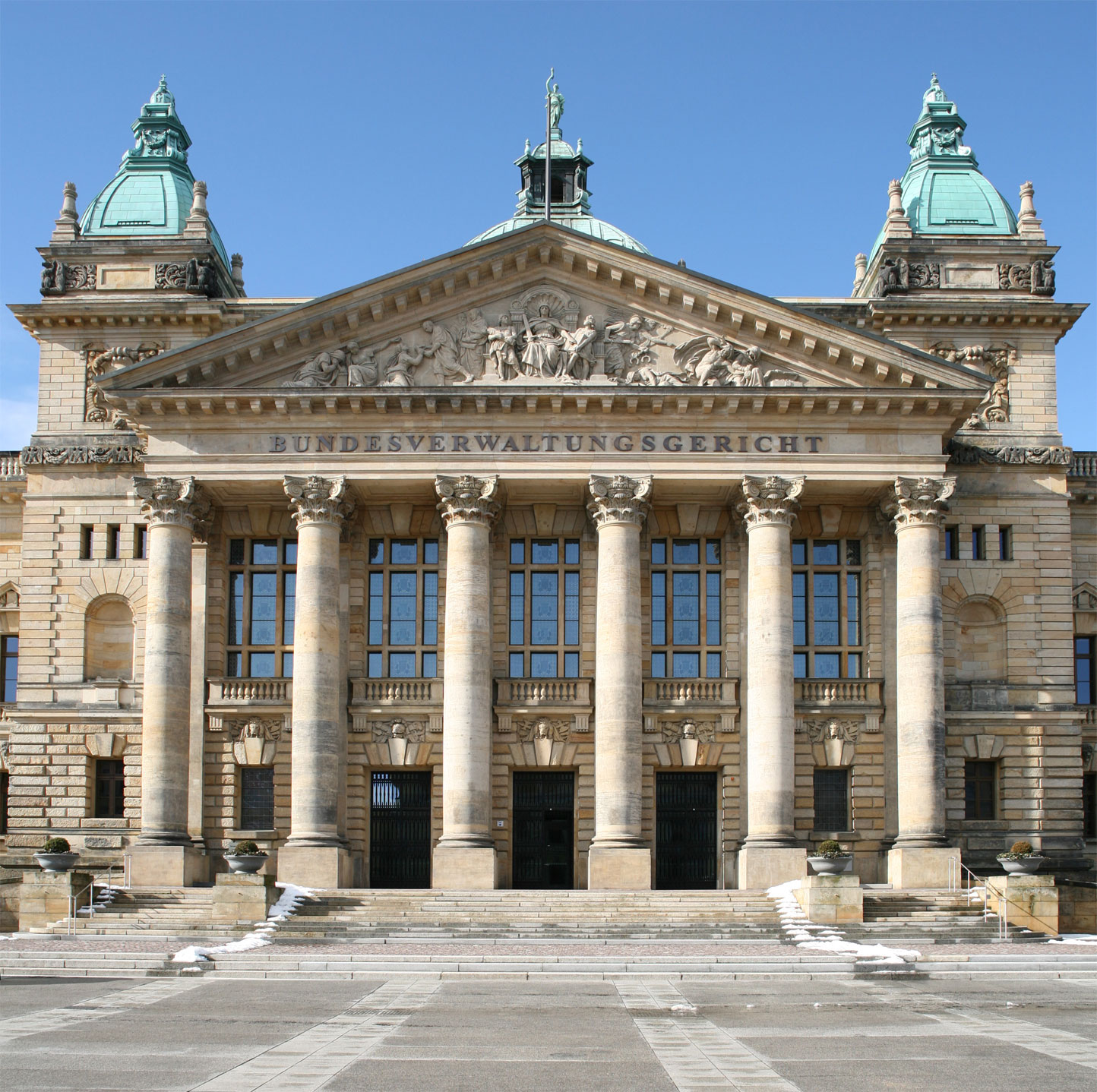
Das historistische Portal des Reichsgerichtsgebäudes

Leipzig besitzt einige bedeutende Gebäude des Historismus.
Die Ähnlichkeit des Reichsgerichtsgebäudes, das von 1888 bis 1895 erbaut wurde, mit dem Reichstagsgebäude in Berlin ist nicht zu verkennen. Beide orientieren sich an Motiven der italienischen Renaissance und sollen über ihre monumentale Wirkung das gefestigte Deutsche Reich verkörpern.
Die Deutsche Bücherei markiert am Ende des Vorkriegshistorismus einen Übergang zur Moderne. Ähnlich wie beim Deutschen Hygienemuseum bleiben die Formen monumental und aufragend; die Auffüllung der Fassade wurde aber vergleichsweise sachlich angelegt. Oskar Pusch entwarf neben der Bücherei das neoklassizistische Achilleion auf dem Messegelände Leipzigs. Das Gebäude der Universitätsbibliothek Albertina ist als Bauwerk der Neorenaissance mit einem mittigen Eingangsportal stark symmetrisch konzipiert. Der Mendebrunnen ist die größte Zierbrunnenanlage in Leipzig und wurde 1883 im Stil des Neobarock erbaut. Das Grassimuseum wurde 1925 bis 1929 in einem Stil mit Anklängen an Art déco und Neue Sachlichkeit als einer der wenigen deutschen Museumsneubauten in der Zeit der Weimarer Republik errichtet.

#### Monumentalarchitektur

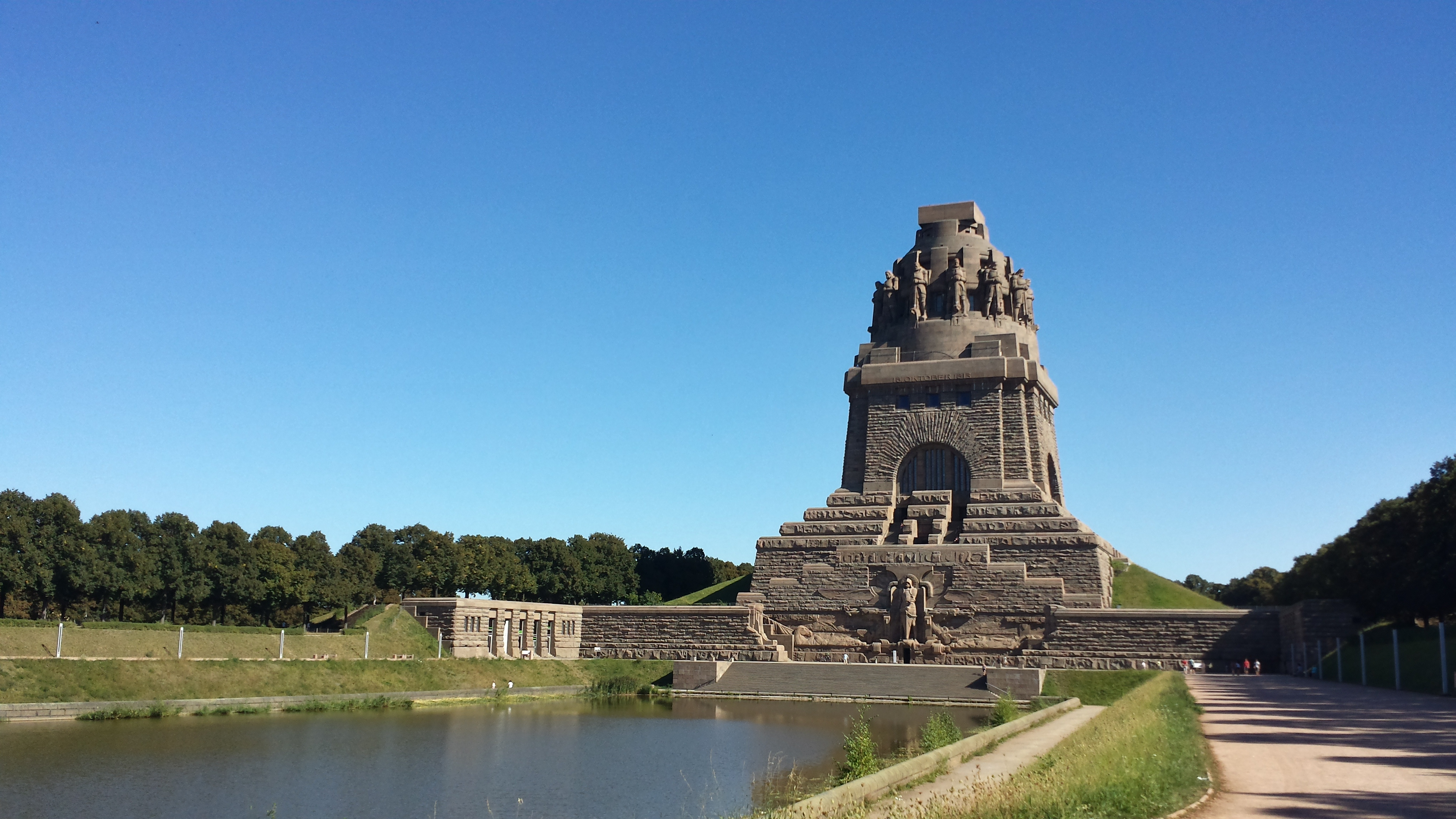
Völkerschlachtdenkmal (2016)

Das Völkerschlachtdenkmal als eines der bekanntesten Wahrzeichen der Stadt wurde ab 1898 als Mahn- und Denkmal an die Völkerschlacht 1813 errichtet. Eingeweiht wurde es 1913 anlässlich des 100. Jahrestages der Schlacht. Seine Architektur ist über klassische Motive stark symbolbehaftet und wirkt durch seine Höhe von 91 Metern und der Stärke der Wände und Säulen monumental. Zusammen mit den Hochhäusern am Innenstadtring, dem Turm des Neuen Rathauses, dem Hotel „The Westin Leipzig“, dem Hochhaus der Leipziger Sparkasse in Löhrs Carré und den Kirchen im Stadtzentrum bestimmt es die Stadtsilhouette von Leipzig.

#### Moderne und zeitgenössische Architektur

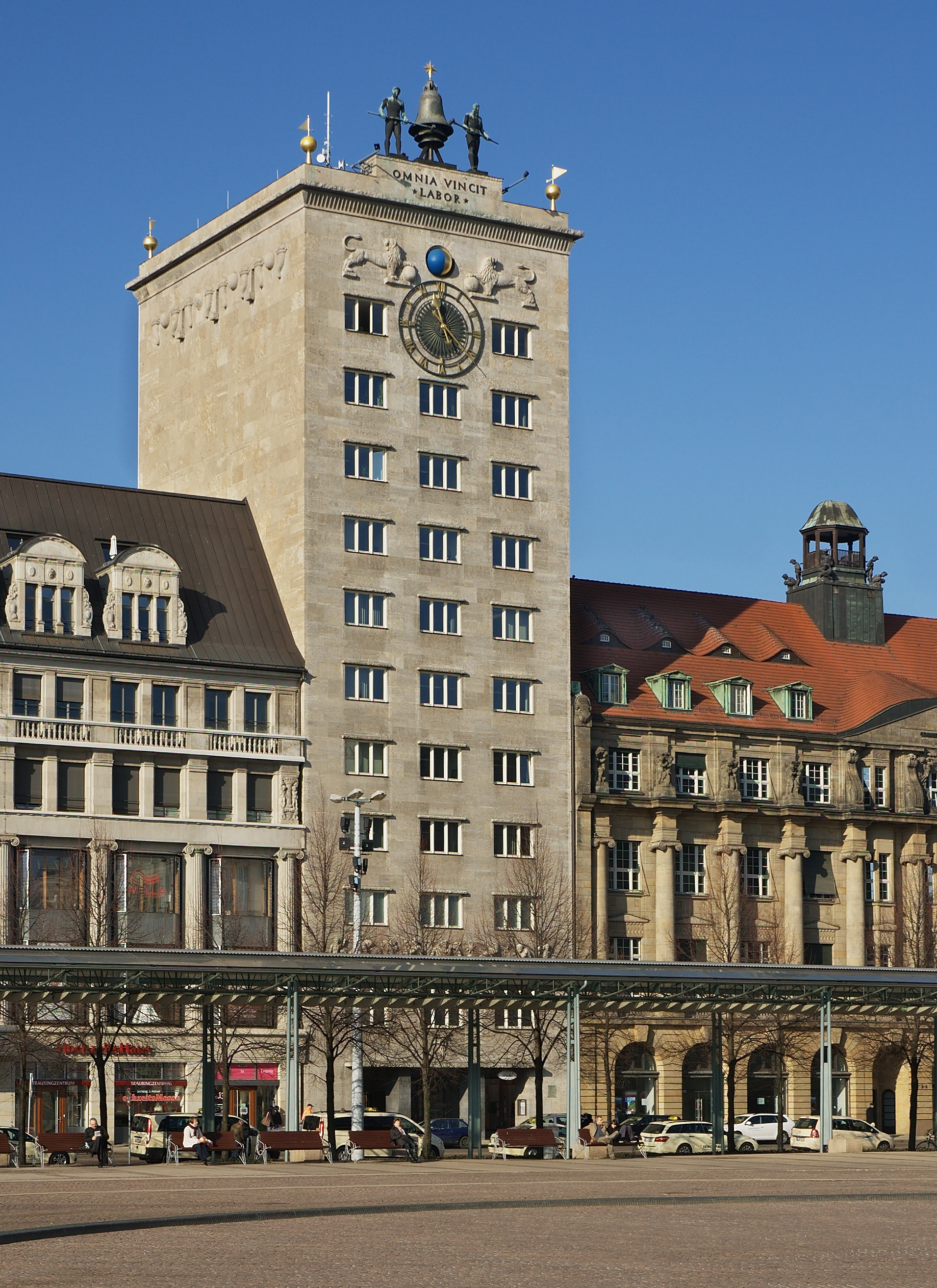
Das Krochhochhaus von 1928 war das erste Hochhaus Leipzigs.

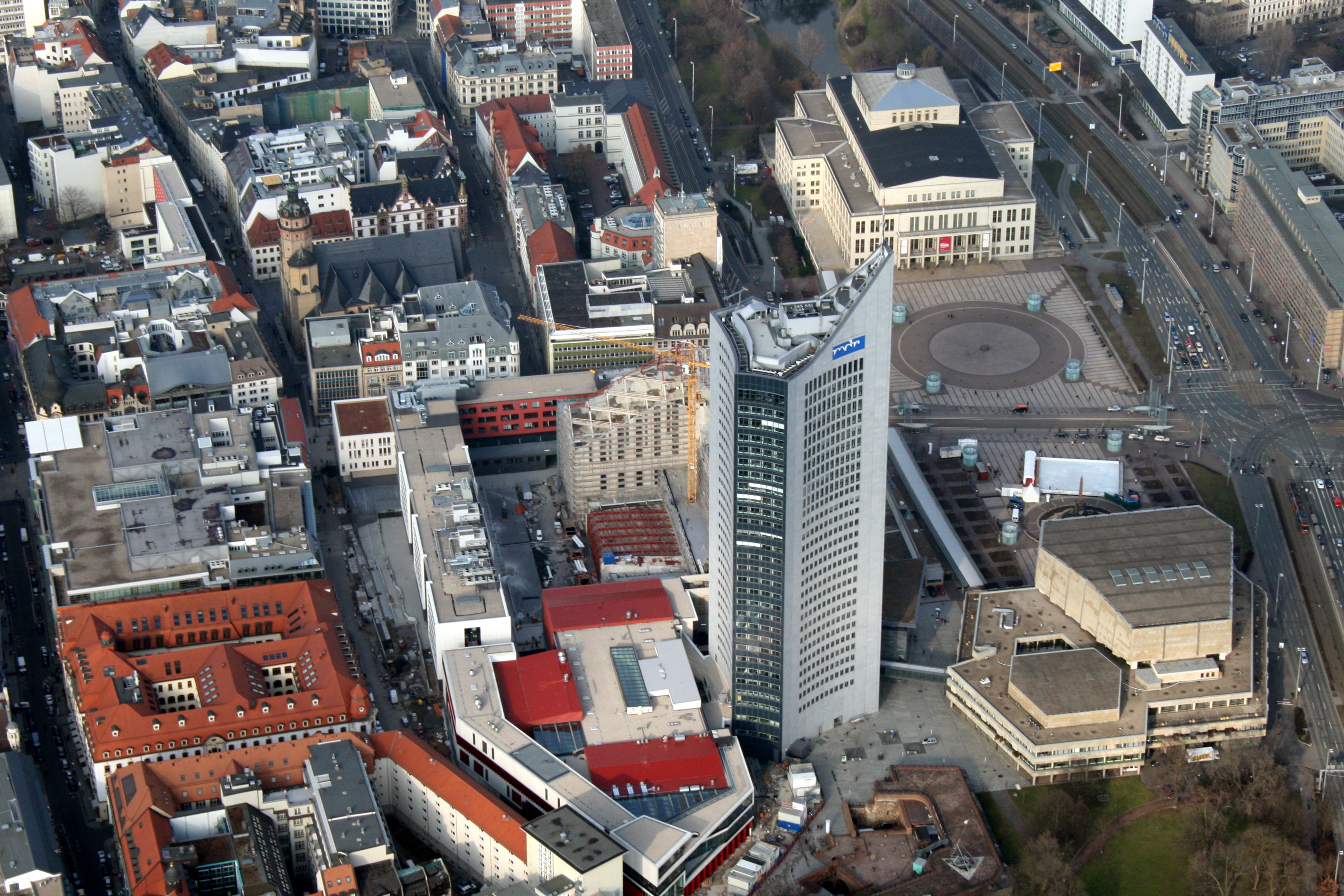
Das Cityhochhaus mit Augustusplatz

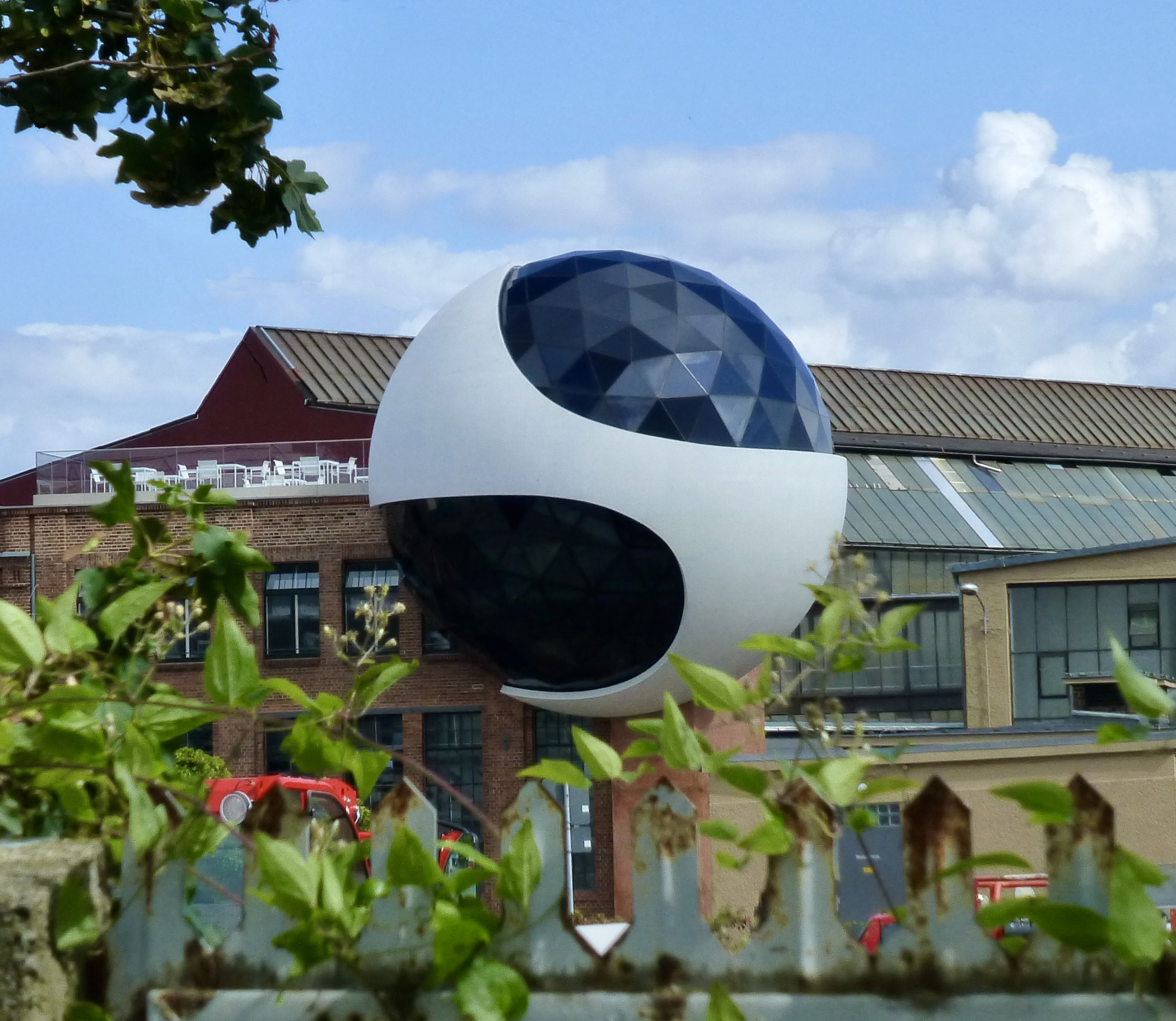
Niemeyer-Kugel (2020)

Leipzigs Architektur der Moderne ist vor allem durch Hochhäuser geprägt. Das Krochhochhaus entstand 1927/28 als erstes Hochhaus in Leipzig in Stahlbetonskelettbauweise und gehört zu den wenigen erhaltenen Gebäuden der Vorkriegsmoderne. Der schlicht gestaltete schlanke, etwa 50 Meter hohe Turm mit markantem Glockenspiel wurde dem Uhrenturm (Torre dell’Orologio) in Venedig nachempfunden. Unweit davon überragt das City-Hochhaus mit seinen 142 Metern (155,40 m Gesamthöhe mit Antennenträger) weithin die Innenstadt. Es wurde von 1968 bis 1972 als Sektionsgebäude für die Universität erbaut und trägt durch seine Form als aufgeschlagenes Buch eine eindeutige Symbolik. Es war bis 1972 das höchste Gebäude in Deutschland, als es vom Jenaer Uniturm abgelöst wurde.
1972 wurde das 95 Meter hohe (106,8 m Gesamthöhe) Wintergartenhochhaus mit 31 Etagen am Hauptbahnhof als höchstes Wohngebäude Leipzigs eingeweiht. Ein weiteres architektonisch bedeutsames hohes Gebäude am östlichen Innenstadtring ist das 1928/29 im Stil der Neuen Sachlichkeit errichtete 53 Meter hohe Europa-Hochhaus an der Südostseite des Augustusplatzes, nach dem Krochhochhaus das zweite in Leipzig gebaute Hochhaus. Das Europa-Haus war Ausgangsbau des 1927 vom damaligen Stadtbaurat Hubert Ritter vorgelegten, jedoch nie verwirklichten Ringcity-Konzeptes. Dieses sah vor, die Innenstadt durch eine moderne Randbebauung mit mehreren Hochhäusern über den im 19. Jahrhundert angelegten Promenadenring hinweg zu erweitern und damit den kompakten Altstadtkern durch die Schaffung damals dringend benötigter neuer Gewerbeflächen zu entlasten und dessen historische Bebauung zu bewahren.
Am Augustusplatz, der östlichen Grenze der Innenstadt, befinden sich das Neue Gewandhaus und das Opernhaus. Beide sind moderne Neubauten, die an der Stelle von im Zweiten Weltkrieg zerstörten Kulturhäusern errichtet wurden. Das Opernhaus wurde zwischen 1956 und 1960 am Ort des Vorgängerbauwerks errichtet und nimmt dessen spätklassizistische Formen vereinfacht auf. Der Bau gilt durch seine Verbindung von Tradition und Moderne als ein Musterbeispiel der DDR-Architektur jener Zeit. Das am Standort des ehemaligen Städtischen Museums erbaute Neue Gewandhaus war der einzige vollwertige Konzertsaalneubau der DDR und gehörte zu ihren aufwändigsten Bauprojekten. Auffällig ist die hohe Glasfront, auf die ein massiver Betonsims gesetzt ist. Mit dem Neubau moderner Kulturhäuser wurde in Leipzig ein anderer Weg gewählt als in Berlin und Dresden, wo Konzerthaus und Semperoper detailgetreu wiederaufgebaut wurden. Dies hatte neben Kostenaspekten konzeptionelle Gründe, da der damalige Karl-Marx-Platz in seiner Gesamtheit ein von sozialistisch geprägten Gestaltungsgrundsätzen geprägtes Antlitz erhalten sollte.
Auch der nördliche Innenstadtring wird durch zwei Hochhäuser flankiert. Das knapp 70 Meter hohe Hochhaus Löhrs Carré (Sitz der Sparkasse Leipzig/Sachsen Bank) und das 96 Meter hohe Hotel „The Westin Leipzig“ bilden hier ein Ensemble. Die Dominante der Ringbebauung im Südwesten der City ist der 115 Meter hohe Turm des Neuen Rathauses, der zugleich der höchste Rathausturm Deutschlands ist.
Eine zeitgenössische architektonische Besonderheit ist die sogenannte Niemeyer-Kugel, erbaut 2020 nach einem Entwurf des Star-Architekten Oscar Niemeyer am ehemaligen Kirow-Werk im Ortsteil Neulindenau. Die Betonkugel beherbergt ein Restaurant und Café mit Bar.

#### Verkehrs- und Industriebauwerke

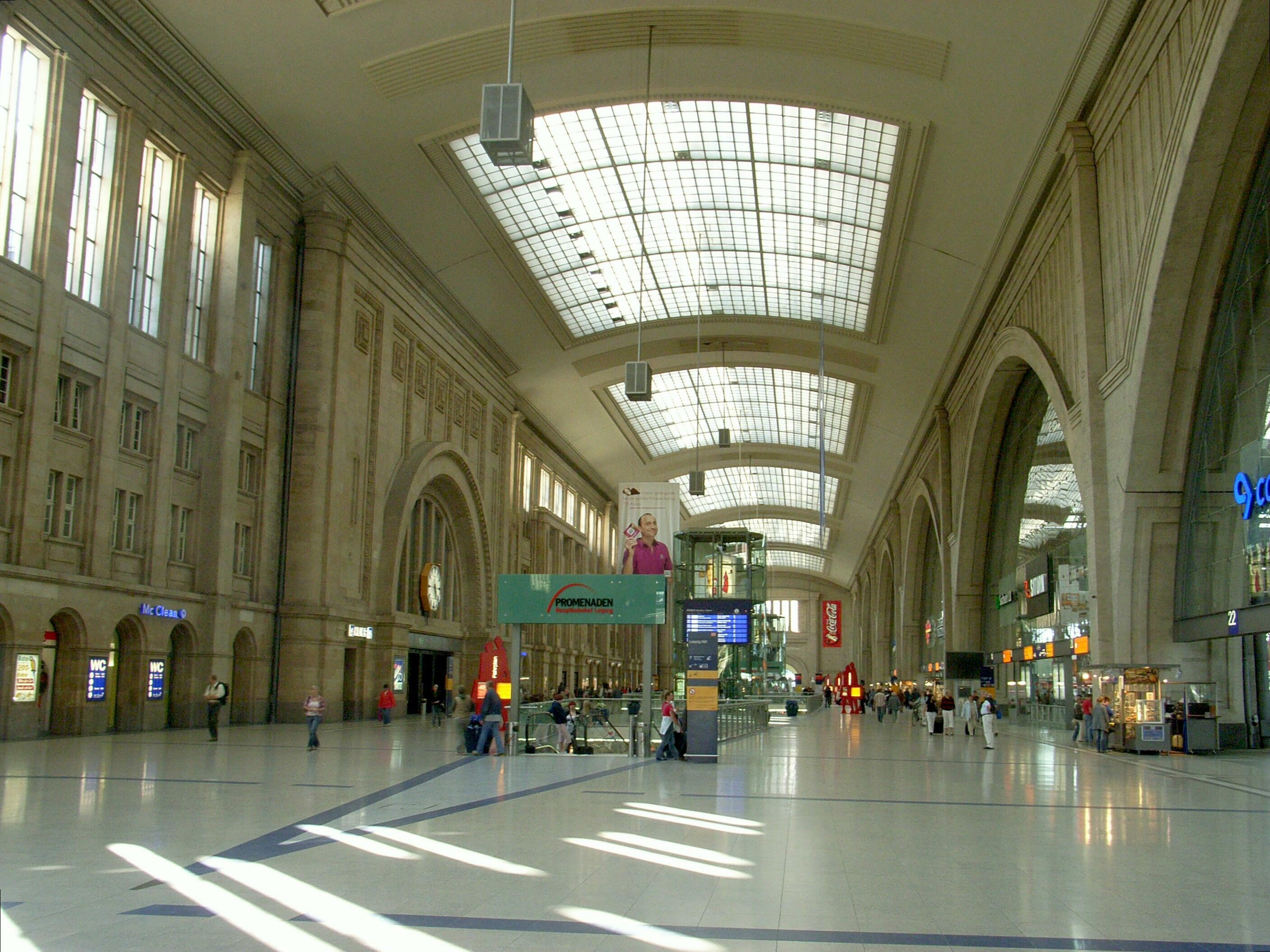
Der Querbahnsteig des Hauptbahnhofs

Leipzig wird von einer Ringeisenbahn umgeben, an die sich zwei Kopfbahnhöfe anschließen. Beide Bahnhöfe, der Hauptbahnhof und der Bayerische Bahnhof sind durch den City-Tunnel verbunden. Der Hauptbahnhof gilt als der größte Kopfbahnhof Europas. Er steht mit einer fast 300 Meter breiten historistischen Fassade an der Grenze der Innenstadt und birgt dahinter zwei große Empfangshallen. Diese sind entstanden, weil der Bahnhof früher in einen sächsischen und einen preußischen Teil aufgeteilt war, wobei jeder seine eigene Empfangs- und Wartehalle hatte. Insgesamt verfügt der Bahnhof über sechs Bahnsteighallen. Er wurde bis 1997 aufwendig restauriert und am Querbahnsteig um ein Einkaufszentrum ergänzt. Südlich vor der Innenstadt liegt der bis 1844 errichtete Bayerische Bahnhof, der älteste erhaltene Kopfbahnhof Deutschlands. Markantes Merkmal des Bahnhofs ist der viertorige Portikus für die Eisenbahn.
Die Buntgarnwerke in Plagwitz sind Deutschlands größtes Industriedenkmal aus der Gründerzeit mit über 100.000 Quadratmetern Geschossfläche. Im Süden liegen die Leipziger Großmarkthallen, scherzhaft „Kohlrabizirkus“ genannt. Sie beherbergen eine Eislaufbahn und werden als Veranstaltungshalle genutzt.

#### Höchste Bauwerke

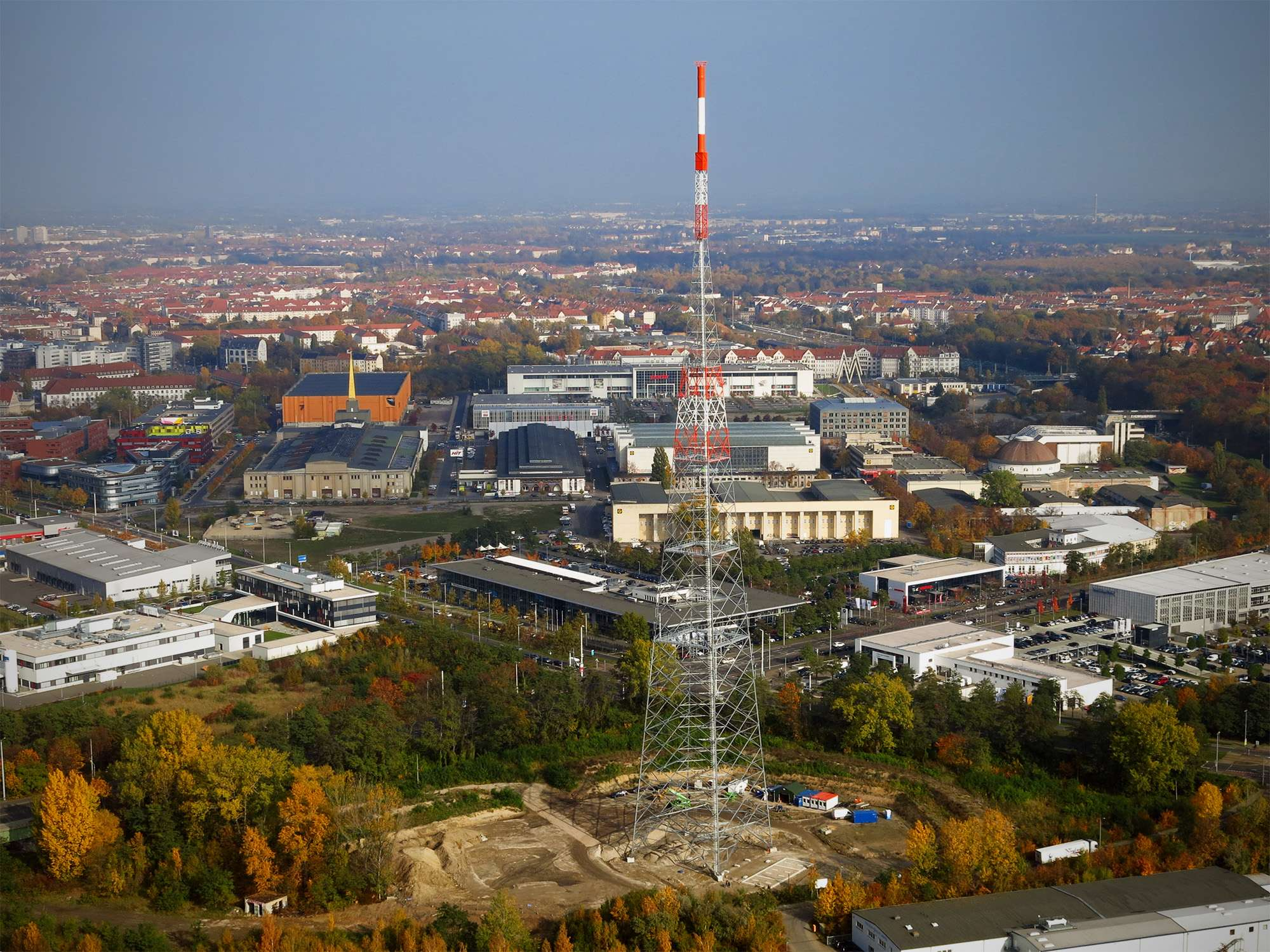
Funkturm Leipzig (2015)

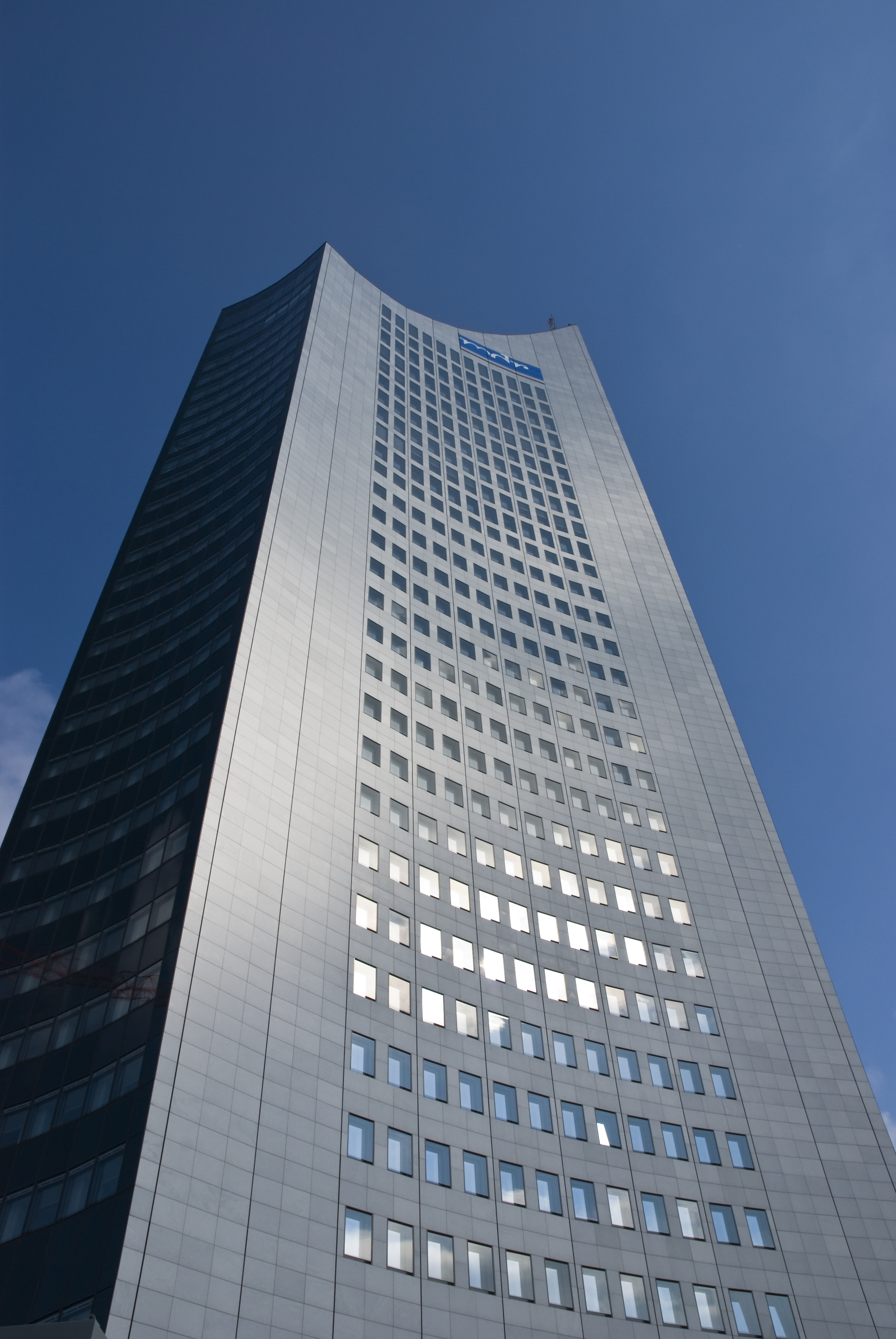
City-Hochhaus (2007)

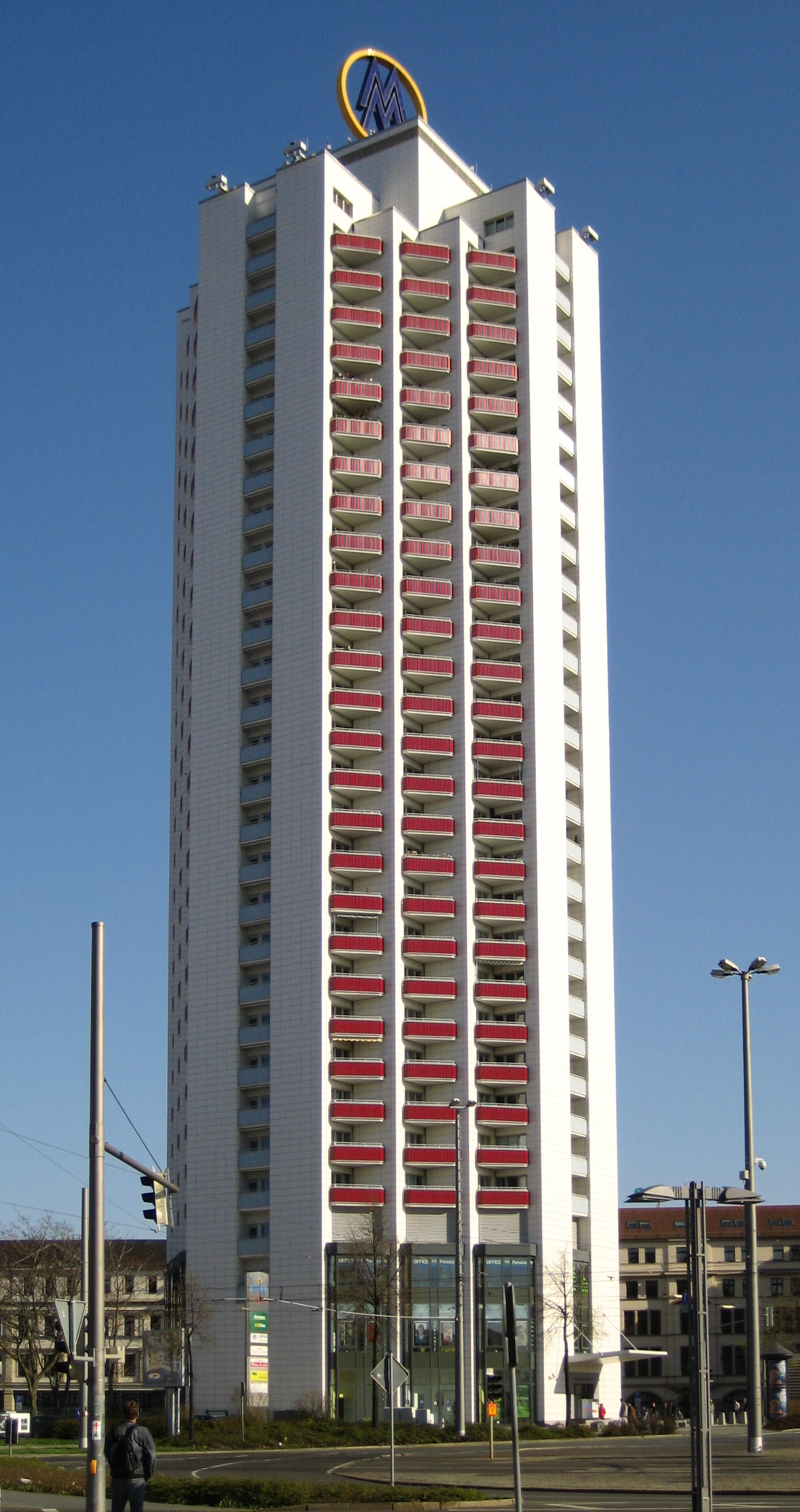
Wintergartenhochhaus (2010)

| Bauwerk                                                                     | Gesamthöhe | Anmerkungen |
| --------------------------------------------------------------------------- | ---------- | --- |
| Schornstein Stahl- und Hartgusswerk Bösdorf (SHB) Knautnaundorf             | 205 m      | außer Betrieb |
| Funkturm Leipzig                                                            | 191 m      | in Betrieb seit Mai 2016 |
| 4 Windkraftanlagen des BMW-Werkes                                           | 190 m      | 140 m hohe Hybrid-Türme plus Rotoren mit 100 m Durchmesser |
| Schornstein des ehemaligen Heizkraftwerkes Süd (ehemaliger DVB-T-Sendeturm) | 170 m      | Der außer Betrieb befindliche Schornstein erhielt 2005 auf seiner Krone einen 20 m hohen Antennenträger. Dieser wurde Mitte 2016 entfernt. Der Schornstein wurde am 10. September 2023 gesprengt. |
| Schornstein des Heizkraftwerks Leipzig-Nord                                 | 156 m      | zum Zeitpunkt der Fertigstellung 1929 höchster Kamin Europas, 1995 abgerissen |
| City-Hochhaus (Uniriese)                                                    | 155,4 m    | Gebäudehöhe 142,5 m plus Antennenträger |
| Fernmeldeturm der Telekom                                                   | 132 m      | |
| Turm des Neuen Rathauses                                                    | 115 m      | höchster Rathausturm Deutschlands |
| Wintergartenhochhaus                                                        | 106,8 m    | Gebäudehöhe 96 m plus Doppel-M der Leipziger Messe auf dem Dach |
| Hotel The Westin Leipzig                                                    | 105 m      | Gebäudehöhe 95 m plus Antennenträger |
| Völkerschlachtdenkmal                                                       | 91 m       | größtes Denkmal Europas |
| Turm der Peterskirche                                                       | 88 m       | höchster Kirchturm der Stadt |
| Messeturm                                                                   | 85 m       | |
| MDR-Hochhaus                                                                | 75 m       | Gebäudehöhe 65 m plus Antennenträger |
| Hochhaus Löhr’s Carree                                                      | 71 m       | Sitz der Sachsen Bank und der Sparkasse Leipzig |
| Center Torgauer Platz                                                       | 63 m       | |
| Europahaus                                                                  | 56 m       | |

#### Brücken
Die Stadt Leipzig hat derzeit 479 Brücken und Stege. Dazu zählen gegenwärtig 180 Eisenbahnbrücken und 277 Straßenbrücken. Davon befinden sich 363 Brücken in städtischer Hand. Diese gliedern sich nach Bauwerksart in:
- 4 Aluminiumbrücken
- 12 Holzbrücken
- 19 Verbundbrücken
- 113 Stahlbrücken
- 215 Massivbrücken

Leipzig gehört damit zu den brückenreichsten Städten Deutschlands. Mit seiner Brückenanzahl liegt es nach Hamburg (ca. 2.400) und Berlin (ca. 1.600) auf einem der vorderen Plätze. Interessanterweise wird Leipzig oft mit Venedig verglichen, das „nur“ etwa 400 Brücken aufweist.
Mehrere Brückenbauprojekte sind in Leipzig aktuell in Planung oder Durchführung:
1. Die Zeppelinbrücke wird von Juli 2024 bis November 2026 umfassend erneuert.[219]
2. Die Georg-Schwarz-Brücken sollen ab November 2025 neu gebaut werden, mit einer geplanten Bauzeit bis 2031.[220]
3. Die Klingerbrücke, die als „Sorgenkind“ gilt, steht unter besonderer Beobachtung. Eine Sanierung ist für 2028 geplant.[221]

Diese laufenden und geplanten Projekte zeigen, dass Leipzig kontinuierlich in seine Brückeninfrastruktur investiert.

### Regelmäßige Veranstaltungen

#### Musik und Theater

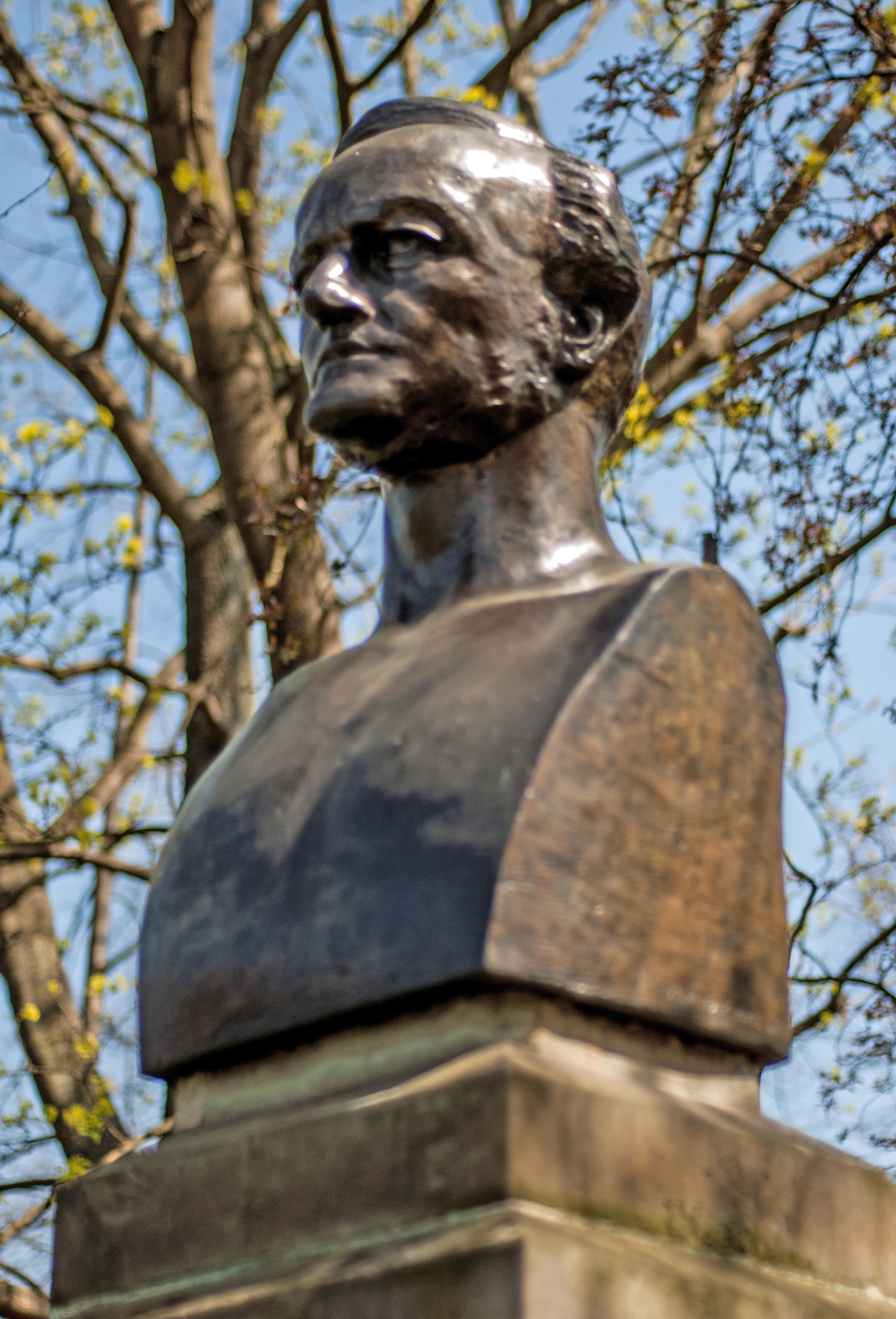
Wagner-Büste im Park am Schwanenteich

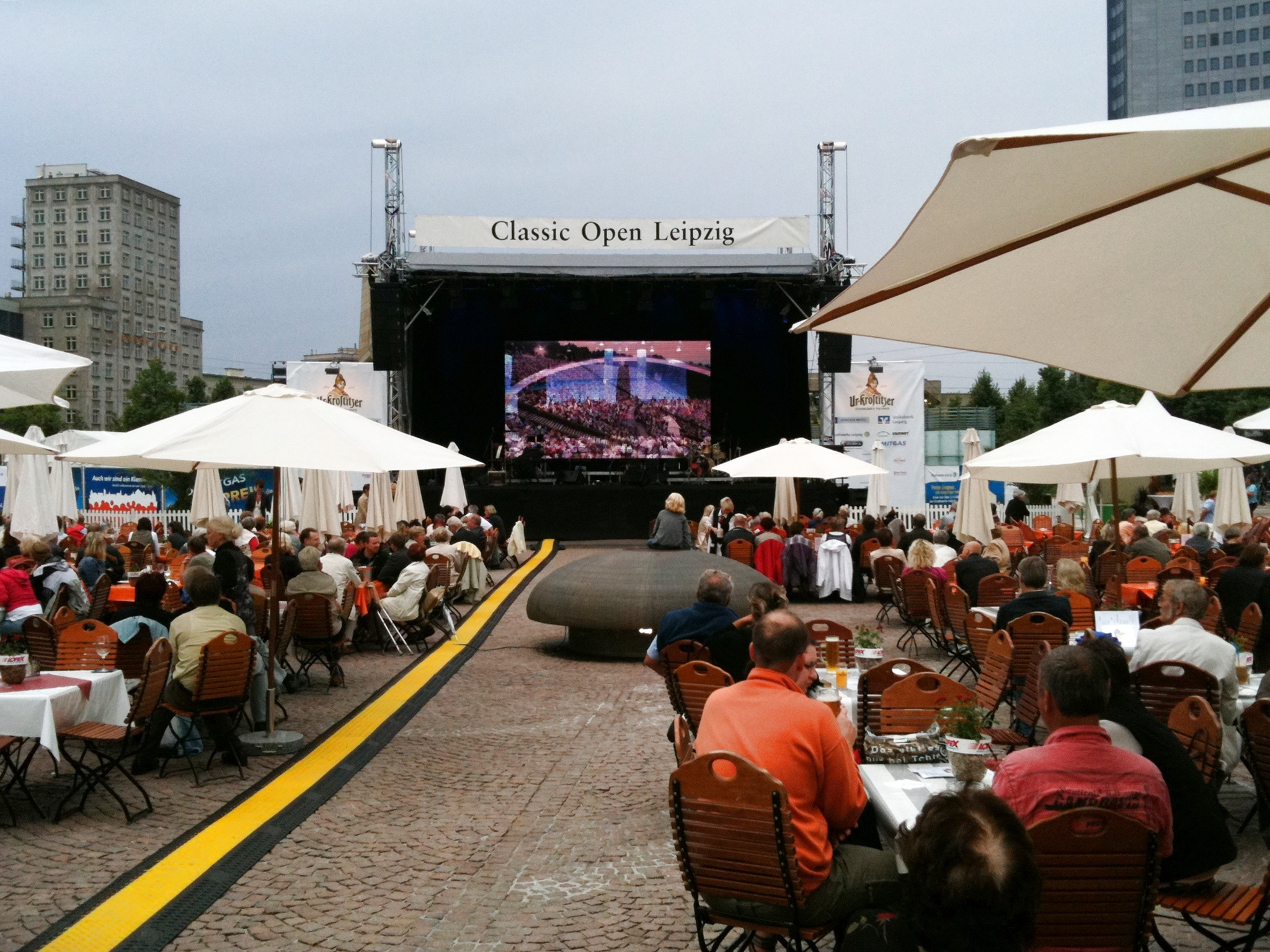
Classic Open auf dem Augustusplatz, 2010

Das Bachfest Leipzig ist ein Musikfestival, das erstmals 1908 stattfand. Seit 1999 wird es jährlich ausgerichtet und widmet sich ganz der Pflege der Werke von Johann Sebastian Bach. Bis 2016 wurden jährlich die Mendelssohn-Festtage Leipzig veranstaltet, die sich um das Erbe von Felix Mendelssohn Bartholdy in der Stadt kümmerten. Die Richard-Wagner-Gesellschaft Leipzig 2013 veranstaltet seit 2006 jährlich um den Geburtstag des Komponisten Richard Wagner herum die Wagner-Festtage Leipzig. Mit der Veranstaltung soll das Andenken an den Komponisten in seiner Heimatstadt verbessert werden. Der Robert-und-Clara Schumann-Verein veranstaltet in Gedenken der beiden jährlich die Schumann-Woche.
Das Internationale Kammermusikfestival Leipzig wird in Kooperation mit dem Gewandhaus seit 1996 im November durchgeführt. Innerhalb der Classic Open Leipzig finden seit 1995 im August Freiluftkonzerte und Videoübertragungen von Konzerten in der Leipziger Innenstadt statt. Bei der seit 1997 veranstalteten Konzertwoche Internationales Festival für Vokalmusik „a cappella“ treten jeweils im Mai international renommierte und Nachwuchskünstler dieses Genres auf. Im Oktober werden seit 1976 die Leipziger Jazztage veranstaltet. Sie widmen sich dem zeitgenössischen Jazz und werden vom Jazzclub Leipzig e. V. ausgerichtet.
Seit 2004 veranstaltet der Radiosender Energy Sachsen zweimal im Jahr die Energy Clubzone.
Courage zeigen ist ein seit 1998 am 30. April stattfindendes Rockkonzert vor dem Leipziger Völkerschlachtdenkmal, das als Antwort auf die Neonazi-Aufmärsche am 1. Mai entstand.
Seit 1991 findet jährlich im November das Festival euro-scene Leipzig statt. Es widmet sich dem experimentellen Theater und dem modernen Tanz. Die Lachmesse ist ein Europäisches Humor- und Satire-Festival, das seit 1991 jährlich im Oktober in Leipzig veranstaltet wird. Sie vergibt den mit 3500 Euro dotierten Kleinkunstpreis Leipziger Löwenzahn.

#### Feste und Märkte

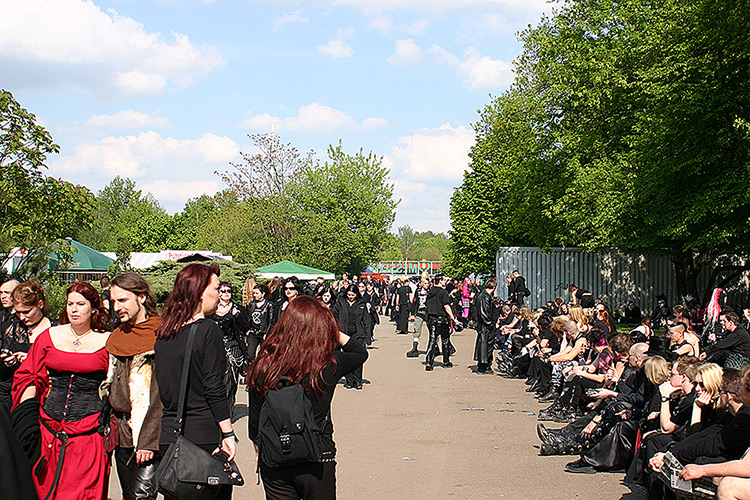
Wave-Gotik-Treffen, 2005

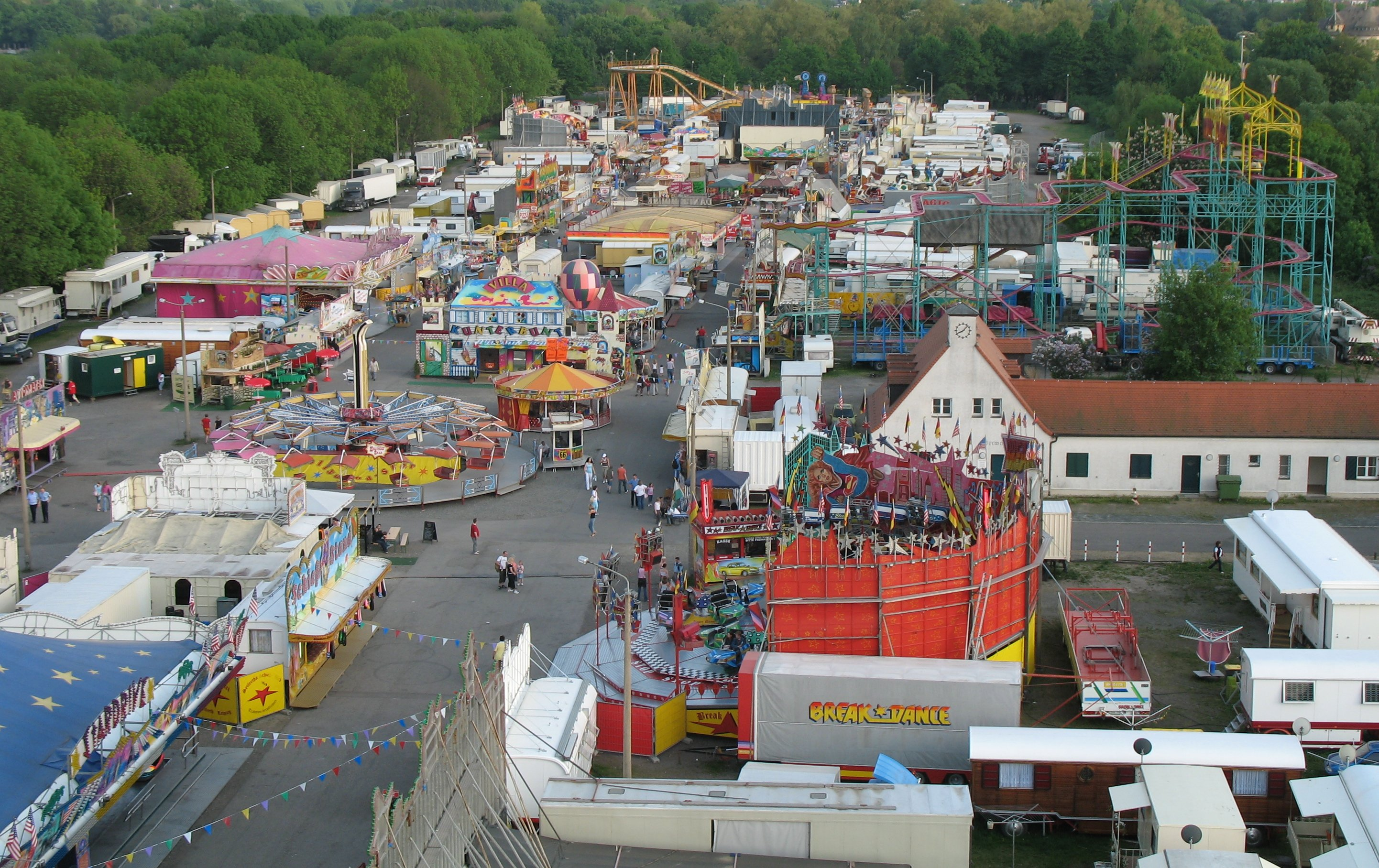
Frühjahrskleinmesse, 2006

Über Pfingsten ist Leipzig Austragungsort des viertägigen Wave-Gotik-Treffens (WGT), das seit 1992 stattfindet, derzeit regelmäßig bis zu 23.000 Besucher aus der Schwarzen Szene in die Stadt lockt und selbst szenefremde Besucher mit Veranstaltungen wie dem Wikingerlager im Rahmen des Heidnischen Dorfes und einem weiteren Mittelaltermarkt an der Moritzbastei erfreut.
Alljährlich richtet der Leipzig Tourist Service das Leipziger Stadtfest aus, das mit seinen über 300.000 Besuchern zu den zehn größten Open-Air-Veranstaltungen Deutschlands zählt. Die Leipziger Kleinmesse ist ein jetzt dreimal (früher zweimal) jährlich stattfindendes Volksfest, das 1907 als Ableger der Leipziger Messe entstand. Bis 1935 wurde es auf der sogenannten „Vogelwiese“ an der Alten Elster veranstaltet. 1936 erfolgte der Umzug an den Cottaweg, westlich des Elsterbeckens. Anfang 2009 wurde der Kleinmesseplatz jedoch erneuert, es entstand ein runder, gepflasterter Platz für Zirkus und Kleinmesse. Der Leipziger Weihnachtsmarkt ist einer der größten in den östlichen Bundesländern und wird seit 1767 ausgerichtet. Im Herbst findet die Interkulturelle Woche statt, hier werden zahlreiche Lesungen, Diskussionen, Konzerte usw. veranstaltet. Das Eröffnungskonzert findet in der Nikolaikirche statt und markiert gleichzeitig den Beginn der sachsenweiten Aktionswochen.
Die Saxonia International Balloon Fiesta war ein populäres Ballonfestival mit europäischer Beteiligung. Es fand jährlich Ende Juli in Leipzig statt und wurde von mehr als 130.000 Menschen besucht. Die erste Fiesta fand 1995 mit 5000 Besuchern und 100 Heißluftballonen in der sächsischen Kleinstadt Mügeln statt. 1996 wurde die Veranstaltung nach Leipzig in das Naherholungsgebiet an den Silbersee verlegt, da dieses außerhalb der offiziellen Flugkorridore liegt. Der Silbersee-Park liegt zwischen den urbanen Gebieten Lößnigs und der Braunkohlelandschaft des Leipziger Südraumes. Bei der Veranstaltung kämpften die Heißluftballone in den Kategorien Fuchsjagd, Weitflug und Keygrab.
Seit 2009 wird jährlich mit dem Lichtfest Leipzig der Montagsdemonstration vom 9. Oktober 1989 gedacht. An der ersten Veranstaltung nahmen 150.000 Menschen teil.
Der Karneval spielt im protestantischen Leipzig nur eine untergeordnete Rolle. Seit den 1950er Jahren entstand mit dem Leipziger Studentenfasching eine jährliche Veranstaltungsreihe. 1992 gründete sich das Förderkomitee Leipziger Karneval e. V. und richtet alljährlich einen Rosensonntagsumzug unter dem Motto Leila helau aus.

### Sport

#### Institute
Die Deutsche Hochschule für Körperkultur (DHfK) war in der DDR eine Sporthochschule, aus der zahlreiche Spitzensportler und -trainer hervorgingen. Das Forschungsinstitut für Körperkultur und Sport an der DHfK mit 20 Mitarbeitern entwickelte Doping-Substanzen und -methoden für das Zwangsdopingsystem. Die Einordnung der DHfK als Hochburg der Anabolika führte auch zur Schließung der Hochschule. 1993 wurde die Sportwissenschaftliche Fakultät der Universität Leipzig gegründet. Die Abkürzung „DHfK“ tragen noch die HSG DHfK und der SC DHfK im Namen. In Leipzig ist das Institut für Angewandte Trainingswissenschaft ansässig.

#### Stützpunkte
In der Stadt befindet sich zurzeit der Olympiastützpunkt Leipzig, in den mehrere Bundes- und Landesstützpunkte integriert sind. So gibt es Bundesstützpunkte in den Sportarten Kanu-Slalom, Kanu-Rennsport, Leichtathletik und Judo. Bundesstützpunkte für den Nachwuchs liegen beim Schwimmen, Turmspringen und Turnen der Frauen. Landesstützpunkte umfassen Volleyball der Männer, Handball der Frauen, Rudern und Ringen (Freistil). Des Weiteren existiert, neben dem Nachwuchsleistungszentrum von RasenBallsport Leipzig e. V., ein DFB-Talentestützpunkt an der Sportschule Egidius Braun.

#### Sportverbände
Neben dem Landessportbund Sachsen sind auch mehrere andere Landesverbände, wie der Sächsische Turn-Verband e. V., der Sächsische Fechtverband, der Sächsische Hockey-Verband, der Sächsische Kanu-Verband, der Sächsische Tennisverband, der Sächsische Fußball-Verband und der Rugby-Verband Sachsen in Leipzig angesiedelt.

#### Inklusion
2021 bewarb sich Leipzig als Gastgeber („Host Town“) für die Gestaltung eines viertägigen Programms für eine internationale Delegation der Special Olympics World Summer Games 2023 in Berlin. 2022 wurde die Stadt als Gastgeberin für Special Olympics Libyen ausgewählt. Damit wurde sie Teil des größten kommunalen Inklusionsprojekts in der Geschichte der Bundesrepublik mit mehr als 200 Host Towns.

#### Sportarten

##### Hand-, Volley- und Basketball
Der HC Leipzig (HCL) ist einer der erfolgreichsten Frauen-Handballclubs Deutschlands. Er war viermal Europapokal-Sieger, sechsmal Deutscher Meister, dreimal DHB-Pokalsieger und 13 Mal DDR-Meister.
Im Herrenhandball war die MTSA Leipzig (Militär-Turn-und Sportabteilung) in den 30er Jahren erfolgreich. 1936 wurde der Verein Deutscher Vizemeister. Die Feldhandballmannschaft errang weiterhin dreimal in Folge (1937, 1938 und 1939) den Deutschen Meisterschaftstitel. In der Nachkriegszeit setzte der Verein SC DHfK Leipzig Handball die Erfolgsserie fort. In den 1960er und 70er Jahren gewann er einmal den Europapokal der Landesmeister, den Vorläufer der EHF Champions League, sechsmal die DDR-Meisterschaft und zweimal die Turniermeisterschaft. Seit der Saison 2015/16 spielt die Mannschaft in der 1. Handball-Bundesliga.
Die 2009 neu gegründeten L.E. Volleys stiegen bis in die 2. Volleyball-Bundesliga auf.
Der Basketball-Verein Leipzig (BBVL) spielte zeitweise in der Basketball-Bundesliga der Damen. Die letzten Erfolge der Herrenteams wurden in DDR-Zeiten erzielt.

##### Fußball

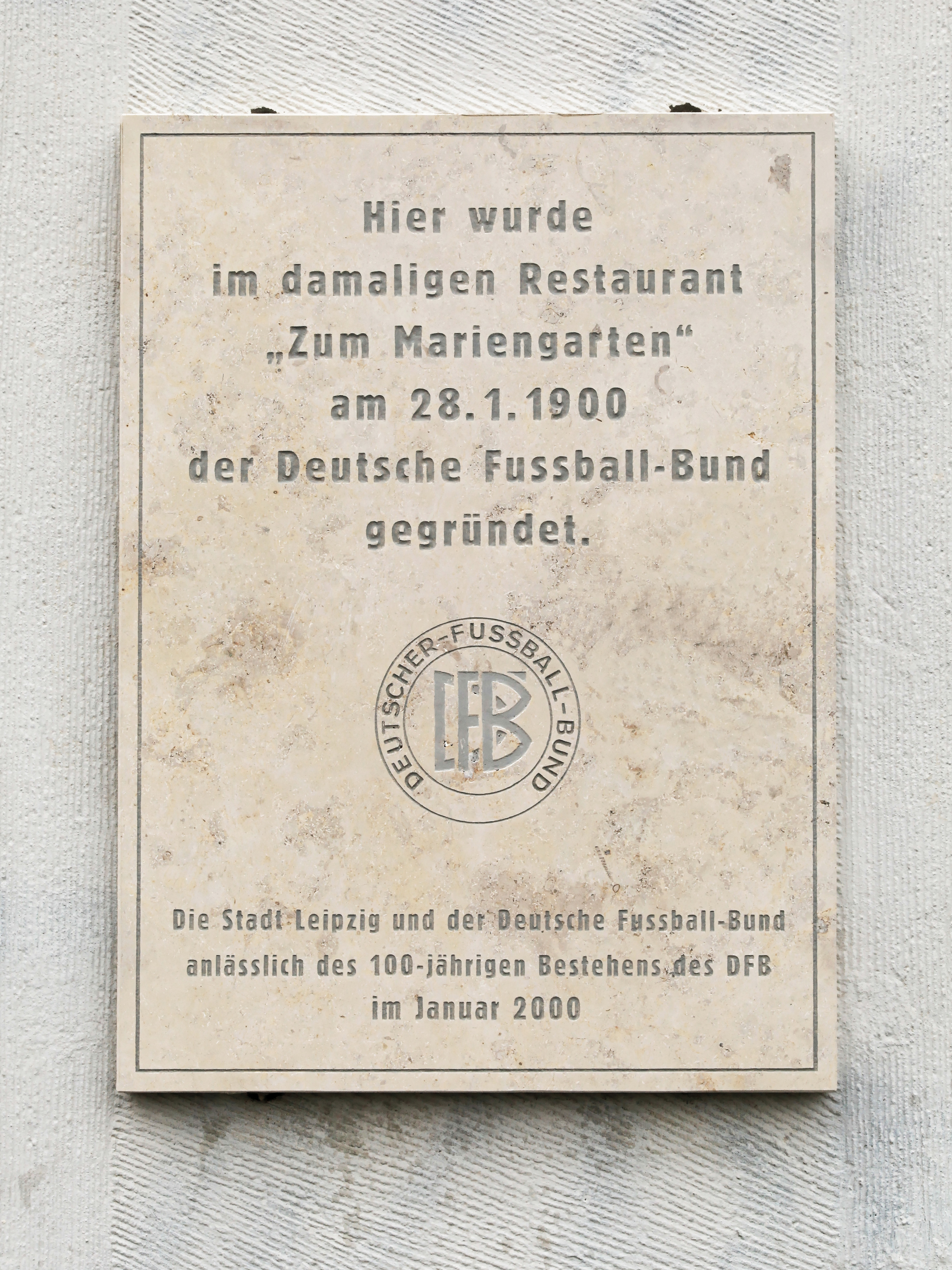
Gedenktafel anlässlich des 100-jährigen Bestehens des DFB an seinem Gründungsort (2015)

Leipzig hat eine lange und große Fußballtradition. Es war 1900 Gründungsort des Deutschen Fußball-Bundes (DFB). Die Gründungsversammlung des Deutschen Fußball-Bunds fand im Restaurant „Zum Mariengarten“ in der Karlstraße 10 (heute Büttnerstraße 10) statt.
Der VfB Leipzig war mit vier weiteren Leipziger Vereinen Gründungsmitglied des DFB. Bei der ersten deutschen Meisterschaft konnte sich der VfB Leipzig den Meistertitel sichern. In den Jahren 1906 und 1913 konnten sie erneut deutscher Meister werden. Nach dem Zweiten Weltkrieg wurde der Verein aufgelöst. Der DDR-Fußballclub 1. FC Lokomotive Leipzig, welcher 1966 gegründet wurde, gilt als Nachfolger des VfB Leipzig. Der Verein war DDR-Pokalsieger, dreimaliger DDR-Vizemeister und schaffte es 1987 bis in das Finale des Europapokals der Pokalsieger. Nach der Wiedervereinigung wollte der Verein an die ruhmreichen Zeiten des VfB Leipzigs anknüpfen und nannte sich 1991 in VfB Leipzig um. Wie der Vorkriegsverein entwickelte sich der VfB Leipzig zum Mehrspartenverein. In der Saison 1993/94 spielte der Verein in der Bundesliga und belegt in der ewigen Tabelle den vorletzten Platz. Im Jahr 2004 ging der Verein dann Konkurs, wurde aber nie aus dem Vereinsregister gelöscht. Als inoffizieller Nachfolgeverein wurde der 1. FC Lokomotive Leipzig gegründet und dieser spielt seit der Saison 2016/17 in der Regionalliga Nordost. Im Oktober fusionierte der 1. FC Lok mit dem VfB Leipzig und schloss damit die Traditionslücke.
Auch der zweite traditionsreiche Fußballverein der Stadt, die BSG Chemie Leipzig, hat eine wechselhafte Geschichte. Die DDR-Betriebssportgemeinschaft Chemie Leipzig konnte zweimal DDR-Meister werden und konnte zudem einmal den FDGB-Pokal (1966) gewinnen. Der Meistertitel von 1964 ging wegen des überraschenden Zustandekommens als „Leutzscher Legende“ in die DDR-Fußballgeschichte ein. Nach der Wende schlossen sich die BSG Chemie Leipzig und die BSG Chemie Böhlen zum FC Sachsen Leipzig zusammen, welcher 2011 nach zweifacher Insolvenz endgültig den Spielbetrieb einstellte. Bereits 1997 wurde die BSG Chemie Leipzig von Fans neugegründet und trat nach der Insolvenz die inoffizielle Nachfolge von Sachsen Leipzig an. Nachdem der Verein 2017/18 in der Regionalliga Nordost nicht den Klassenerhalt schaffen konnte, startete die Mannschaft in der Saison 2018/19 in der Staffel Süd Oberliga Nordost und schaffte dort den direkten Wiederaufstieg.
Im Mai 2009 wurde der Verein RB Leipzig gegründet. Dieser spielte mit der Oberliga-Lizenz des SSV Markranstädt und schaffte nach einer Saison in der Oberliga den Aufstieg in die Regionalliga. 2013 schaffte es RB Leipzig in die 3. Liga, 2014 den Aufstieg in die 2. Bundesliga und 2016 den Aufstieg in die 1. Bundesliga. RB Leipzig trägt seine Heimspiele seit der Saison 2010/11 in der Red Bull Arena, dem als Fußballstadion umgebauten ehemaligen Zentralstadion, aus. In der Saison 2017/18 spielte er erstmals in der Champions League.
Der FC International Leipzig oder kurz Inter Leipzig wurde erst 2013 gegründet. Der Verein konnte in der Saison 2013/14 in der Sachsenliga starten, da der Verein das Spielrecht des insolventen Vereins SV See 90 aus See bei Niesky übernehmen konnte. Seit der Saison 2015/16 spielt der Verein in der Südstaffel Oberliga Nordost. Obwohl es sich um einen Leipziger Verein handelt, trägt Inter Leipzig seine Heimspiele im Hafenstadion Torgau aus, da der Verein in Leipzig über kein Oberliga-taugliches Stadion verfügt.
Das Leipziger Zentralstadion wurde 1956 mit 100.000 Plätzen als größtes Stadion Deutschlands eröffnet. Der Zuschauerrekord liegt weit über dem Fassungsvermögen und datiert aus dem Jahr 1958 beim Spiel SC Wismut Karl-Marx-Stadt gegen 1. FC Kaiserslautern, bei dem 125.000 Zuschauer im Stadion waren. Dies ist der Zuschauerrekord für Fußballspiele in Deutschland. Zwischen 2000 und 2004 wurde innerhalb des alten Stadionwalls ein neues Fußballstadion mit 44.345 Plätzen gebaut. Es diente während der Fußball-Weltmeisterschaft 2006 als Austragungsort von Gruppenspielen und einer Achtelfinalpartie. Es ist das Heimstadion von RB Leipzig und wurde 2010 in Red Bull Arena umbenannt. Es gehört mit der Arena Leipzig, der Nordanlage (Leichtathletikanlage) und der Festwiese zum Leipziger Sportforum.
Das Bruno-Plache-Stadion in Probstheida war bei seiner Einweihung 1922 mit 40.000 Sitzplätzen das größte vereinseigene Stadion in Deutschland und ist Spielstätte des 1. FC Lokomotive Leipzig. Der Alfred-Kunze-Sportpark in Leutzsch ist das Heimstadion der BSG Chemie Leipzig.

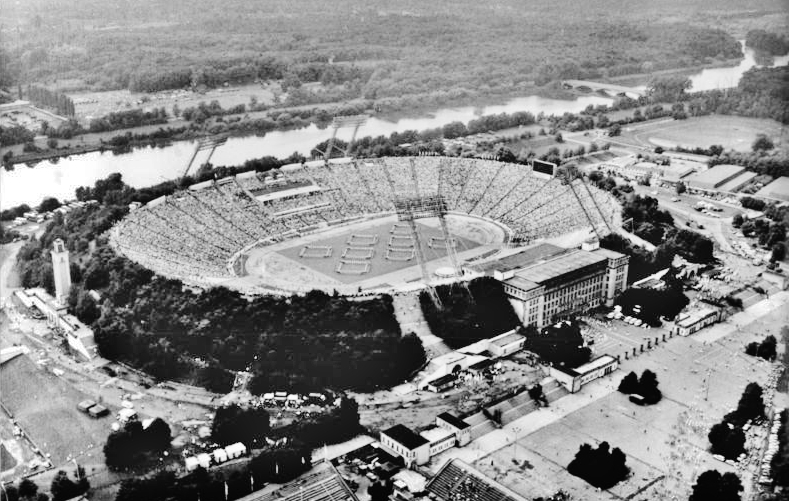
Zentralstadion
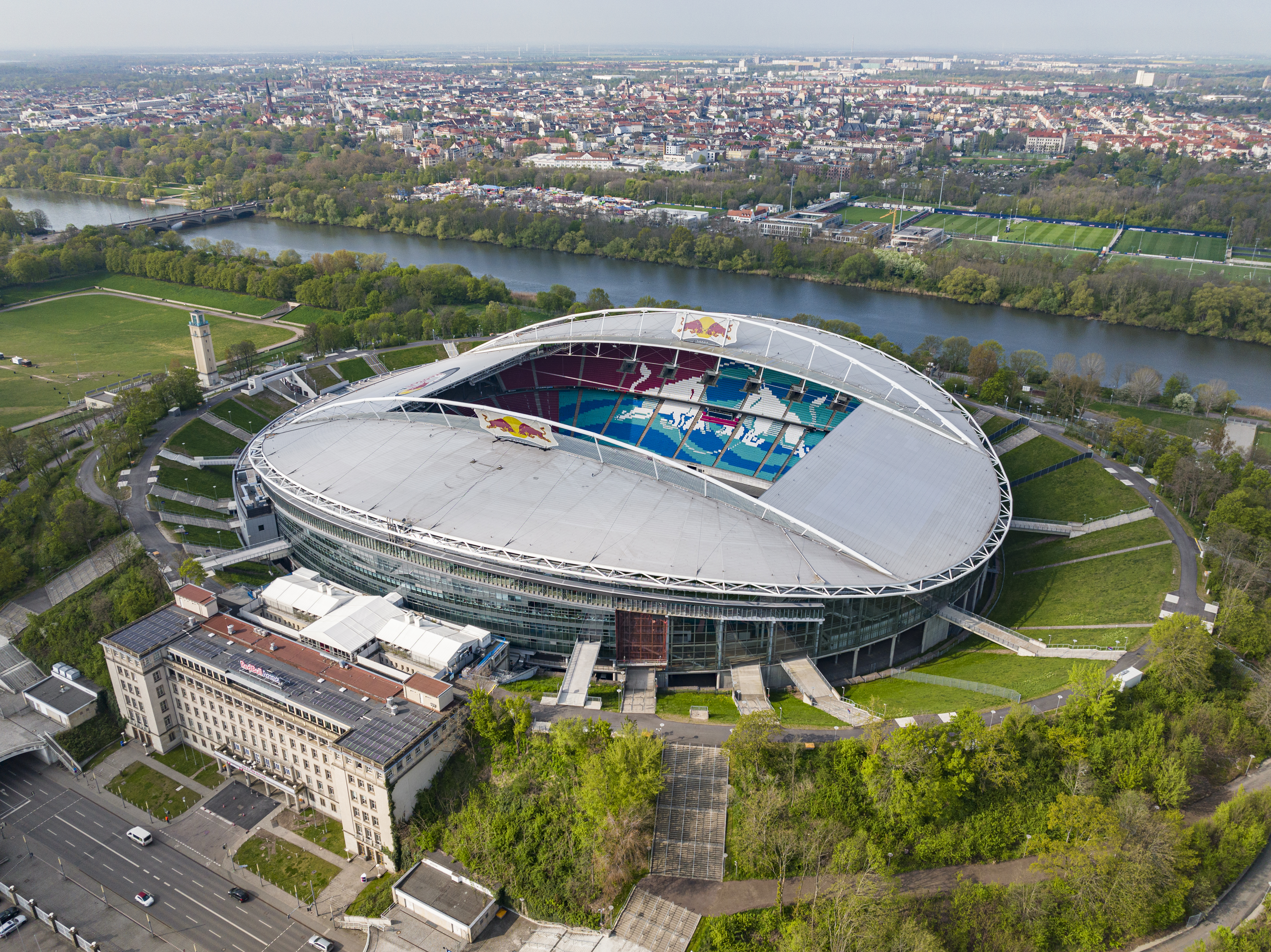
Red Bull Arena
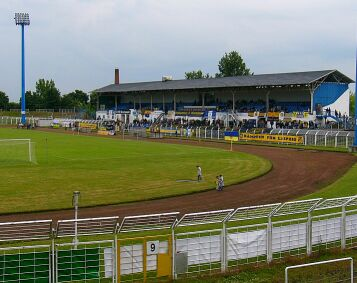
Bruno-Plache-Stadion
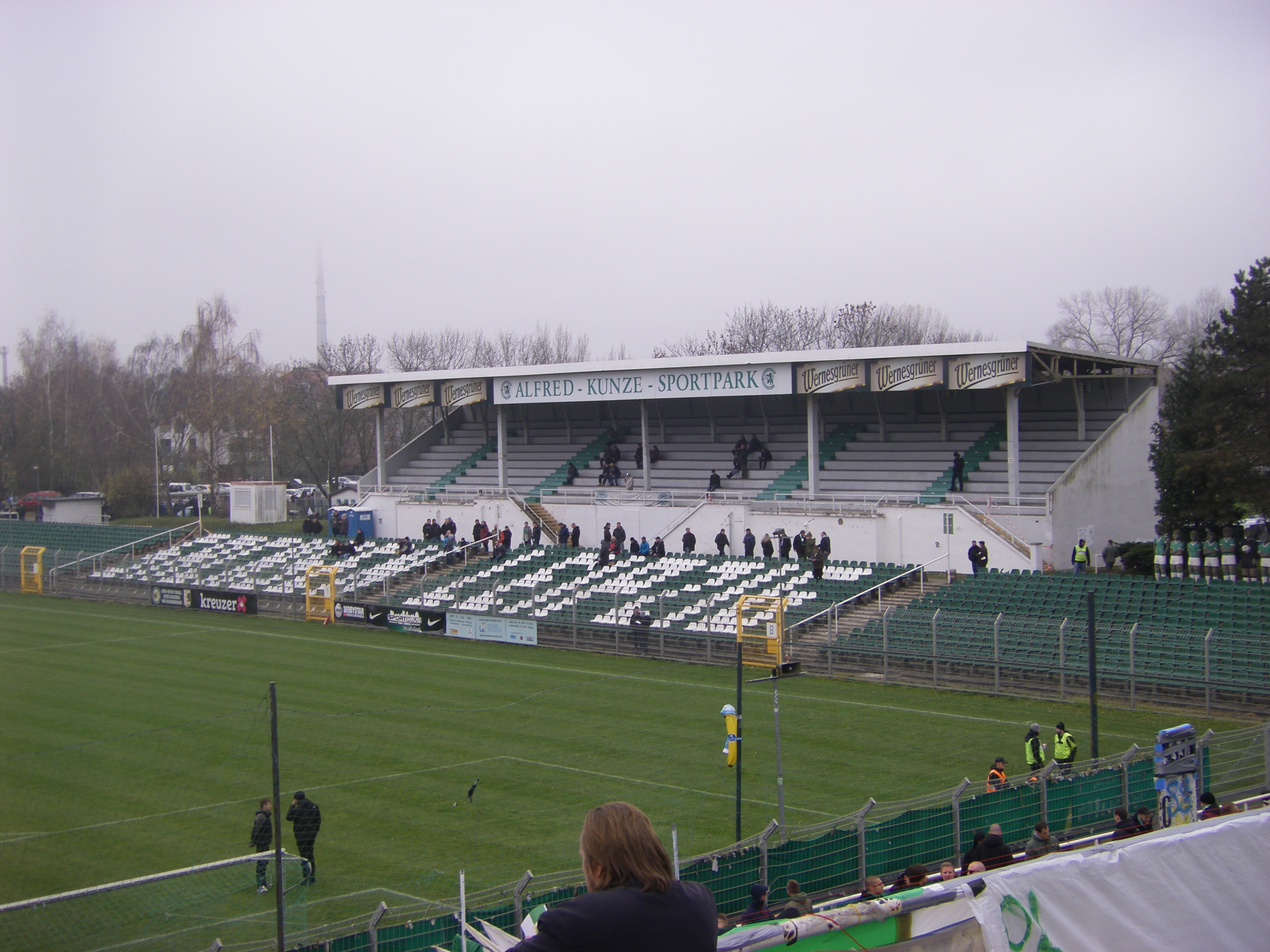
Alfred-Kunze-Sportpark

##### Hockey
Mit dem ATV Leipzig 1845, dem Leipziger SC 1901 und dem HC Lindenau-Grünau wird in Leipzig Feld- und Hallenhockey auf hohem Niveau gespielt. Während die Damen des ATV in der Feldsaison 2010/11 in der 2. Bundesliga spielten, sind sie seit Jahren in der Hallenhockeybundesliga vertreten. Sowohl die Herren des ATV, als auch die Damen des HCLG Leipzig spielten beide in der Saison 2009/10 in der zweiten Bundesliga und sind aktuell in der dritthöchsten Spielklasse, der auch die Damen des Leipziger SC lange Jahre angehörten, vertreten. Die Herren des Leipziger SC schafften den Aufstieg 2010/11 in die Regionalliga und konnten diese Spielklasse 2011/12 halten.
In der Arena Leipzig wurde 2003 die 1. Hallenhockey-Weltmeisterschaft in der Halle und 2015 die 4. Hallenhockey-Weltmeisterschaft ausgetragen. Es traten sowohl bei den Herren wie bei den Damen 12 Nationalmannschaften an. 2005 wurde in Leipzig die Feldhockey-Europameisterschaft der Herren ausgetragen.

##### Leichtathletik
Das Leichtathletikzentrum Leipzig übernahm die ehemals sehr erfolgreiche Leichtathletiksektion der DHfK. Besonders in den Disziplinen Kugelstoßen und Hürdenlauf konnten in den vergangenen Jahren Erfolge erzielt werden.

##### Wassersport
Um national und international erfolgreicher auftreten zu können, haben sich verschiedene Leipziger Schwimmvereine am 25. September 2008 zu einer Startgemeinschaft (SSG Leipzig) zusammengeschlossen. Hier treten die D-Kader der Vereine geschlossen bei Wettkämpfen auf. Der Kanusport hat in Leipzig eine große Tradition. So ist der Leipziger Kanu Club (LKC) besonders im Kanuslalom aktiv. Aber auch im Rennsport (zum Beispiel bei der SC DHfK Leipzig sowie LVB Leipzig) sind Leipziger Kanusportler international erfolgreich (unter anderem: Christian Gille, Anett Schuck, Robert Nuck, Tina Dietze und Mandy Planert). Darüber hinaus gibt es viele Kanuvereine, die ausschließlich das Wasserwandern betreiben. Der SC DHFK ist beim Turmspringen aktiv, Heike Fischer gewann bei den Olympischen Spielen in Peking 2008 eine Bronzemedaille.

##### Radsport
Auf der Radrennbahn Alfred-Rosch-Kampfbahn in Kleinzschocher finden seit 1949 Bahnradsportveranstaltungen statt, deutsche Bahnmeisterschaften, früher DDR-Meisterschaften. 1960 wurden auf ihr die Bahn-Weltmeisterschaften ausgetragen sowie 1981 die Juniorenweltmeisterschaften. 1988 war sie Ziel der Internationalen Friedensfahrt.

##### Rugby
Rugby kann auf eine lange Tradition in Leipzig verweisen. Rugby in Leipzig geht bis in die 1950er Jahre zurück, als mehrere Rugby-Abteilungen gegründet wurden. BSG Lok Leipzig-Wahren, DHfK Leipzig, BSG Gastronom Leipzig und der Armeesportklub ASK Leipzig waren vier Teams, die sich in dieser Zeit bildeten. DHfK war das erfolgreichste Team. Die Mannschaft gewann zwischen 1954 und 1963 fünf Meisterschaften, gefolgt von Lok mit vier. In den 1980er Jahren hatten nur zwei Rugby-Abteilungen überlebt. Dies waren Lok und Gastronom. Lok hatte eine erfolgreiche Periode in den späten 1970er Jahren, als er die Dominanz von BSG Stahl Hennigsdorf brach und drei Ostdeutsche Meisterschaften hintereinander gewann. Mit der deutschen Wiedervereinigung gingen die beiden Rugby-Abteilungen in den HSG DHfK Leipzig über. Im September 1994 traten die Rugbyspieler in den TSV 1893 Leipzig-Wahren ein, wo sie wieder eine eigene Abteilung gründeten. Die Rugbyspieler blieben die nächsten zehn Jahre beim TSV, bis sie im September 2004 den RC Leipzig im Stadtteil Lützschena-Stahmeln gründeten.
Der Rugby-Verband Sachsen hat seinen Sitz in Leipzig und plant zusammen mit dem Deutschen Rugby-Verband und der WILD Rugby Academy den Aufbau eines Leistungszentrums. Rugby zählt neben wenigen anderen Sportarten in Leipzig zu einer Bundesligasportart.

##### Bergsport
- Sektion Leipzig des Deutschen Alpenvereins
- Sektion BSV Leipzig-Mitte des Deutschen Alpenvereins
- IG Klettern und Naturfreunde Mittelsachsen, Mitpächter der Steinbrüche der Leipziger Kletterschule

##### Andere
- Damenmannschaft des Tischtennisvereins LTTV Leutzscher Füchse 1990; Aufstieg in der Saison 2012/13 in die erste Tischtennis-Bundesliga
- American Football Club ASC Leipzig Hawks e. V. (Tackle: Herren, U17, Damen / Flag: U13, U16)
- American Football Club Leipzig Lions von 1992 in der Regionalliga
- Unihockey-Abteilung des SC DHfK Leipzig und Unihockey-Löwen Leipzig; beide in der Unihockey-Bundesliga
- Eishockeymannschaft Icefighters Leipzig in der Eishockey-Oberliga Nord.
- SC Leipzig-Gohlis: Herren- und Damenmannschaft zeitweise in der Schachbundesliga
- Jährlich wird auf der Anlage des Leipziger Tennisclubs 1990 das Tennisturnier Leipzig Open als Teil der German Masters Series durchgeführt.
- Motorsport: Speedway im Motodrom des Motorsportclubs MC Post Leipzig am Cottaweg.
- Slackline: Neben Dresden und Chemnitz ist der Slacknetz Leipzig e. V. einer der ersten Slackline-Vereine in Deutschland.

#### Internationale Großveranstaltungen
Leipzig war in den letzten Jahren oftmals Austragungsort von internationalen Sportveranstaltungen. Die 1. Hallenhockey WM wurde 2003 in der Arena ausgetragen, ebenso wie die Europameisterschaft der Herren im Feldhockey und die Weltmeisterschaften im Fechten in den Jahren 2005 und 2017.
Bundesweites Aufsehen erweckte auch 2005 die Leipziger Kandidatur für die Olympischen Spiele 2012 und in deren Folge aufgekommene Korruptionsvorwürfe. Leipzig setzte sich zunächst überraschend gegen andere deutsche Städte wie Hamburg als nationaler Kandidat durch. Die Bewerbung wurde allerdings vom IOC nicht angenommen, weil die Stadt mit dieser weltweit größten Veranstaltung überfordert sei. Die Nachnutzung der erforderlichen Anlagen sei nicht gesichert und die Hotelkapazität zu klein. Die Spiele 2012 wurden nach London vergeben.
2006 war die Stadt offizieller Austragungsort der Fußball-Weltmeisterschaft 2006. Ein Jahr später folgte die Weltmeisterschaft im Bogenschießen auf der Festwiese. Dazu kamen denn die Europameisterschaften im Modernen Fünfkampf 2009 und im Fechten (2010).
Im Pferdesport kann die Stadt auf zahlreiche Veranstaltungen zurück- und vorausblicken. So fand 2002 das Weltcupfinale der Springreiter und 2008 der Vierspänner in Leipzig statt. Das Weltcupfinale 2011 wurde auf der Leipziger Messe erstmals in allen vier Disziplinen ausgetragen. Jährlich im Januar findet das Weltcupturnier „Partner Pferd“ statt.
Die Tradition des Leipzig-Marathons reicht bis ins Jahr 1897 zurück, als vom Leipziger Club Sportbrüder der erste Marathonlauf auf deutschem Boden organisiert wurde. Die jetzige Veranstaltung wird seit 1977 ausgetragen. Seit 1990 findet im Auwald der Leipziger 100-km-Lauf statt.

## Persönlichkeiten

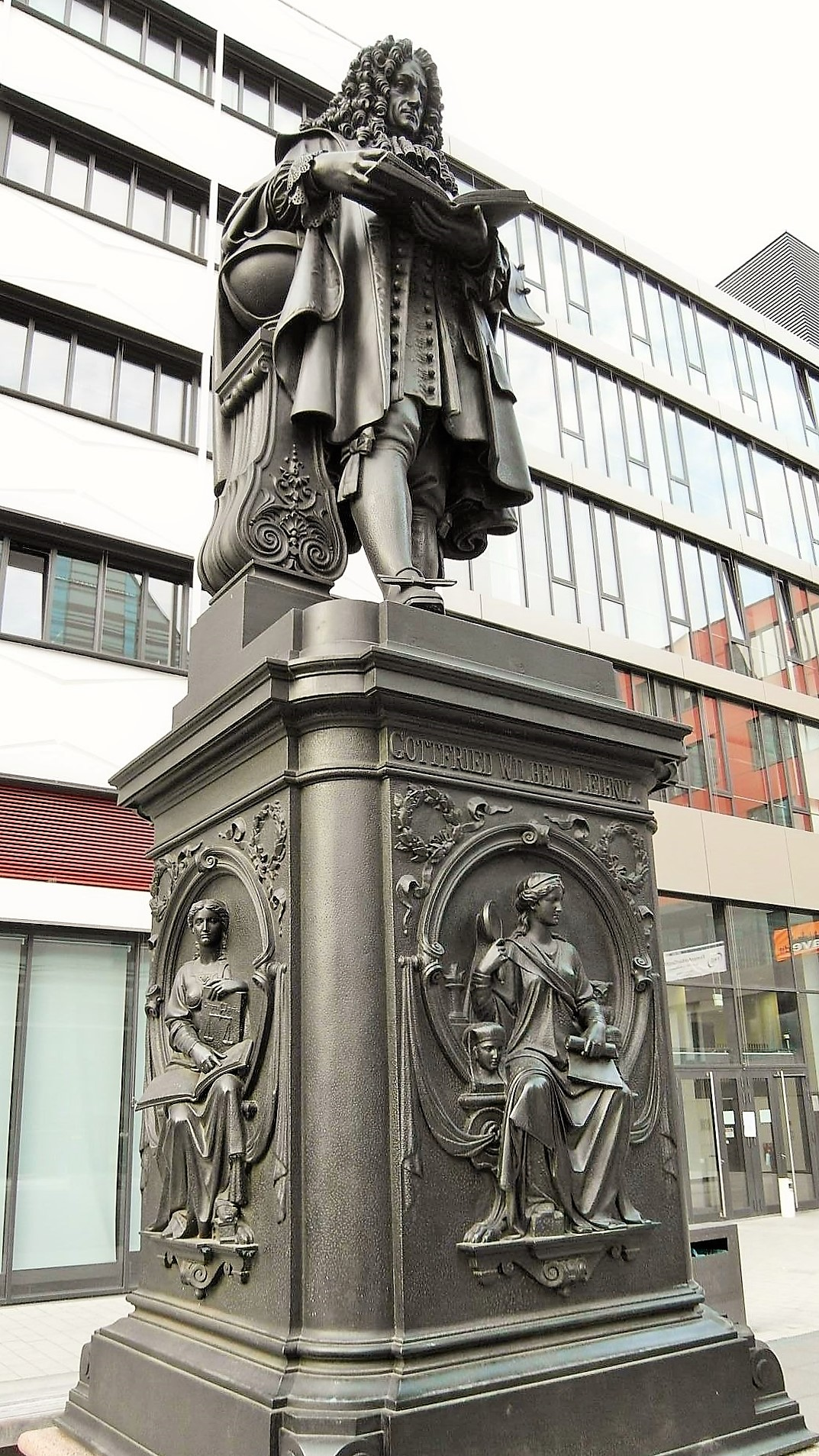
Leibniz-Denkmal

Leipzig hat zahlreiche prominente Söhne und Töchter, beispielsweise den Philosophen und Wissenschaftler Gottfried Wilhelm Leibniz (1646–1716), den Komponisten Richard Wagner (1813–1883), den Kunsthistoriker Nikolaus Pevsner (1902–1983), den Sozialisten Karl Liebknecht (1871–1919) oder den NASA-Manager Jesco von Puttkamer (1933–2012).
Zahlreiche nicht weniger berühmte Persönlichkeiten haben zumindest Teile ihres Lebens in Leipzig verbracht und gewirkt, wie die Komponisten Johann Sebastian Bach und Felix Mendelssohn Bartholdy, der Philosoph Friedrich Nietzsche, der Physiknobelpreisträger Werner Heisenberg oder der Automobilbauer August Horch. Der Dichter Heinrich von Kleist hatte sich am 1. September 1800 unter falschem Namen an der Universität Leipzig eingeschrieben.
Die Stadt Leipzig hat seit 1832 an 92 Persönlichkeiten das Ehrenbürgerrecht verliehen. Sechs Personen (Karl Binding, Paul von Hindenburg, Adolf Hitler, Hans Frank, Wilhelm Frick und Walter Ulbricht) wurde das Ehrenbürgerrecht wieder aberkannt.
Seit dem Jahre 1997 verleiht die Stadt Leipzig die Ehrenmedaille an Persönlichkeiten, die sich um das Ansehen der Stadt verdient gemacht haben.
Die Bürger der Stadt Leipzig wurden 2006 mit dem Courage-Preis für ihren Mut und gewaltlose Demonstrationen, die den Grundstein für die Wiedervereinigung legten, ausgezeichnet.
Leipzig hat auch eine Vielzahl von Persönlichkeiten, die als Originale zu bezeichnen sind. Dazu zählt u. a. Achim Ernst Brembach, der als „Kerzenmann von Leipzig“ Bekanntheit erlangte.

## Nach Leipzig benannte Orte
- Das Dorf Thurland in Sachsen-Anhalt hat einen Ortsteil Klein Leipzig.
- In Russland gibt es in der Oblast Tscheljabinsk (Rajon Warnenskij) im Südural nahe der Grenze zu Kasachstan ein Dorf mit dem Namen Лейпциг (Leipzig), das auf Kosaken zurückgeht, die an der Völkerschlacht bei Leipzig teilgenommen hatten.
- Die ukrainische Siedlung Serpnewe westlich von Odessa nahe der Grenze zur Republik Moldau wurde 1814 von 126 deutschen Auswandererfamilien gegründet, die Zar Alexander I. als Kolonisten ins Gouvernement Bessarabien im Russischen Kaiserreich gerufen hatte. Der Ort hieß von 1817 bis 1940 Leipzig.
- Der im bessarabischen Leipzig (heute Serpnewe) geborene Daniel Sprecher wanderte 1885 in die USA aus, zunächst nach Dakota. 1893 ließ er sich mit weiteren deutschen Aussiedlern in Nord-Dakota nieder. 1895 wurde der neu entstandene Ort nach Sprechers Geburtsort New Leipzig benannt.
- Um die Aussprache zu erleichtern, wurden Orte in den USA statt Leipzig als Leipsic bezeichnet, so ein Leipsic im Bundesstaat Ohio,
- … und ein weiteres Leipsic in Delaware.
- In der kanadischen Provinz Saskatchewan gibt es in der Landgemeinde Reford No. 379 einen Weiler mit dem Namen Leipzig, der bis 1984 ein eigenständiges Dorf war. Er enthält das ehemalige Kloster Leipzig Convent.
- Die Feste Leipzig (seit 1918 Groupe fortifié François-de-Guise) ist eine etwa neun Kilometer nordwestlich von Metz gelegene, von 1907 bis 1912 zur Verteidigung des Deutschen Kaiserreichs gegen Frankreich errichtete Festungsanlage.
- Anlässlich der Erstbesteigung 1989 eines Berges im Pamir an der Grenze von Kirgisistan und Tadschikistan durch eine Bergsteigergruppe aus Leipzig wurde dieser als Pik Leipzig benannt.[233]

## Leipzig im Film
Leipzig ist Kulisse für mehrere Filme und Fernsehserien. Der DEFA-Kriminalfilm Schwarzer Samt mit Erich Gerberding, Christine Laszar und Fred Delmare wurde 1963 in und um Leipzig gedreht. Drehorte waren unter anderem das Hotel Astoria und das Völkerschlachtdenkmal. Auch Rudi Strahls 1965/66 gedrehte Gangster-Komödie Hände hoch oder ich schieße mit Rolf Herricht, Herbert Köfer und Manfred Uhlig zeigt verschiedene Orte der Leipziger Innenstadt. Er ist der letzte unveröffentlichte DEFA-Film mit Aufführungsverbot aus der Zeit des 11. Plenums von 1965 und konnte erst 2009 für eine Kinoversion rekonstruiert werden. Leipziger Schauplätze präsentieren auch der DEFA-Musikfilm Heißer Sommer von 1968, der Kinderfilm Der Weihnachtsmann heißt Willi (1969), ebenfalls mit Rolf Herricht und die DEFA-Komödie Du und ich und Klein-Paris von 1971 nach dem gleichnamigen Jugendbuch von Rudi Strahl.
Auch Nikolaikirche, ein Film über die Demonstrationen im Wendeherbst 1989, wurde an Leipziger Originalschauplätzen gedreht. Das ZDF zeigt die Krimiserie SOKO Leipzig. Die ARD zeigt im Ersten die Serien Tierärztin Dr. Mertens und In aller Freundschaft sowie im MDR Fernsehen Dokumentationen über den Zoo (Elefant, Tiger & Co.) sowie über den Bahnhof Leipzig Hauptbahnhof. Außerdem zeigte die ARD im Ersten zwischen 2000 und 2007 die Leipziger Ermittler Ehrlicher und Kain und von 2008 bis 2015 Saalfeld und Keppler der Fernsehkrimireihe Tatort. In dem Dokumentarfilm Tanz mit der Zeit werden vier ehemalige Mitglieder der Oper Leipzig, die in dem Tanzstück Zeit – tanzen seit 1927 von Heike Hennig & Co mit achtzig Jahren auf die Bühne zurückkehrten, für ZDF und Arte von Trevor Peters porträtiert. Die im Auftrag von ARD und MDR produzierten Filme Ein Fall von Liebe sowie die dazugehörige Fernsehserie werden ebenfalls in Leipzig gedreht. Auch der größte Teil des Films Das Fliegende Klassenzimmer nach dem gleichnamigen Buch von Erich Kästner spielt in Leipzig. Die westlichen und südlichen Stadtteile der Wendezeit bilden die Kulisse für den Videoclip zu Die da von den Fantastischen Vier. Filme der Reihe Leipzig-Filme wie Alfred und Letztes Jahr Titanic des Regisseurs Andreas Voigt erzählen von Lebensgeschichten und Schicksalen von Menschen in Leipzig. In jüngerer Zeit war die Stadt Drehort für Fernsehfilme wie Die Frau vom Checkpoint Charlie, Die Gustloff oder Dresden und Kinofilme wie Das weiße Band, Flightplan, Mr. Nobody, Schwerkraft, Ein russischer Sommer, Lila, Lila, Unknown Identity und The First Avenger: Civil War.

## Trivia/Redewendung
Leipzig/Einundleipzig:
Nach dem deutschen Sieg im Deutsch-Französischen Krieg 1870/71 (abgekürzt gesprochen: „Siebzig/Einundsiebzig“) über Napoleon III. wurde der Sieg der Deutschen und Verbündeten in der Völkerschlacht bei Leipzig (1813) über Napoleon I. kurz und in Erinnerung daran „Leipzig/Einundleipzig“ benannt. Diese Redewendung hielt sich sehr lange im deutschen Sprachraum. Später verstand man darunter: „Das ist schon so lange her!“

### Stadtführer
- Toma Babovic, Edgar S. Hasse: Leipzig. In englischer, deutscher und französischer Sprache. Ellert & Richter, Hamburg 2005, ISBN 3-8319-0024-8.
- Ansgar Bach: Literarisches Leipzig. 80 Dichter, Gelehrte und Verleger – Wohnorte, Wirken und Werke. Verlag Jena 1800, Berlin 2011, ISBN 978-3-931911-38-6.
- Volker Frank, Helga Elenore Frester, Ulla Heise: Leipzig zu Fuß. 22 Stadtteilrundgänge. Forum Verlag Leipzig, Leipzig/Hamburg 1990, ISBN 3-87975-543-4.
- Tobias Gohlis: DuMont-Reisetaschenbuch Leipzig. DuMont, Köln 2006, ISBN 978-3-7701-4347-4.
- Maren Goltz: Musik-Stadtführer Leipzig. Kamprad, Altenburg 2004, ISBN 3-930550-34-2.
- Ralph Grüneberger: 3 Tage × Leipzig. Fotografien u. a. von Roger Rössing. Vista Point Verlag, Köln 1990, ISBN 978-3-88973-101-2.
- Wolfgang Hocquél: Leipzig. Architektur von der Romanik bis zur Gegenwart. Passage, Leipzig 2004, ISBN 3-932900-54-5.
- Bernd-Lutz Lange: Gebrauchsanweisung für Leipzig. Piper, München 2008, ISBN 978-3-492-27560-6.
- Janka Löwe, Bettina Meißner: Leipzig (= DuMont direkt). DuMont, Ostfildern 2008, ISBN 978-3-7701-6450-9.
- Annette Menting: Reclams Städteführer Leipzig. Architektur und Kunst. Reclam, Stuttgart 2015, ISBN 978-3-15-019259-7.
- Doris Mundus, Ulla Heise: Leipziger Landpartien. 15 Tagesausflüge für Neugierige. 3. Auflage, Neureuter, Leipzig 2002, ISBN 3-9805084-9-8.
- Thomas Nabert (Red.): Quer durch Leipzig mit dem Rad. 2. Auflage. PRO LEIPZIG und Planungsbüro StadtLabor und ADFC Leipzig, Leipzig 2006, ISBN 3-9807201-5-2.
- Stefan Sachs: Leipzig (= Go Vista City Guide). 5. Auflage. Vista Point, Köln 2005, ISBN 978-3-88973-143-2.
- Evelyn TerVehn: Leipzig (= Marco Polo Reiseführer). 4. Auflage, Mairs Geographischer Verlag, Ostfildern 2006.
- Gabriele Walter: Leipzig (= Merian live!). Travel House Media, München 2008, ISBN 978-3-8342-0454-7.
- Sebastian Ringel: Wie Leipzigs Innenstadt verschwunden ist. 150 verlorene Bauten aus 150 Jahren. 2. Auflage, edition überland, Leipzig 2018, ISBN 978-3-948049-00-3.

### Denkmalinventare
- Cornelius Gurlitt (Bearb.): Beschreibende Darstellung der älteren Bau- und Kunstdenkmäler des Königreichs Sachsen, Heft 16. Amtshauptmannschaft Leipzig. Meinhold, Dresden 1894.
- Cornelius Gurlitt (Bearb.): Beschreibende Darstellung der älteren Bau- und Kunstdenkmäler des Königreichs Sachsen, Heft 17/18. Stadt Leipzig. Meinhold, Dresden 1895–1896.
- Heinrich Magirius u. a. (Bearb.): Stadt Leipzig, die Sakralbauten. Mit einem Überblick über die städtebauliche Entwicklung von den Anfängen bis 1989. Deutscher Kunstverlag, München 1995, ISBN 3-422-00568-4 (2 Bände).
- Markus Cottin u. a.: Leipziger Denkmale. Sax, Beucha 1998, ISBN 3-930076-71-3.
- Christoph Kühn, Brunhilde Rothbauer (Bearb.): Stadt Leipzig, Band 1. Südliche Stadterweiterung. (= Denkmaltopographie Bundesrepublik Deutschland, Denkmale in Sachsen) Verlag der Kunst, Berlin 1998, ISBN 3-345-00628-6.
- Marc Mielzarjewicz: Lost Places Leipzig. Verborgene Welten. Mitteldeutscher Verlag, Halle (Saale) 2009, ISBN 978-3-89812-651-9.

### Belletristik
- Samuel Agnon: Herrn Lublins Laden. Kiepenheuer, Leipzig 1993, ISBN 3-378-00541-6.
- Reinhard Gröper: Herrn Arnolds Garten. Roman. Klett-Cotta, Stuttgart 1979, ISBN 3-608-95732-4.
- Ralph Grüneberger (Text) und Sigrid Schmidt (Fotografie): Leipzig – Poetische Ansichten. Sax Verlag, Beucha 2006, ISBN 978-3-934544-87-1.
- Stefan Haffner: Lerchen und Löwen. Mitteldeutscher Verlag, Halle (Saale) 2006, ISBN 3-89812-395-2.
- Stefan Haffner: Die Rückkehr der Wölfin. Mitteldeutscher Verlag, Halle (Saale) 2007, ISBN 3-89812-427-4.
- Stefan Haffner: Kindermund. Mitteldeutscher Verlag, Halle (Saale) 2010, ISBN 3-89812-704-4.
- Markus Heitz: Die Kinder des Judas. Knaur, München 2007, ISBN 3-426-66277-9.
- Johannes Herwig: Bis die Sterne zittern. Gerstenberg, Hildesheim 2017, ISBN 978-3-8369-5955-1.
- Martin Jankowski: Rabet oder das Verschwinden einer Himmelsrichtung. Via-Verbis, Scheidegg 1999, ISBN 3-933902-03-7.
- Sascha Lange: DJ Westradio. Aufbau, Berlin 2007, ISBN 3-351-02645-5.
- Erich Loest: Völkerschlachtdenkmal. 4. Auflage. dtv, München 1998, ISBN 3-423-12533-0.
- Erich Loest: Reichsgericht. Linden, Leipzig 2001, ISBN 3-86152-003-6.
- Erich Loest: Nikolaikirche. 8. Auflage. dtv, München 2002, ISBN 3-423-12448-2.
- Clemens Meyer: Als wir träumten. 3. Auflage. Fischer, Frankfurt am Main 2006, ISBN 3-10-048600-5.
- Uwe Siemon-Netto, Fotos: Guido Mangold: Leipzig: Das Sachsen-Paris. In: Geo-Magazin. Hamburg 1979, 2, S. 50–76 (Informativer Erlebnisbericht eines Insiders).
- Dieter Zimmer: Das Hochzeitsfoto. Lübbe, Bergisch Gladbach 1994, ISBN 3-404-12211-9.
- Dieter Zimmer: Für’n Groschen Brause. 26. Auflage. Lübbe, Bergisch Gladbach 2003, ISBN 3-404-10183-9.

### Sachbücher
- Hans Baier (Hrsg.): Medienstadt Leipzig, Tradition und Perspektiven. Vistas-Verlag, Berlin 1992, ISBN 3-89158-070-3.
- Enno Bünz (Hrsg.): Geschichte der Stadt Leipzig. Bd. 1: Von den Anfängen bis zur Reformation. Leipziger Universitätsverlag, Leipzig 2015, ISBN 978-3-86583-801-8.
- Detlef Döring (Hrsg.): Geschichte der Stadt Leipzig. Bd. 2: Von der Reformation bis zum Wiener Kongress. Leipziger Universitätsverlag, Leipzig 2016, ISBN 978-3-86583-802-5.
- Susanne Schötz (Hrsg.): Geschichte der Stadt Leipzig. Bd. 3: Vom Wiener Kongress bis zum Ersten Weltkrieg, Leipziger Universitätsverlag, Leipzig 2017, ISBN 978-3-86583-803-2,
- Ulrich von Hehl (Hrsg.): Geschichte der Stadt Leipzig. Bd. 4: Vom Ersten Weltkrieg bis zur Gegenwart, Leipziger Universitätsverlag, Leipzig 2019, ISBN 978-3-86583-804-9,
- Volker Ebersbach: Leipzig – eine Stadtlandschaft. Fotos von Sebastian Kaps. Mitteldeutscher Verlag, Halle/Saale 1994, ISBN 3-354-00815-6 (Bildband).
- Mario Gäbler: Was von der Buchstadt übrig blieb. Die Entwicklung der Leipziger Verlage nach 1989. Plöttner Verlag, Leipzig 2010, ISBN 978-3-938442-76-0.
- Niels Gormsen, Armin Kühne: Leipzig. Den Wandel zeigen. 3. Auflage. Edition Leipzig, Leipzig 2000, ISBN 3-361-00509-4.
- Peter Gutte: Flora der Stadt Leipzig einschließlich Markkleeberg. Weissdorn, Jena 2006, ISBN 3-936055-50-5.
- Lutz Heydick: Leipzig. Historischer Führer zu Stadt und Land. Teil Leipzig. Urania-Verlag, Leipzig/Jena/Berlin 1990, ISBN 3-332-00337-2.
- Birgit Horn: Die Nacht, als der Feuertod vom Himmel stürzte. Leipzig, 4. Dezember 1943. Wartberg, Gudensberg-Gleichen 2003, ISBN 3-8313-1340-7.
- Thomas Keiderling: Aufstieg und Niedergang der Buchstadt Leipzig. Sax-Verlag, Markkleeberg 2012, ISBN 978-3-86729-098-2.
- Leipziger Verlags- und Druck GmbH (Hrsg.): Zeitreise. 1200 Jahre Leben in Leipzig. Leipzig 2007, ISBN 3-9806625-4-3.
- Steffen Raßloff: Kleine Geschichte der Stadt Leipzig. Rhino, Ilmenau 2020, ISBN 978-3-95560-082-2.
- Horst Riedel: Chronik der Stadt Leipzig. 2500 Ereignisse in Wort und Bild. Wartberg, Gudensberg-Gleichen 2001, ISBN 3-8313-1111-0.
- Helga Schmidt, Gudrun Mayer u. a. (Hrsg.): Der Leipzig-Atlas. Unterwegs in einer weltoffenen Stadt am Knotenpunkt zwischen West- und Osteuropa. Emons, Köln 2005, ISBN 3-89705-269-5.
- Wolfgang Schröder: Leipzig – die Wiege der deutschen Arbeiterbewegung. Wurzeln und Werden des Arbeiterbildungsvereins von 1848/49 bis 1878/81. Dietz, Berlin 2010, ISBN 978-3-320-02214-3.
- Klaus Schuhmann: Leipzig-Transit. Ein literaturgeschichtlicher Streifzug von der Jahrhundertwende bis 1933 (= Leipzig – Geschichte und Kultur. Band 2). Leipziger Universitäts-Verlag, Leipzig 2005, ISBN 3-936522-88-X.
- Ralf Schuhmann: Leipzig im Umbruch. Mit Fotografien von Ralf Schuhmann und Texten von Angela Krauß, Engelbert Lütke Daldrup und Andreas Wolf. Verlag der Kunst, Amsterdam/Dresden 1999, ISBN 90-5705-142-7.
- Alberto Schwarz: Das Alte Leipzig – Stadtbild und Architektur. Beucha 2018, ISBN 978-3-86729-226-9.
- Joachim Tesch (Hrsg.): Bauen in Leipzig 1945–1990. Akteure und Zeitzeugen auf persönlichen Spuren der Leipziger Baugeschichte. Rosa-Luxemburg-Stiftung Sachsen, Leipzig 2003, ISBN 3-89819-159-1.

### Lexika
- Horst Riedel, Thomas Nabert (Red.): Stadtlexikon Leipzig von A bis Z. 1. Auflage. Pro Leipzig, Leipzig 2005, ISBN 3-936508-03-8.
- Mark Lehmstedt: Buchstadt Leipzig. Biografisches Lexikon des Leipziger Buchgewerbes. Band 1 (1420–1538). Lehmstedt Verlag, Leipzig 2019, ISBN 978-3-95797-099-2.